# فهرست افراد ترنس
فهرست افراد ترنس (به انگلیسی: List of transgender people) این لیست شامل افرادی است که تراجنسیتی هستند. در برخی از جوامع غیرغربی، باستانی یا قرون وسطایی، تراجنسیتی‌ها ممکن است به عنوان یک جنس متفاوت دیده شوند و ممکن است دسته‌بندی جداگانه ای برای آنها وجود داشته باشد که متفاوت از دوتایی «مرد» یا «زن» باشد. این افراد ممکن است در مجموع به عنوان نقش جنسیتی سوم توصیف شوند. این فرهنگ‌ها ممکن است نقش‌های اجتماعی و تشریفاتی سنتی برای افراد جنسیت سوم داشته باشند که با نقش‌ها و فضاهای اجتماعی مردانه یا زنانه متفاوت است.
این صفحه حاوی نام افرادی است که تحت عنوان تراجنسیتی شناخته شده‌اند که می‌تواند شامل افراد تراجنسی، دگرجنس‌پوش، مبدل‌پوش و غیردودویی شود.

## فهرست
| - مارجه سیسکو آلتو (متولد شده در تاریخ ۲۹ ژوئیه ۱۹۵۴) کشیش کلیسا - رها آجودانی (متولد شده در تاریخ ۹ ژانویه ۲۰۰۵)نویسنده، فعال حقوق بشر و و زندانی سابق سیاسی - آدرت خواننده و رقاص یهودی - نینا آرسنالت (۲۰ ژانویه ۱۹۷۴) نویسنده، بازیگر - کالپرنیا آدامز(۲۰ فوریه۱۹۷۱) موسیقی‌دان و بازیگر آمریکایی - استلا آسمودله (۲۲ آوریل۱۹۶۴) مدل، رقاص، موسیقی‌دان، نویسنده و بازیگر - آنا گرودزکا (۱۹ مارس ۱۹۵۴) دومین تراجنسی راه یافته به مجلس پارلمان در تاریخ اروپا و اولین تراجنسی راه یافته به مجلس در لهستان - الانا استار بازیگر، مدل و رقاص - آوریل اشلی (متولد ۲۵ آوریل ۱۹۳۵) اولین تراجنسی شناخته شده انگلیسی - انزا اندرسون فعال سیاسی و رسانه ای - دانا اینترنشنال (زاده ۲ فوریه ۱۹۷۲) خواننده اسرائیلی الکساندرا بلینگ (۲۸ مارس ۱۹۶۲) بازیگر آمریکایی - کیم پتراس (متولد ۲۷ اوت ۱۹۹۲) خواننده - یانا تالاچکووا مدل کانادایی و شخصیت تلویزیونی - آندره‌آ جیمز (۱۶ ژانویه۱۹۶۷) نویسنده و کارگردان آمریکایی و فعال دگرباشان جنسی - بیبانا فرناندز (۱۳ فوریهٔ ۱۹۵۴) بازیگر، خواننده و مدل اسپانیایی - آماندا لیپوره مدل، طراح مد، هنرمند و نوازنده - لیلاه آلکورن ترنس زن ۱۷ ساله‌ای که خودکشی او در رسانه‌ها بازتاب گسترده‌ای داشت - ریوین کانل جامعه‌شناس و استاد دانشگاه - لین کانوی (متولد ۱۰ ژانویه ۱۹۳۸) مهندس علوم رایانه، مهندس برق، مخترع ویک فعال اجتماعی برای تراجنسی‌ها - ایسس کینگ (متولد ۱ اکتبر ۱۹۸۵) مدل و طراح آمریکایی - کندیس کین بازیگر آمریکایی - کارولینا کاسی (۳۱ اوت ۱۹۵۴) مشهورترین مدل تراجنسی انگلیسی - شایا گلدوست (زاده ۱۲ فروردین ۱۳۶۵) فعال حقوق بشر، مجری و خبرنگار - مریم خاتون ملک‌آرا (۱۳۲۹ در آبکنار، بندر انزلی — ۶ فروردین ۱۳۹۱ در تهران) اولین تراجنسی شناخته شده در ایران - میمی مارکس - بل نانتیتا (زاده ۲۰ دسامبر ۱۹۸۳) خواننده تایلندی - هریسو (متولد ۱۷ فوریه۱۹۷۵) بازیگر، خواننده و مدل در کره جنوبی - کریستینه یورگنسن (۳۰ می ۱۹۲۶–۳ می ۱۹۸۹) اولین تراجنسی مرد به زن شناخته شده در آمریکا |

## زنان ترنس سرشناس

مریم خاتون ملک‌آرا
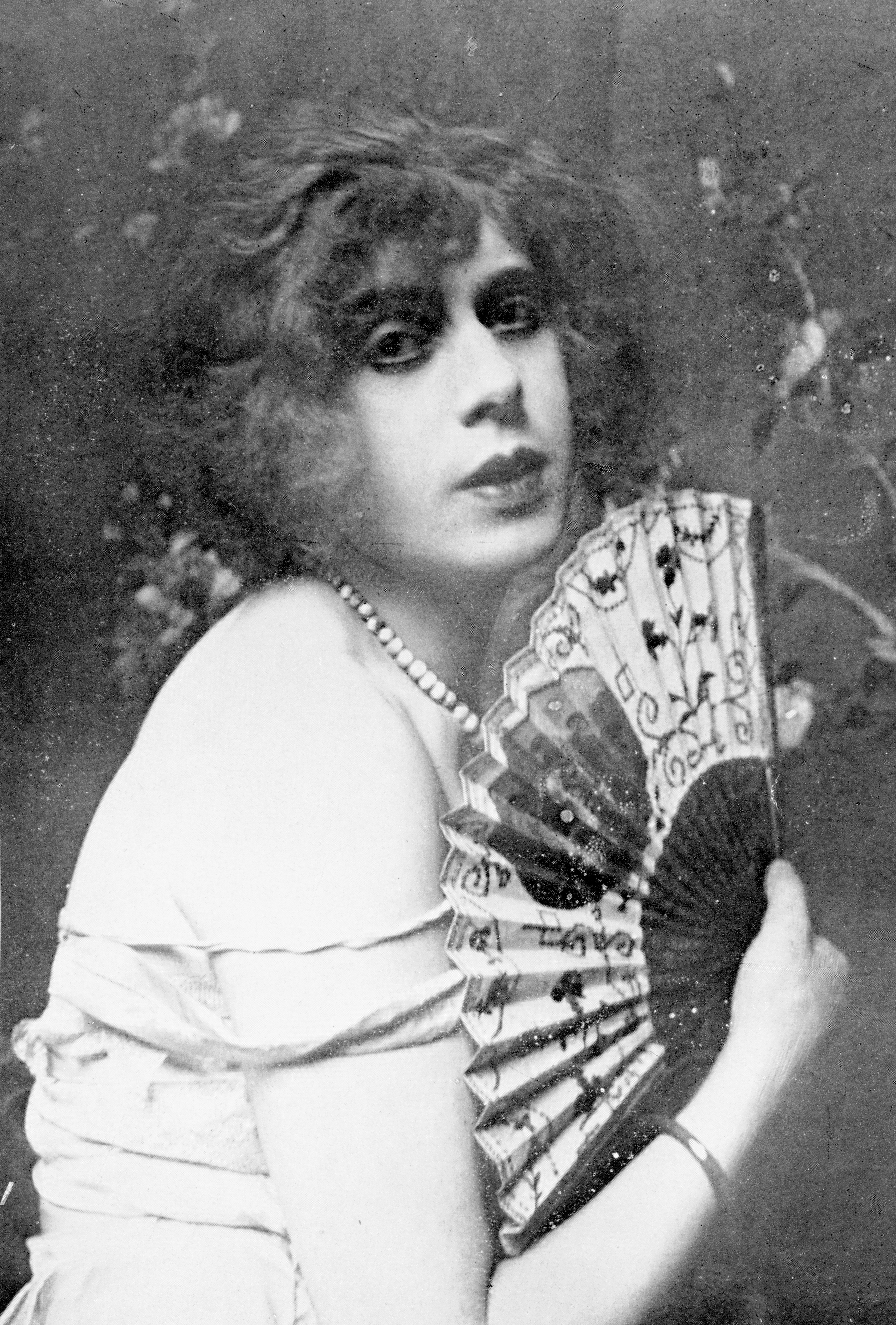
لیلی البه
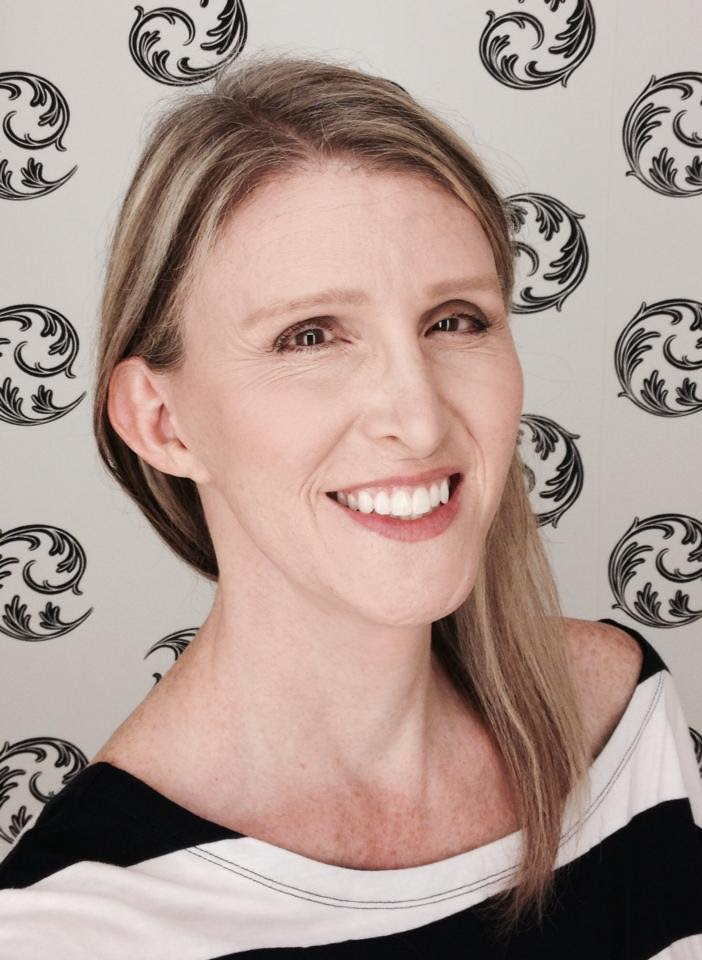
آندره‌آ جیمز
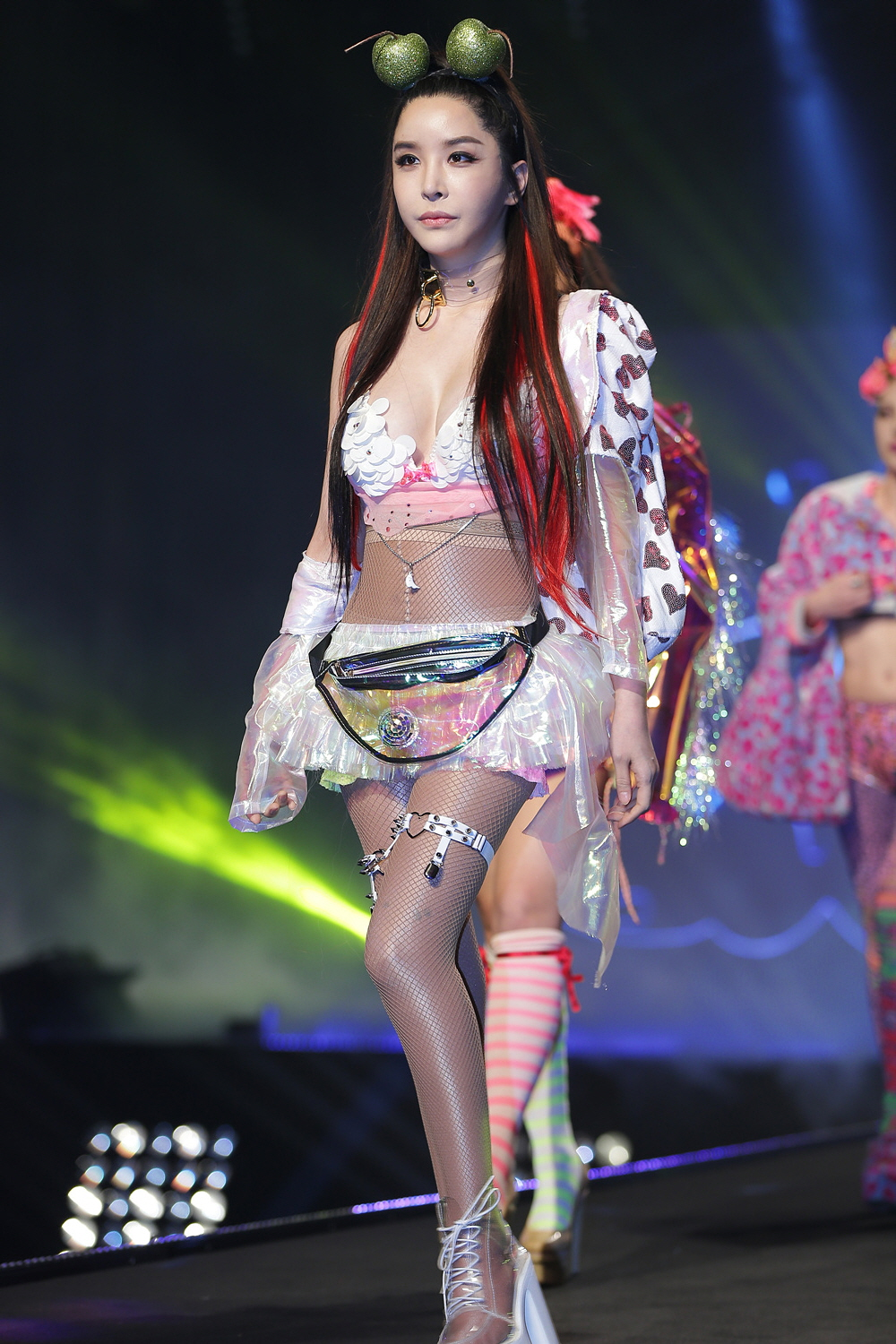
هریسو
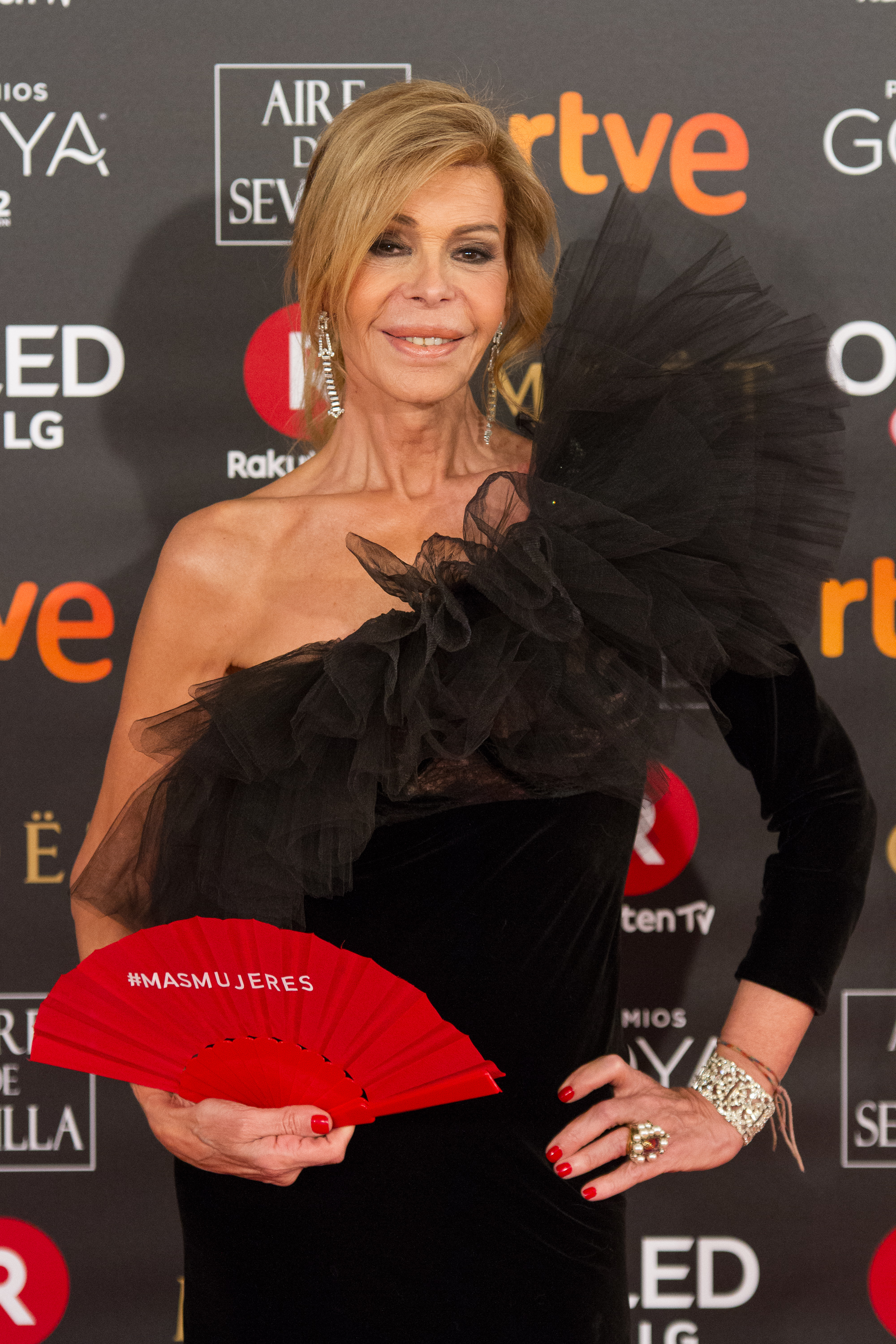
بیبیانا فرناندز
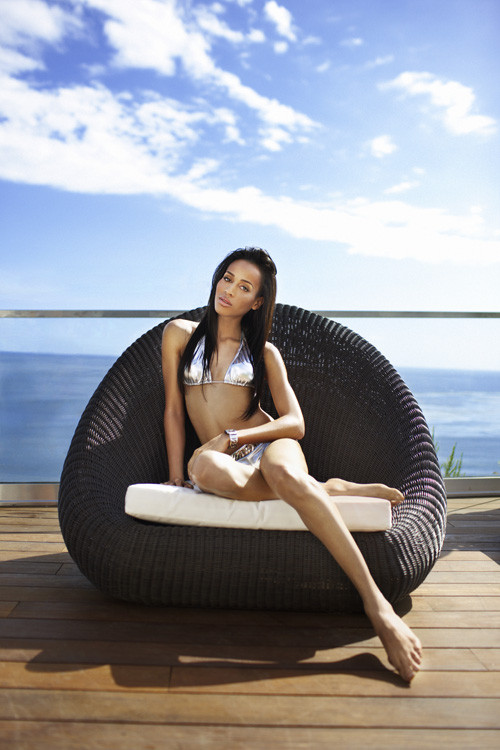
ایسس کینگ
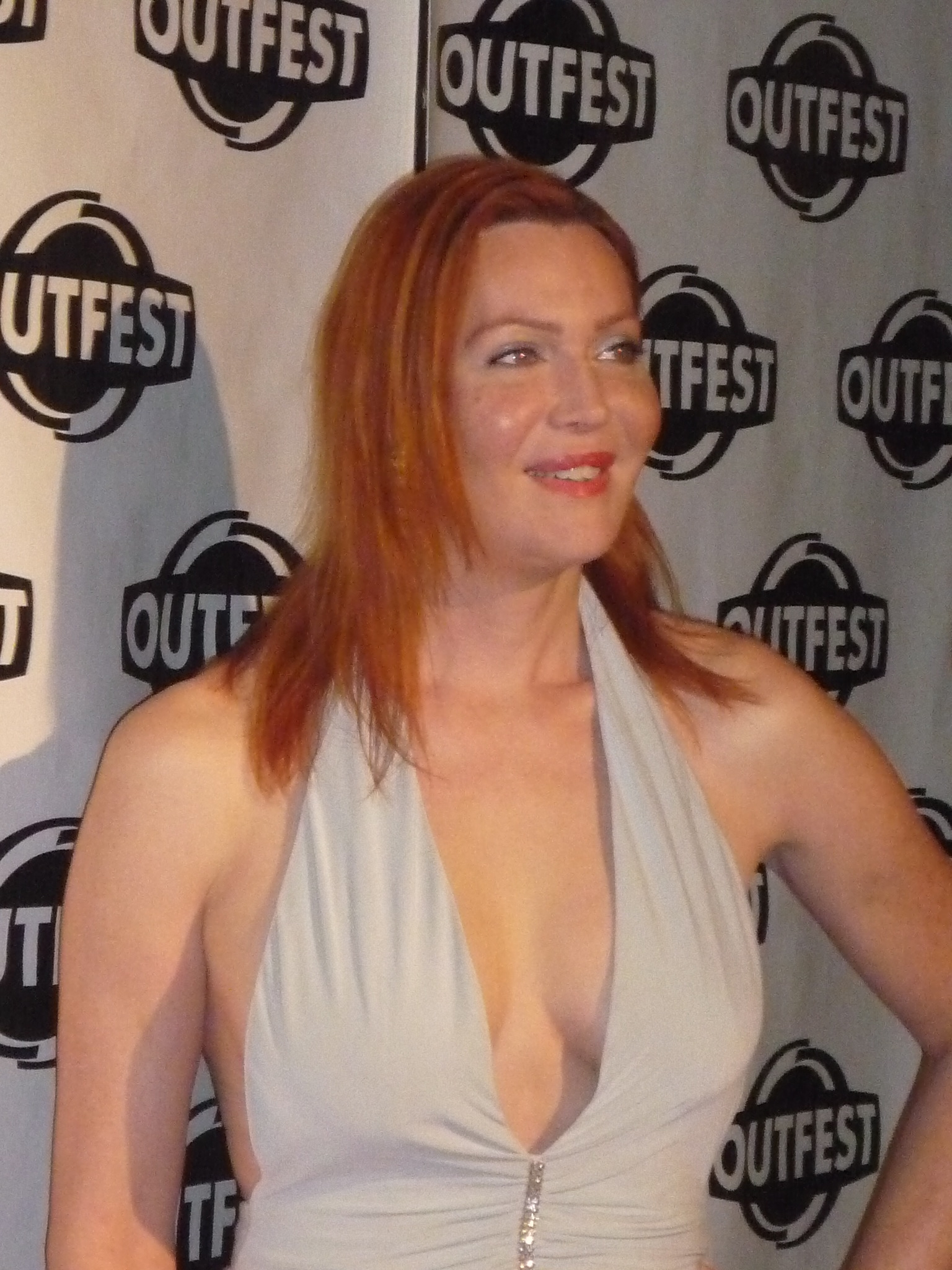
کالپرنیا آدامز
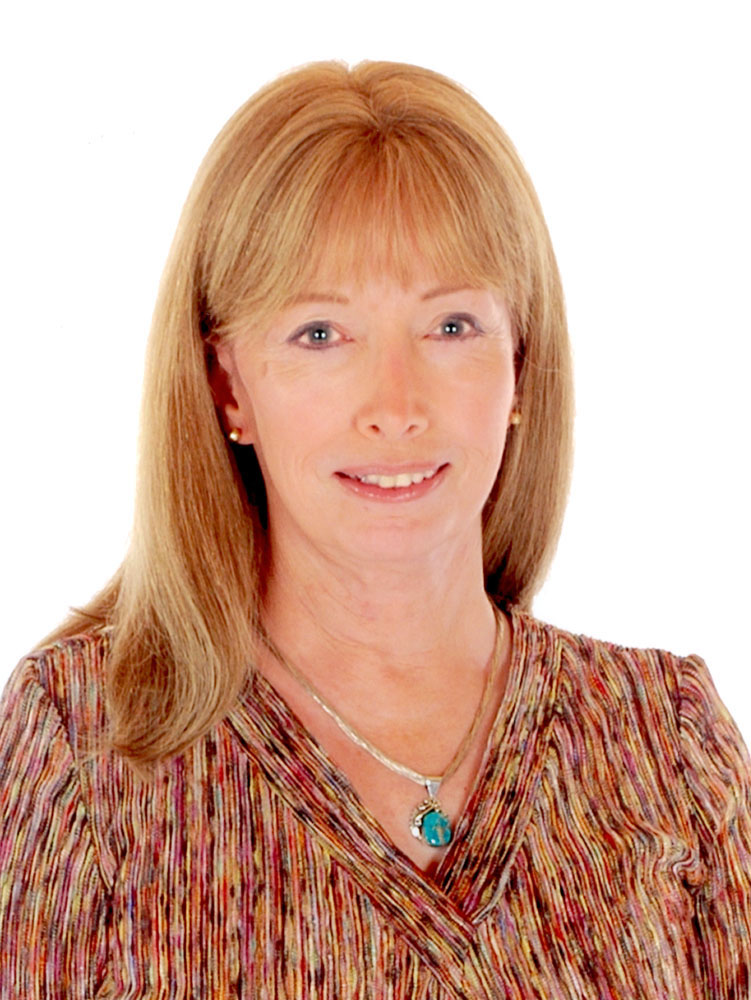
لین کانوی
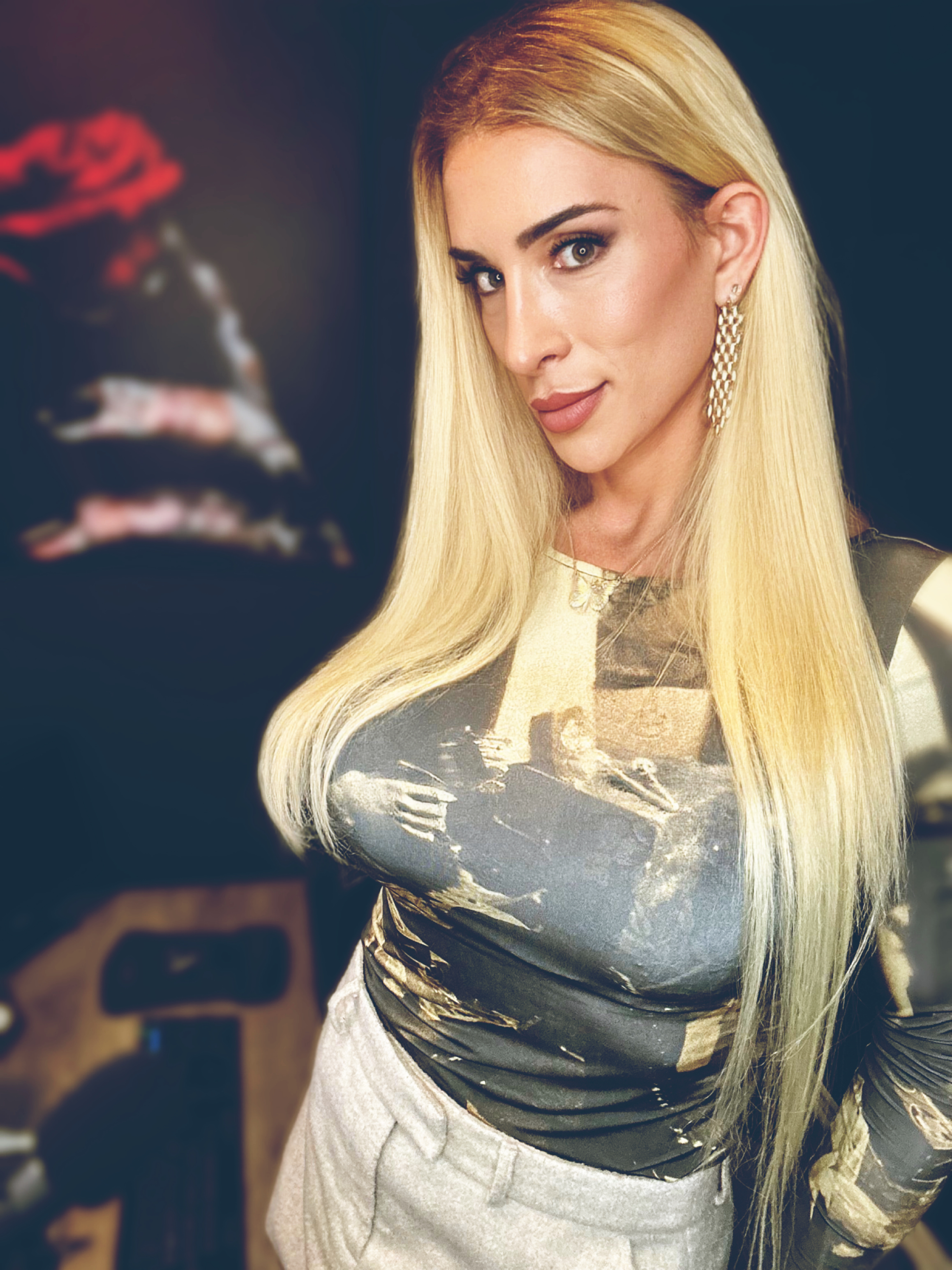
گابی تافت
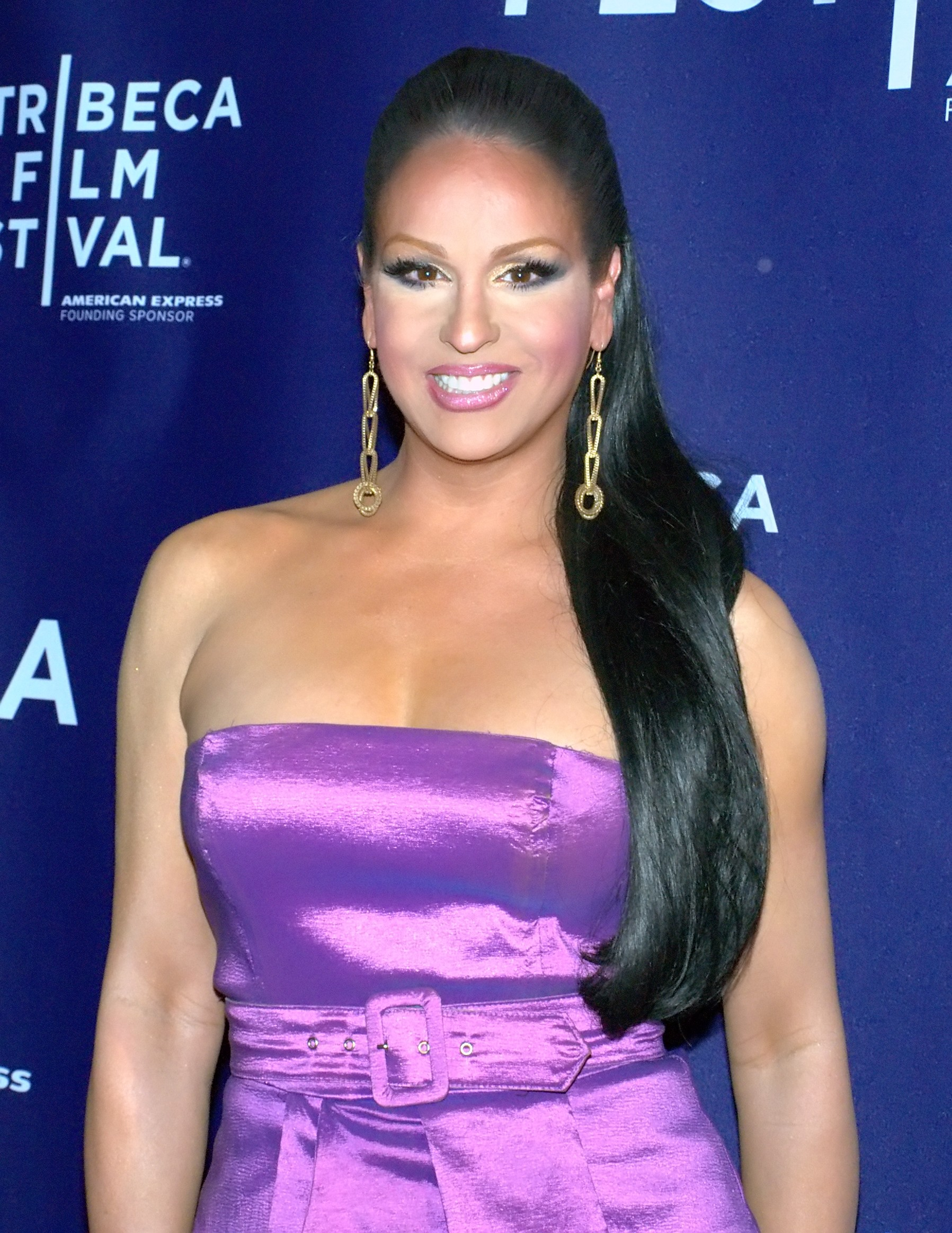
اریکا اندروس
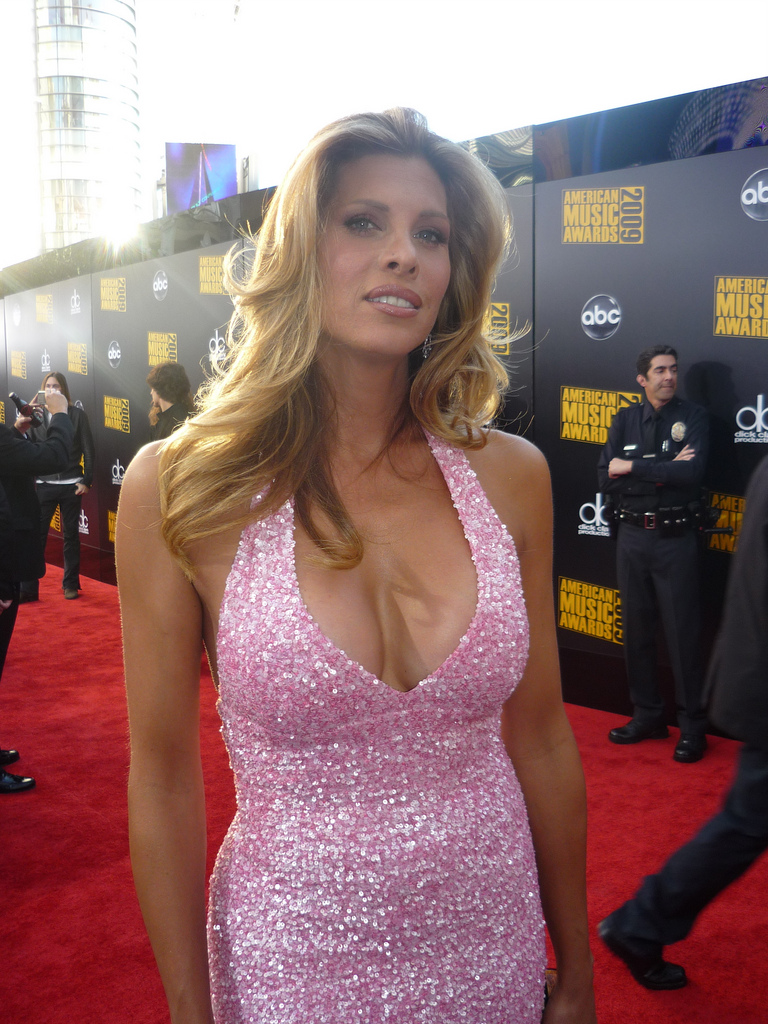
کندیس کین
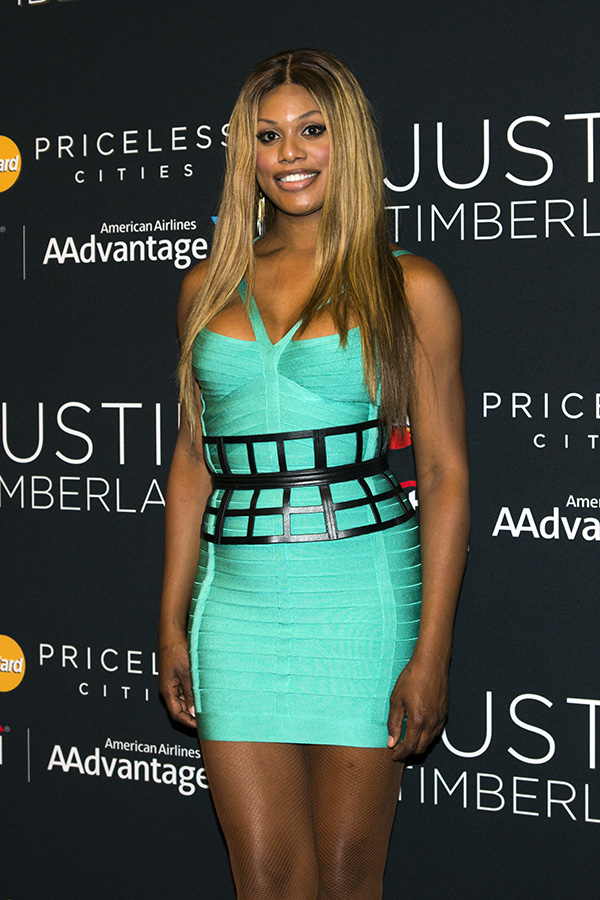
لاورن کاکس
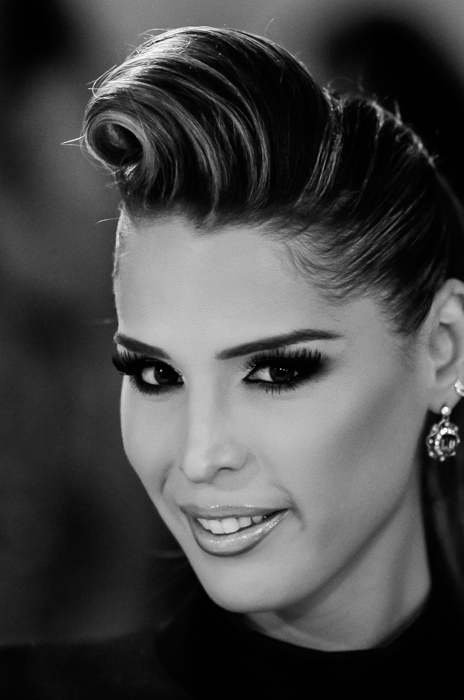
کارمن کاررا
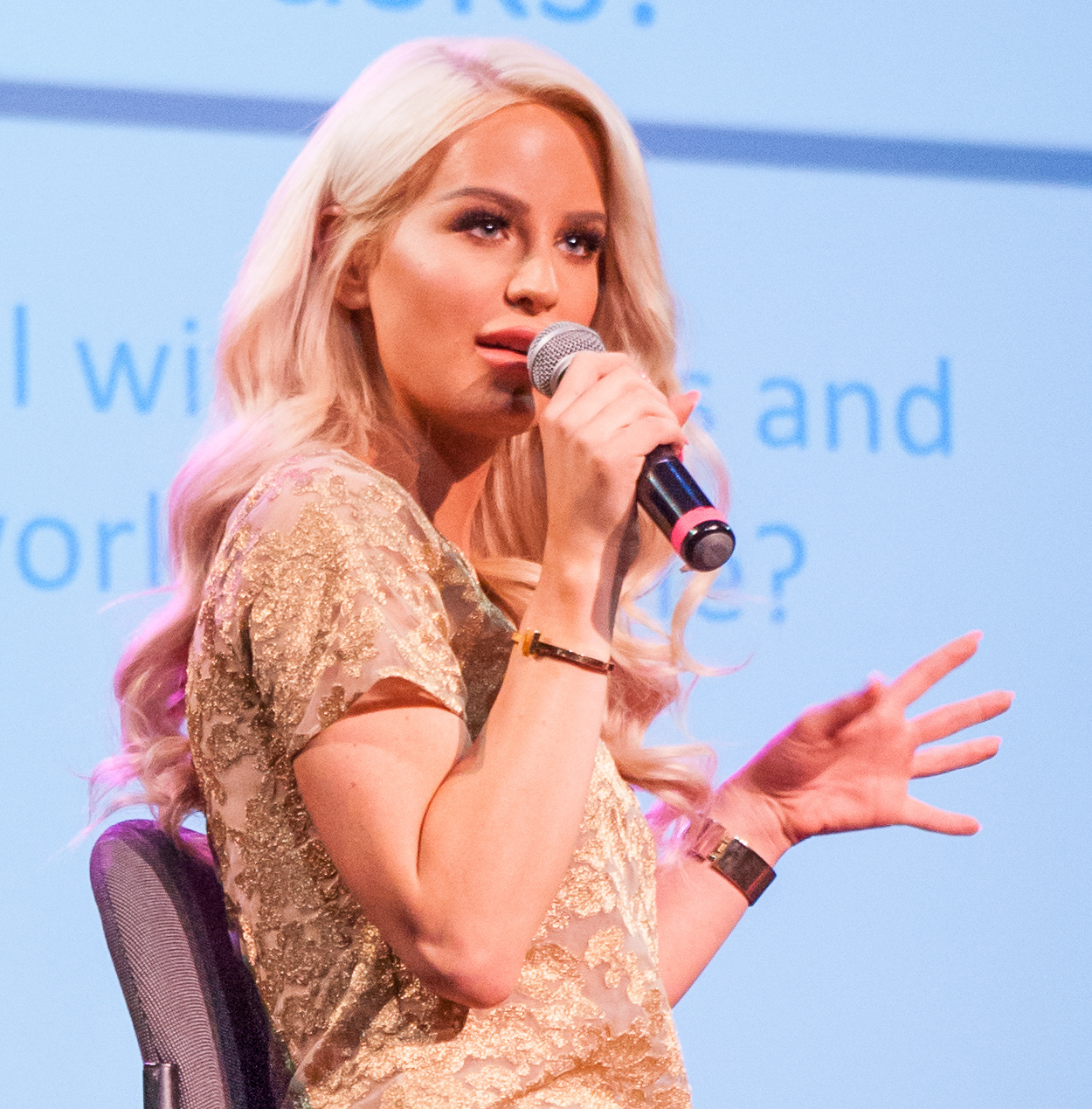
جی‌جی گورجس
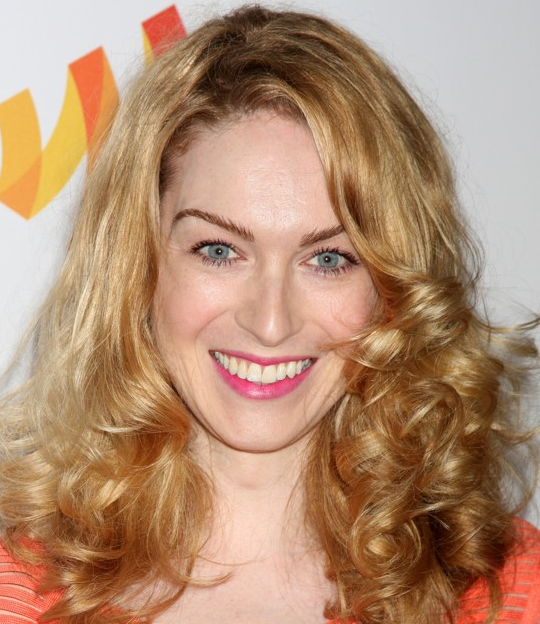
جیمی کلیتون
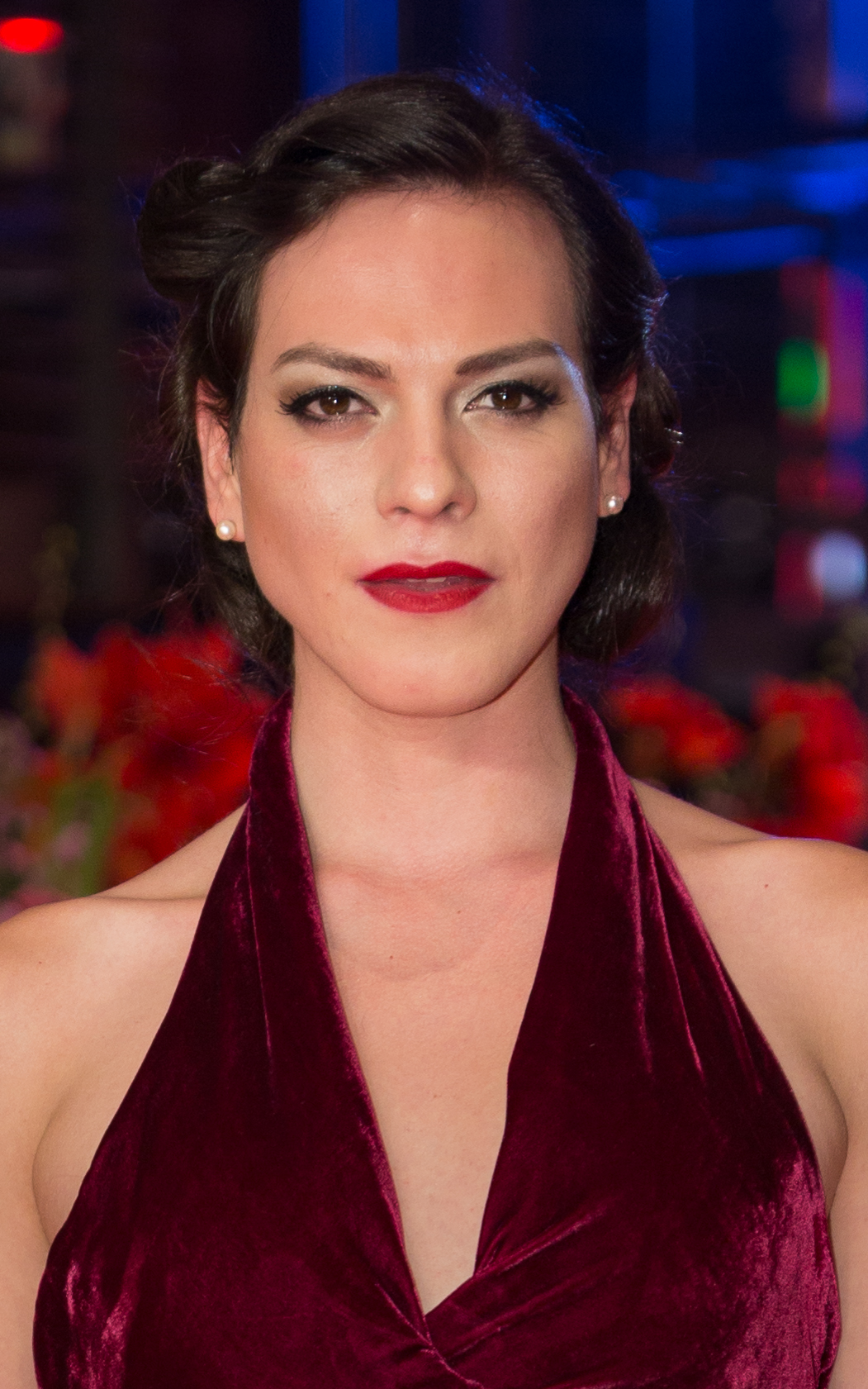
دانیلا وگا
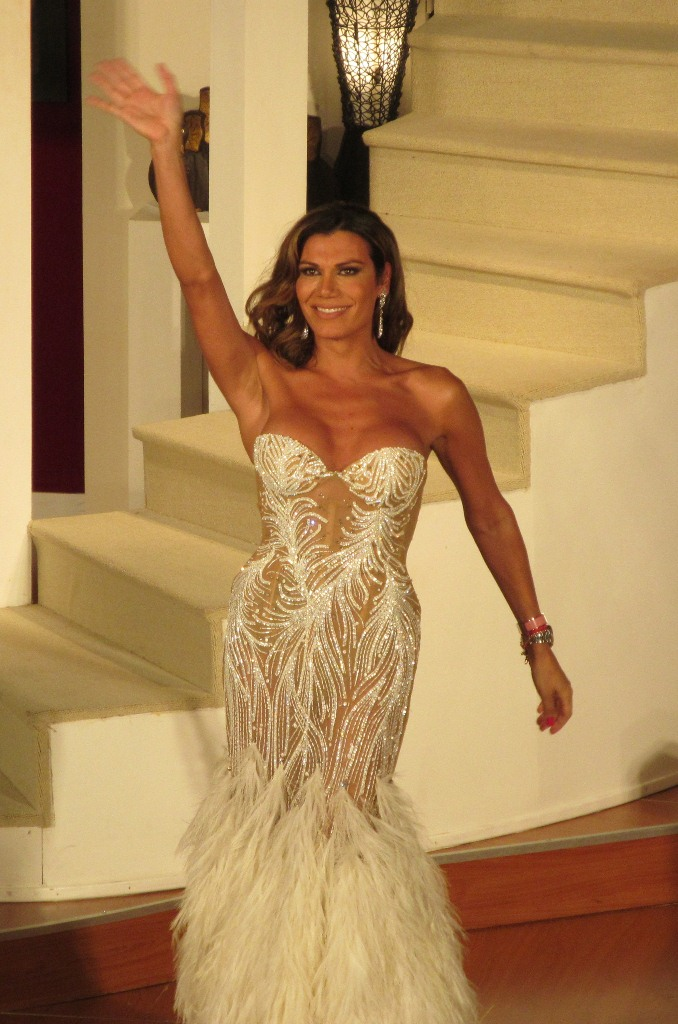
فلورنسیا د لا و
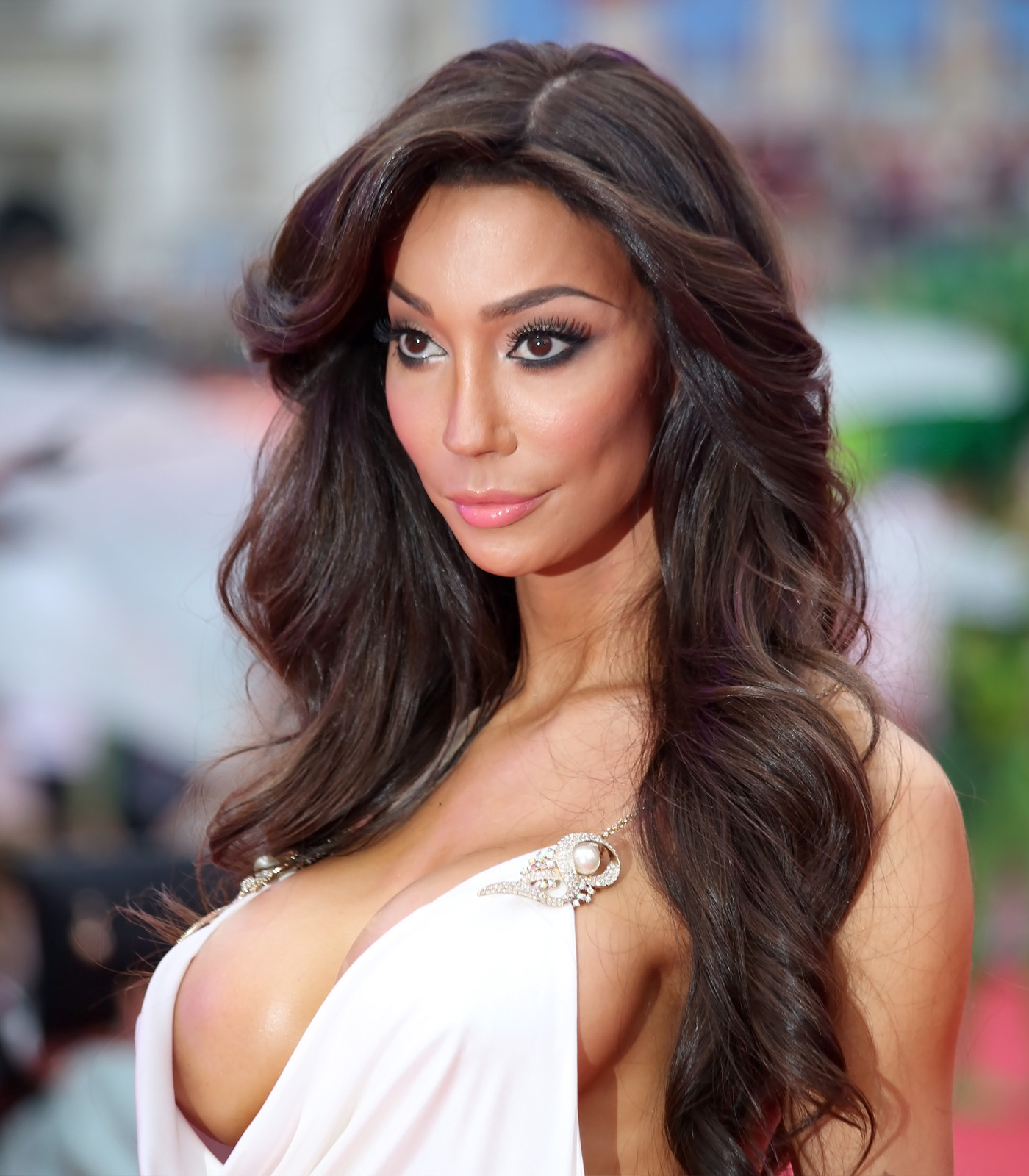
یاسمین پتی
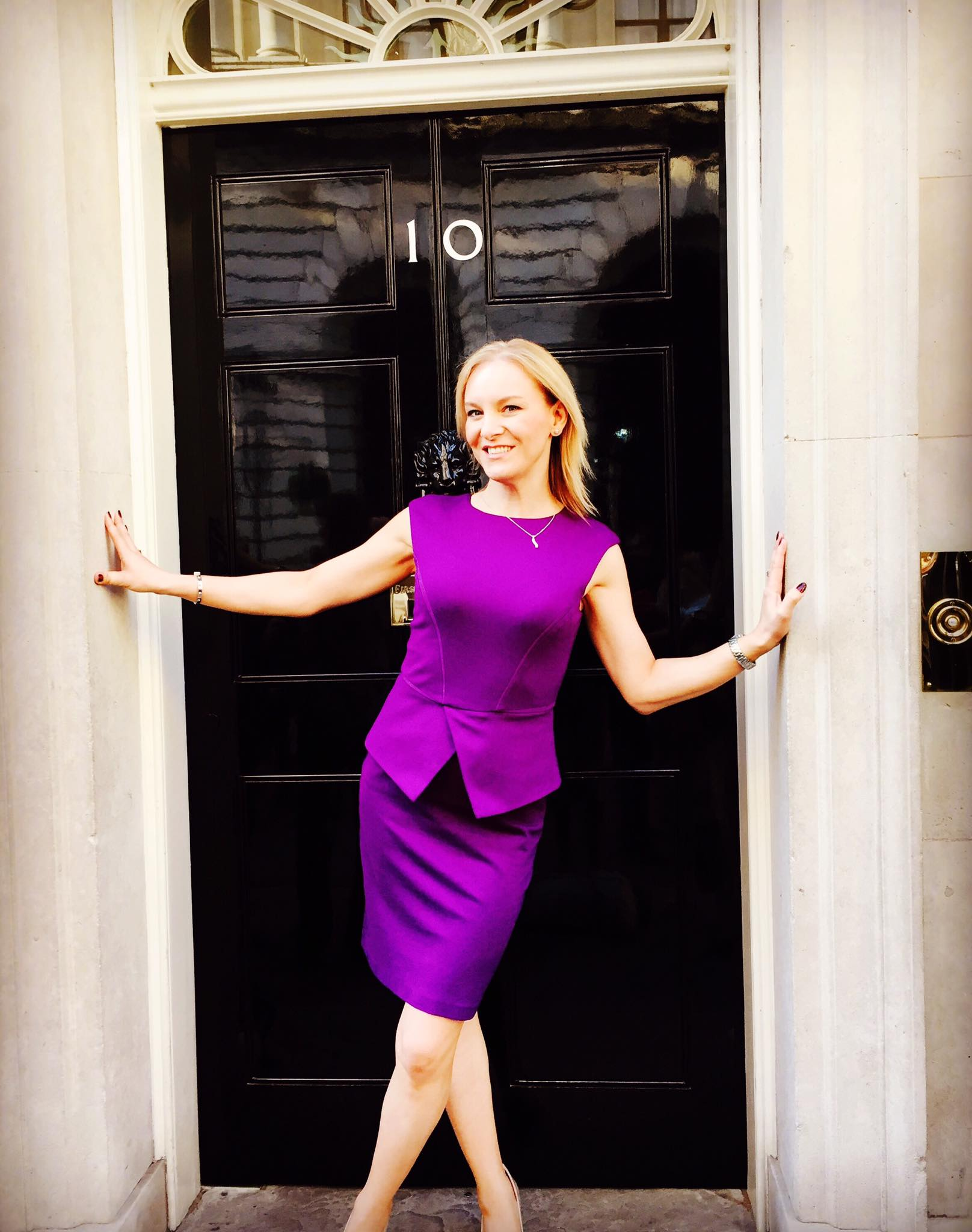
استفانی هیرست
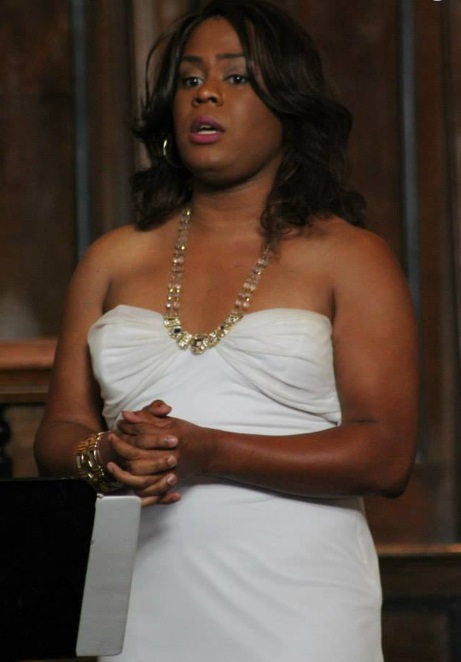
تونا براون
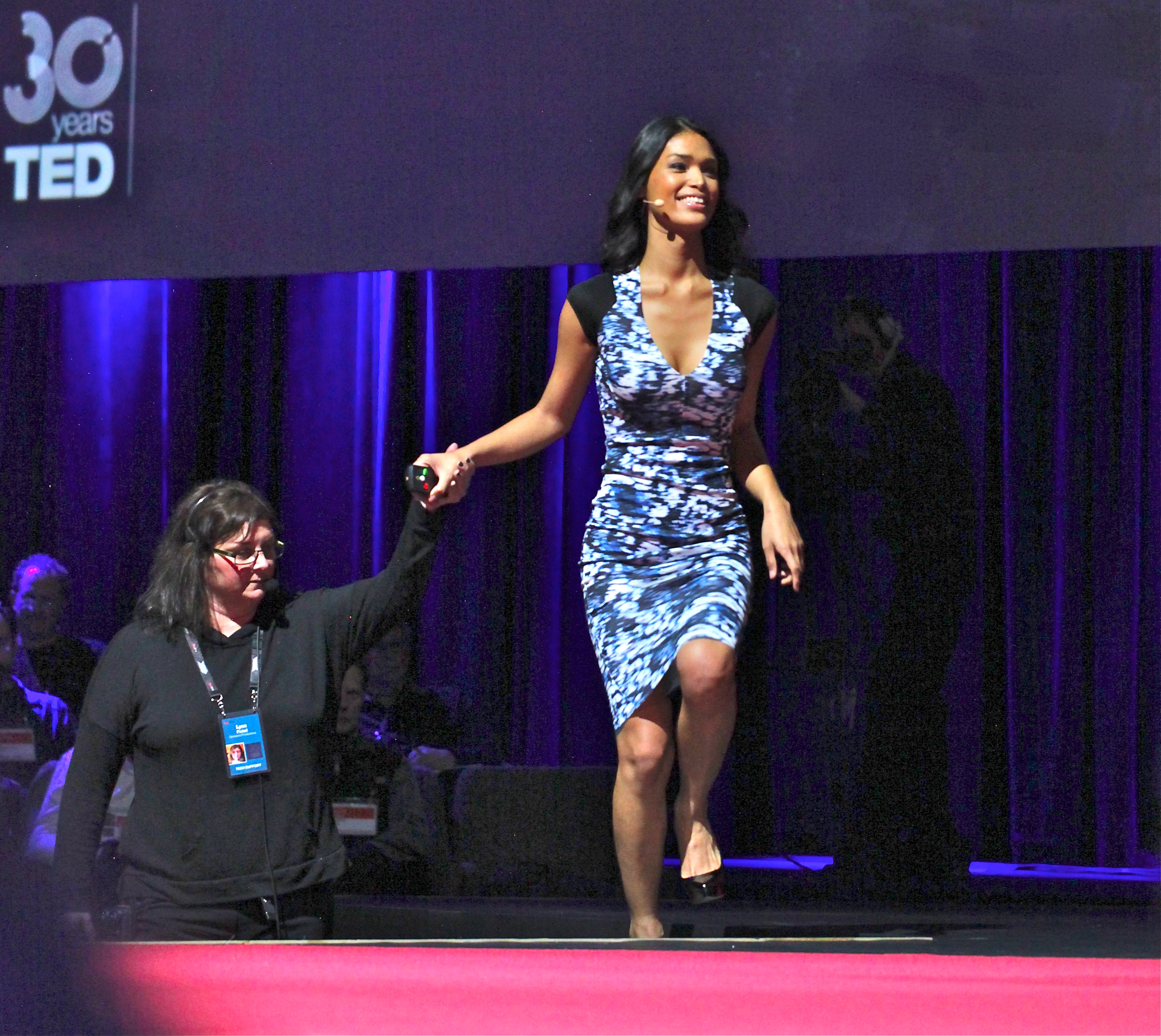
جینا روکرو
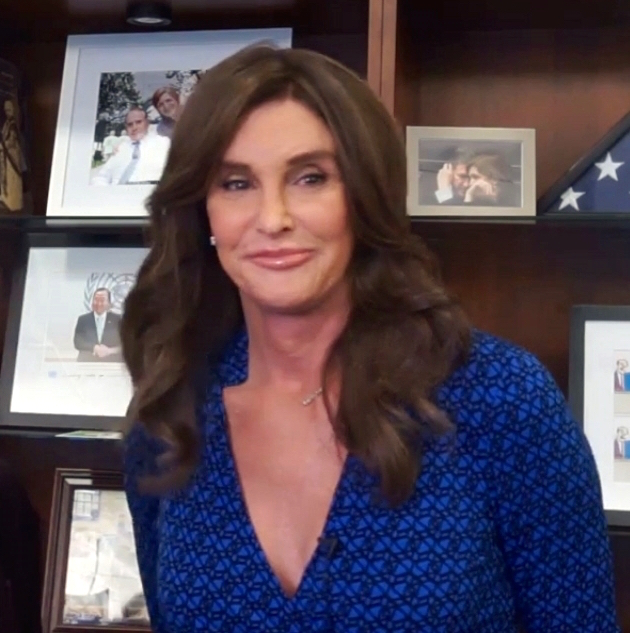
کیتلین جنر
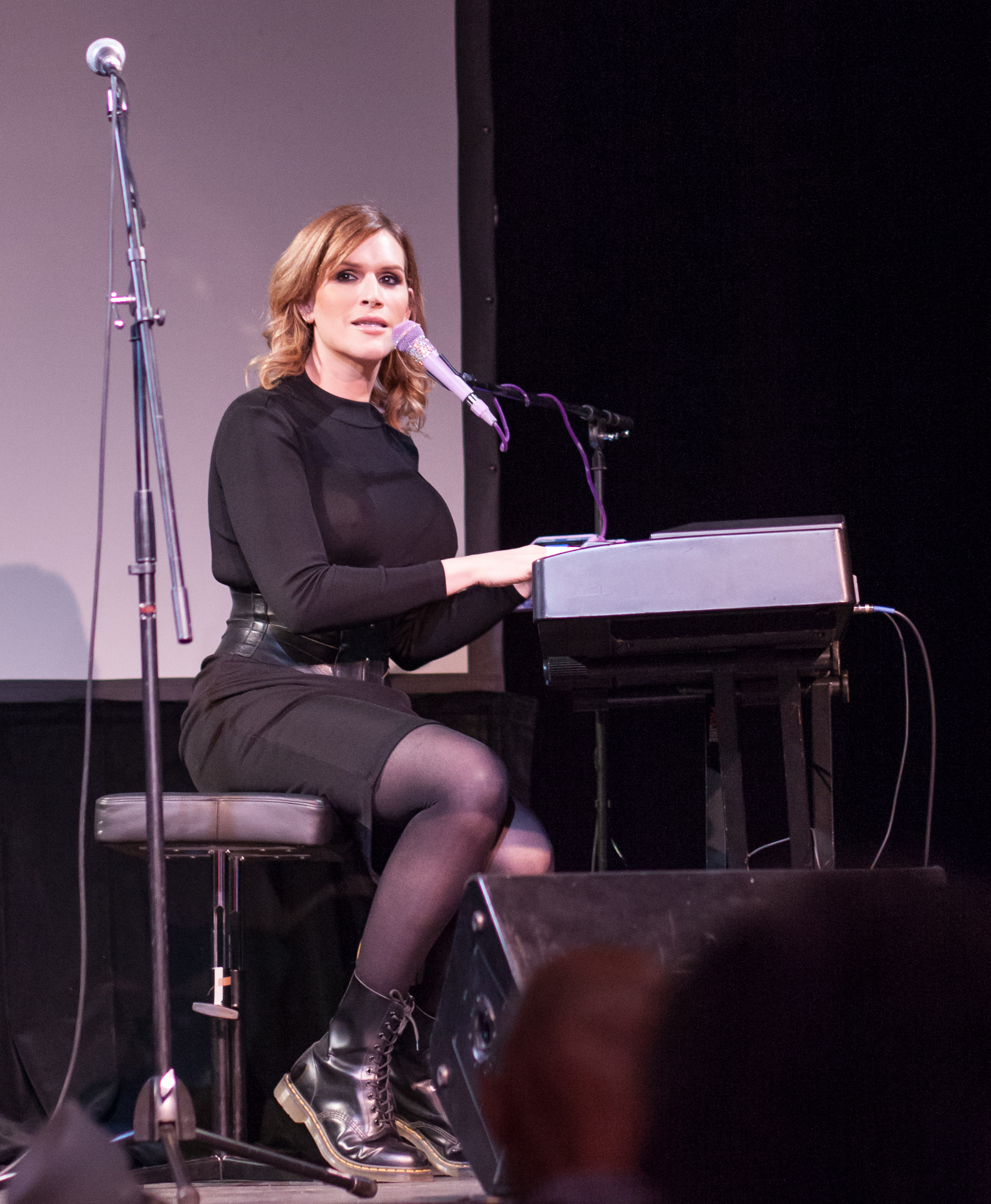
اور لیدی جی
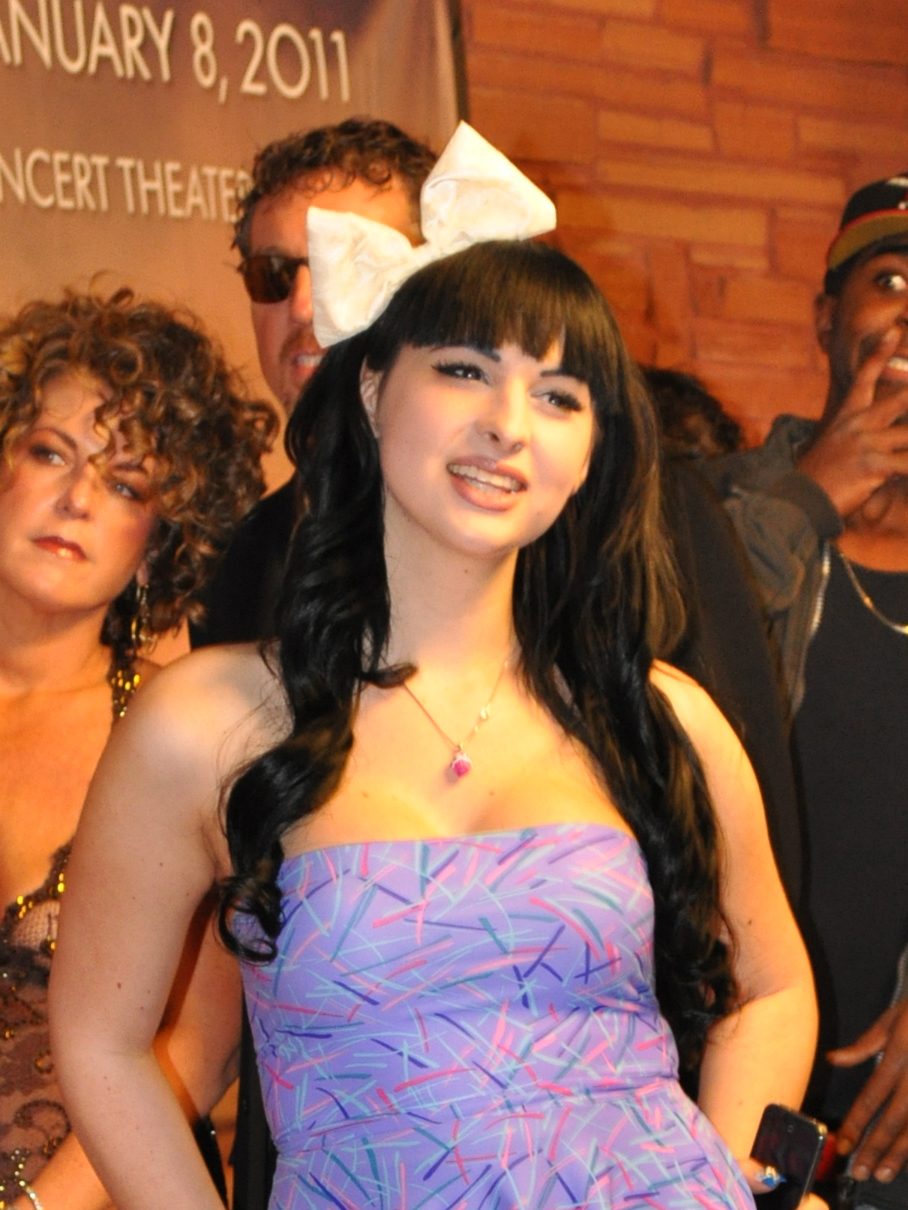
بیلی جی
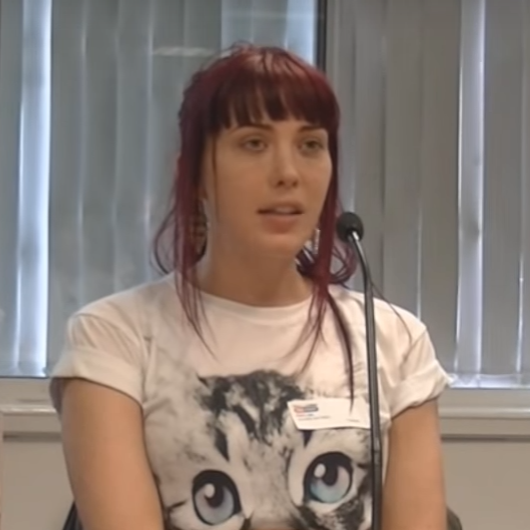
پاریس لیز
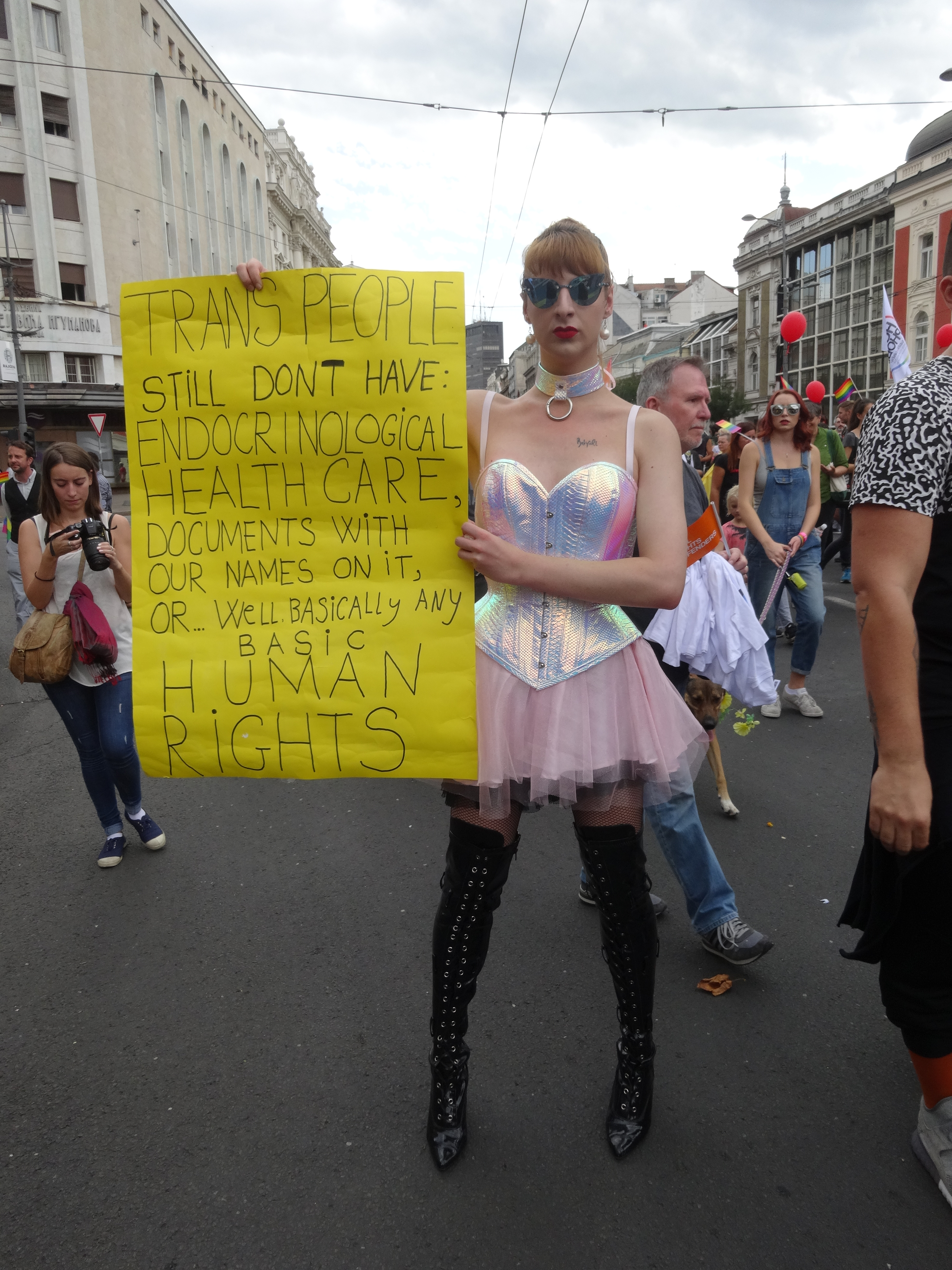
سونجا ساجزور
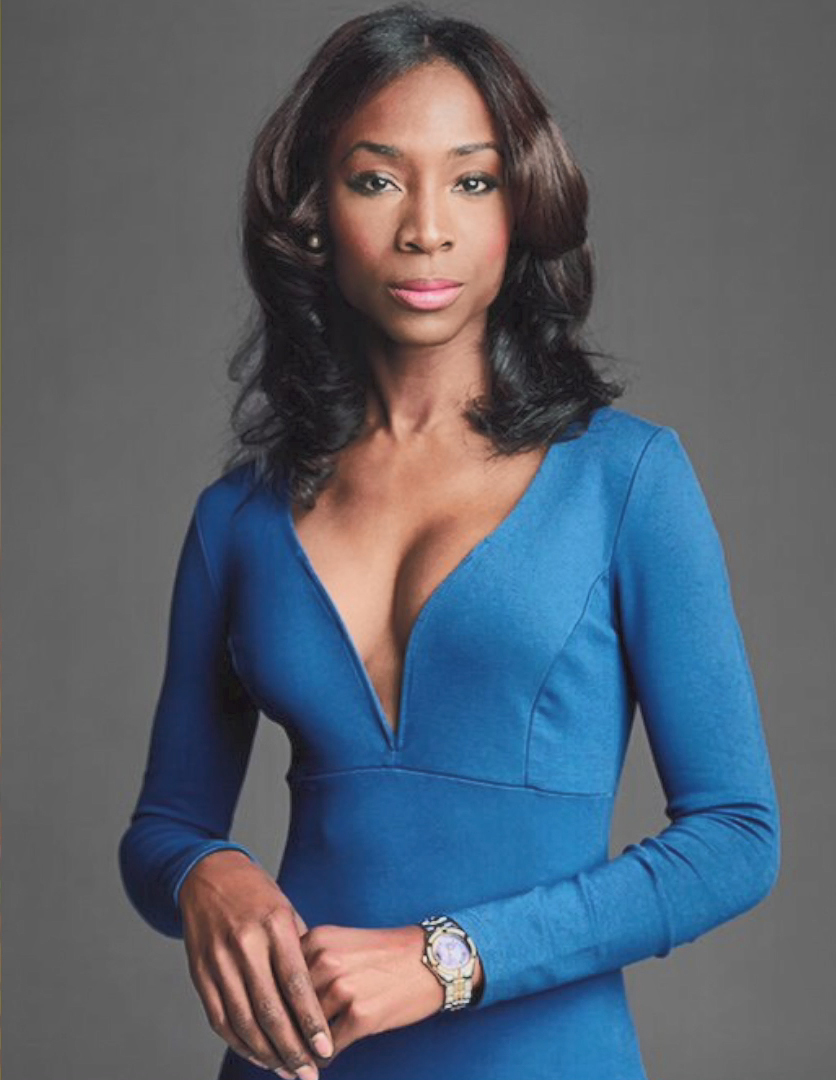
آنجلیکا راس
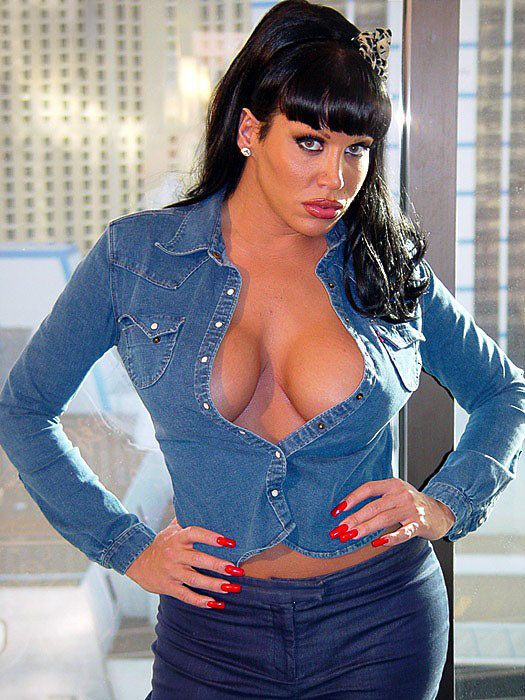
الانا استار
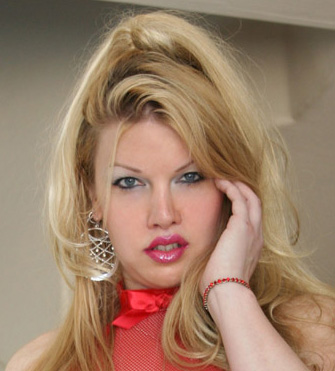
ویکی ریکتر
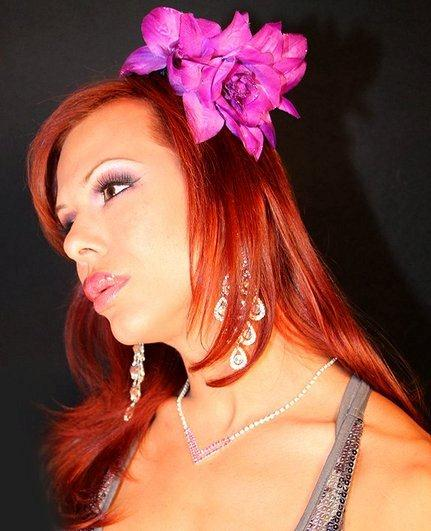
بریتانی کوکس
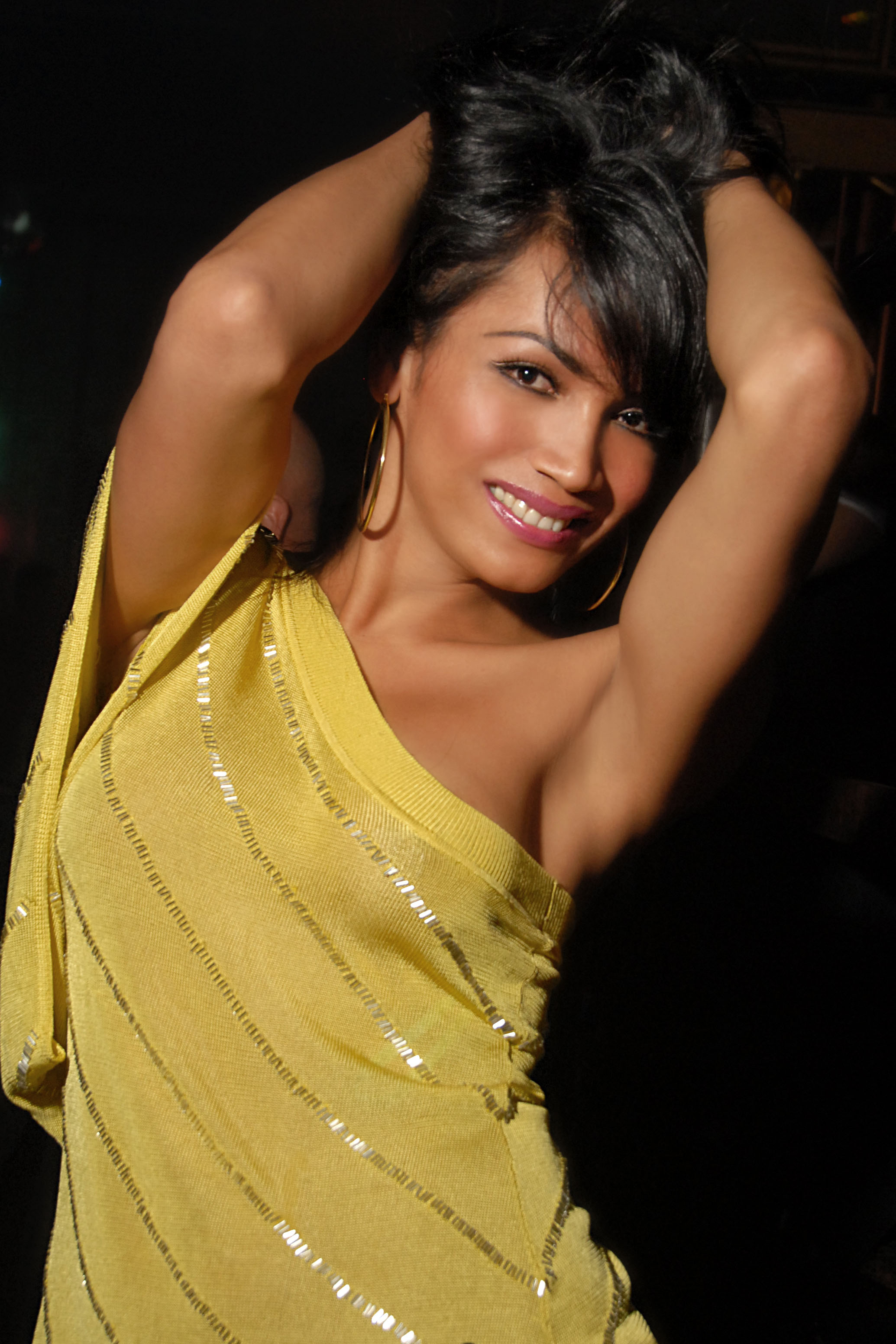
یاسمین لی
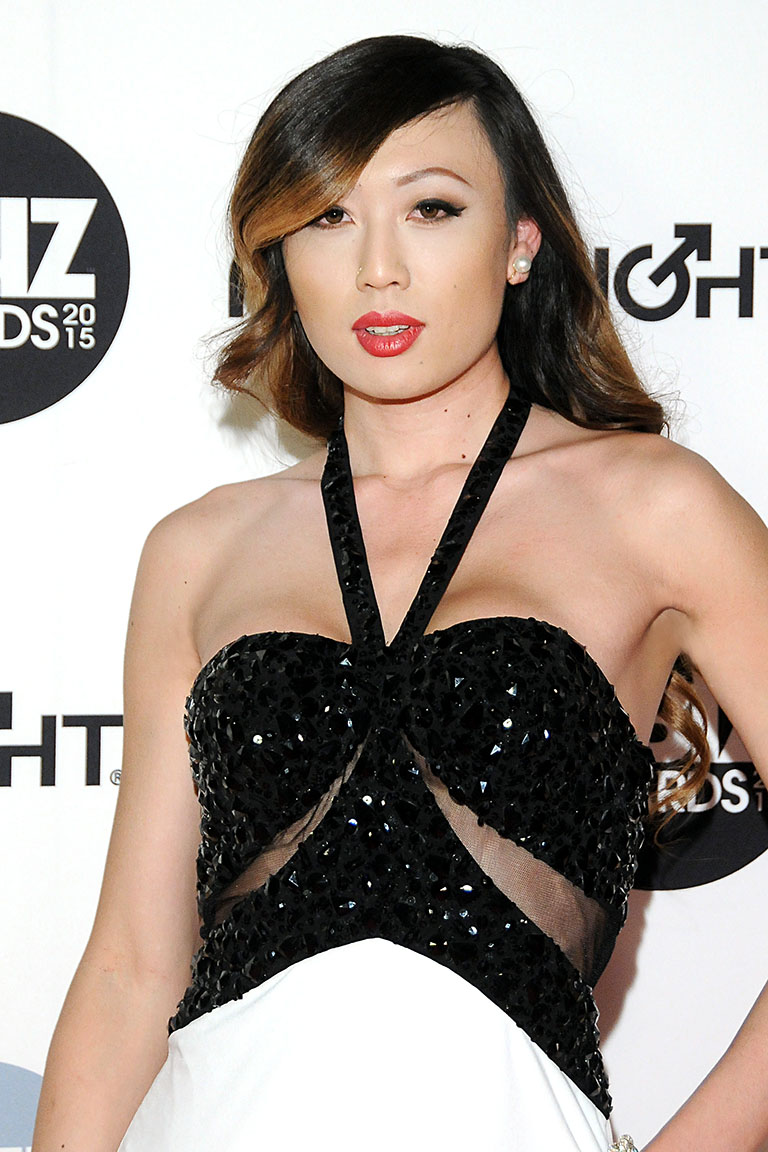
ونوس لاکس
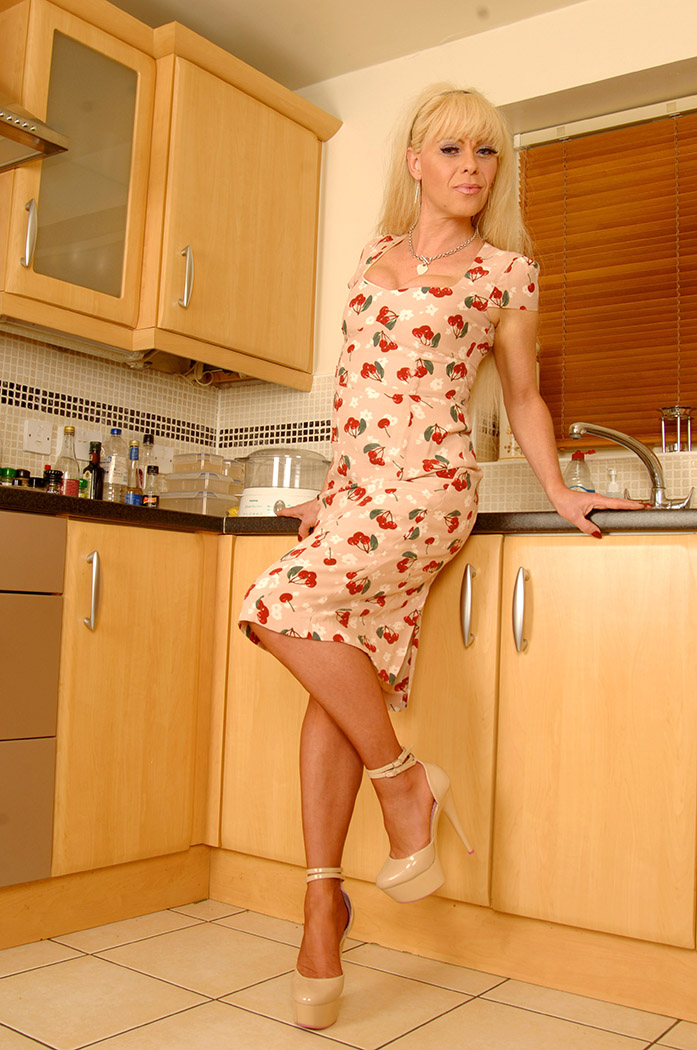
جوانا جت
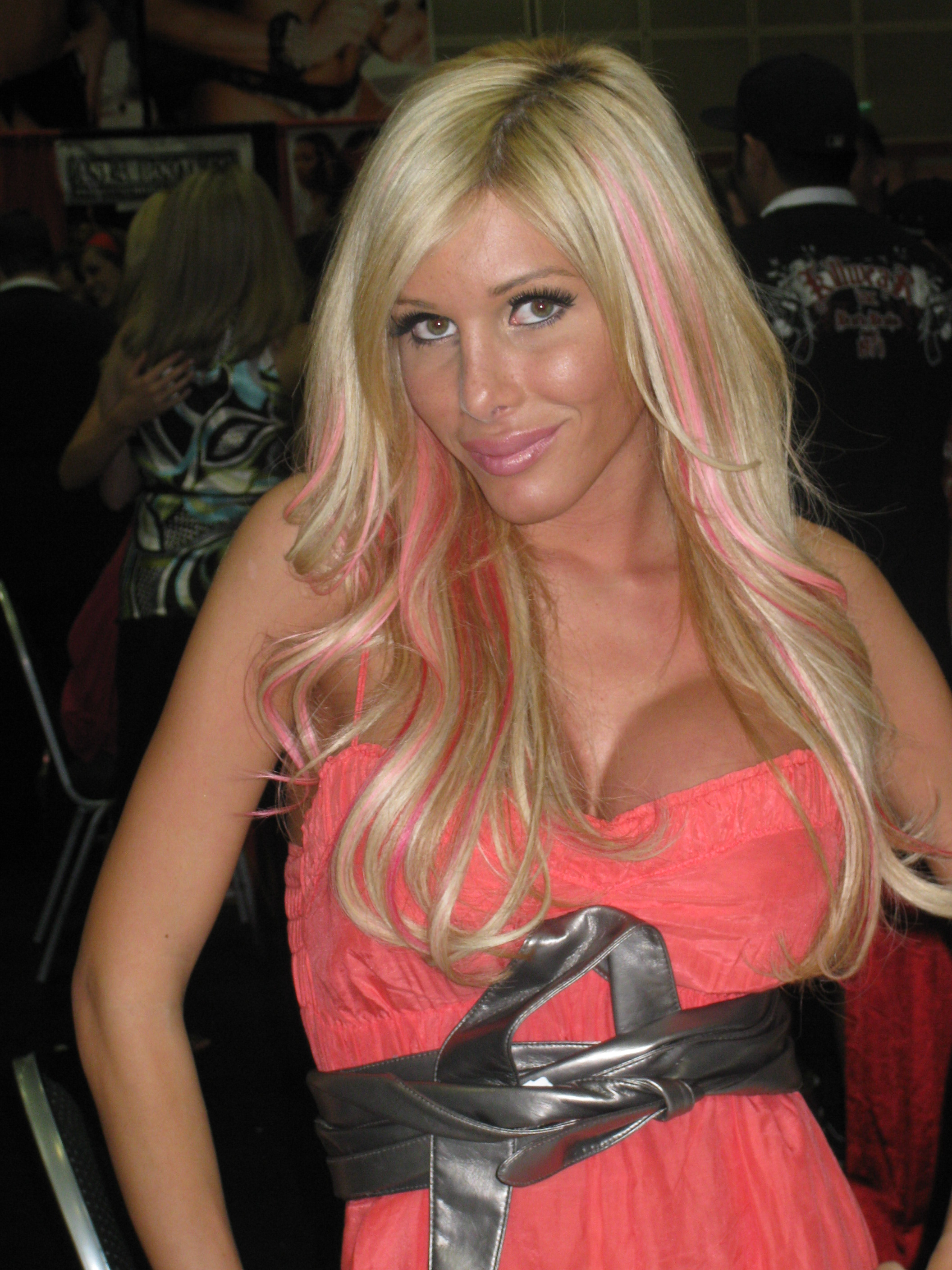
کیمبر جیمز
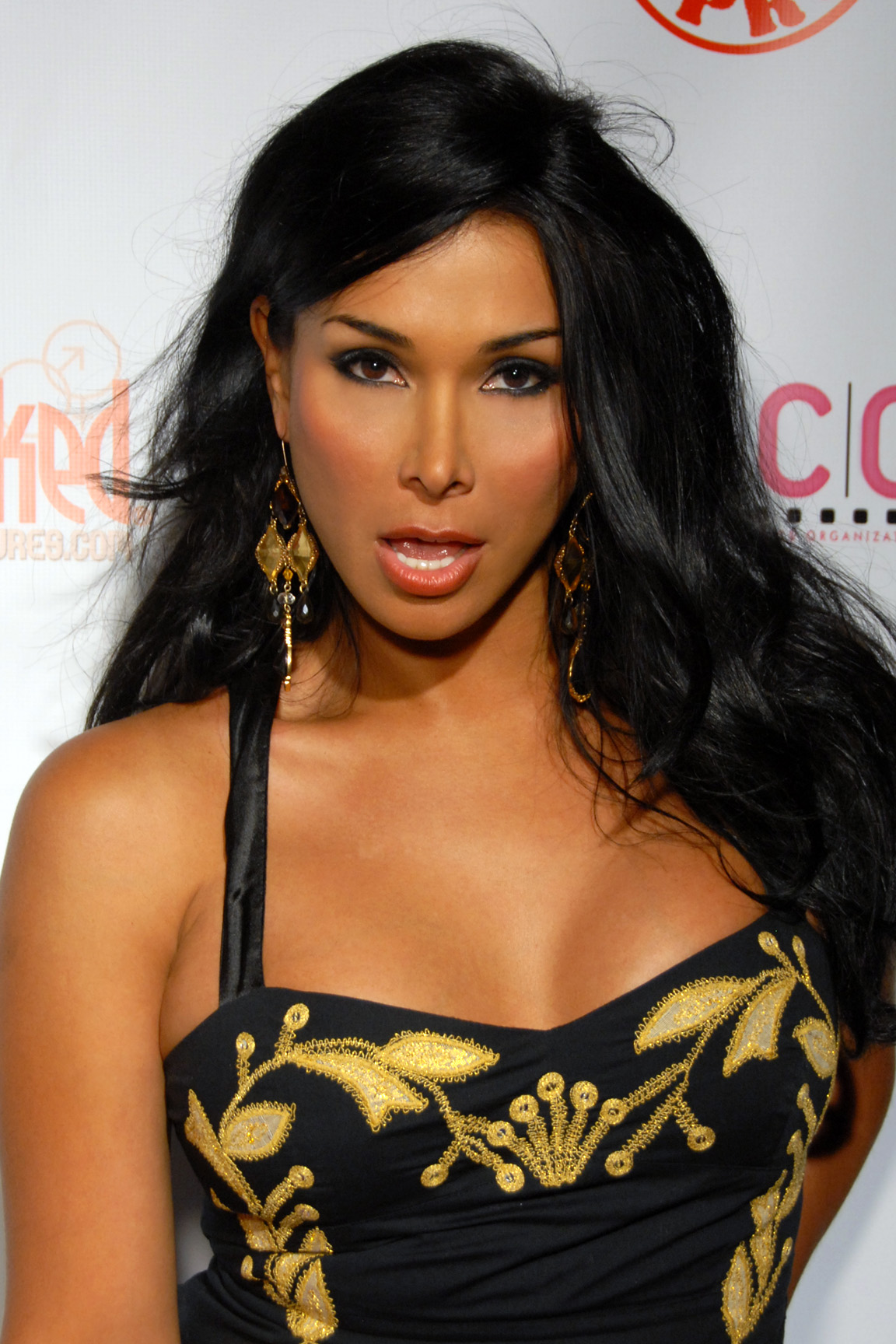
ونیتی
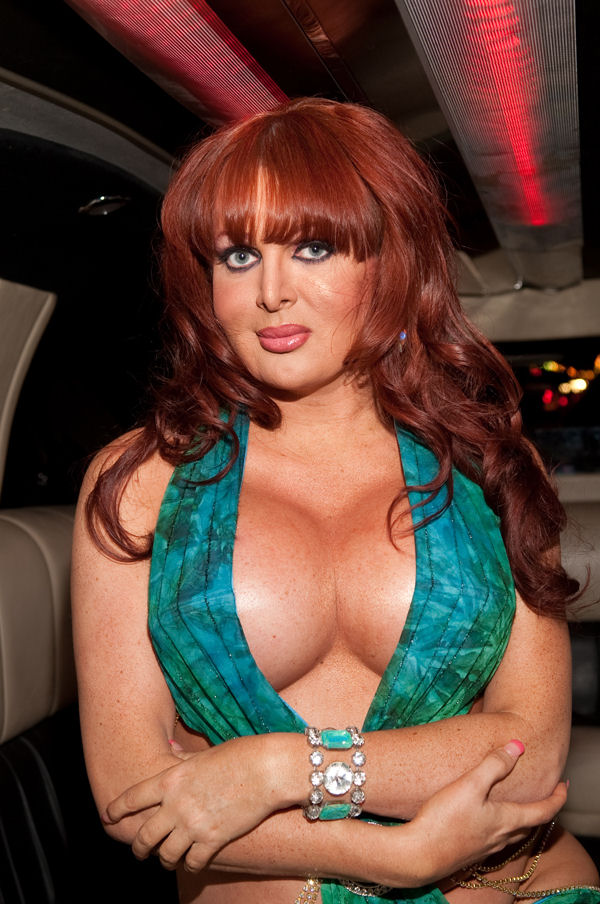
وندی ویلیامز
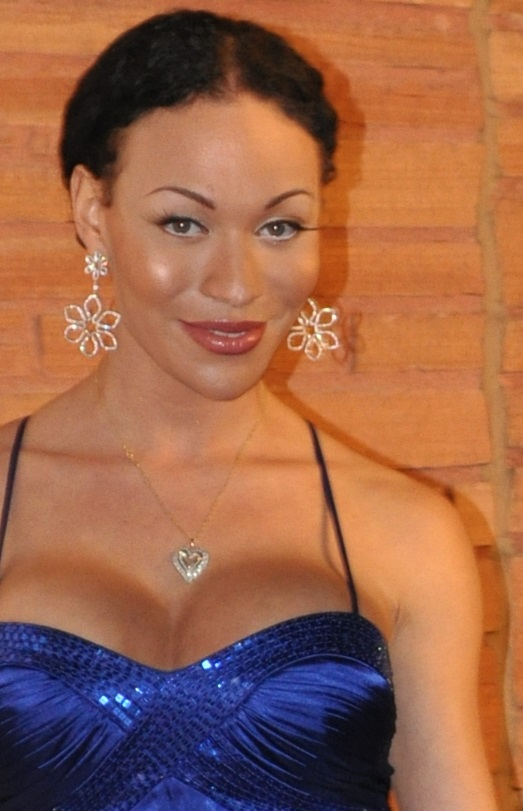
میا ایزابلا
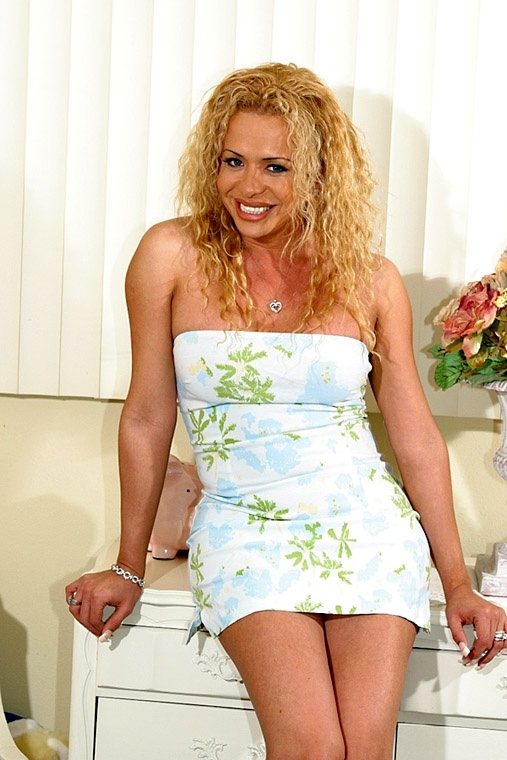
جیا دارلینگ
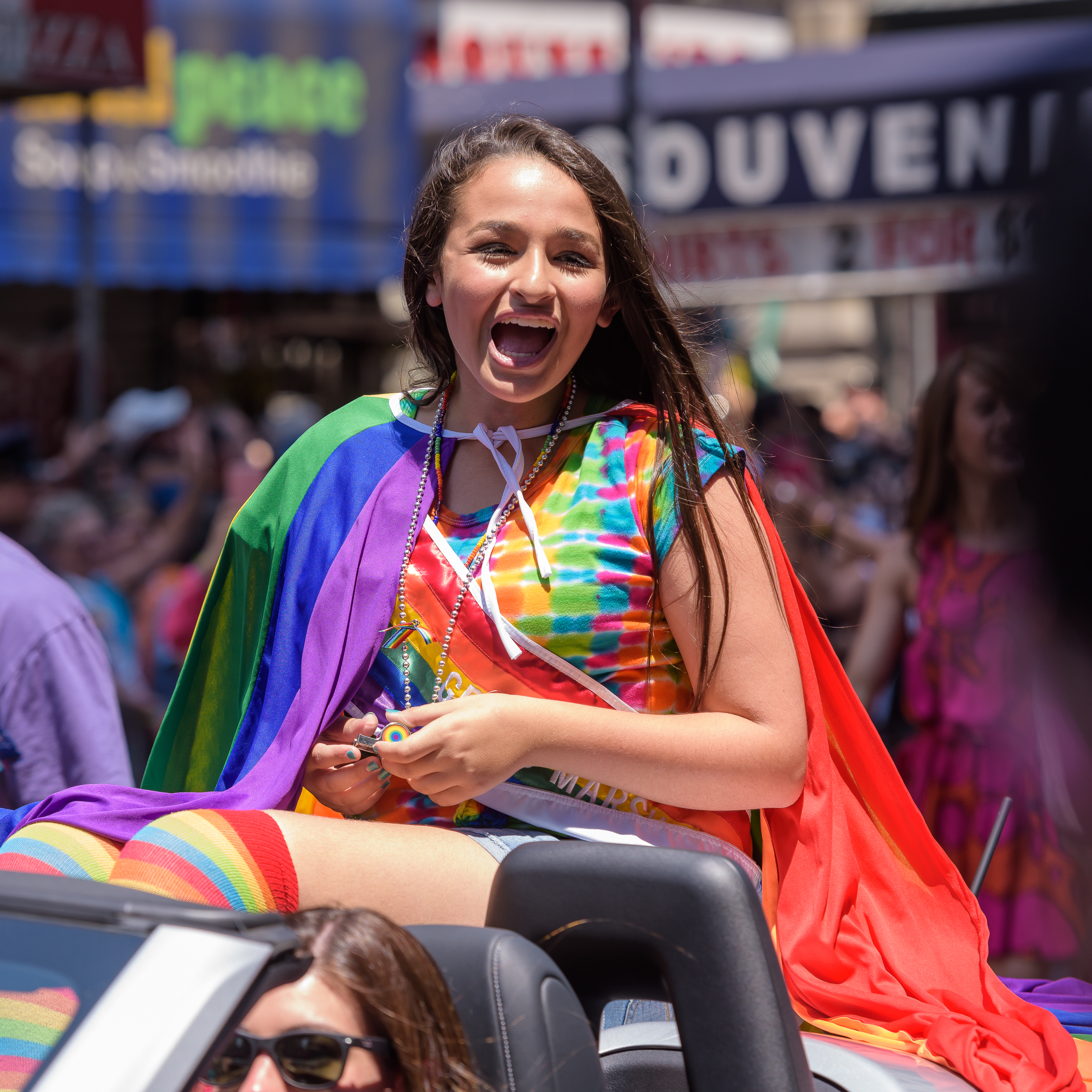
جاز جنینگز
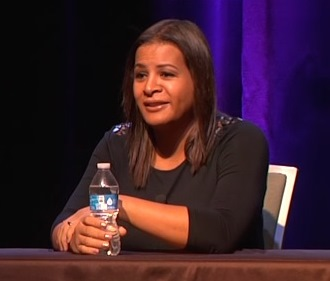
فالون فاکس
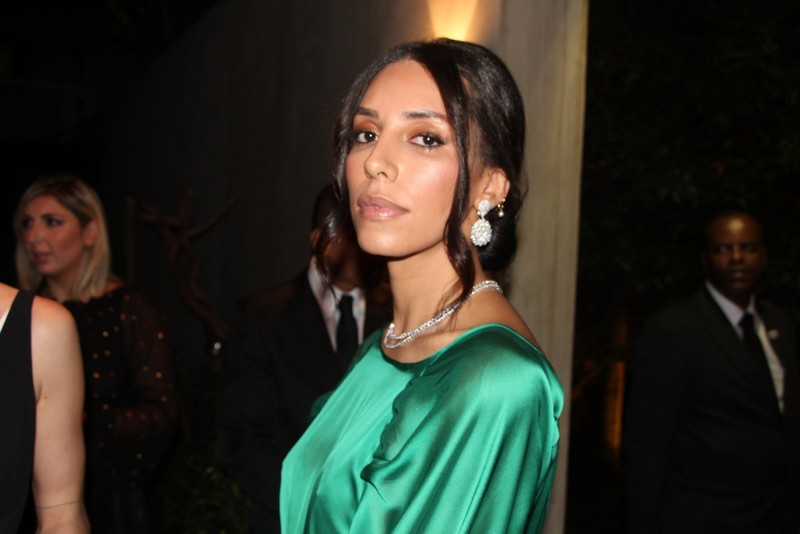
لئا تی
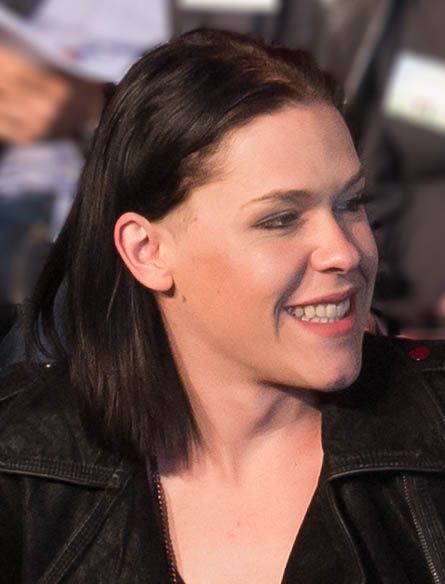
ساگا بکر
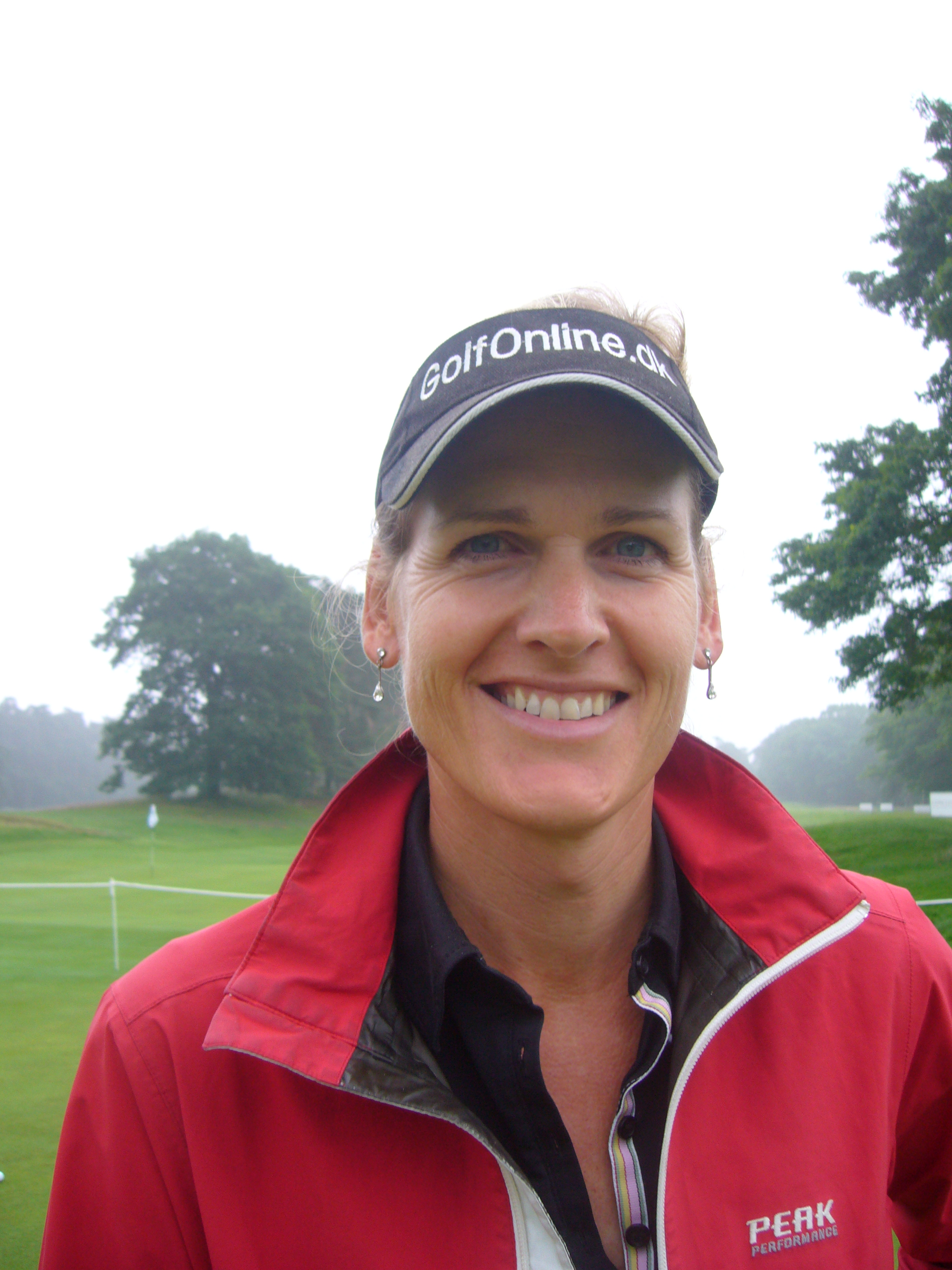
میانه باگر
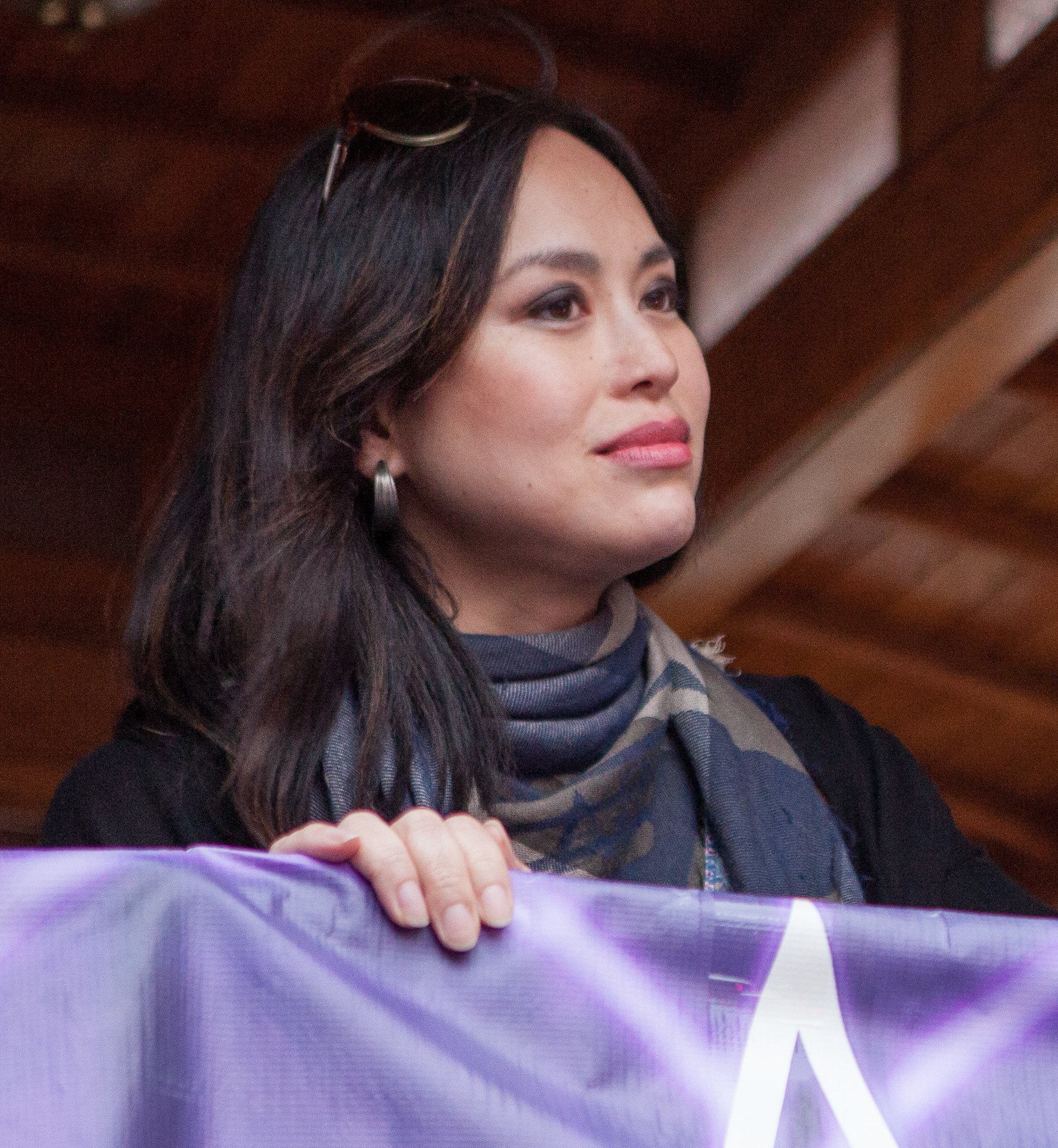
ایوری آکینو
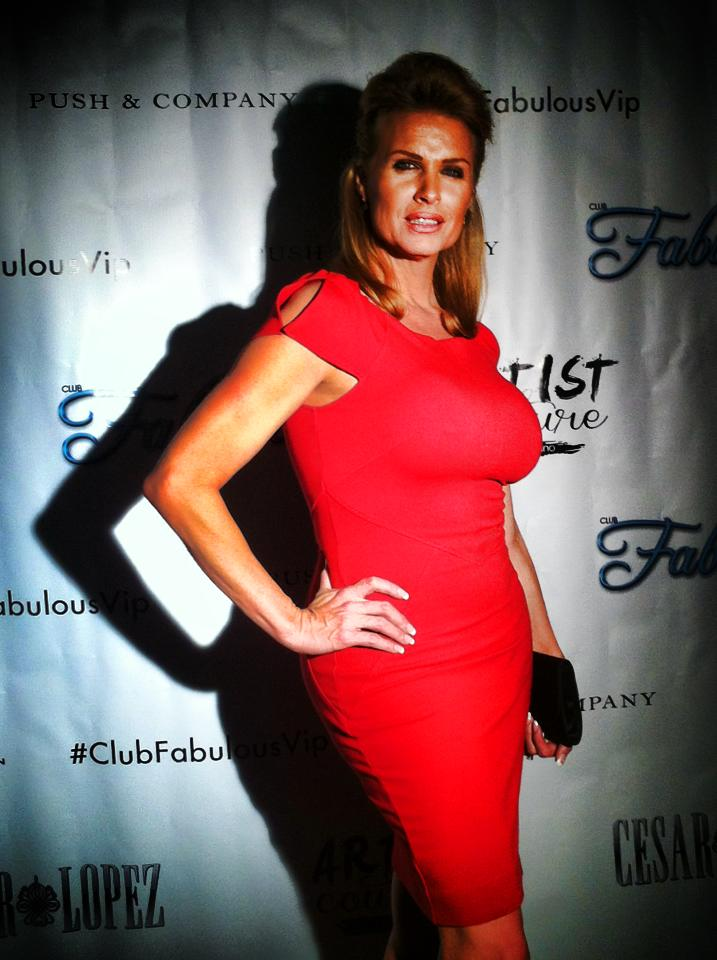
استیسی هالیوود
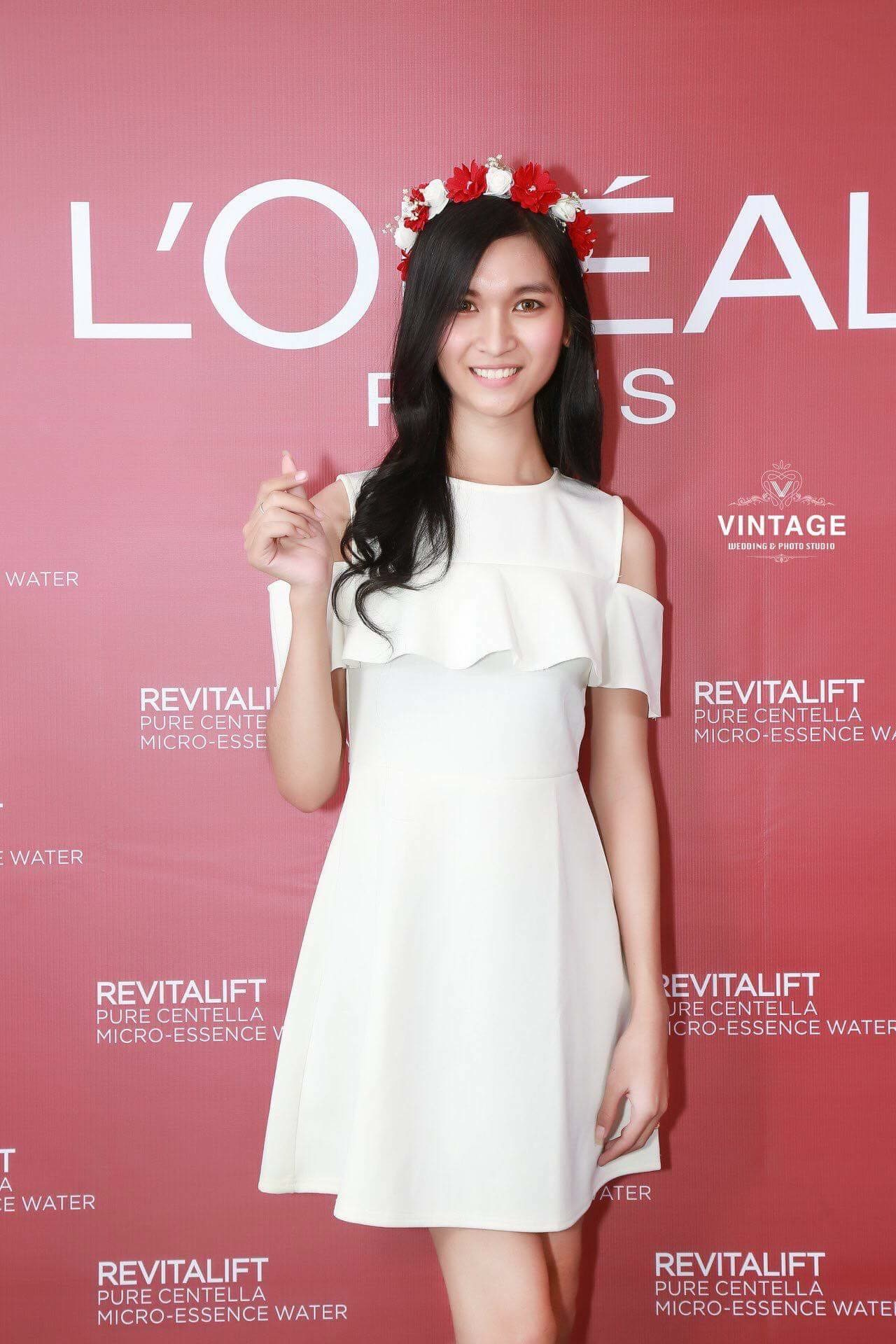
میو کو کو سن
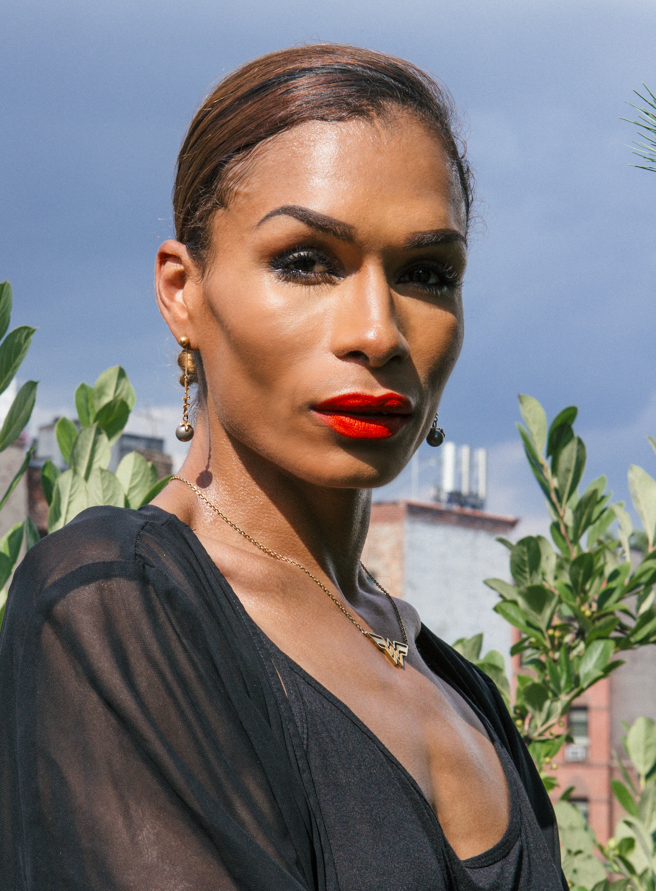
لایمی مالدونادو
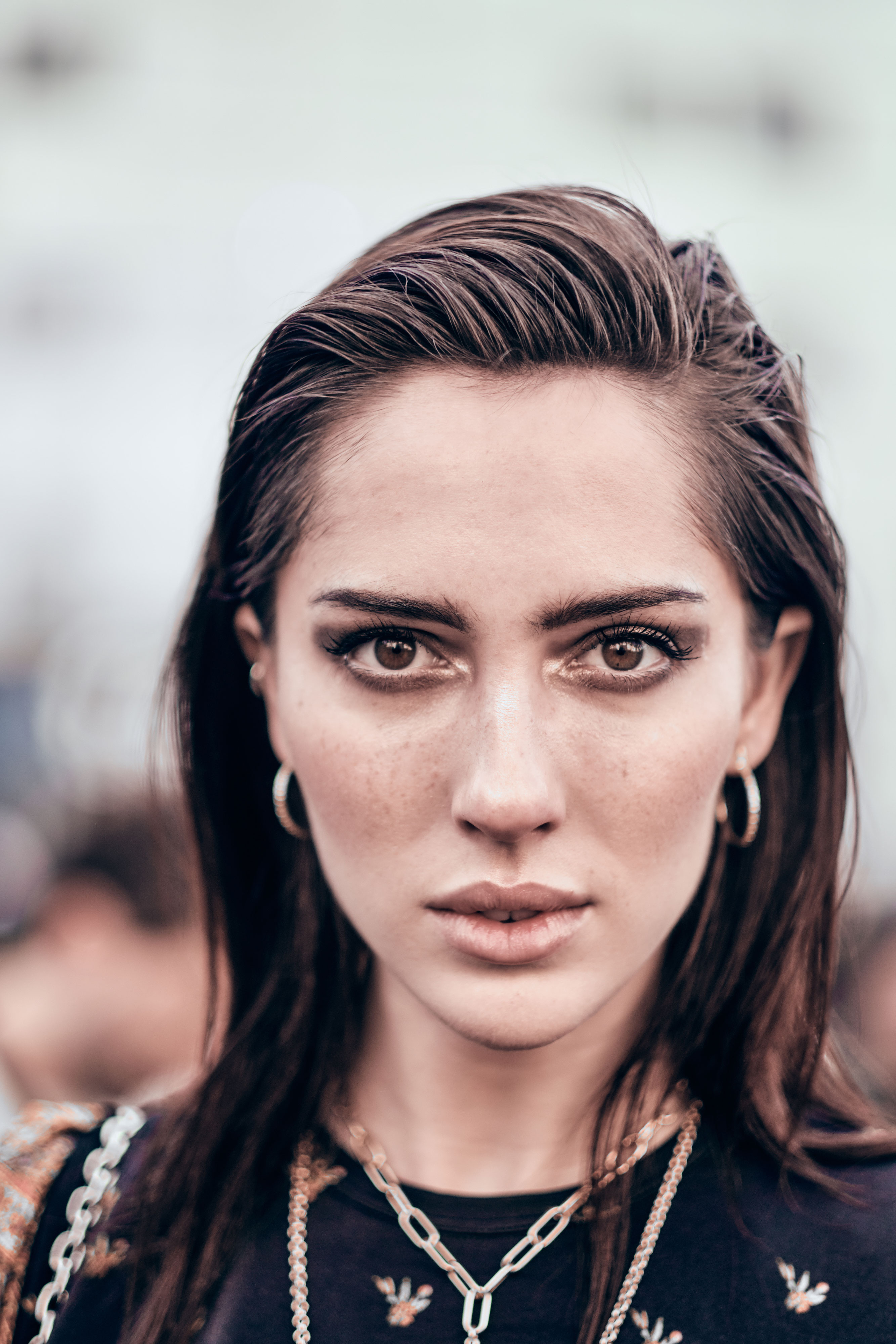
تدی کوئینلیوان
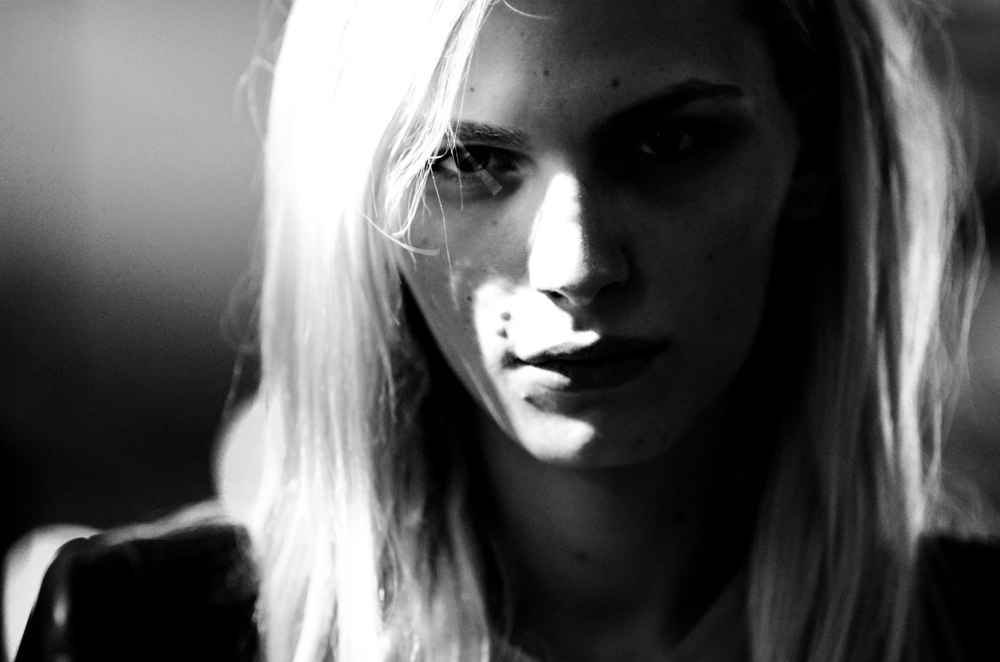
آندریا پجیک
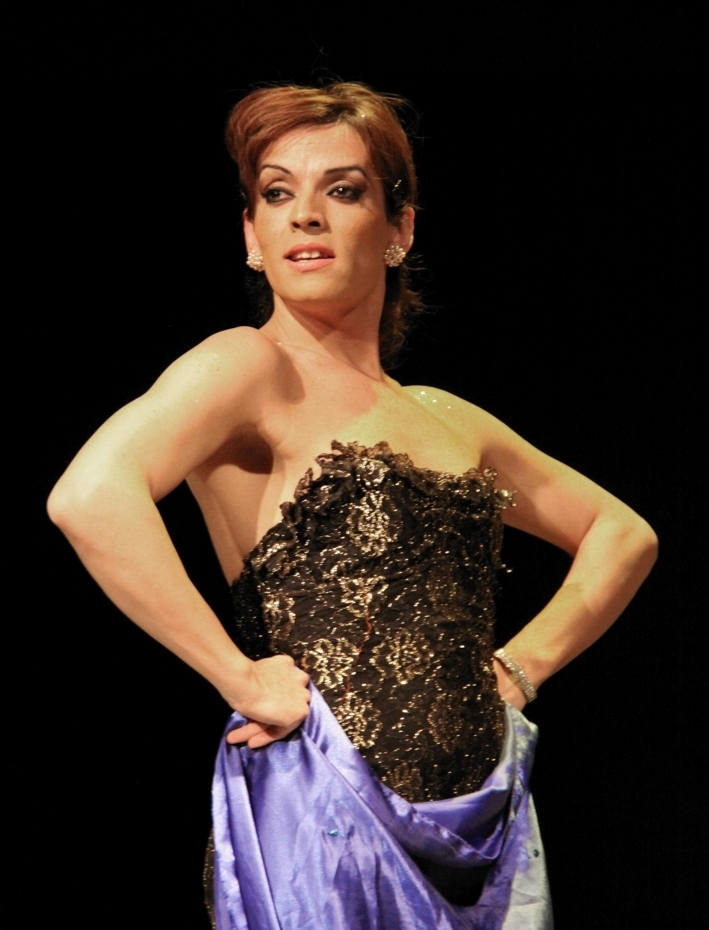
کامیلا سوسا ویادا
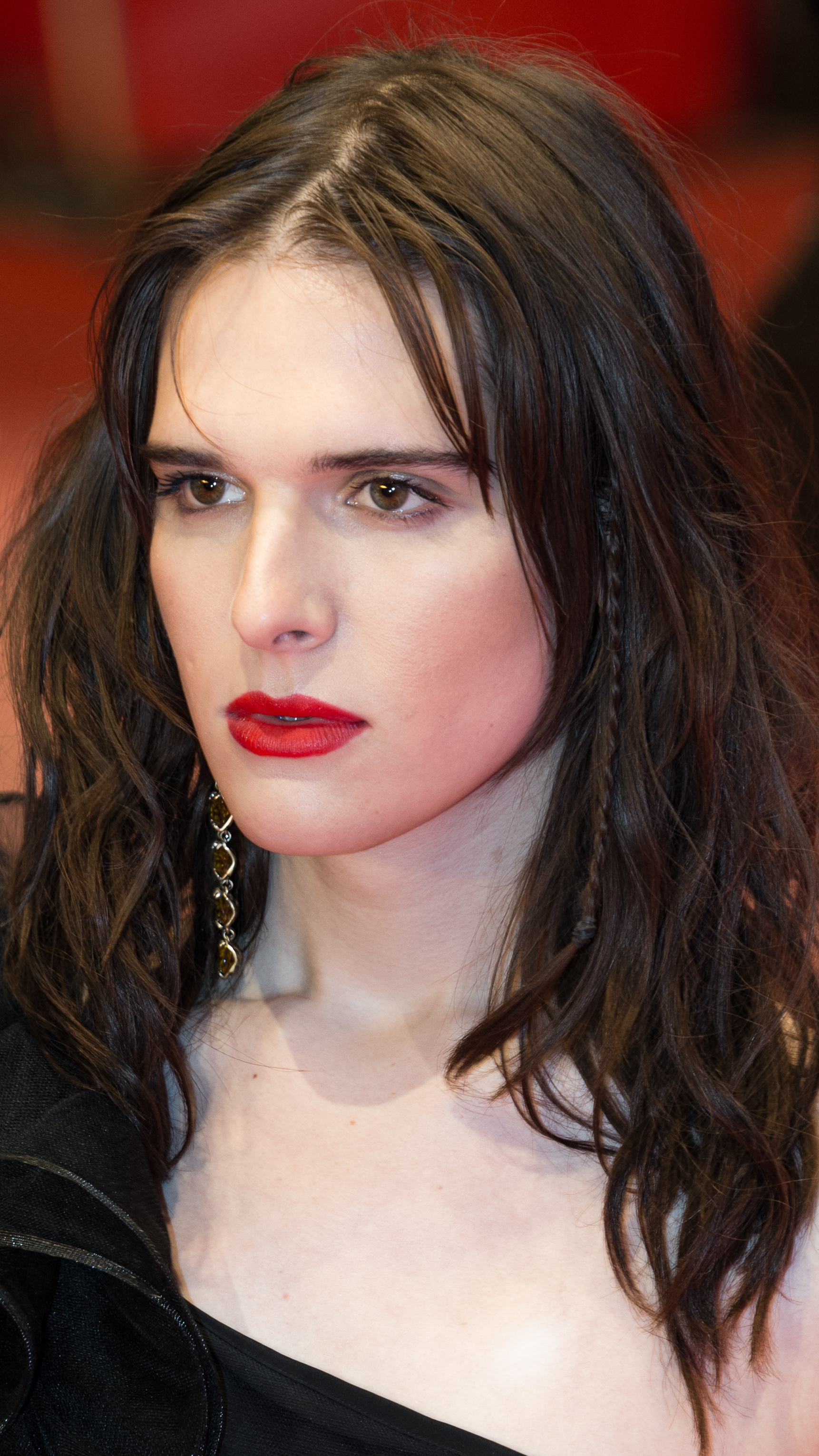
هری نف
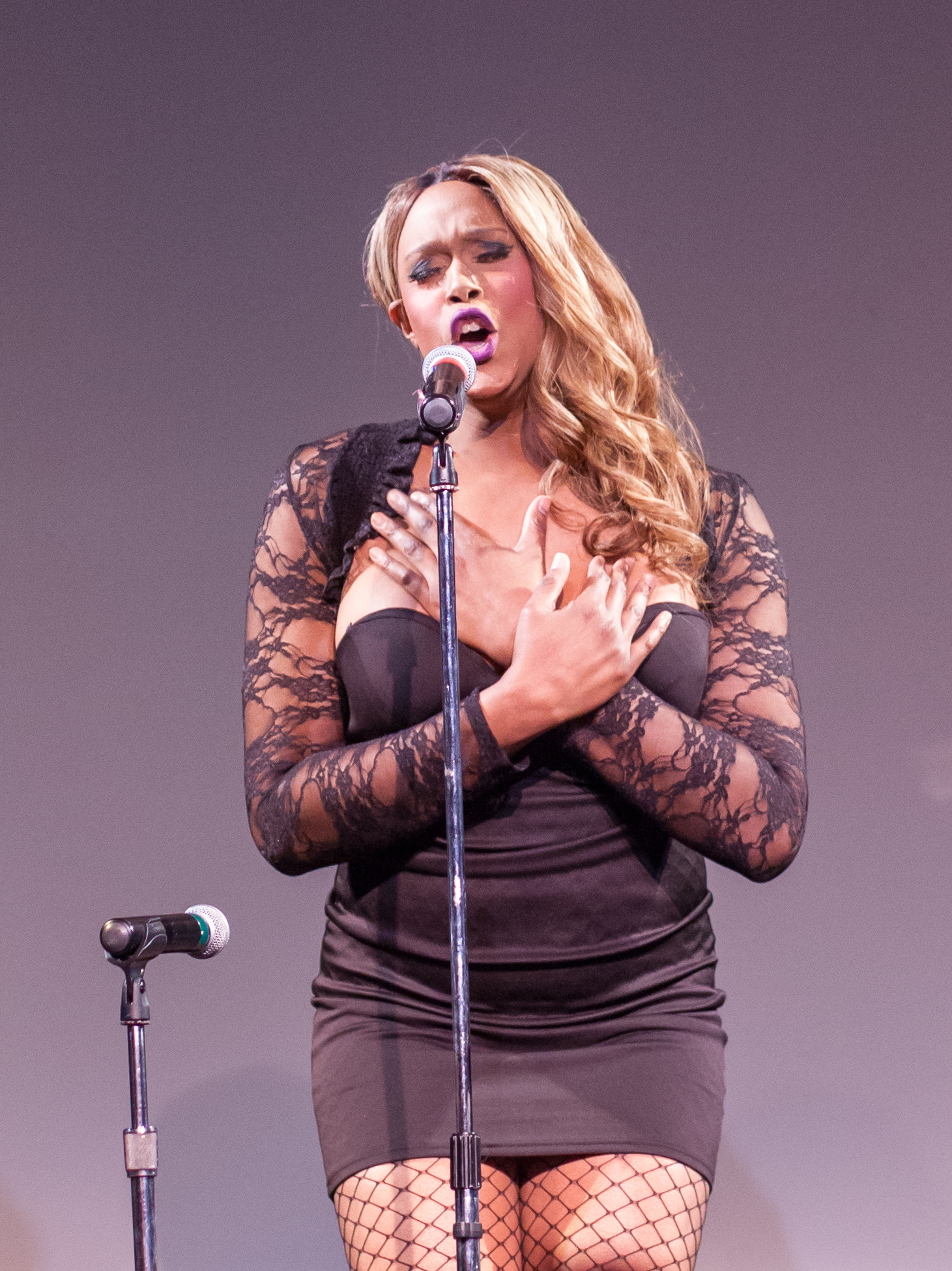
برانا سینکلیر
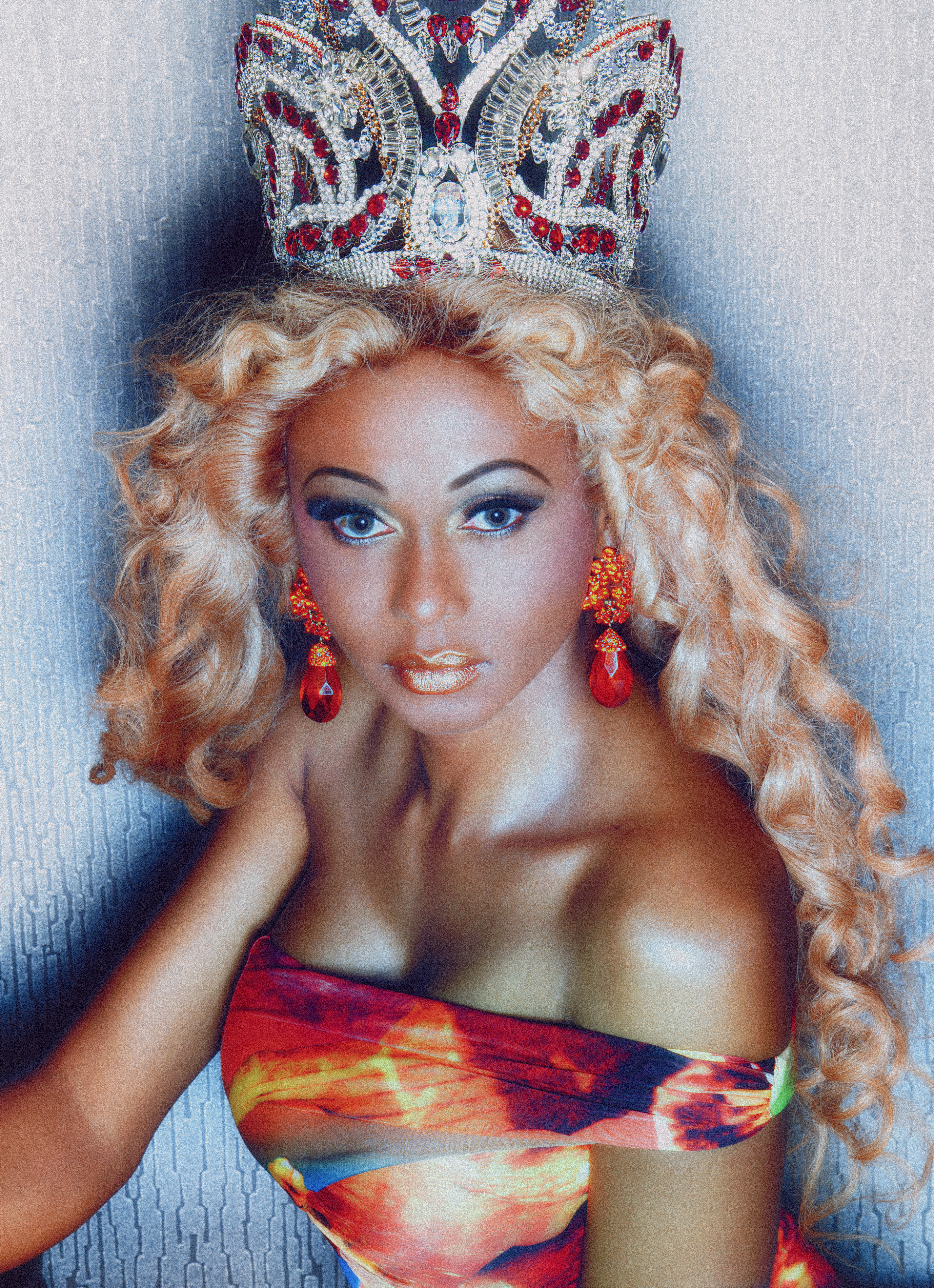
میس ساهارا
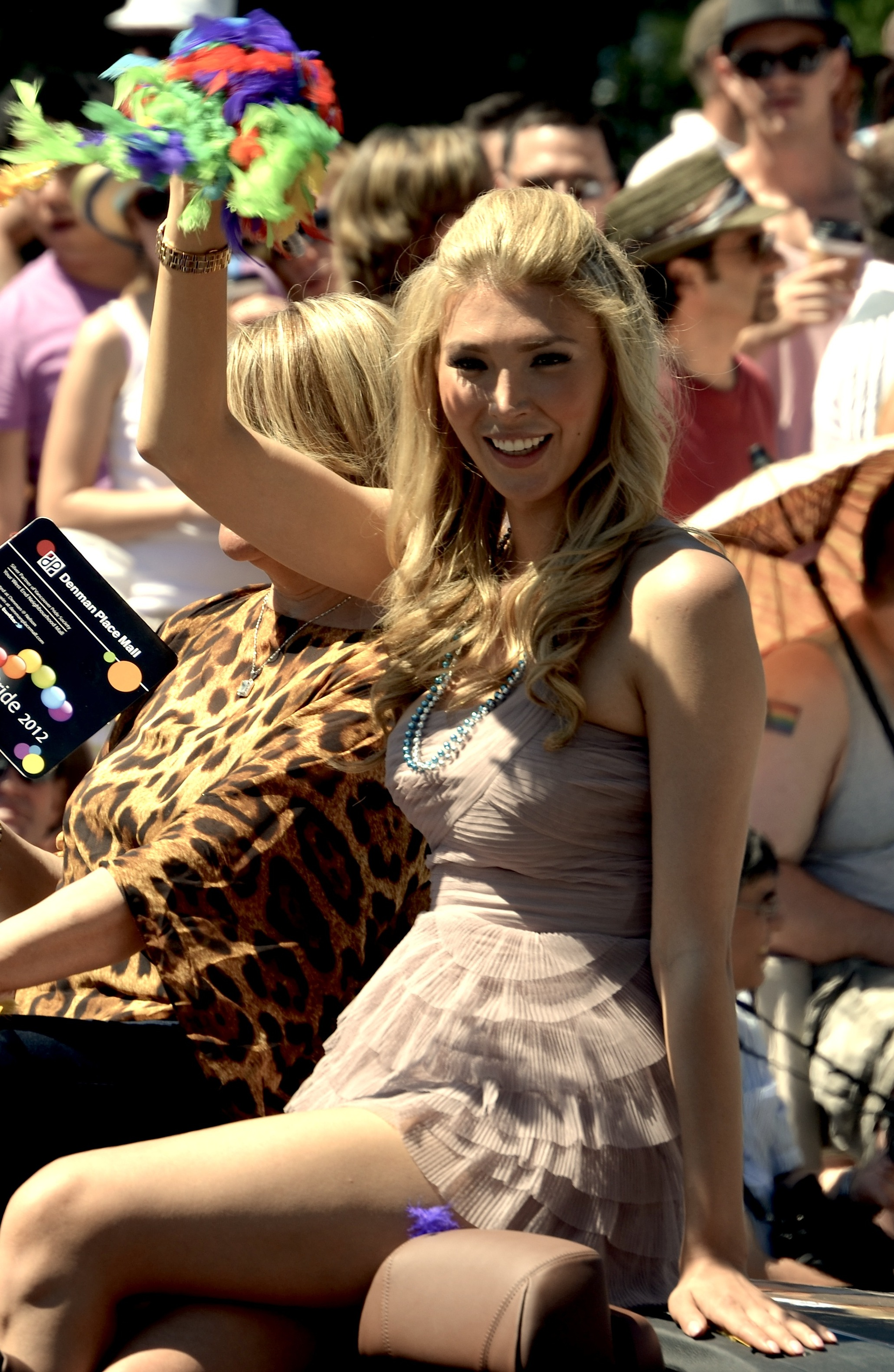
یانا تالاچکووا
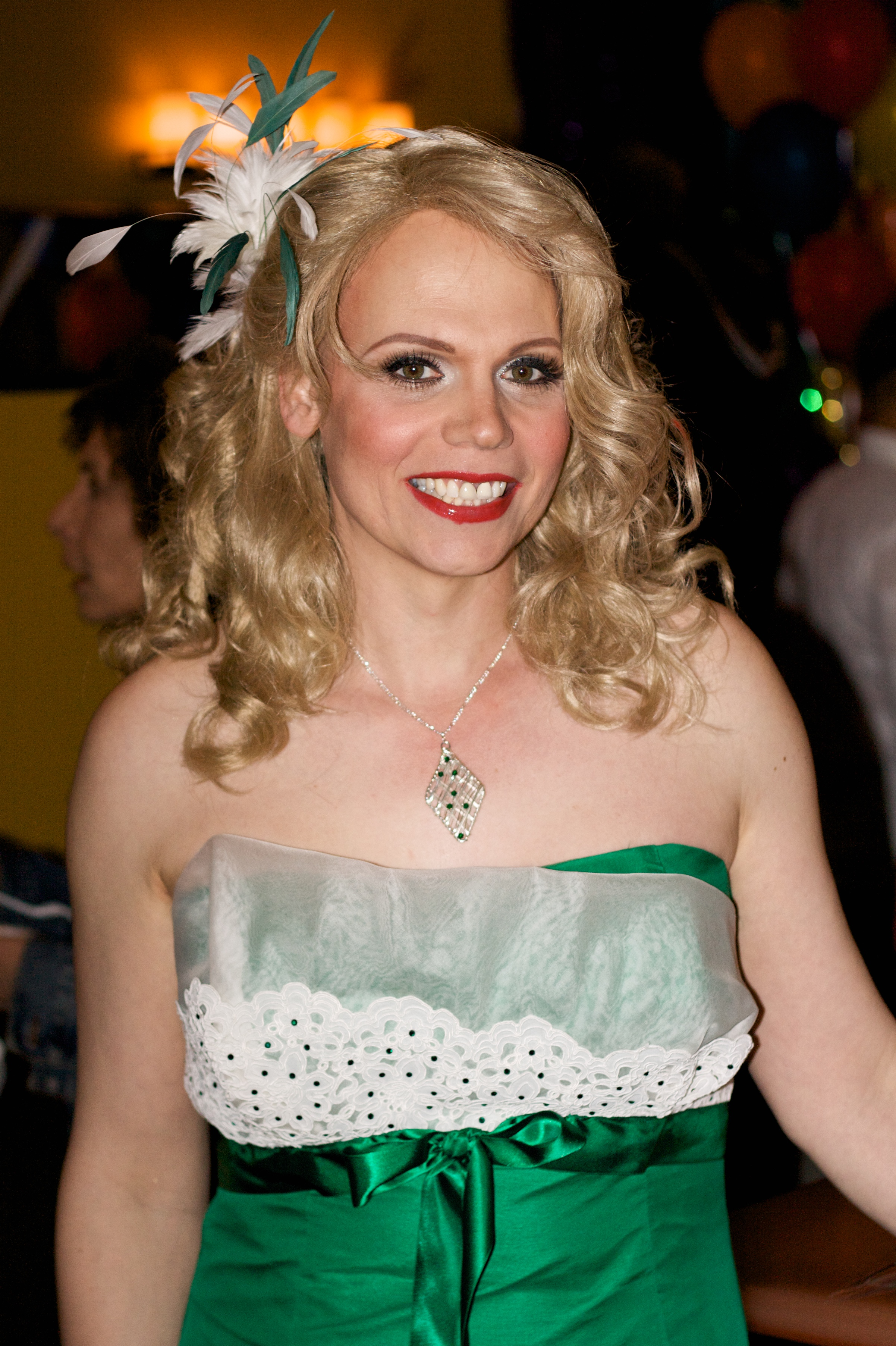
انزا اندرسون
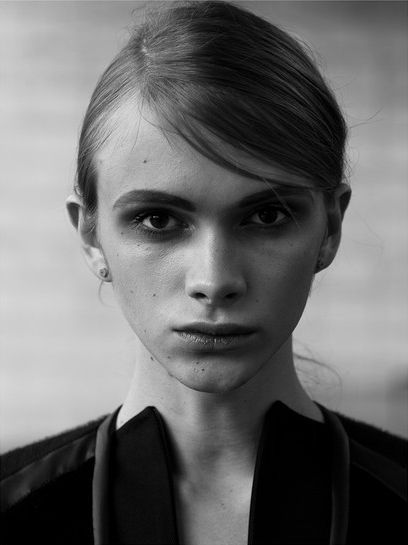
استاو استراشکو
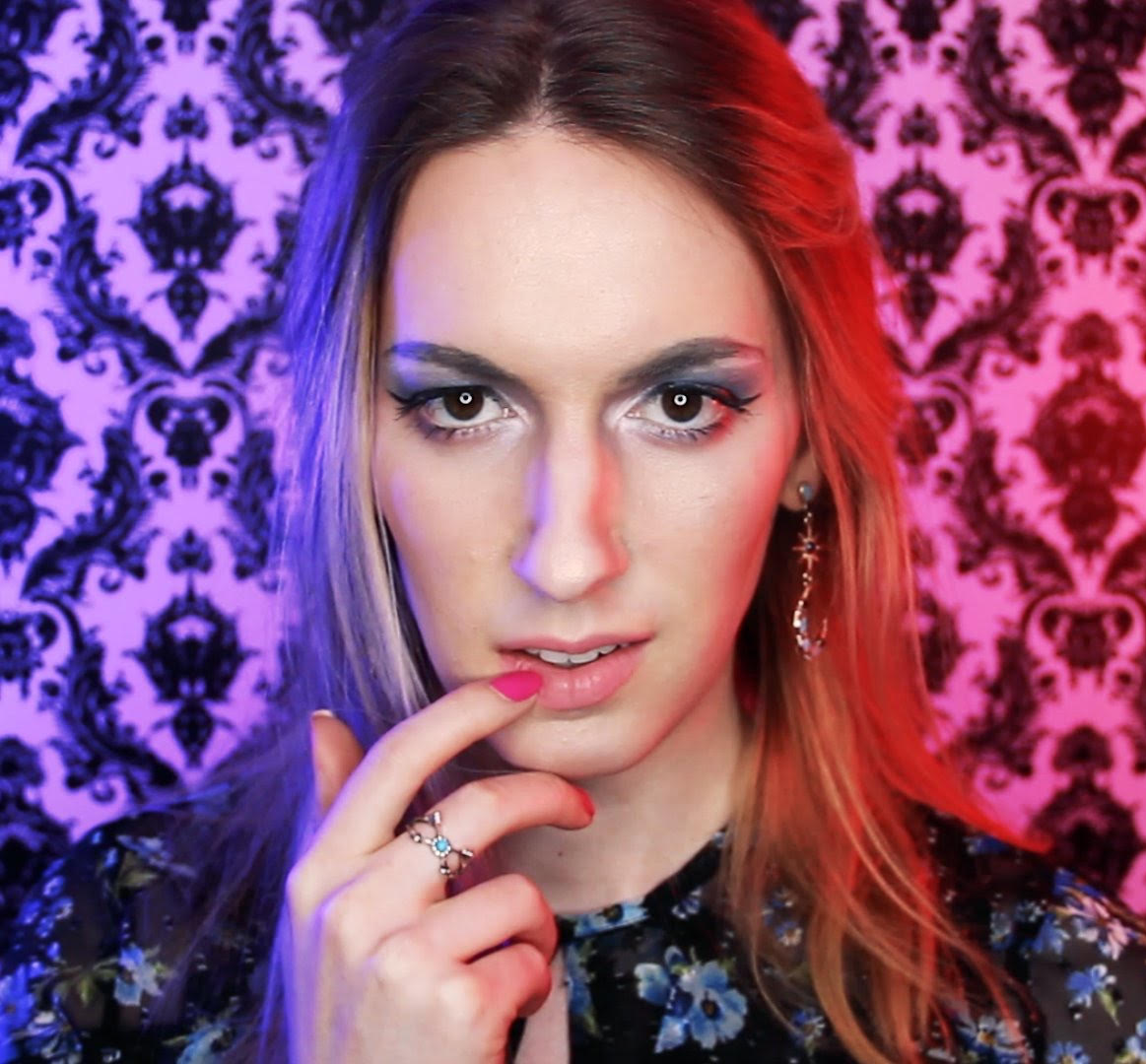
ناتالی وین
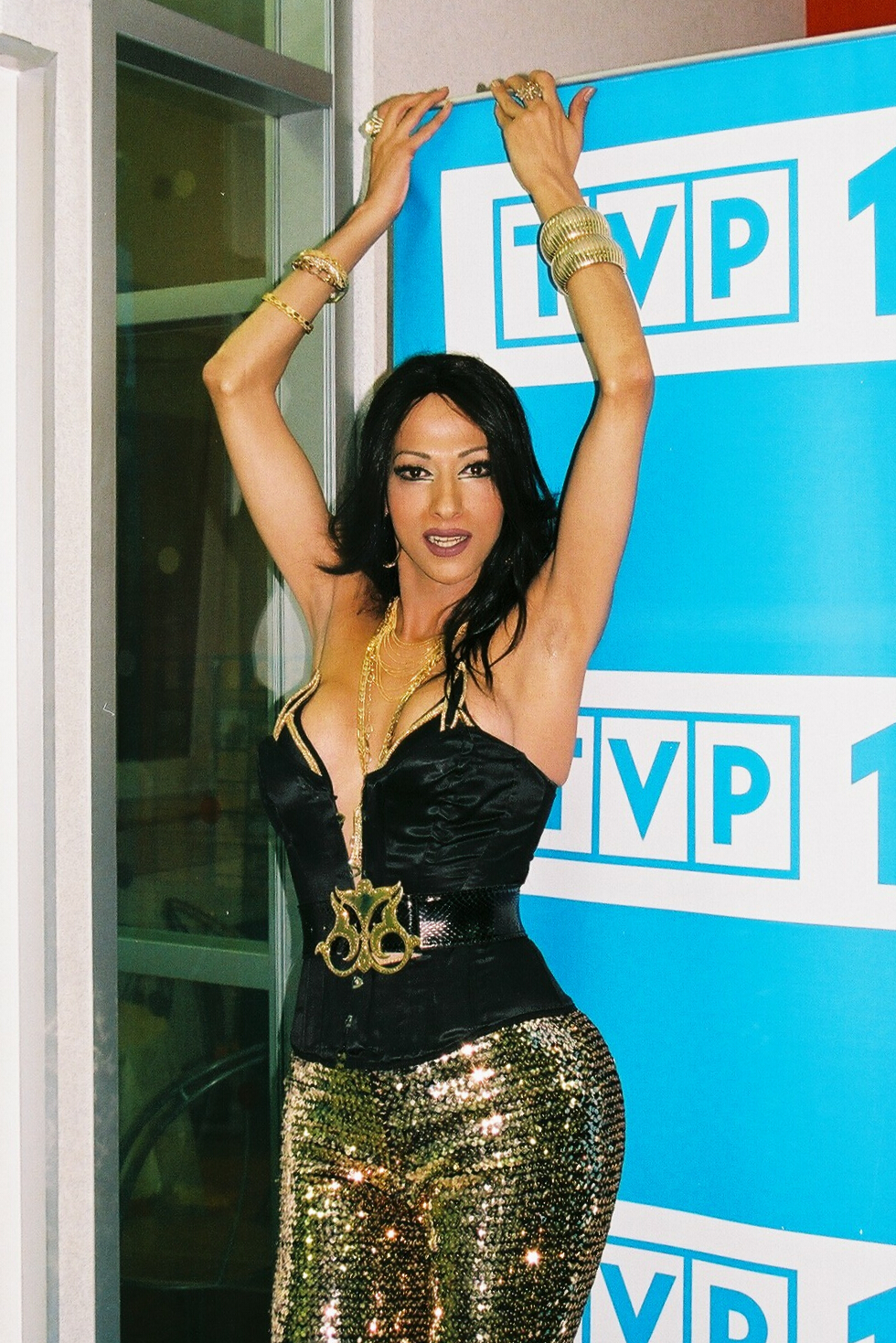
دانا اینترنشنال
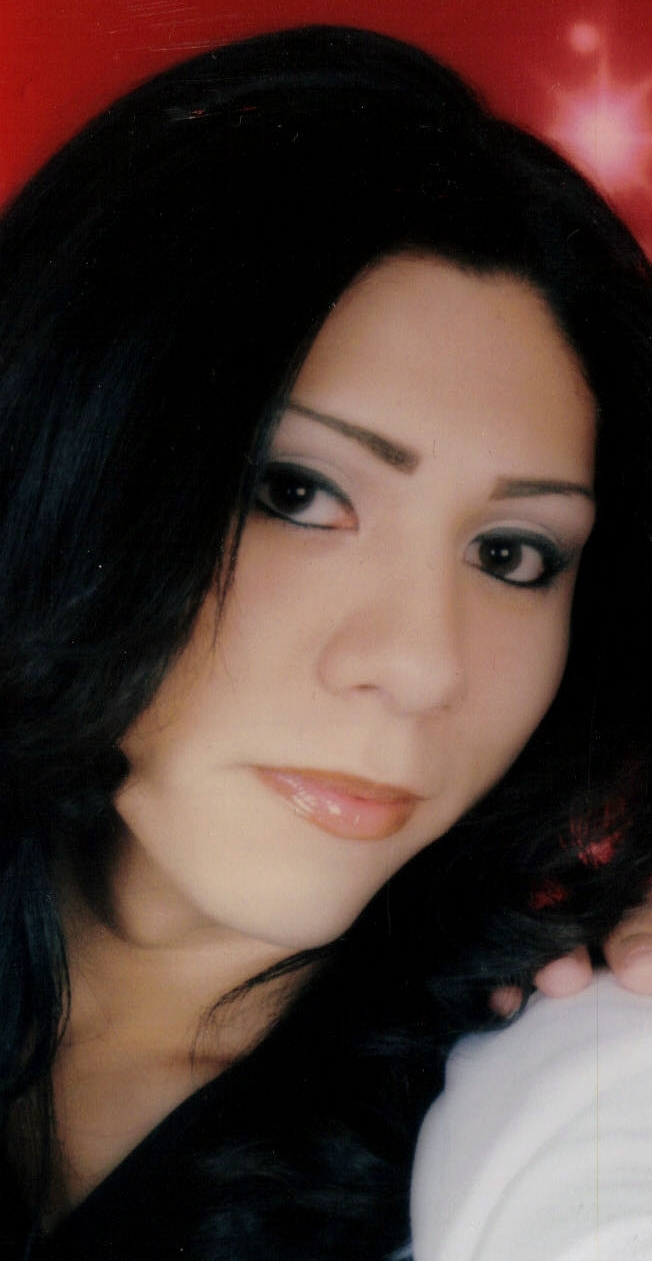
آنجی زاپاتا
سونیک
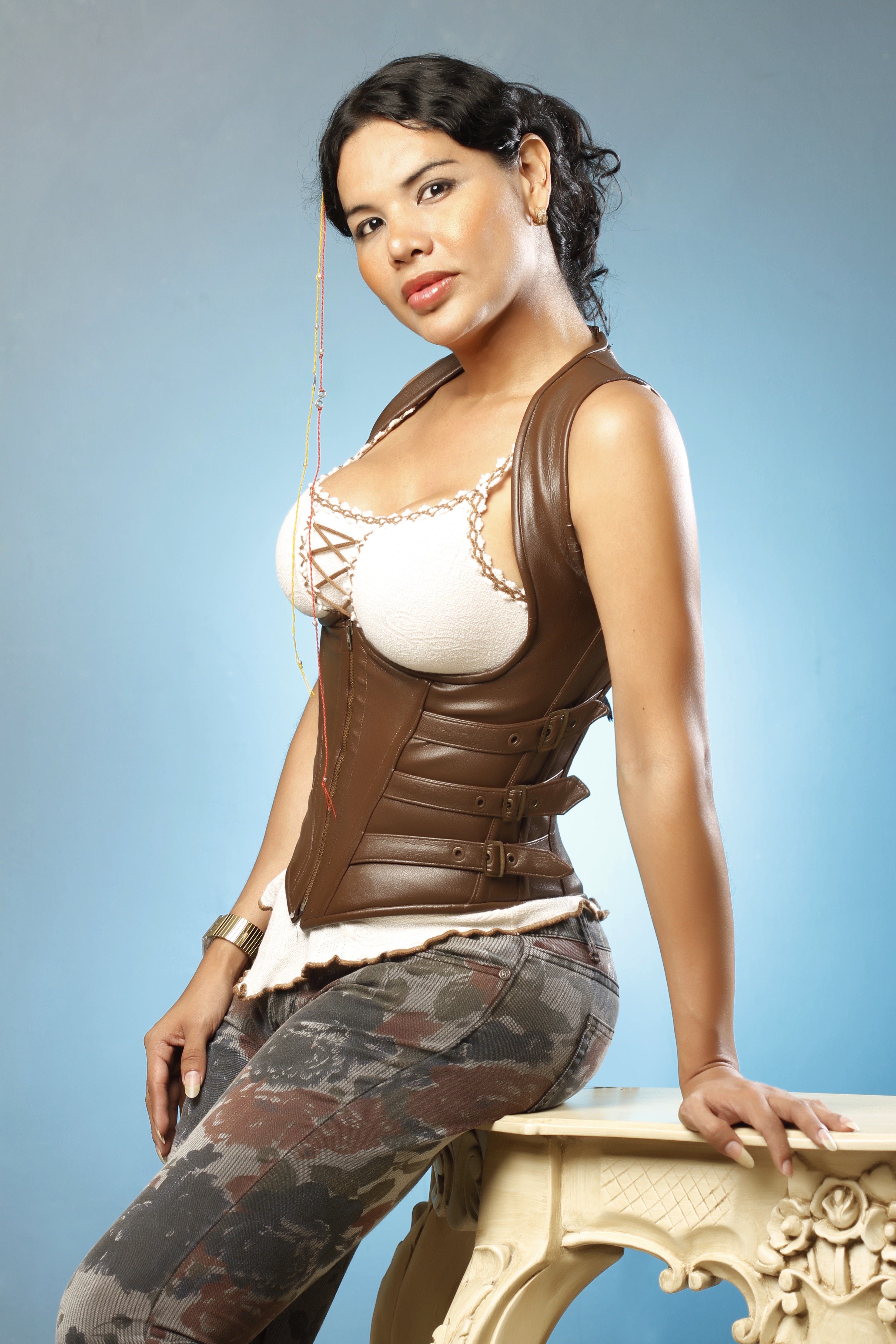
دیانا رودریگز
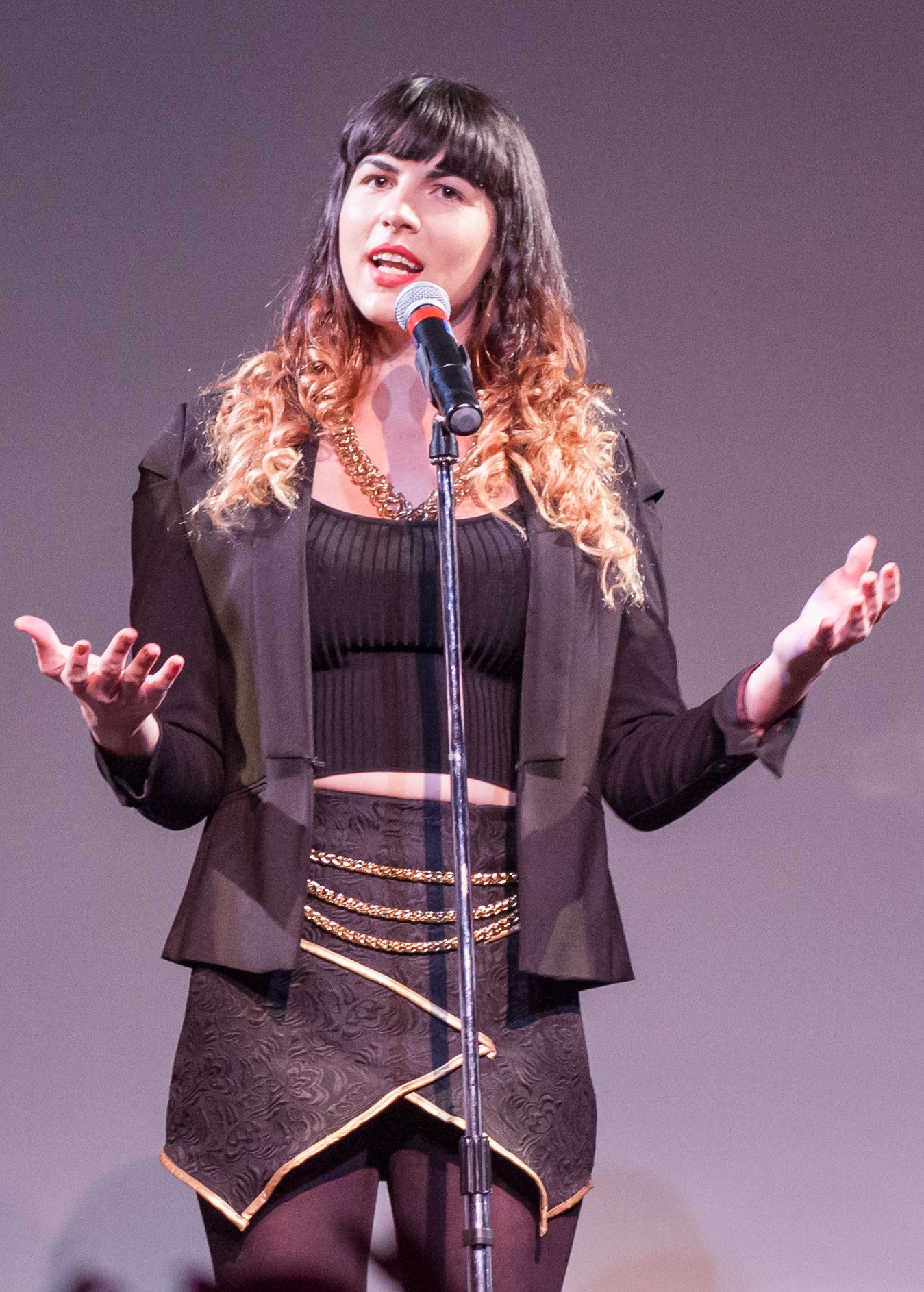
میا ساتیا
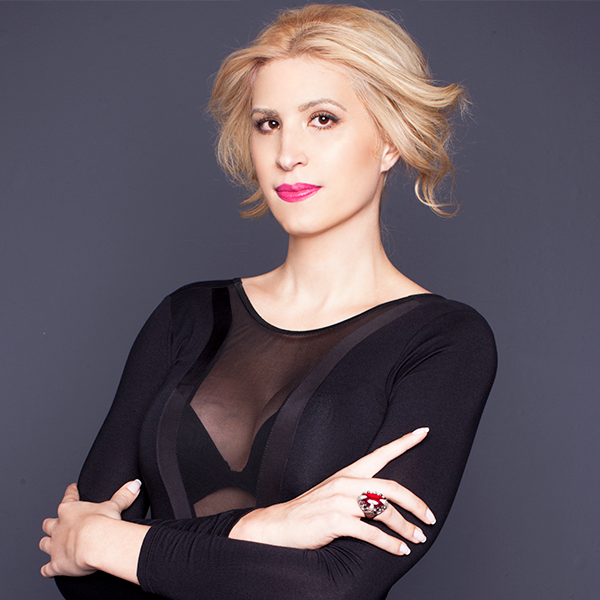
اوفلیا پاستارانا
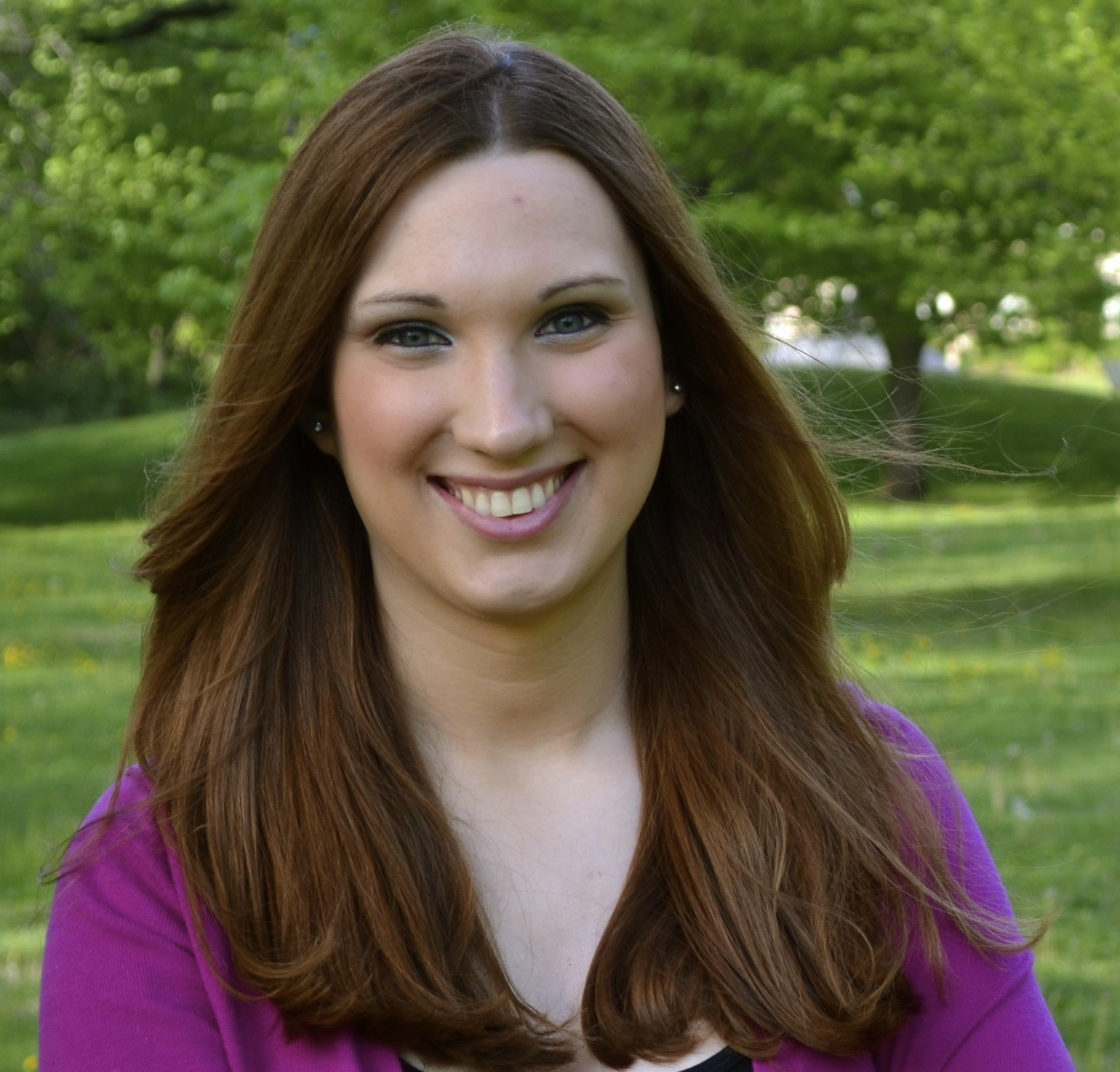
سارا مک‌براید
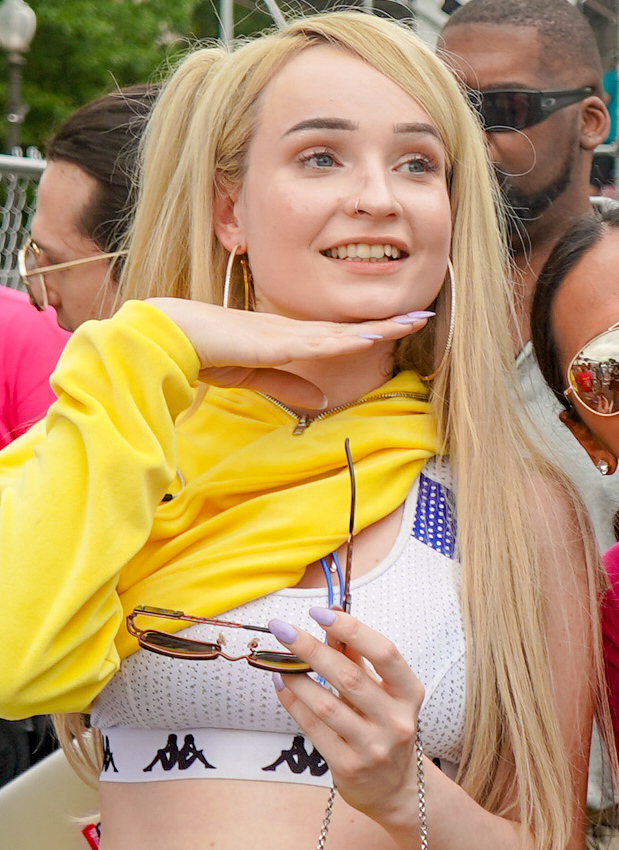
کیم پتراس
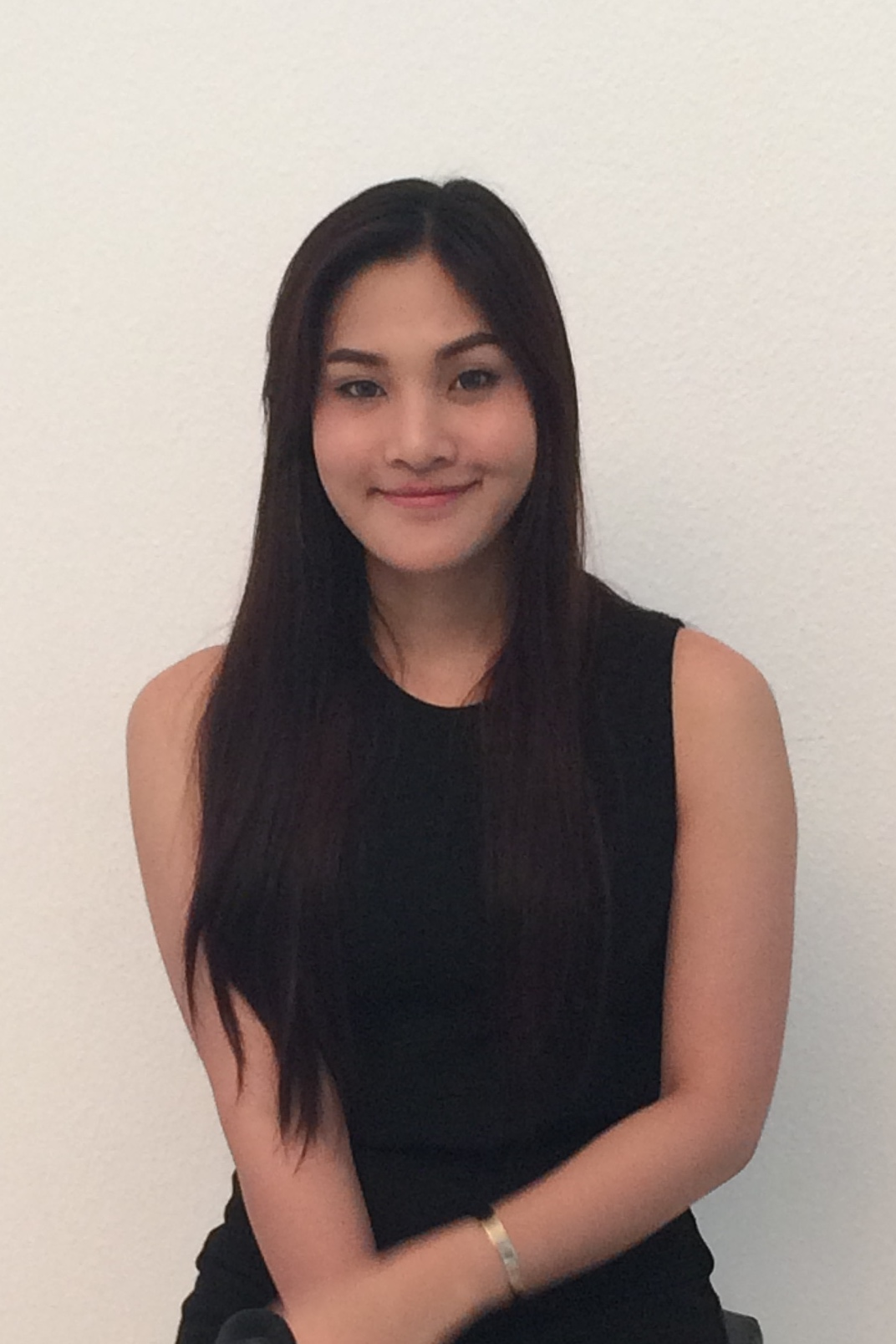
بل نانتیتا
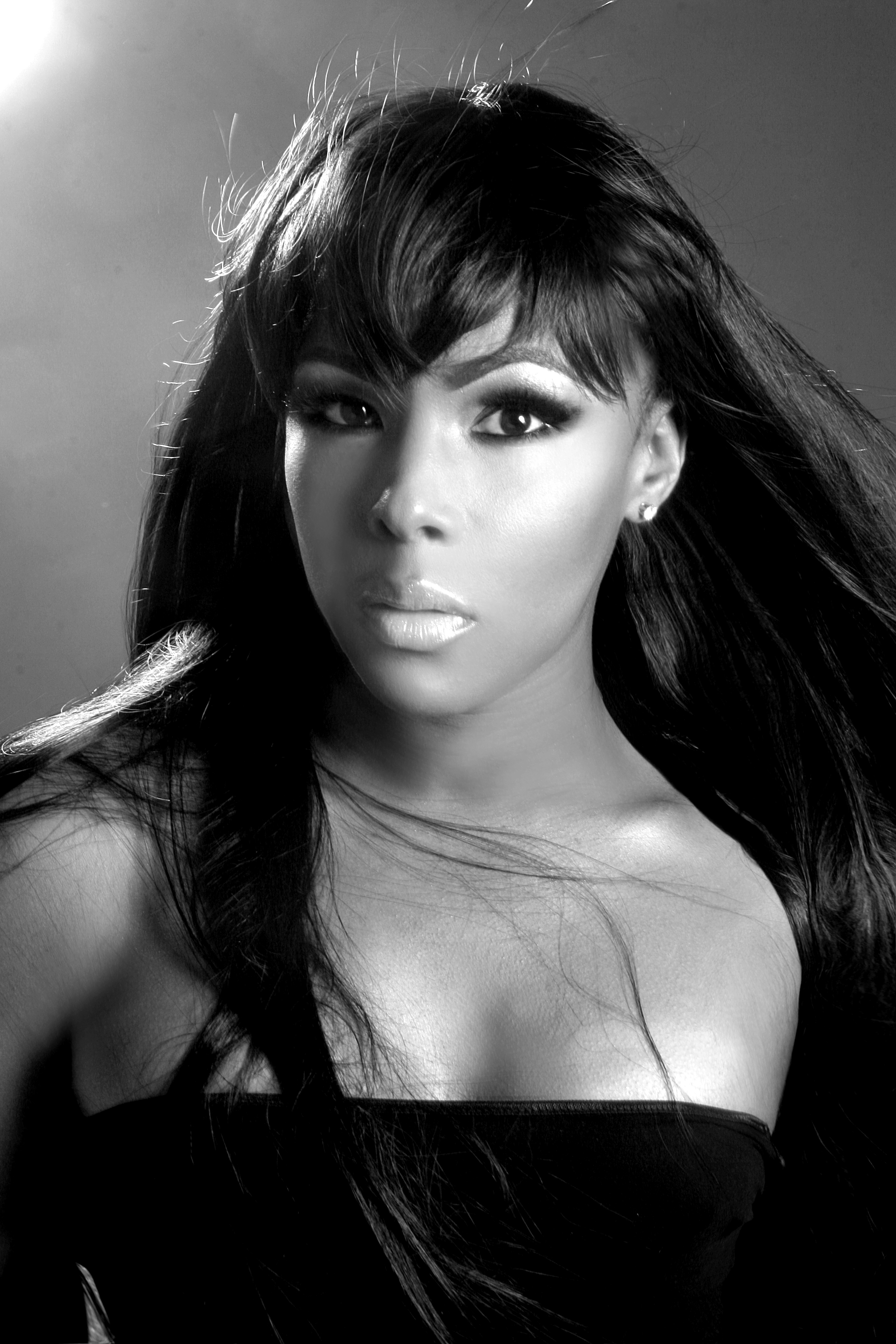
ناهشون دیون اندرسون
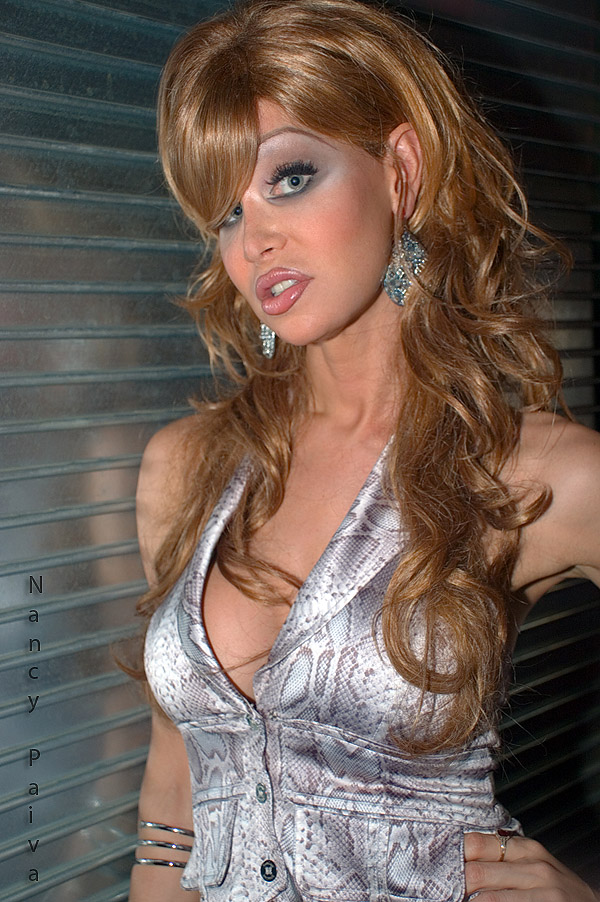
نینا آرسنو
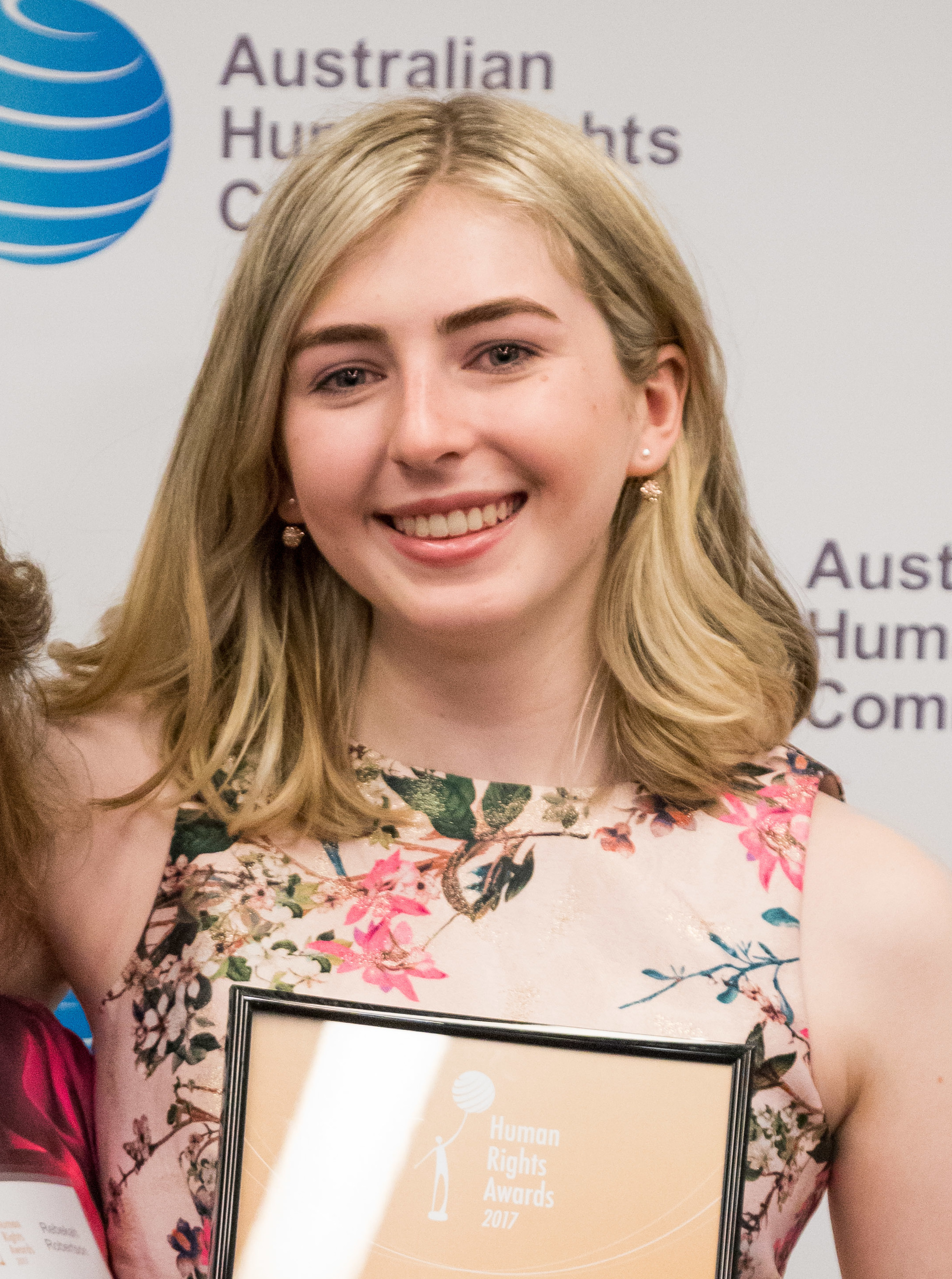
جورجی استون
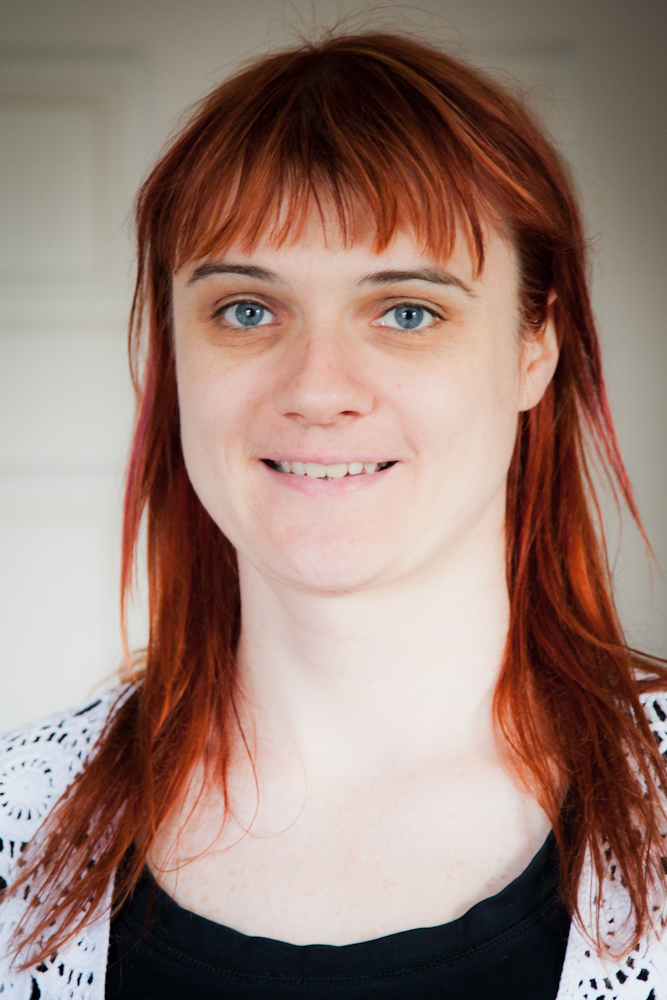
سارا براون
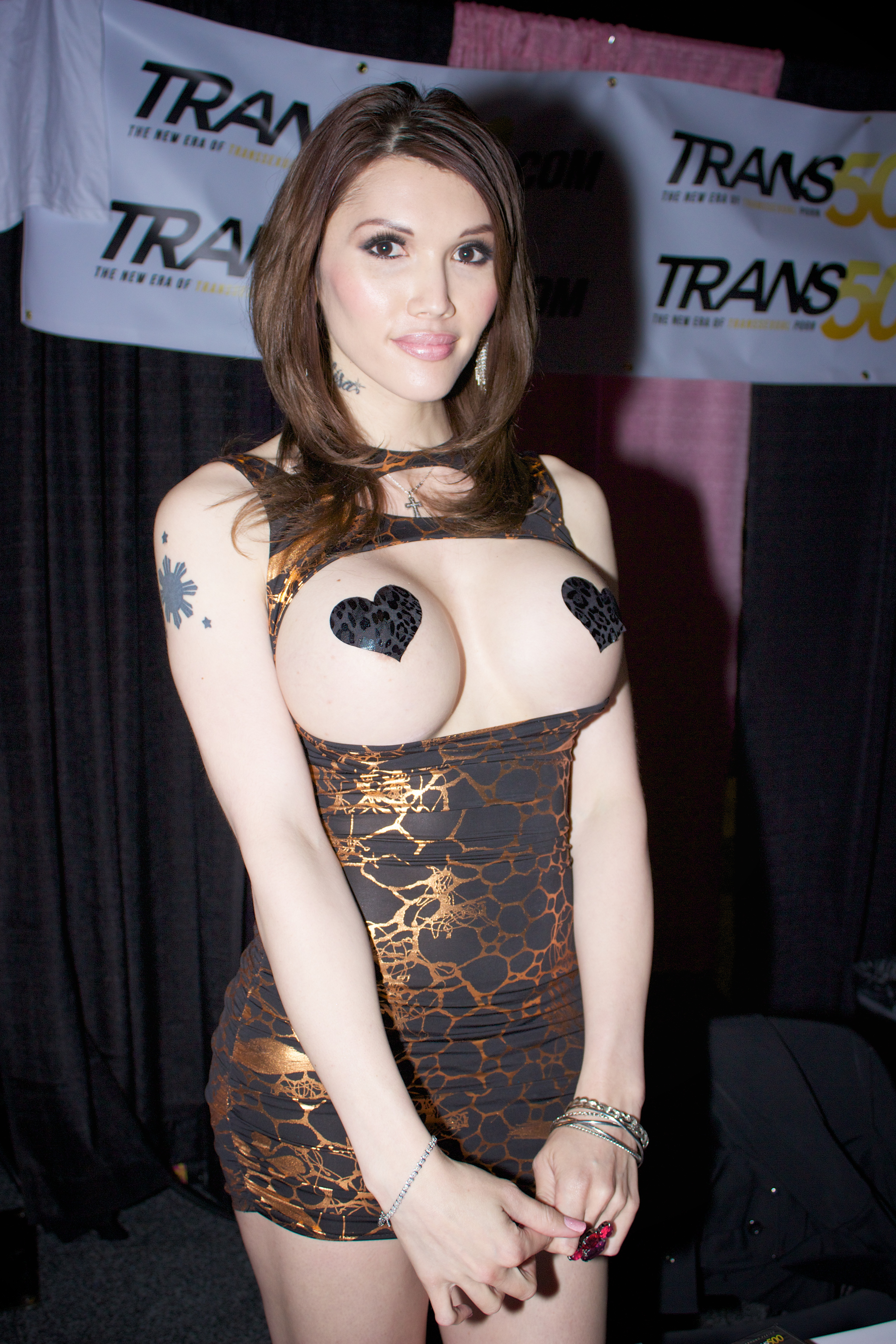
اوا لین
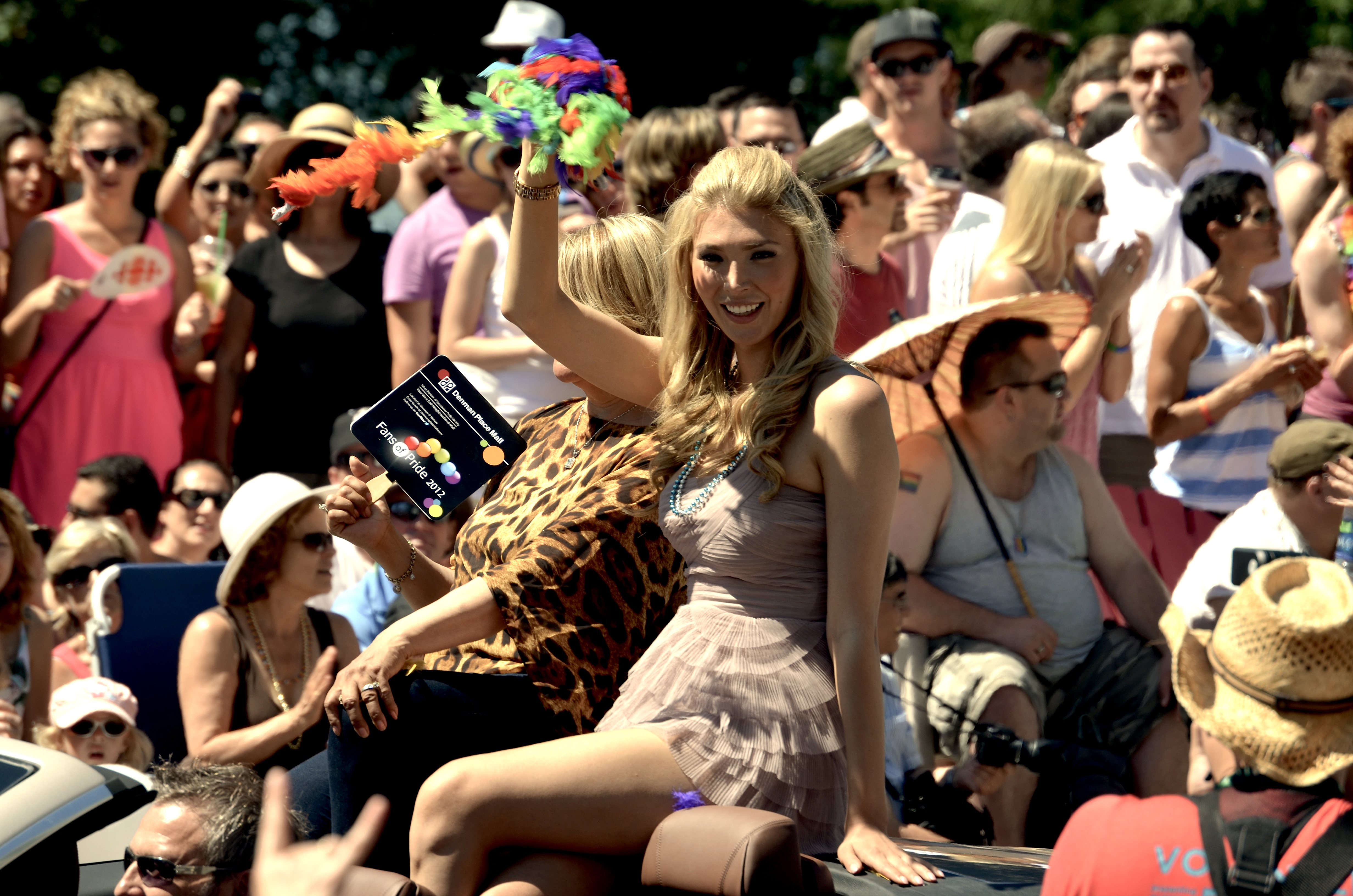
یانا تالاچکووا
کوکسینل
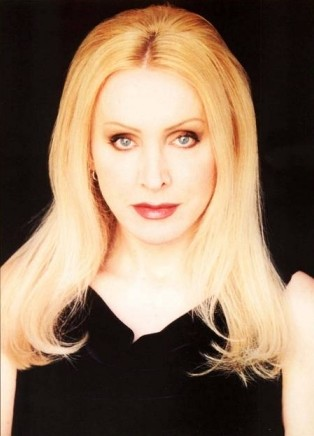
استل ازمودل
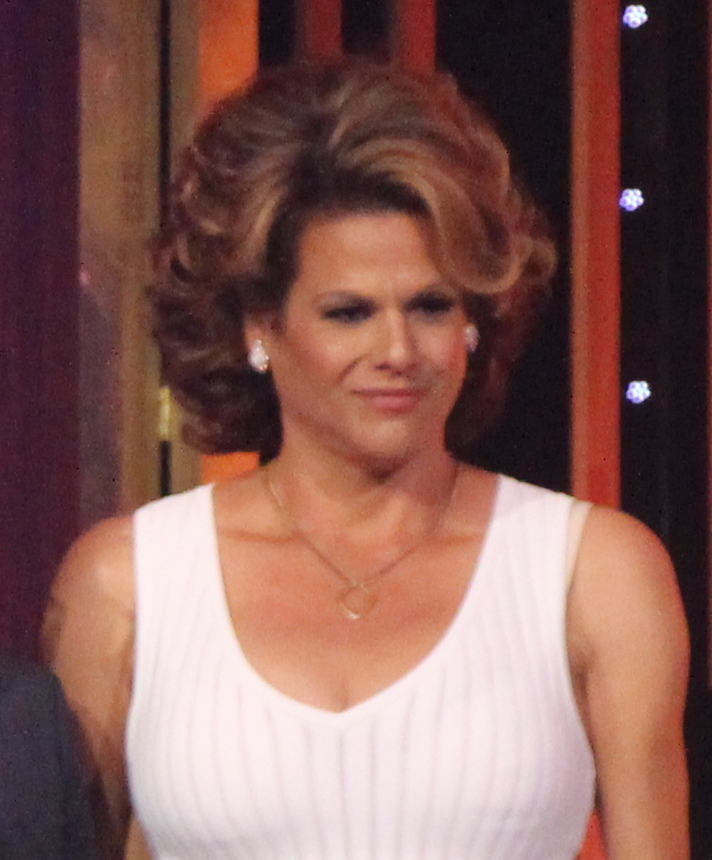
الکساندرا بلینگ
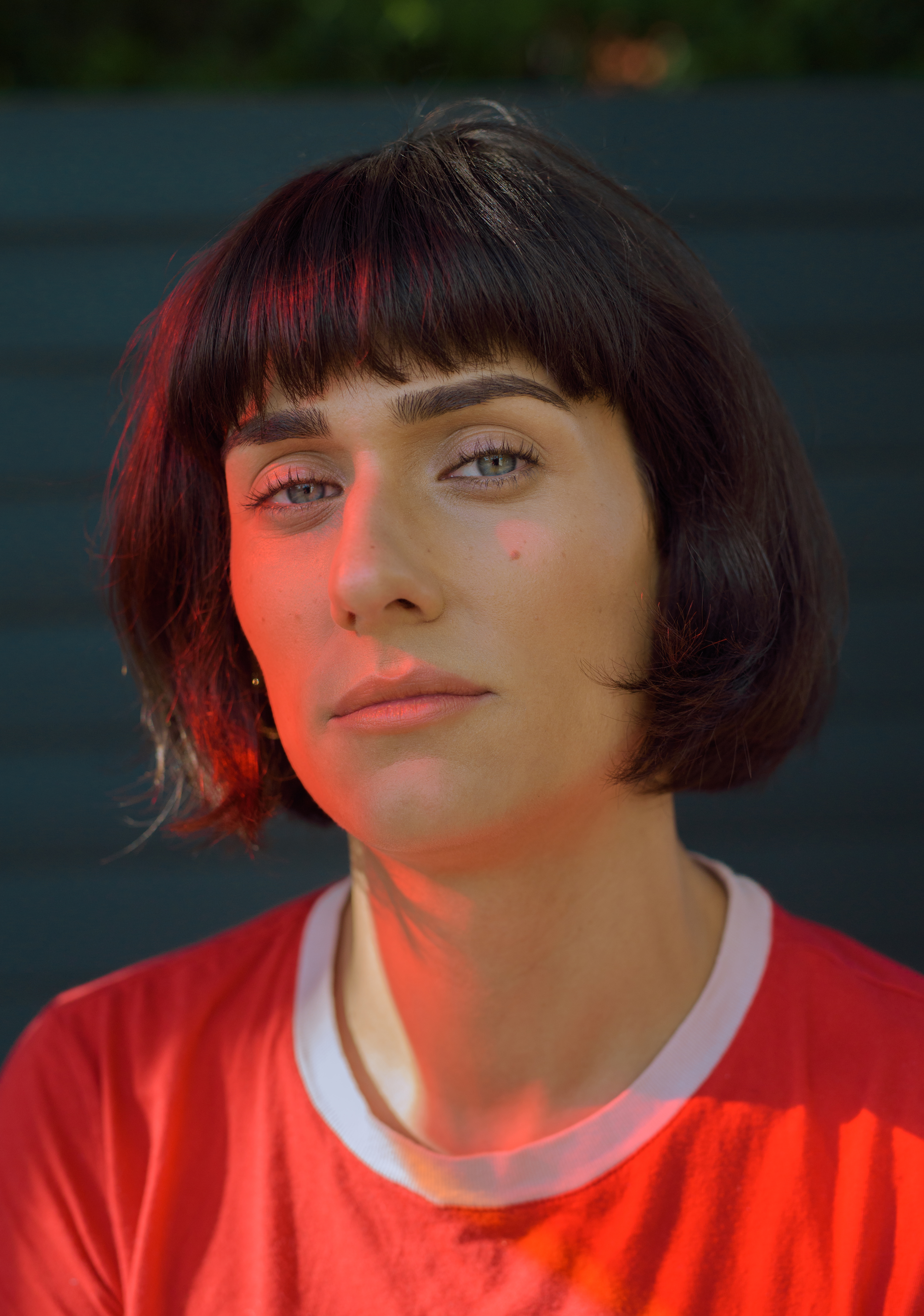
تدی گایگر
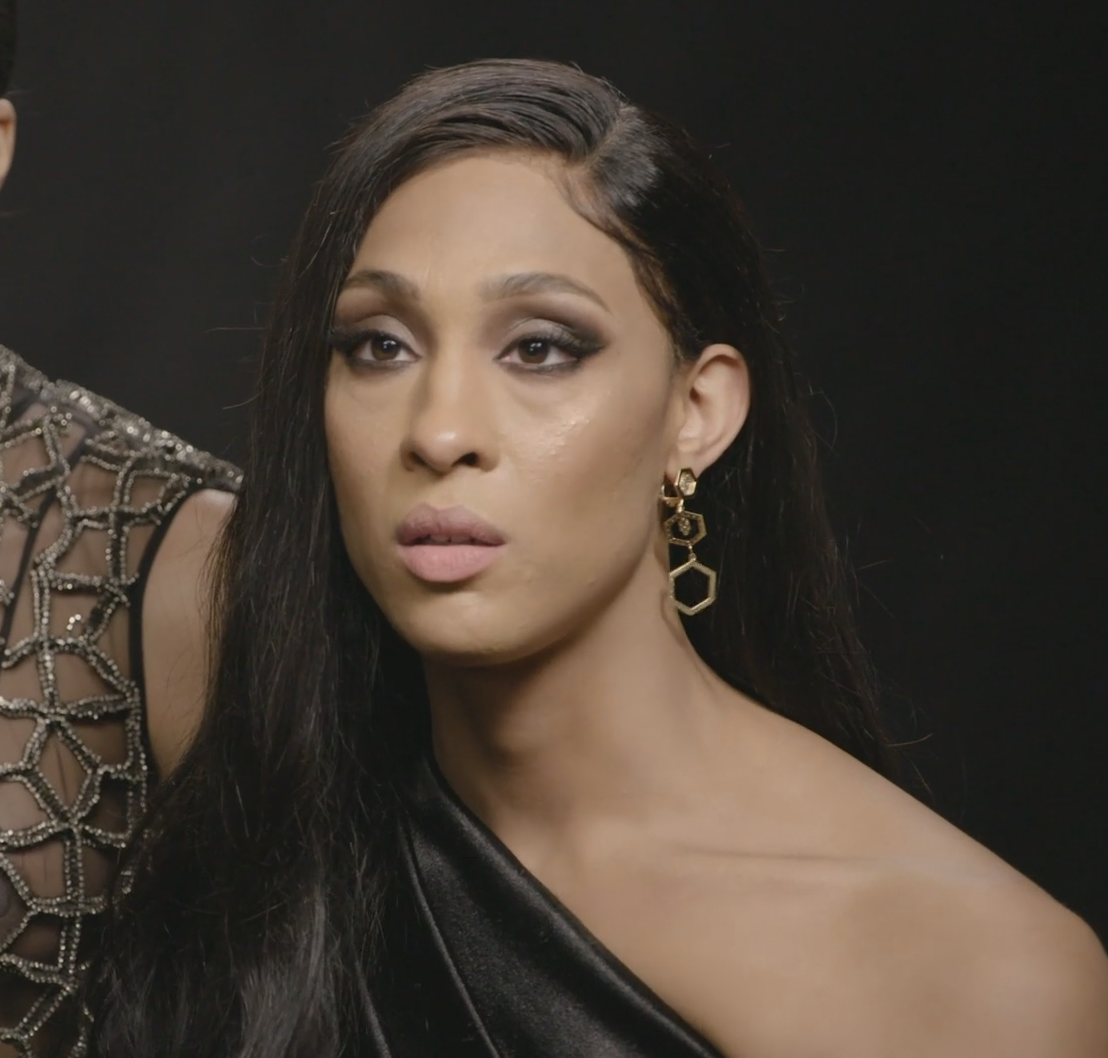
ام‌جی رودریگز
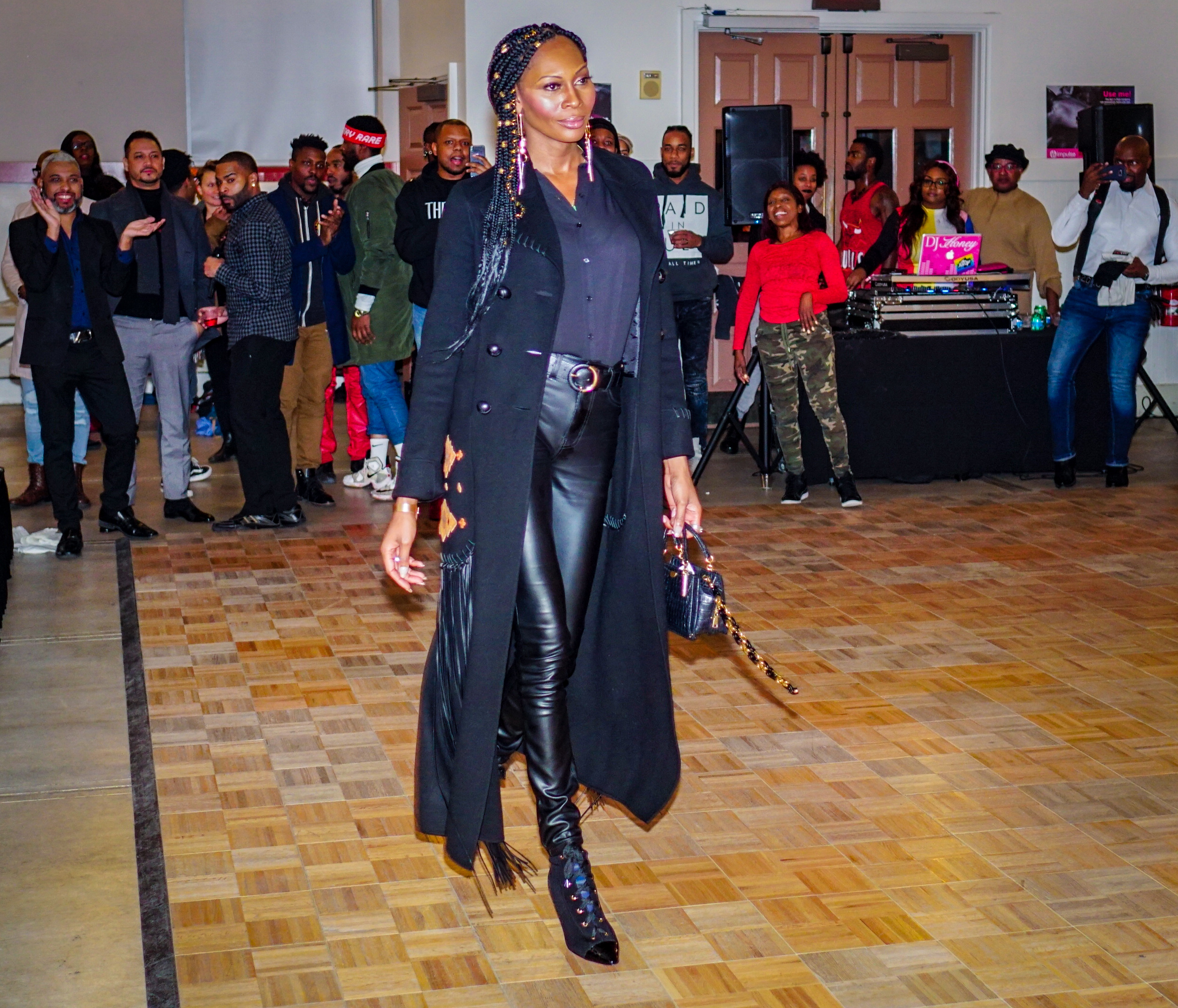
دومینیک جکسون
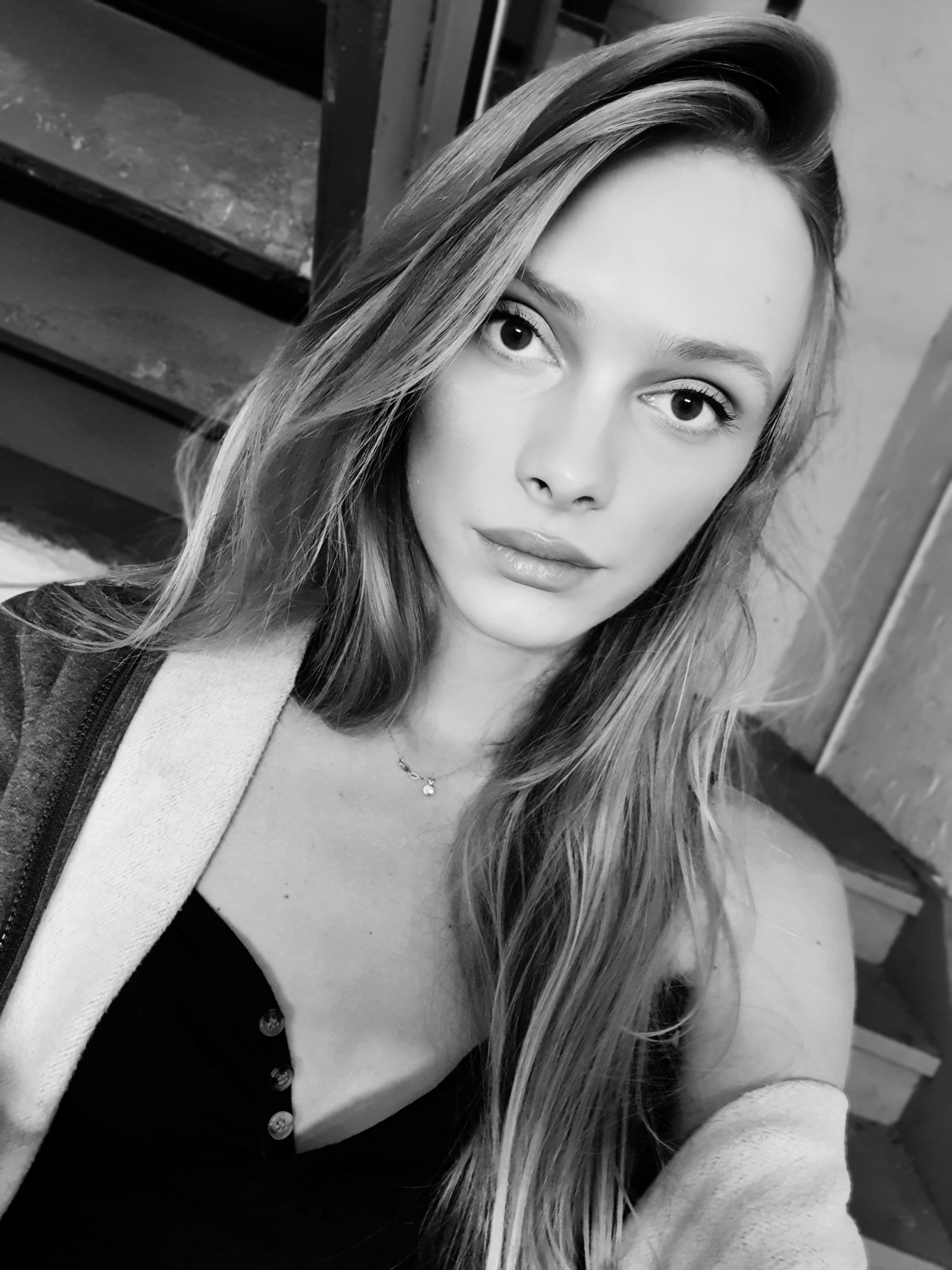
استاو استراشکو
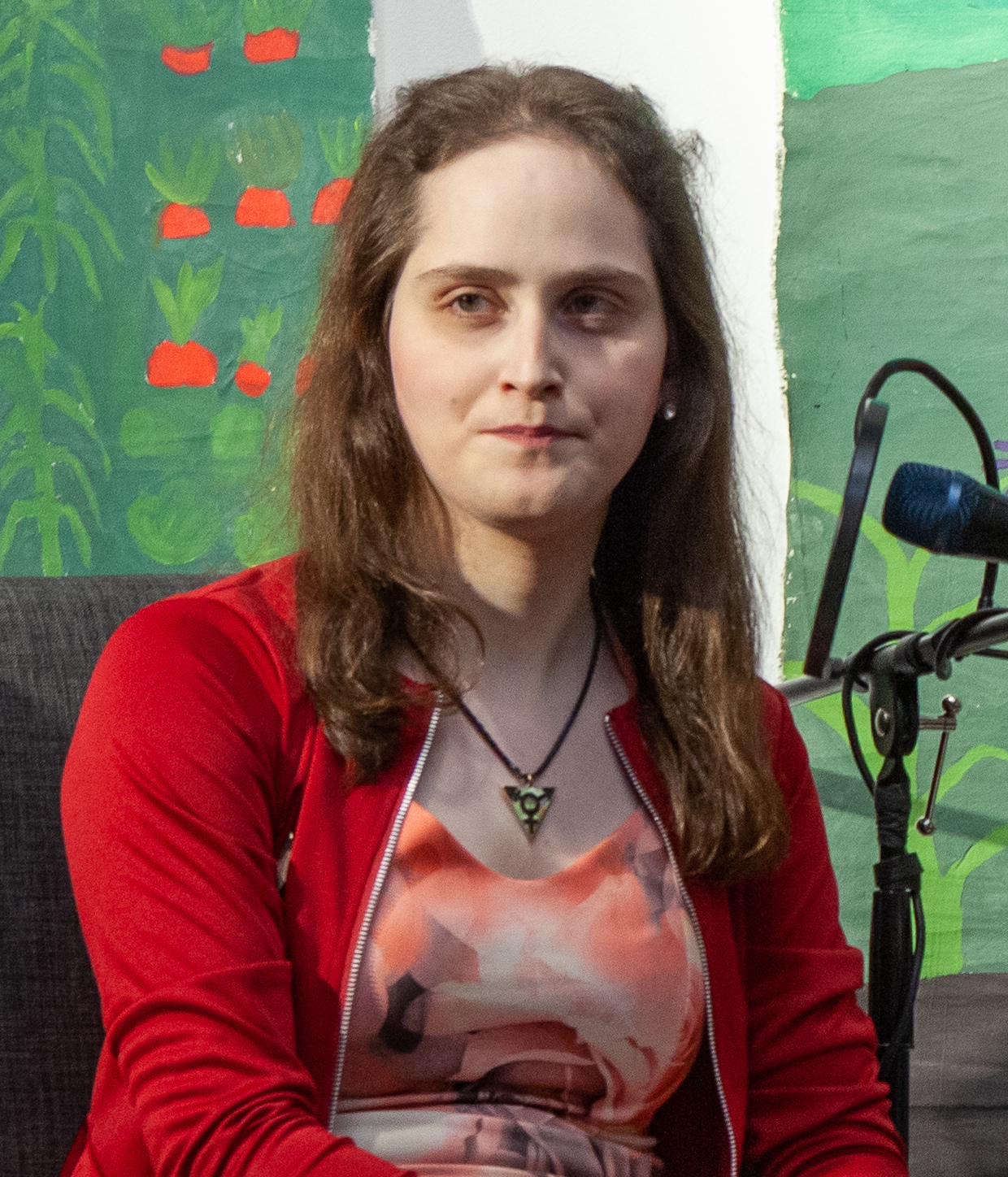
ابی استین
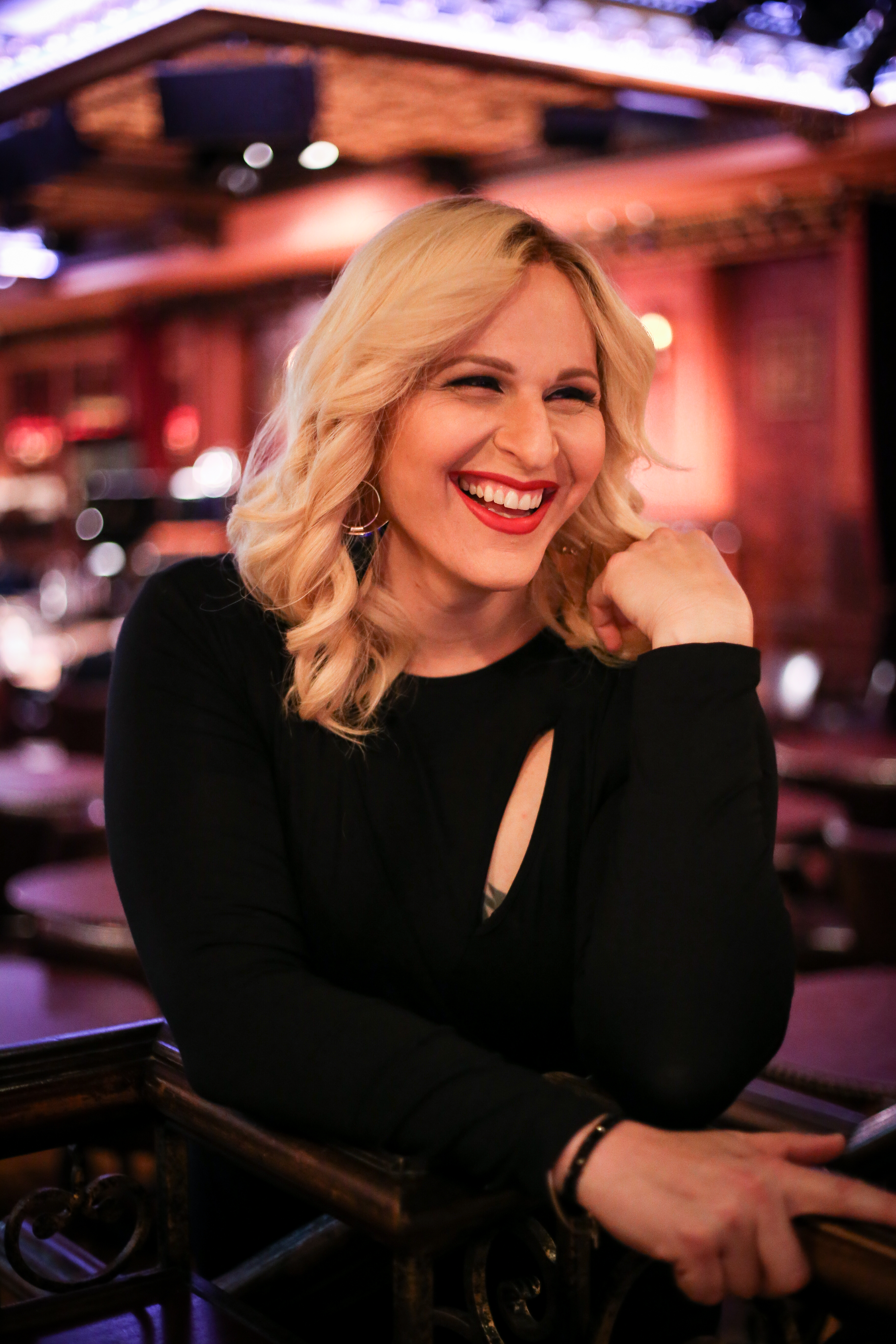
شاکینا نایفاک
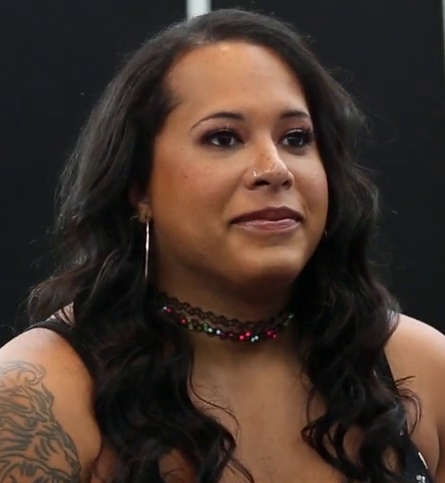
نایلا رز
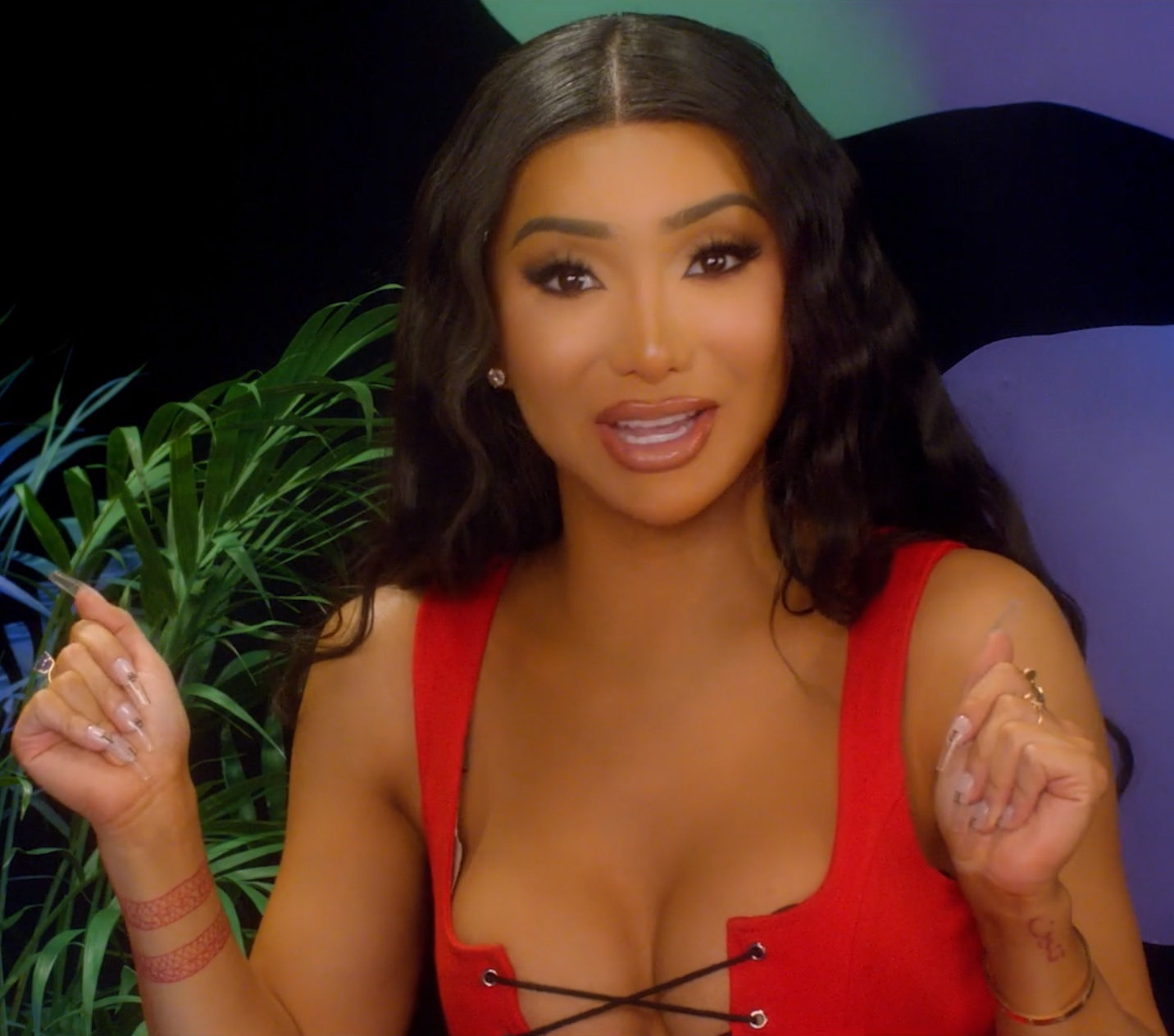
نیکیتا دراگون
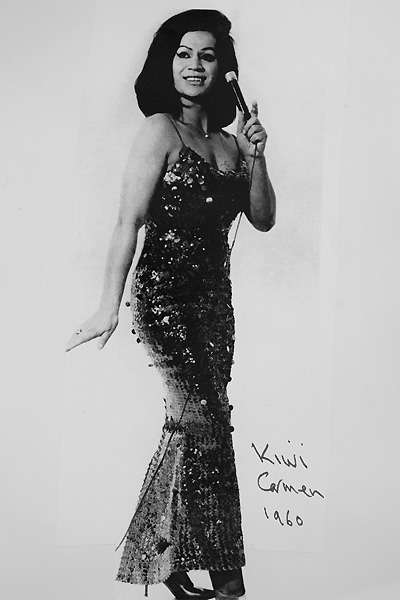
کارمن روپه
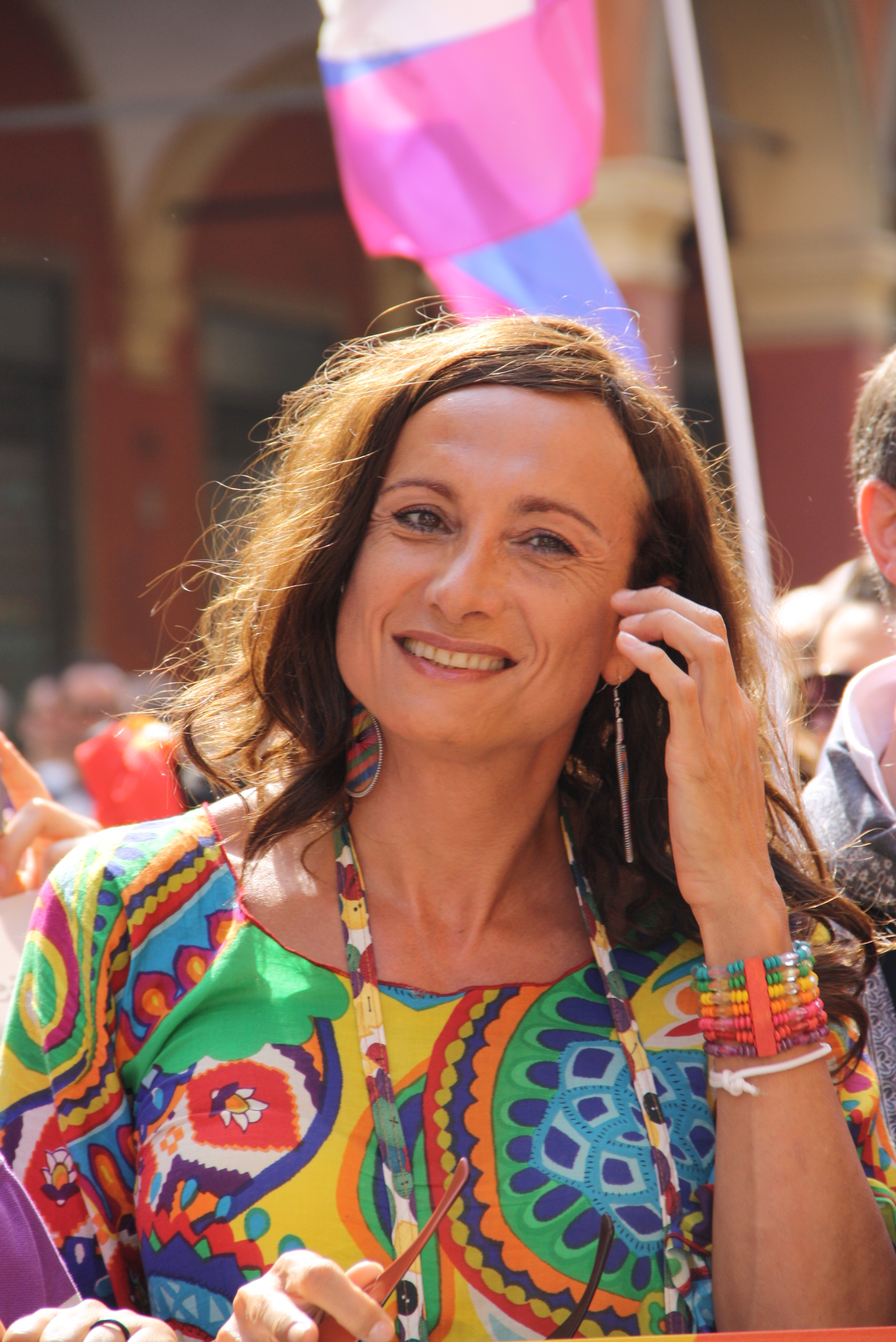
ولادیمیر لوکسوریا
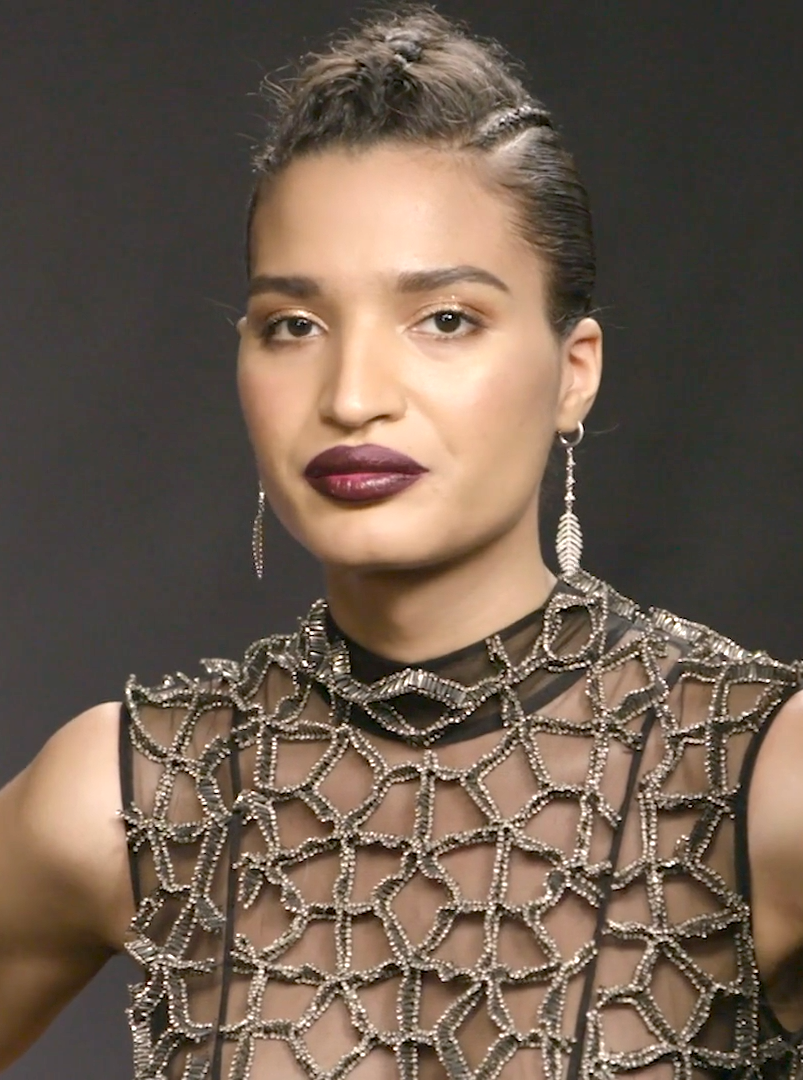
ایندیا مور
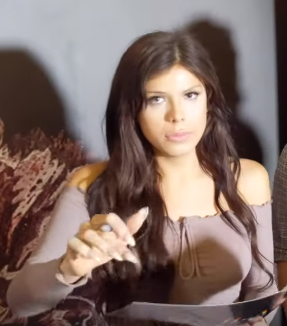
بلر وایت
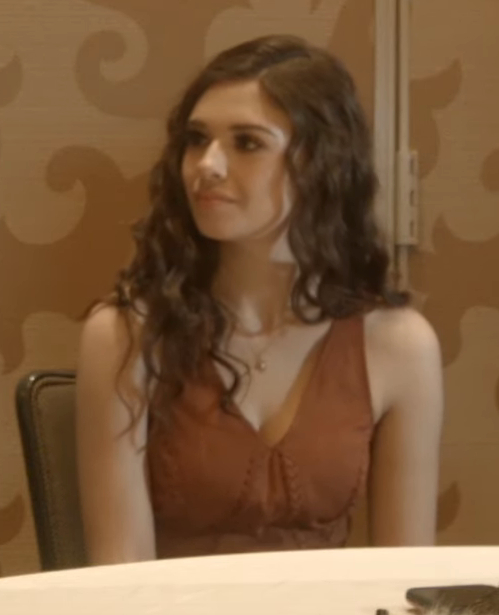
نیکول مینز
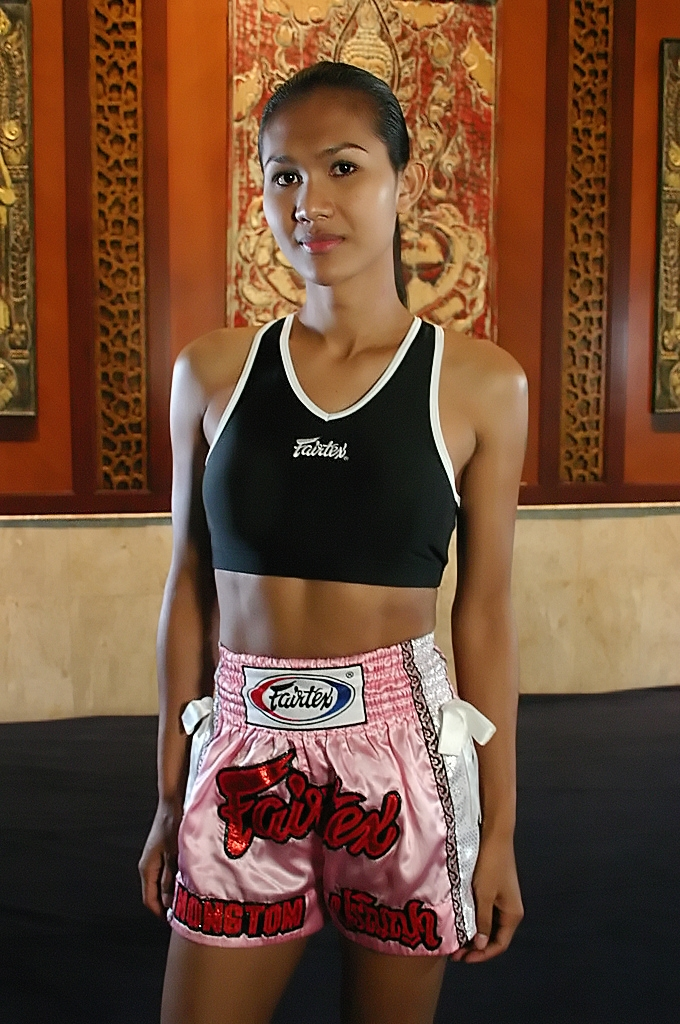
پاریانا چاپرونپول
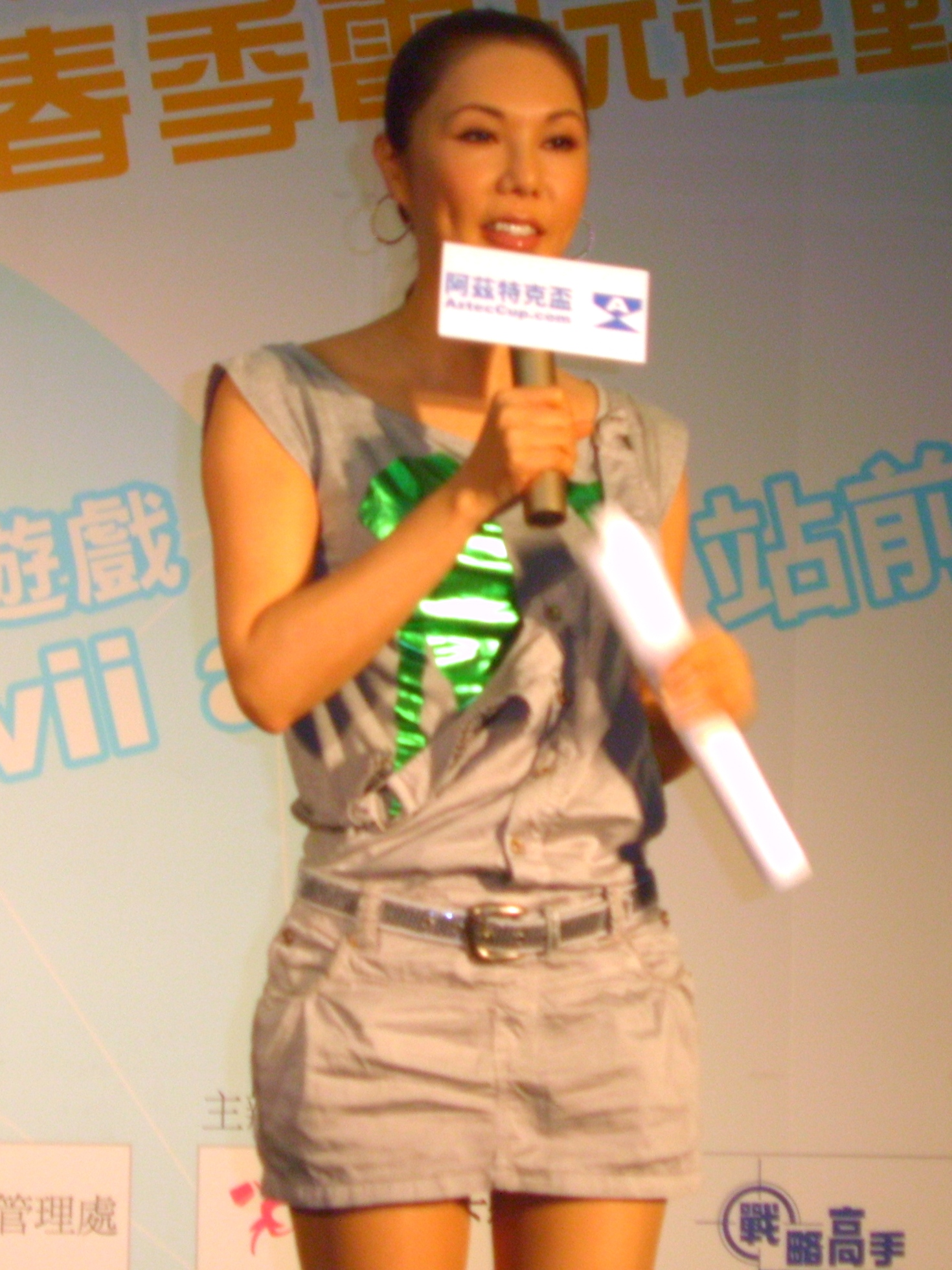
لی جینگ
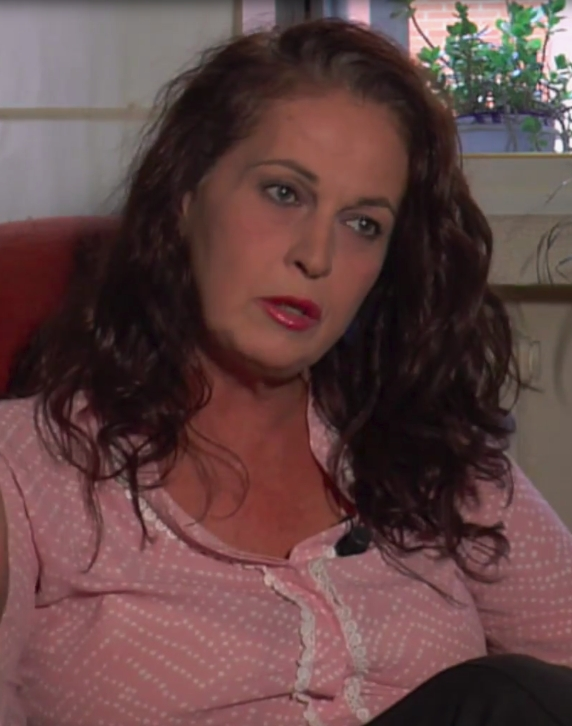
کارلا آنتونلی
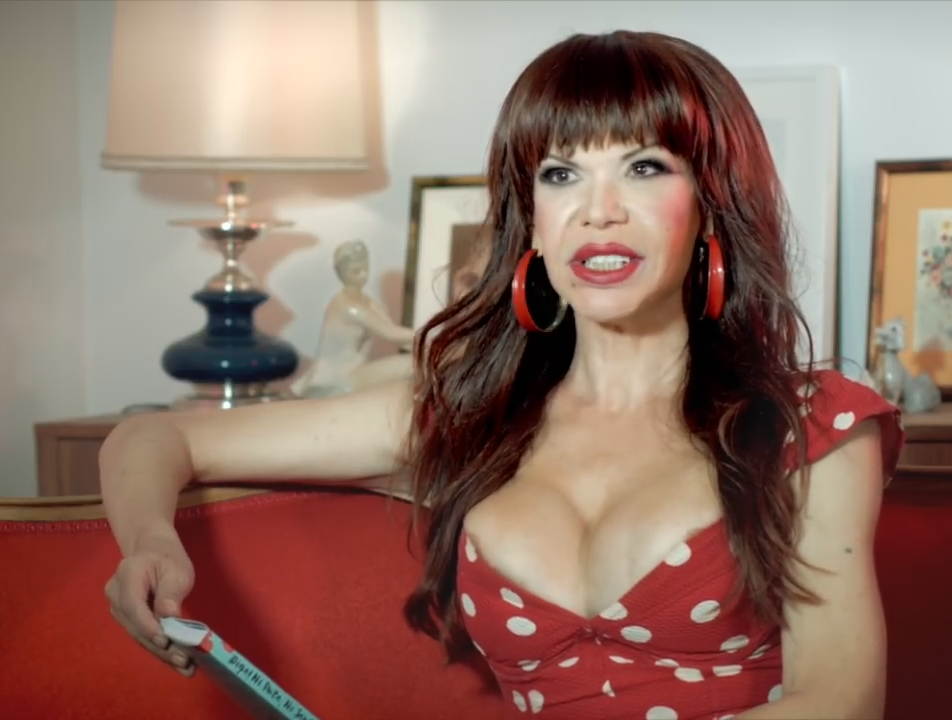
لا وننو
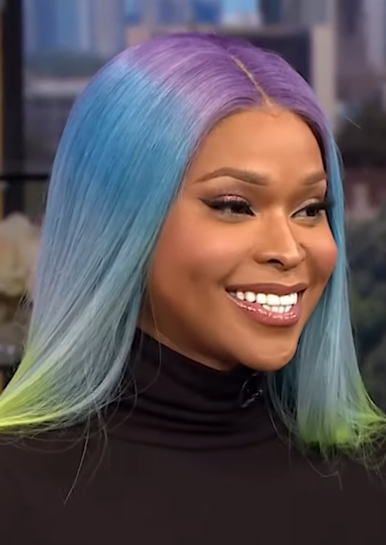
آمیا اسکات
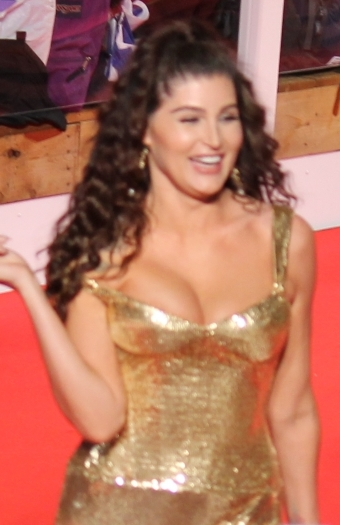
تریس لیست
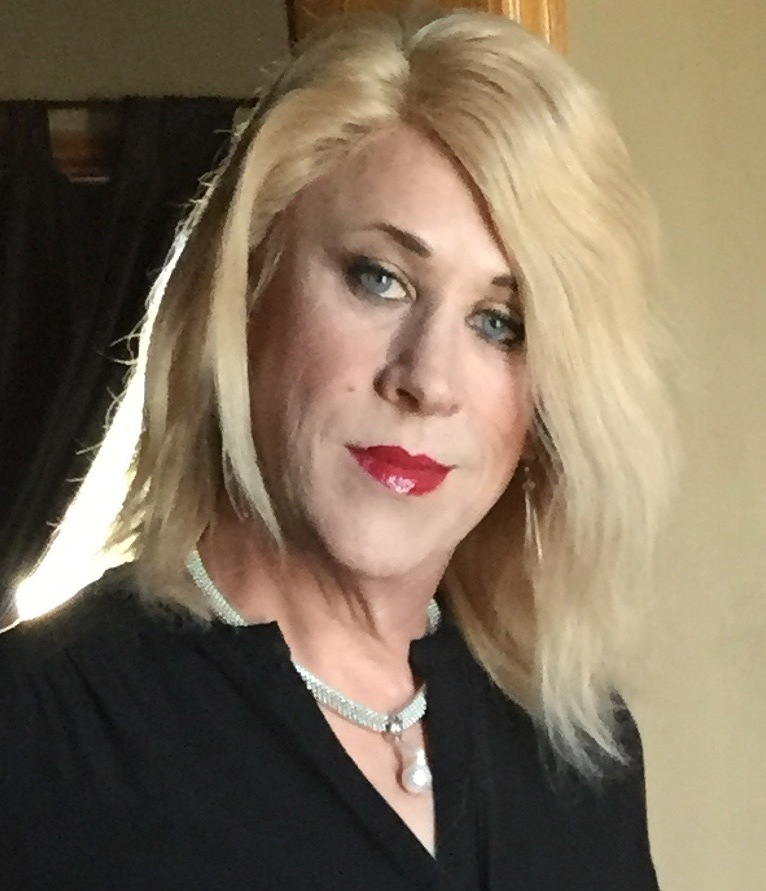
جس هربست
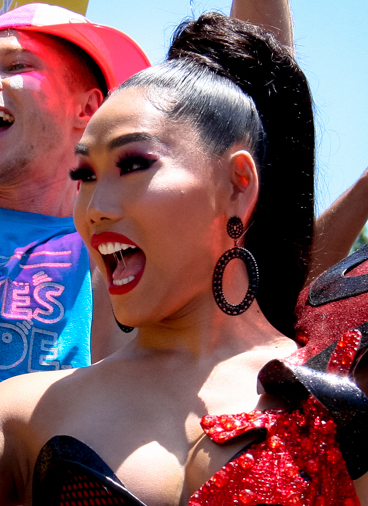
جیا گان
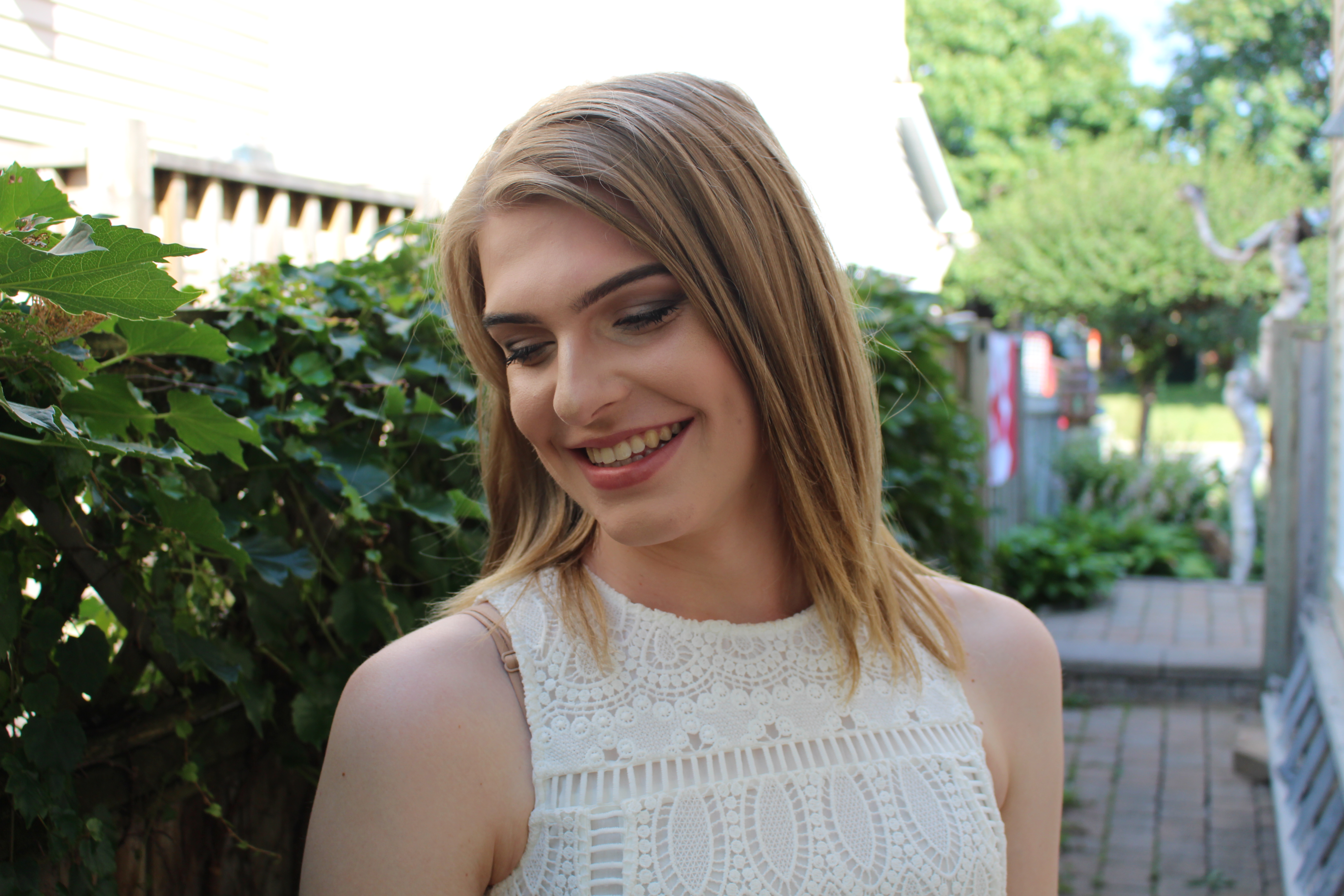
گابریل دایانا
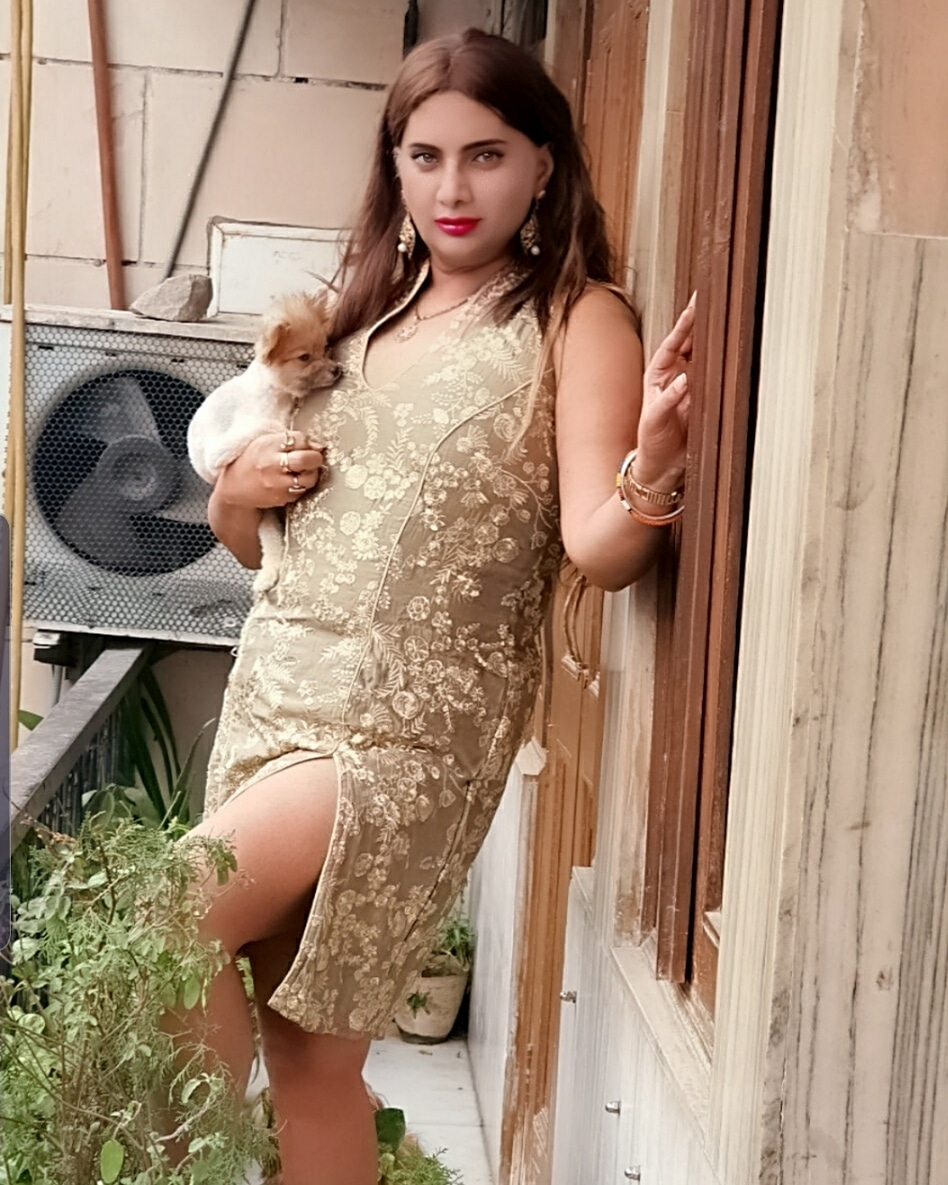
ناز جوشی
ریمیلیا
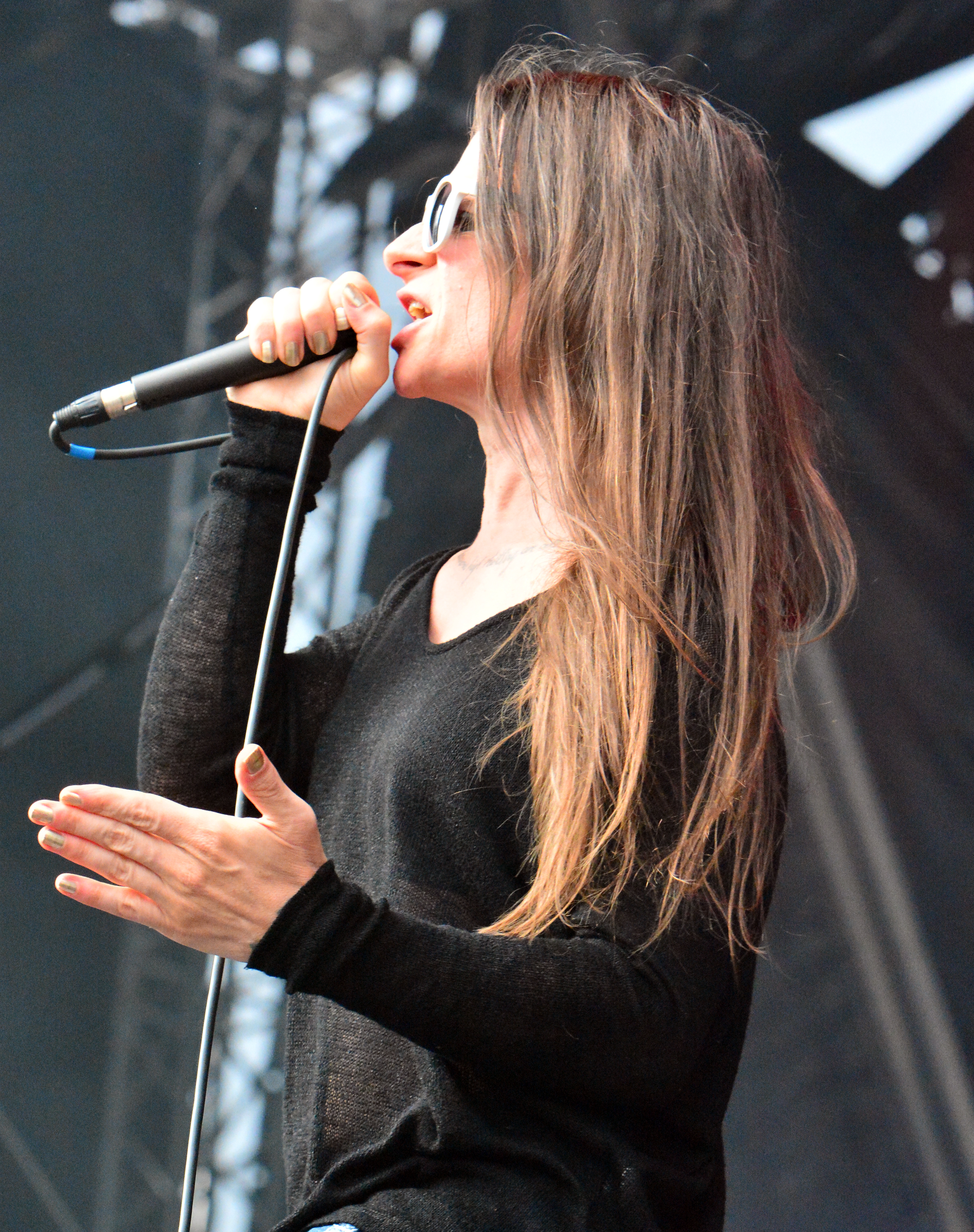
مینا کاپوتو
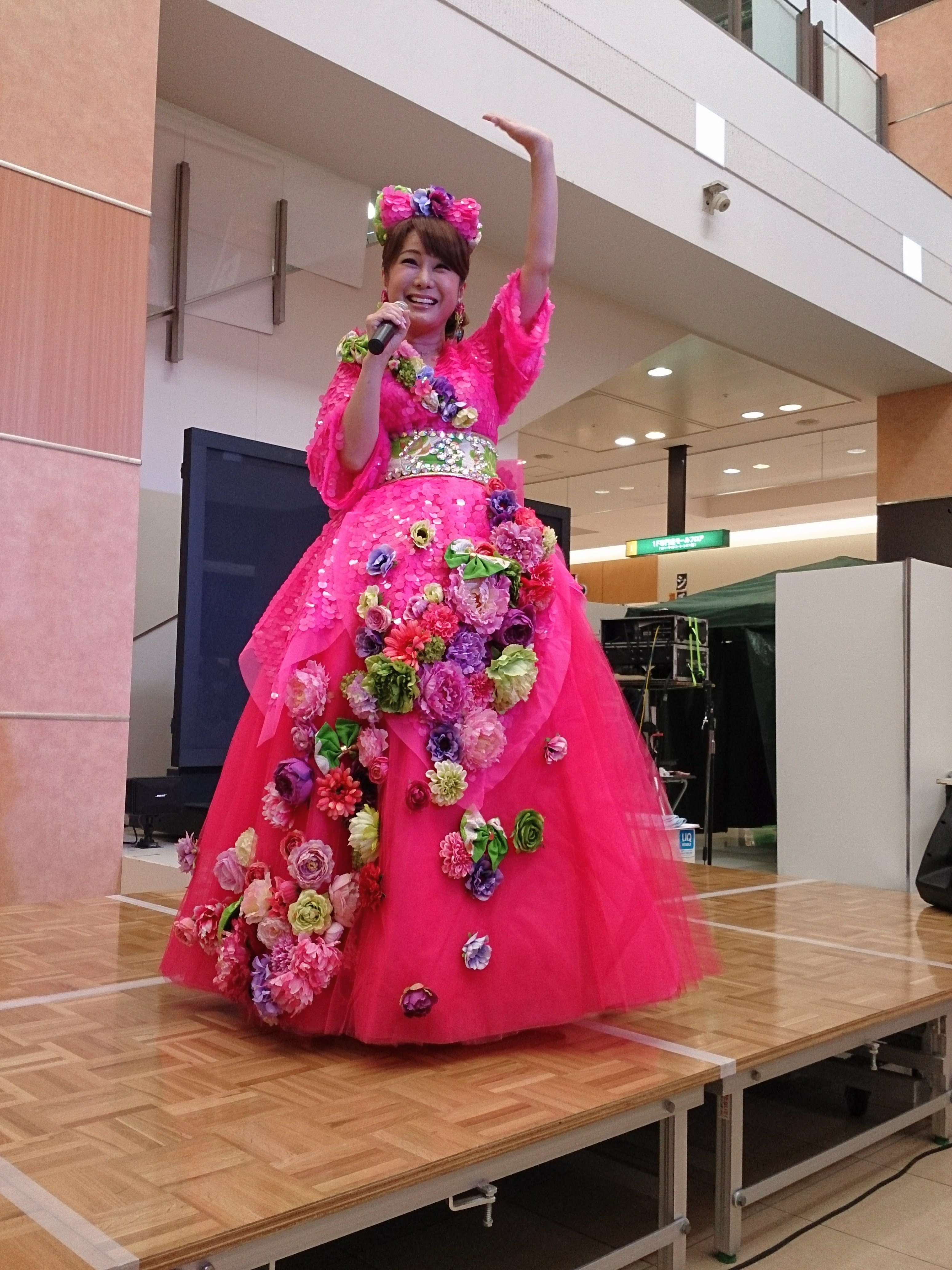
آی هارونا
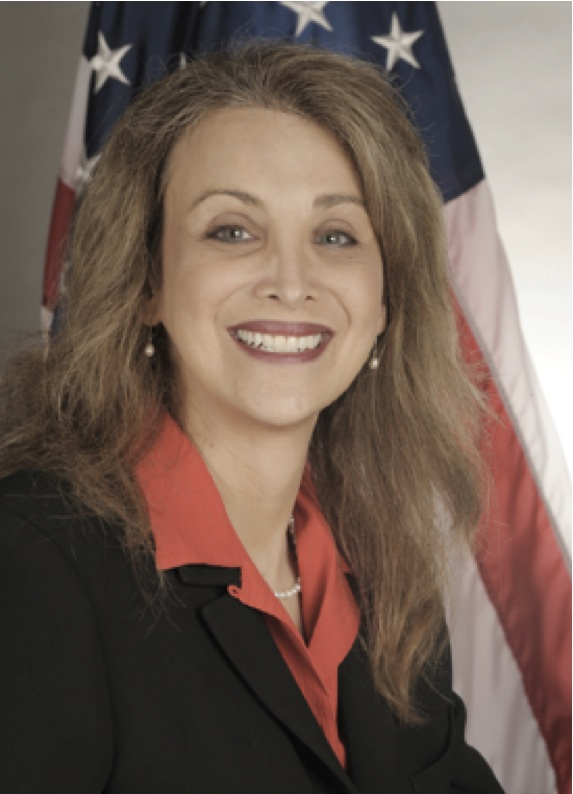
آماندا سیمپسون
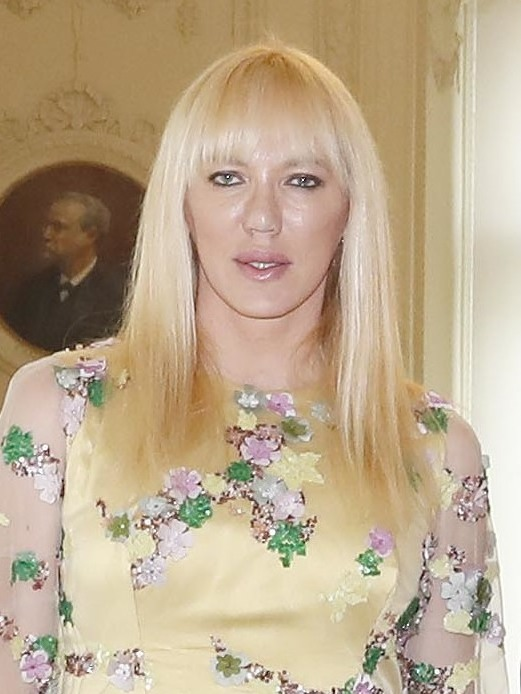
توپاسیو فرش
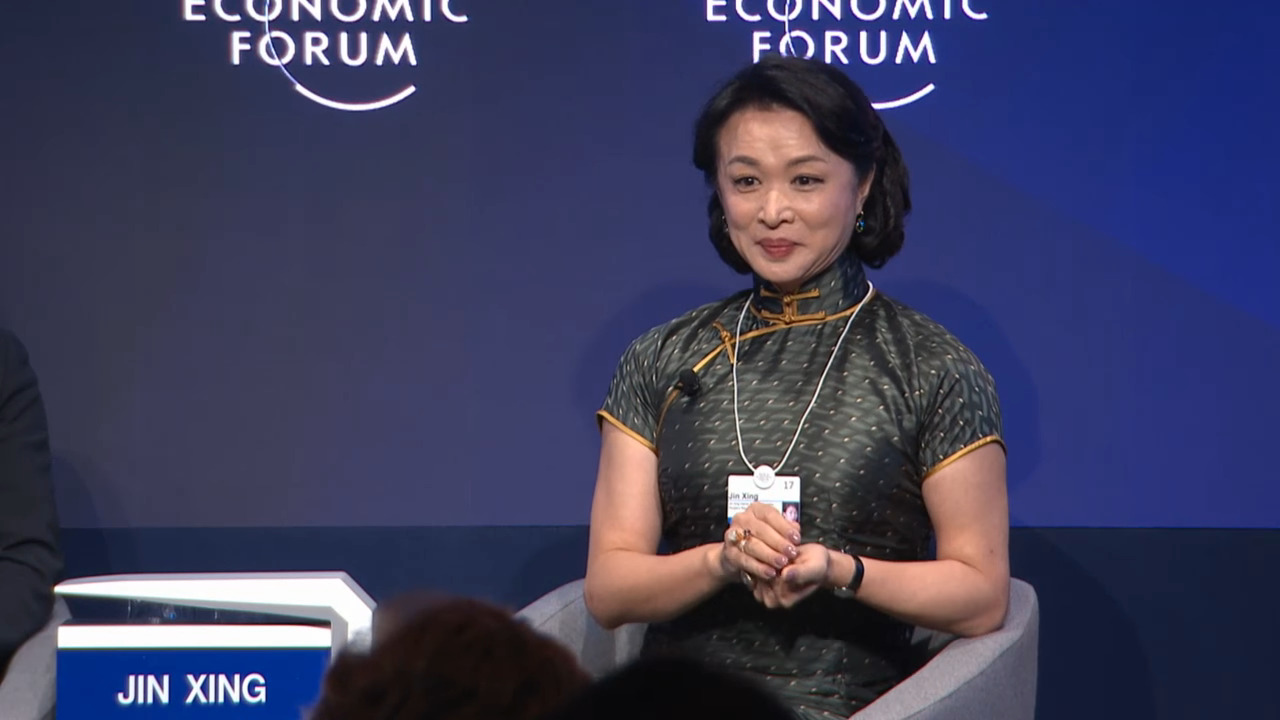
جین شینگ
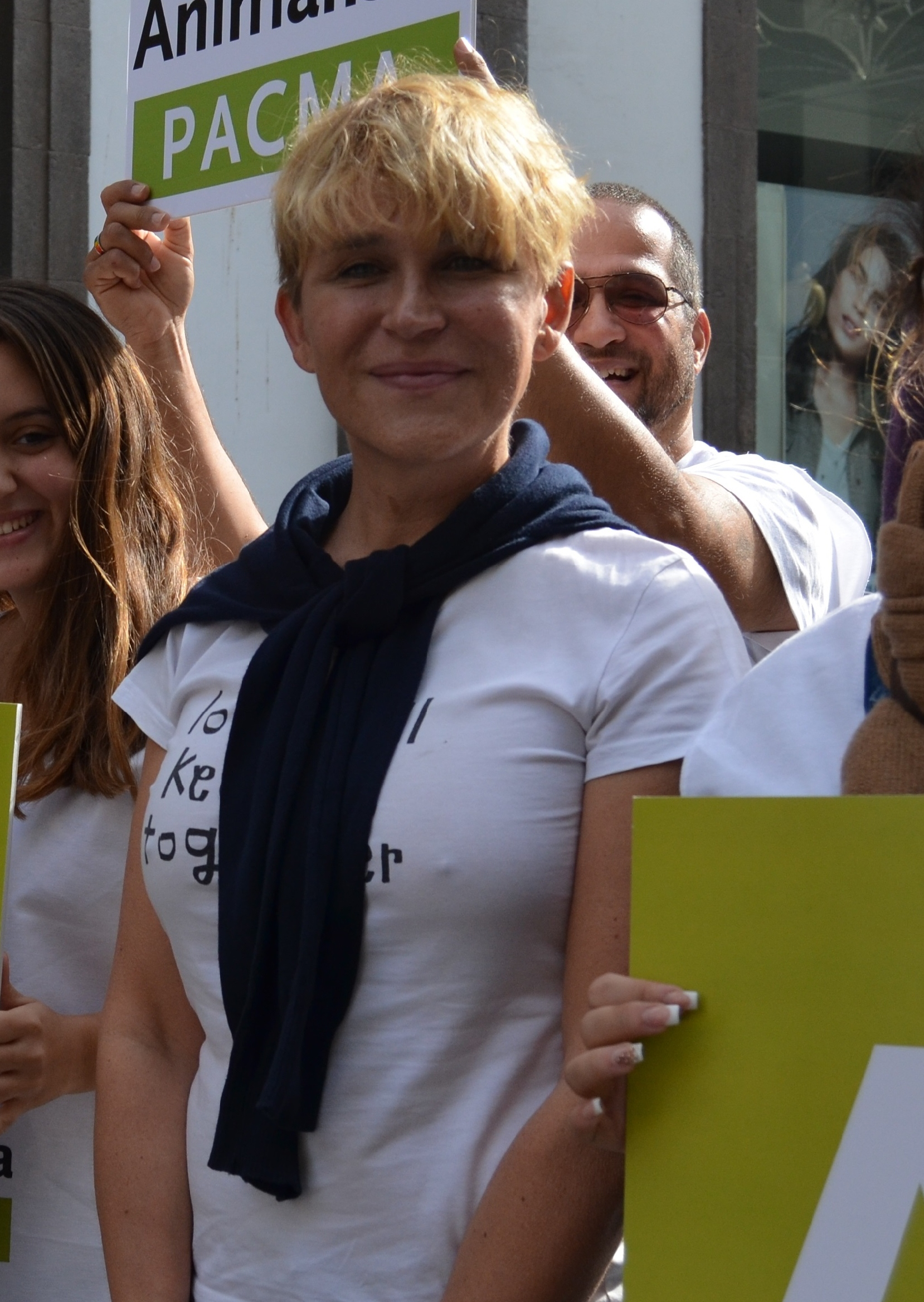
آنتونیا سن خوان
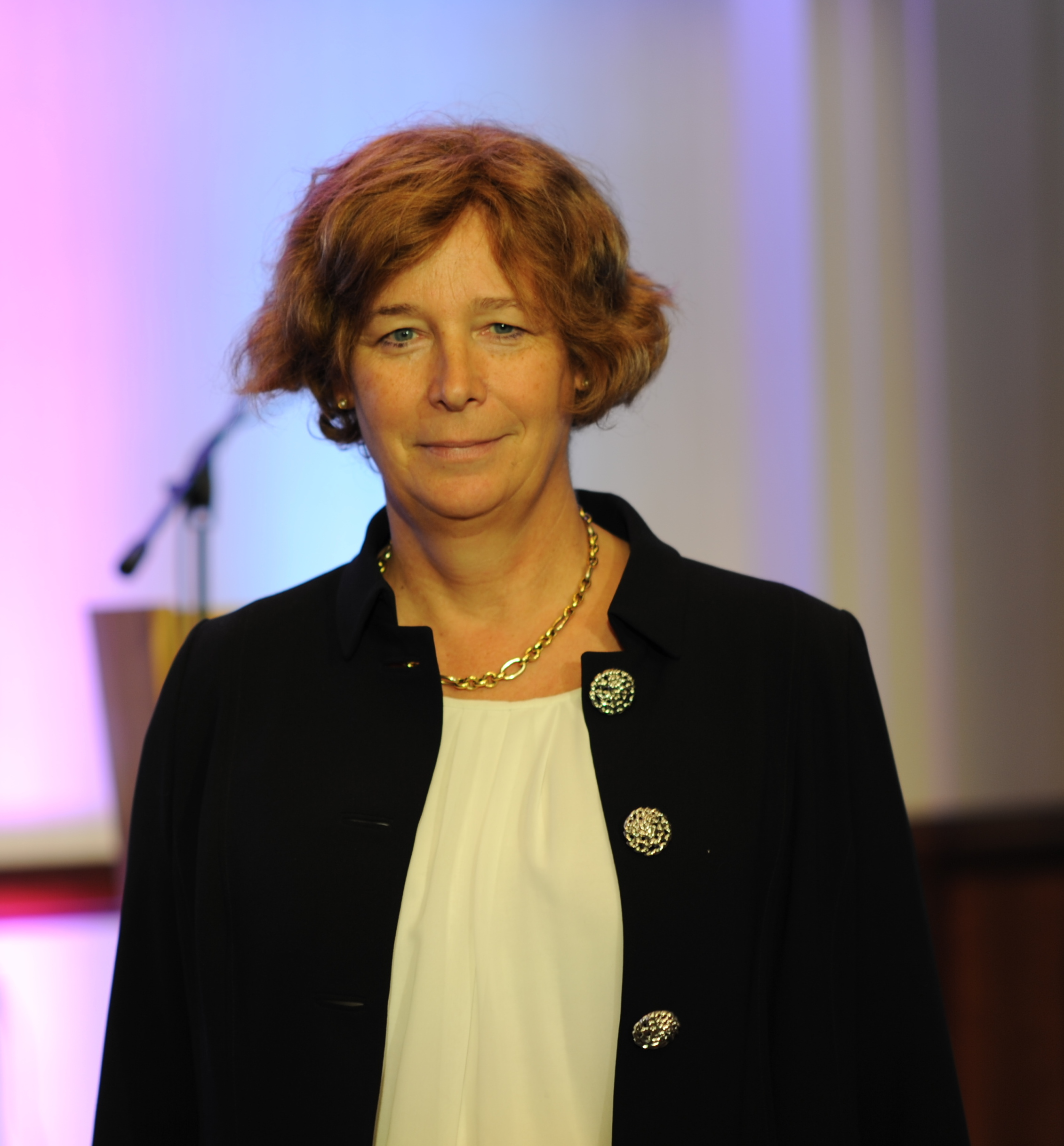
پترا دی ساتر
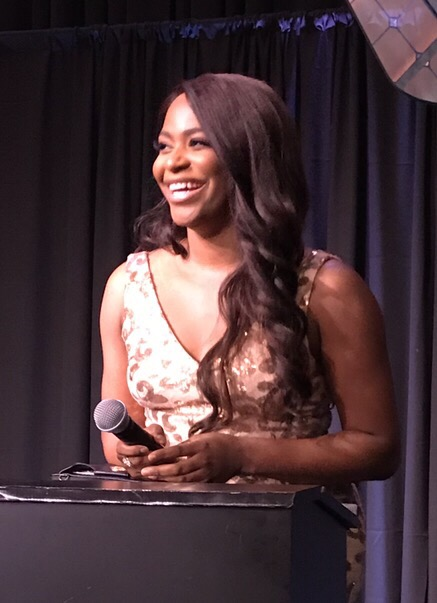
الکساندرا گری
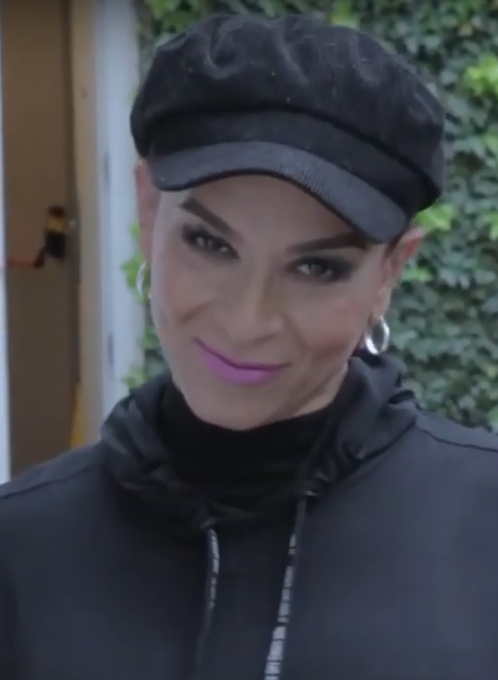
ایندری کاردنیو
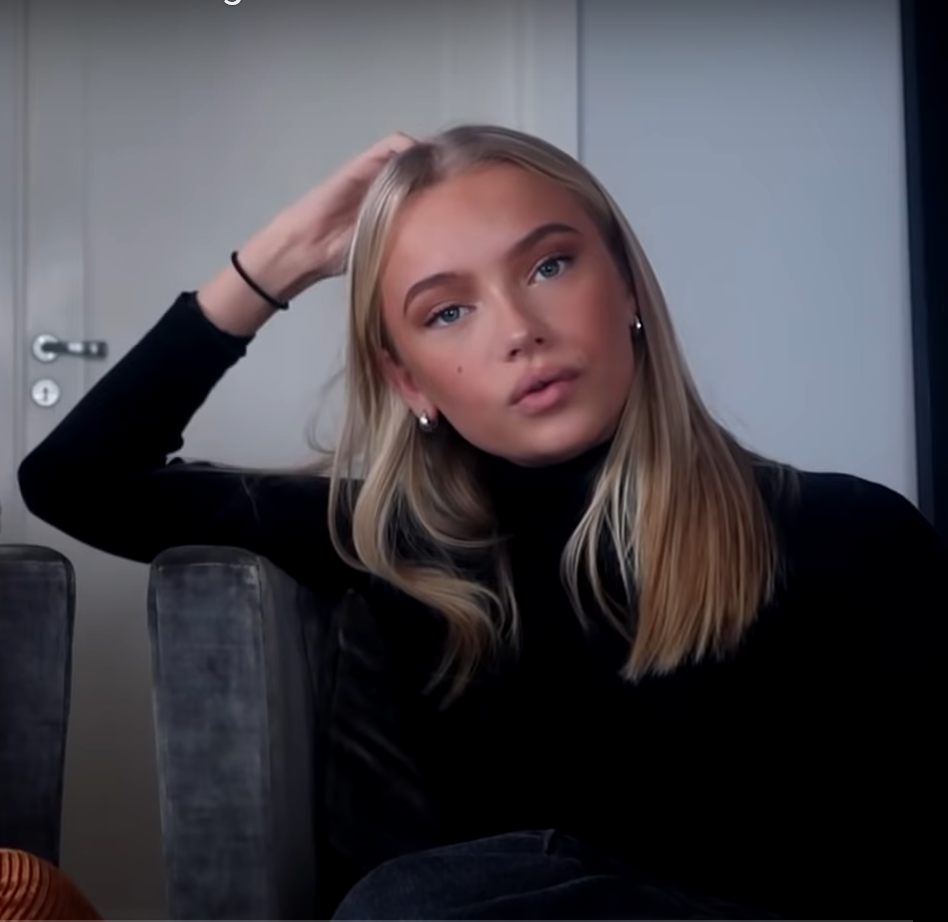
اما الینگسن
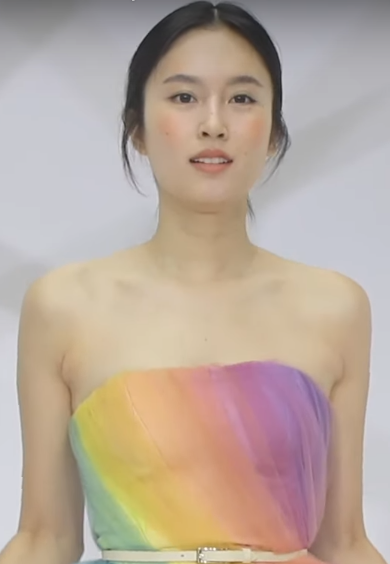
تریچادا پتچارت
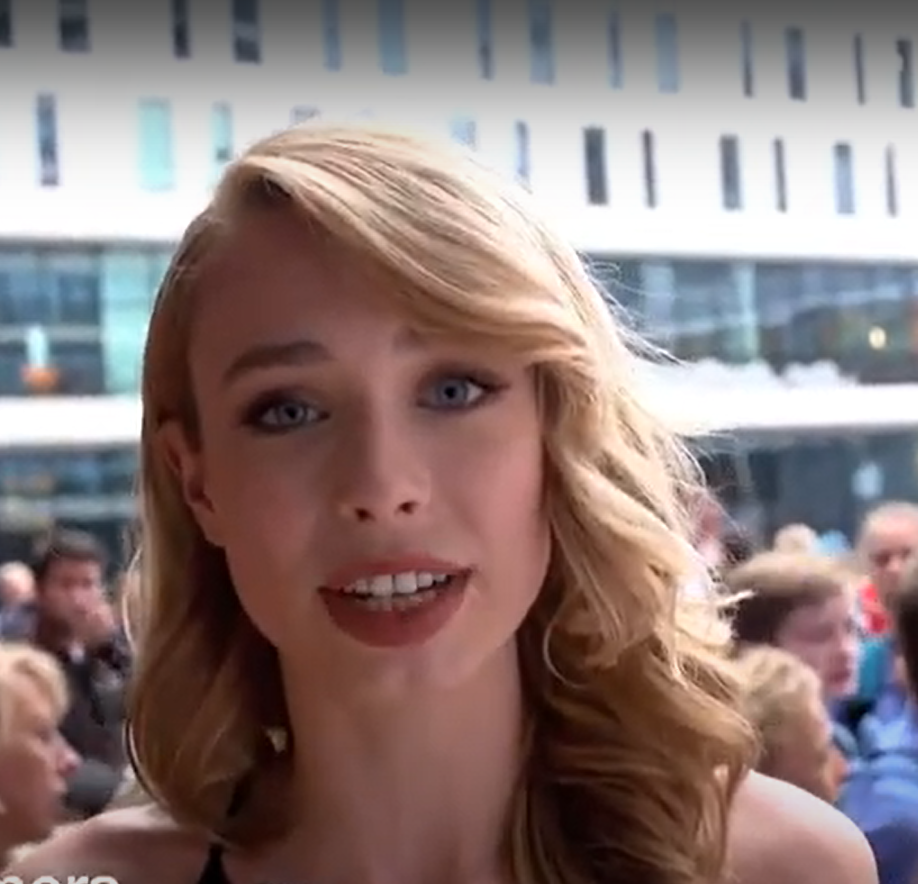
لوایزا لامرز
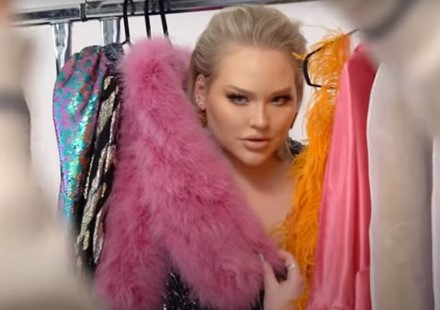
نیکی توتوریالز
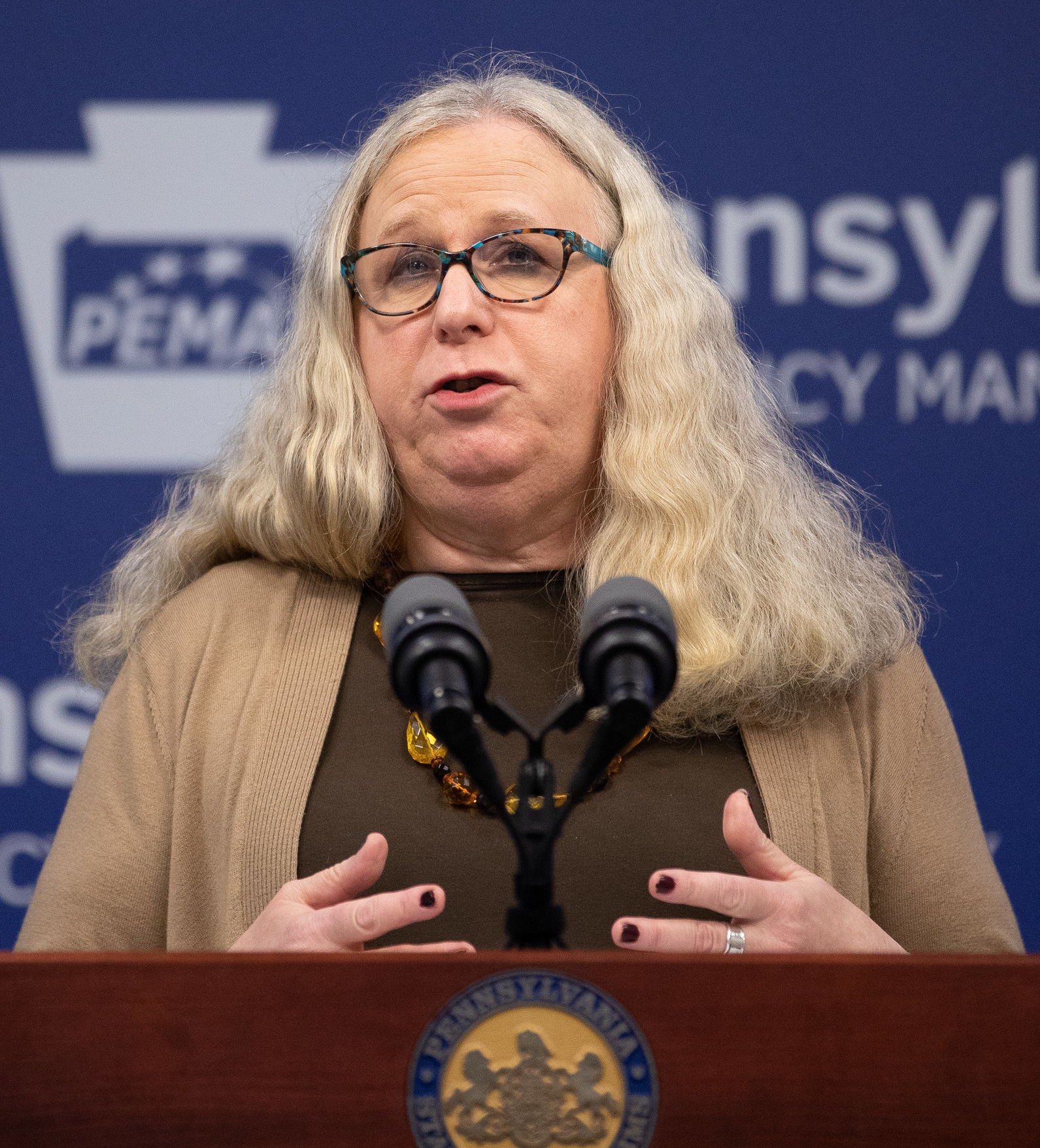
ریچل لوین
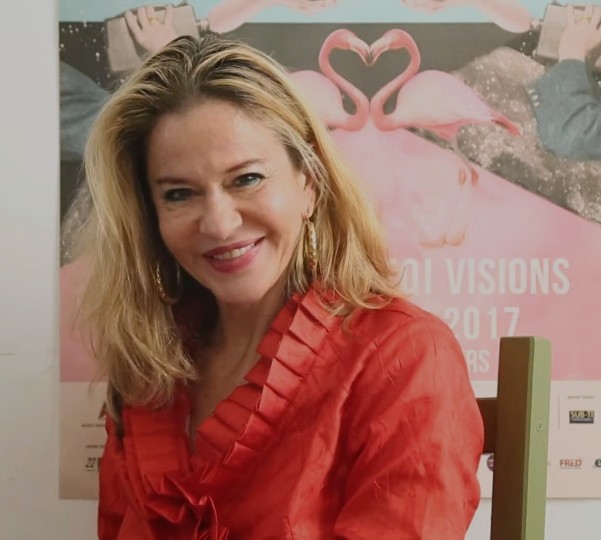
اوا رابینز
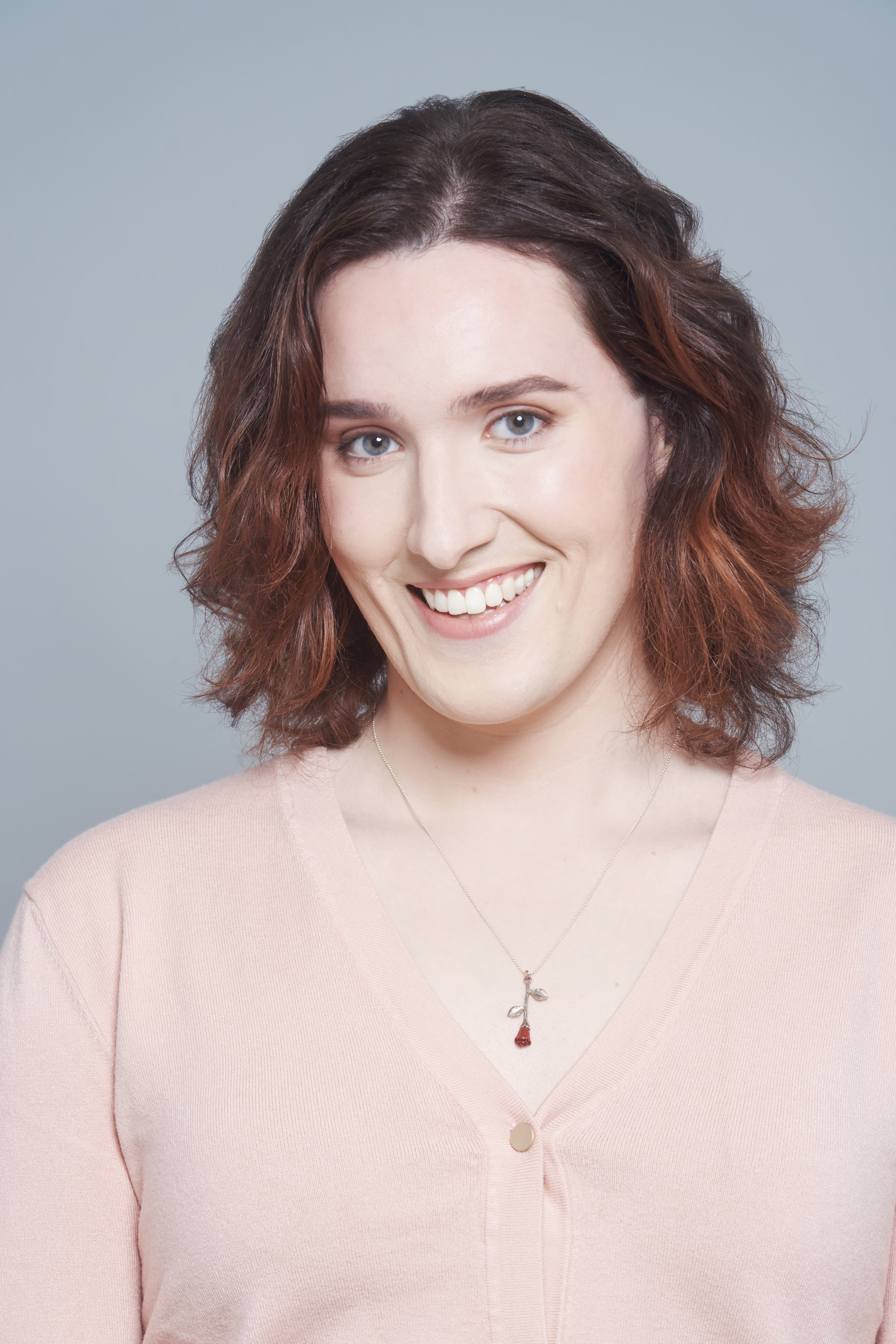
ابیگل ثورن
دومین خاویر
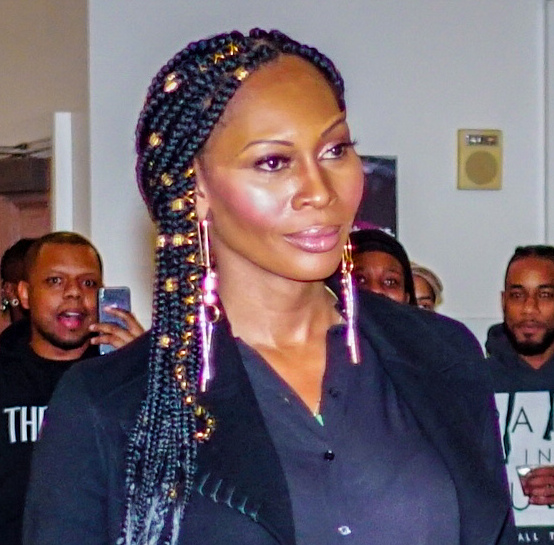
دومینیک جکسون
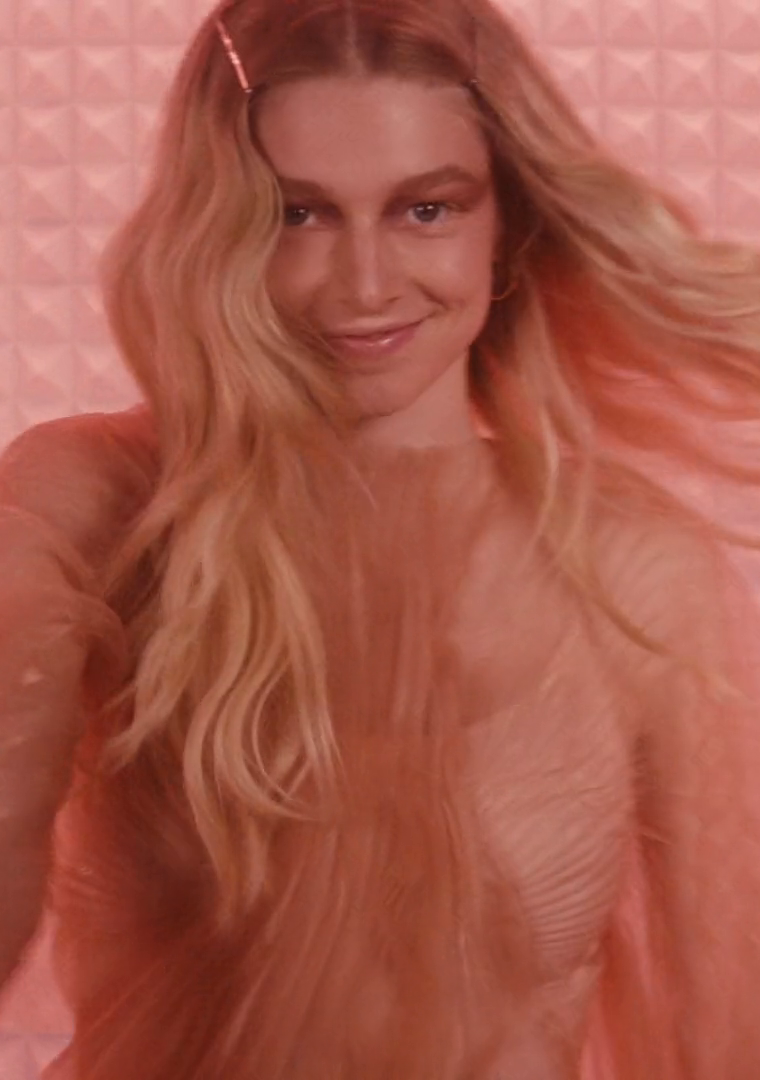
هانتر شیفر
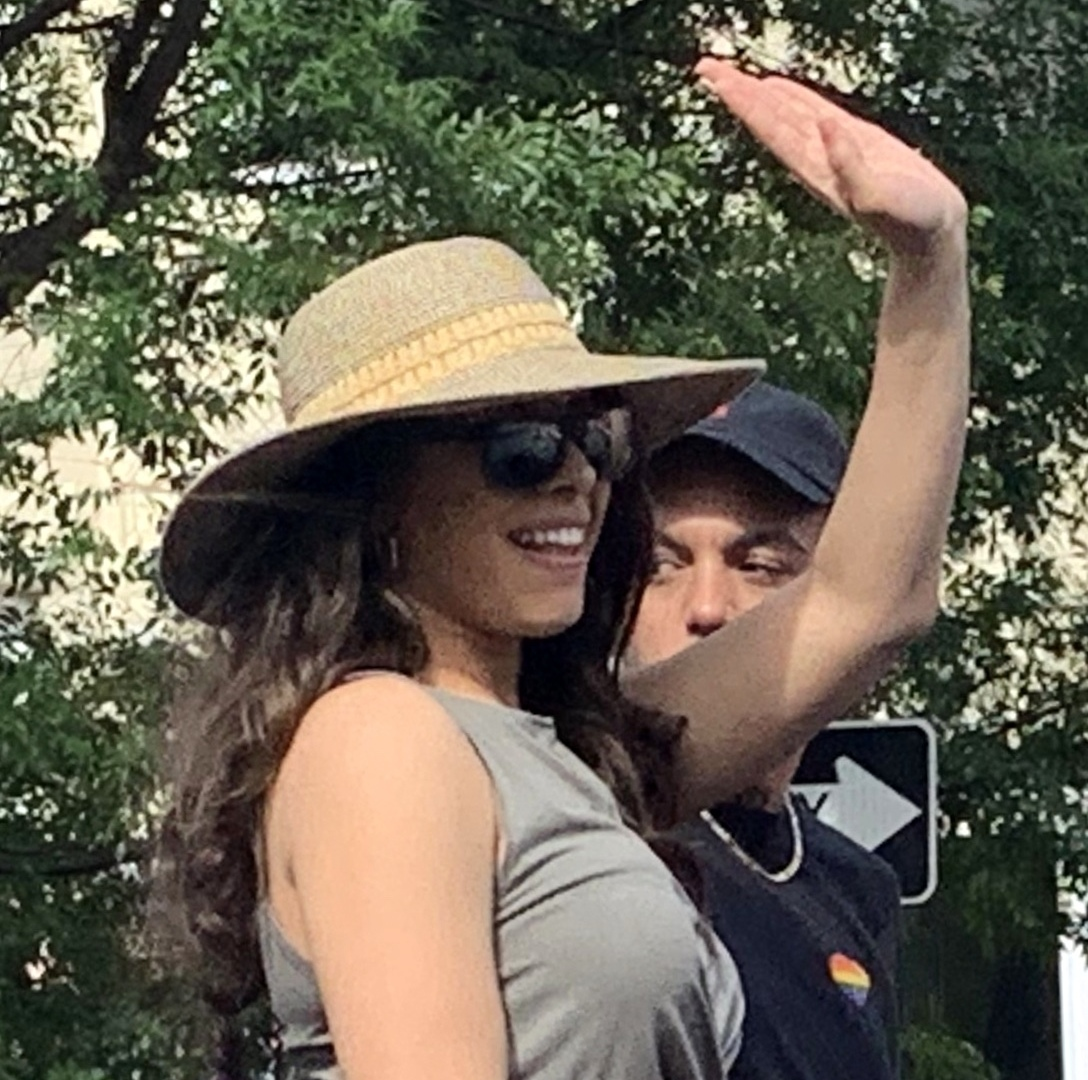
هیلی سحر
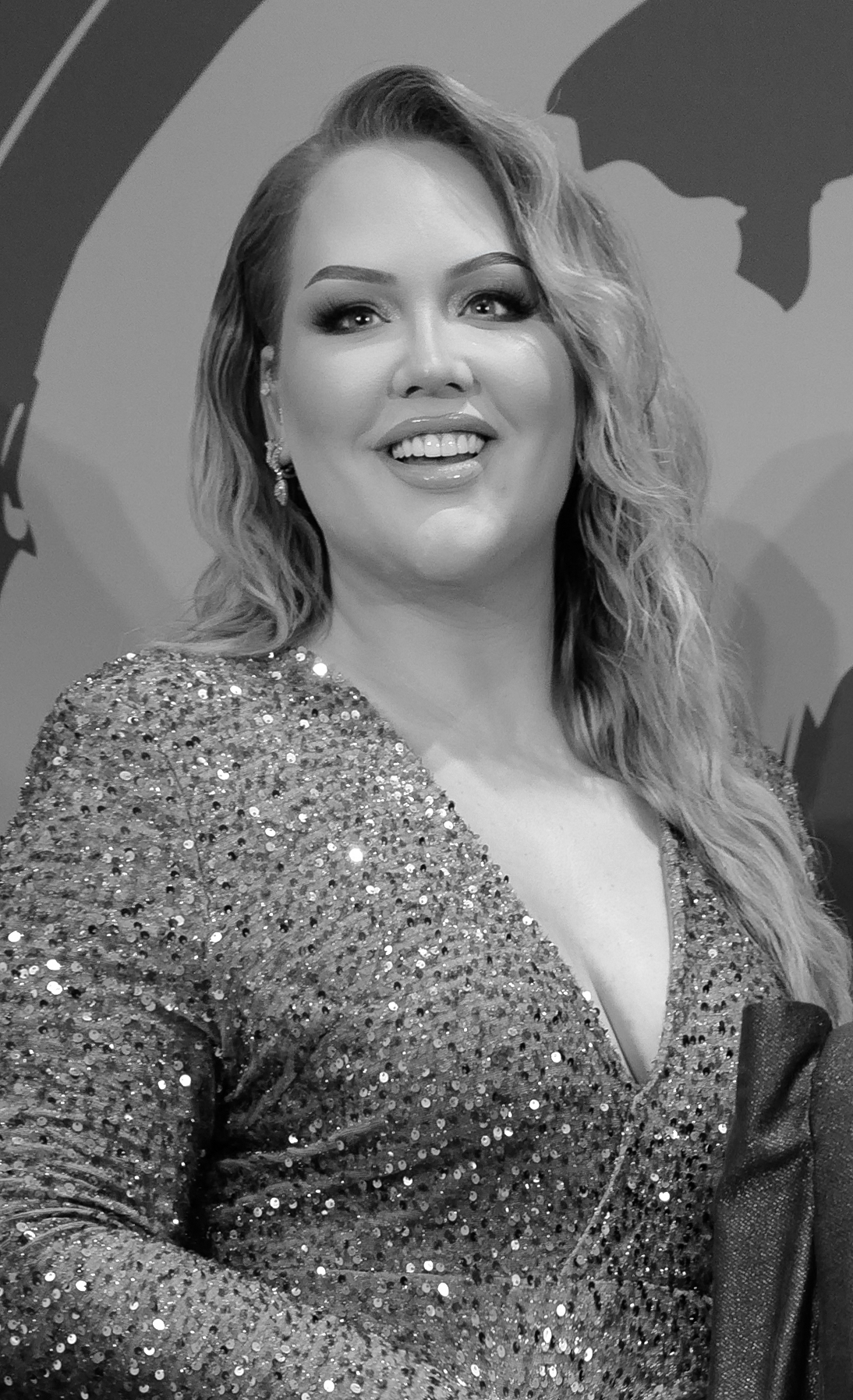
نیکی دی جگر
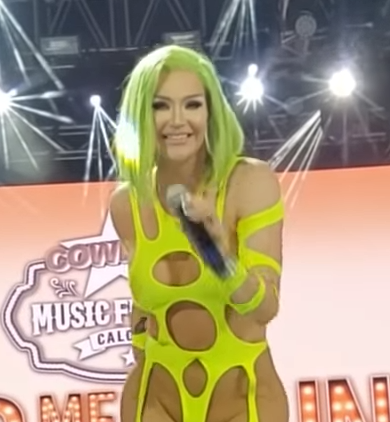
کایلی لاو
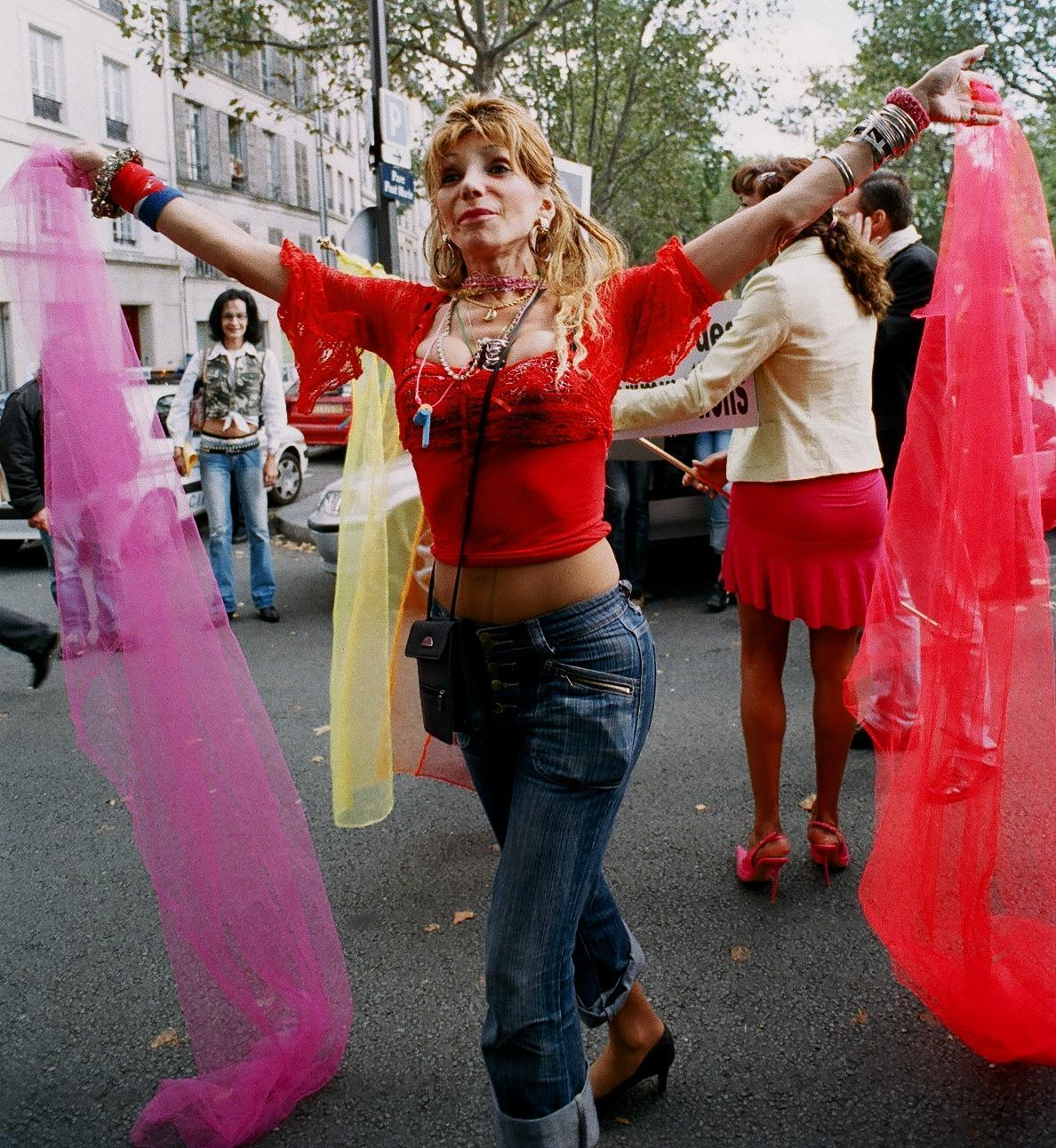
کامیل کابرال
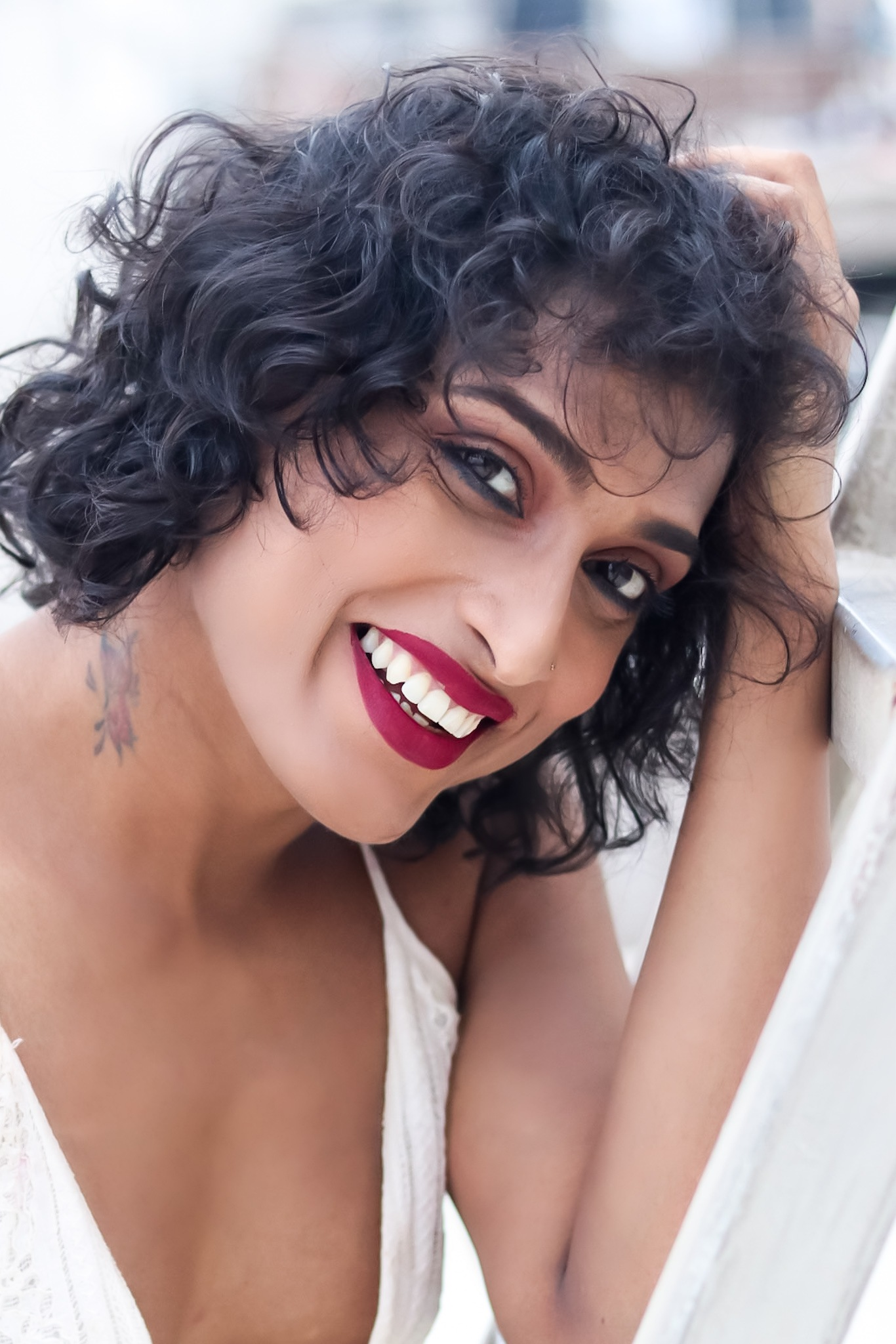
ایوانکا داس
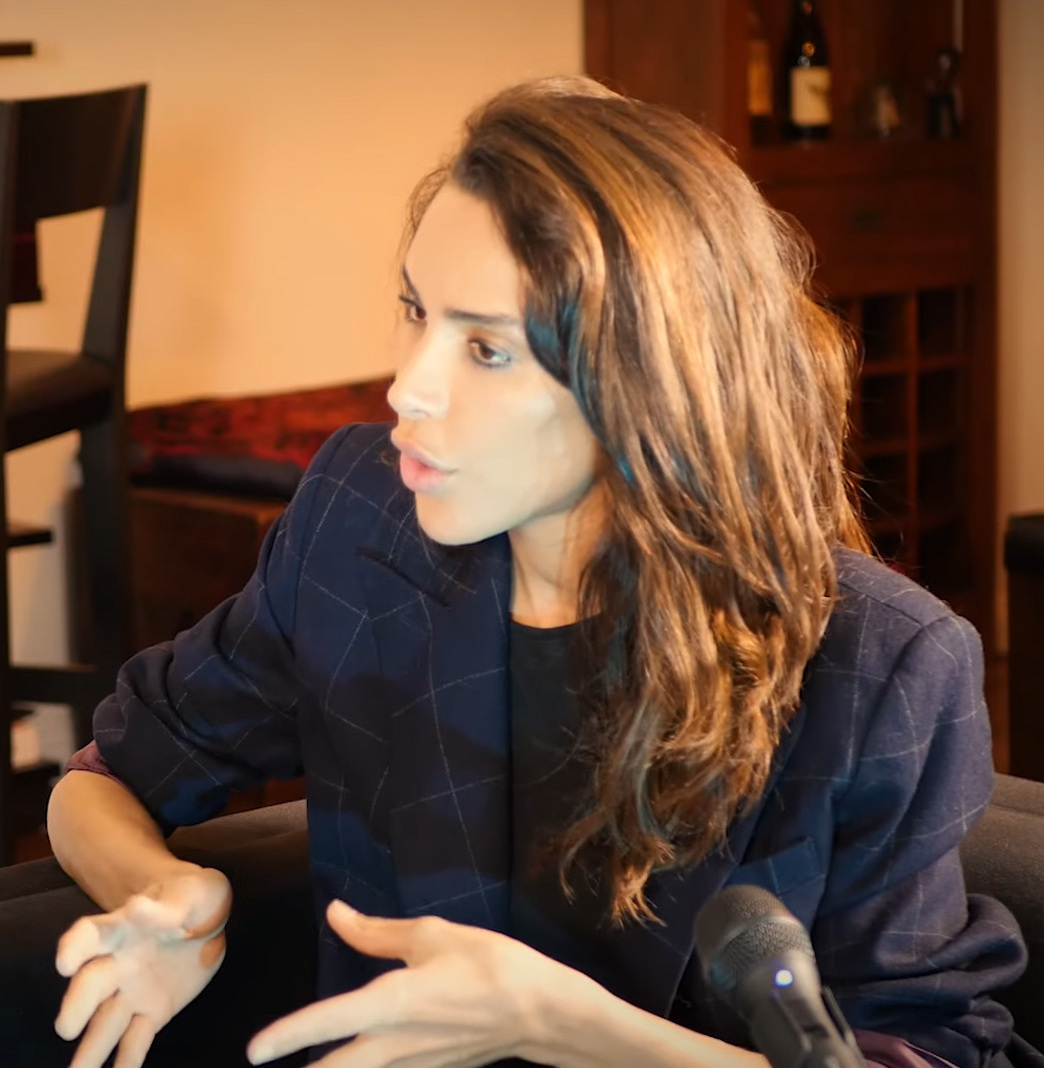
اینس رائو
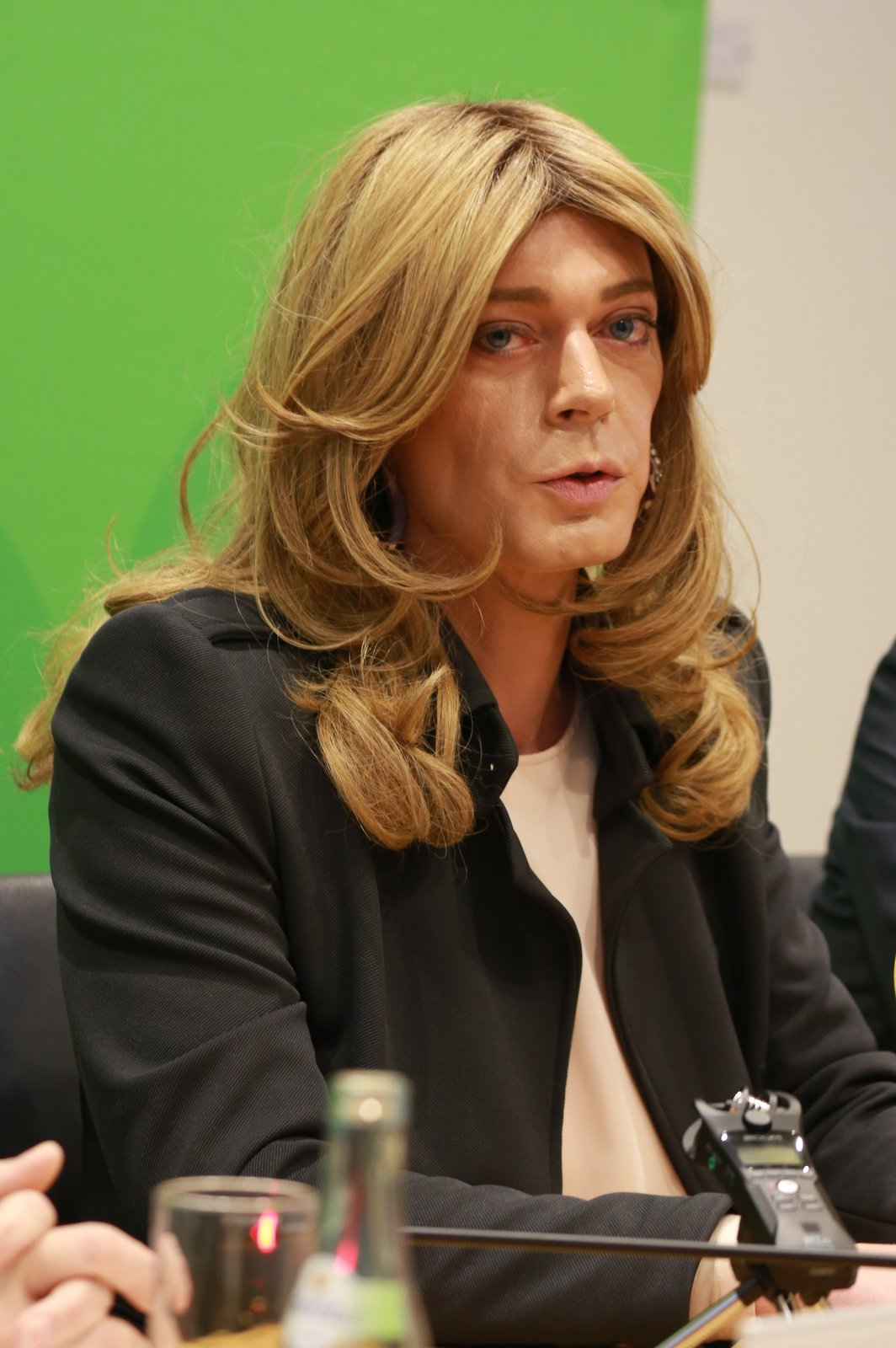
تسا گانسرر
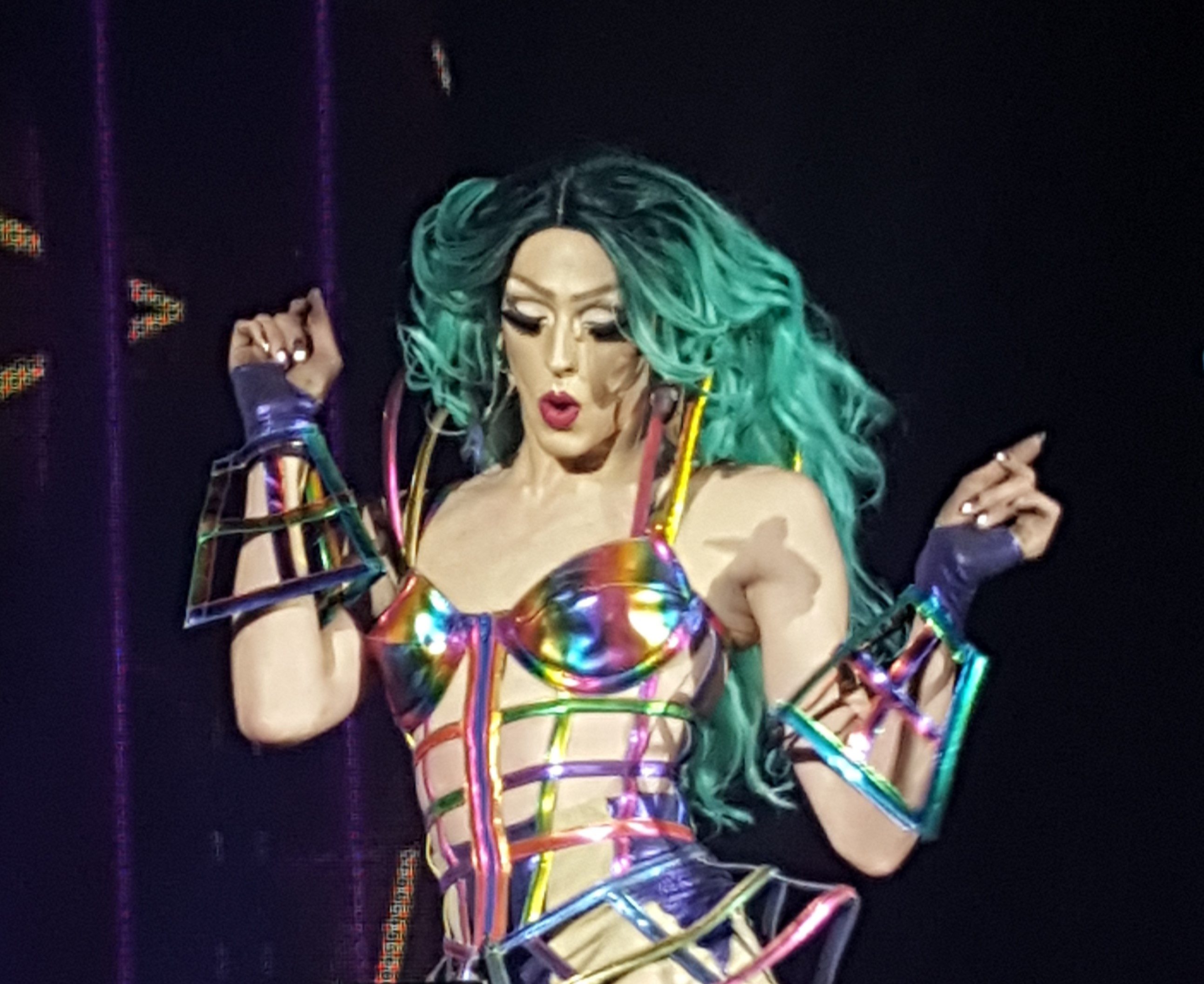
لاگانجا استرانجا
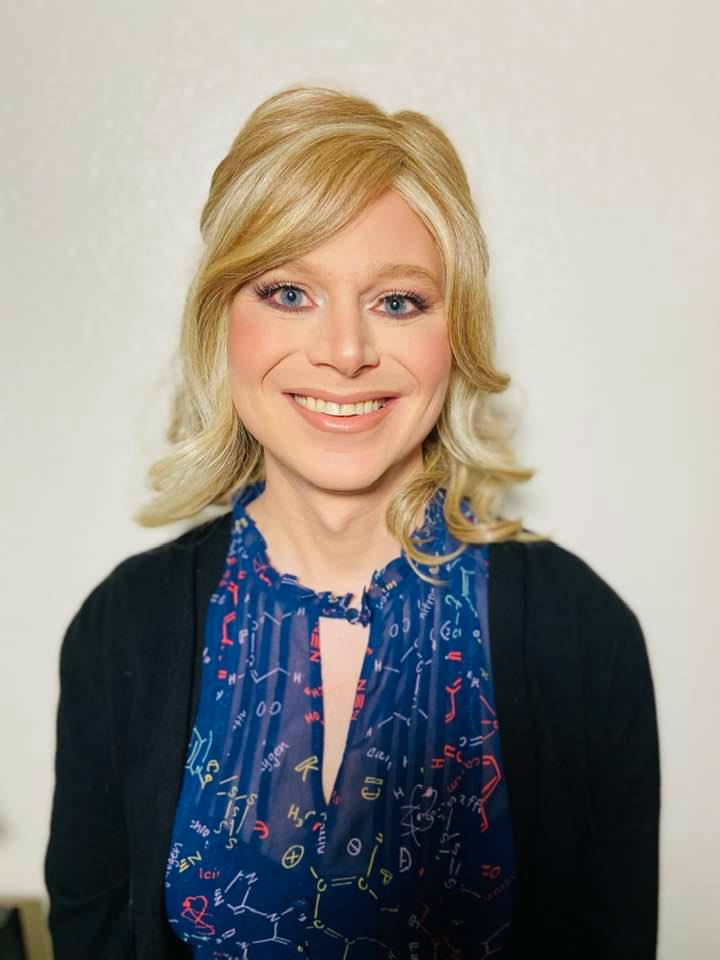
لیلی هانسون
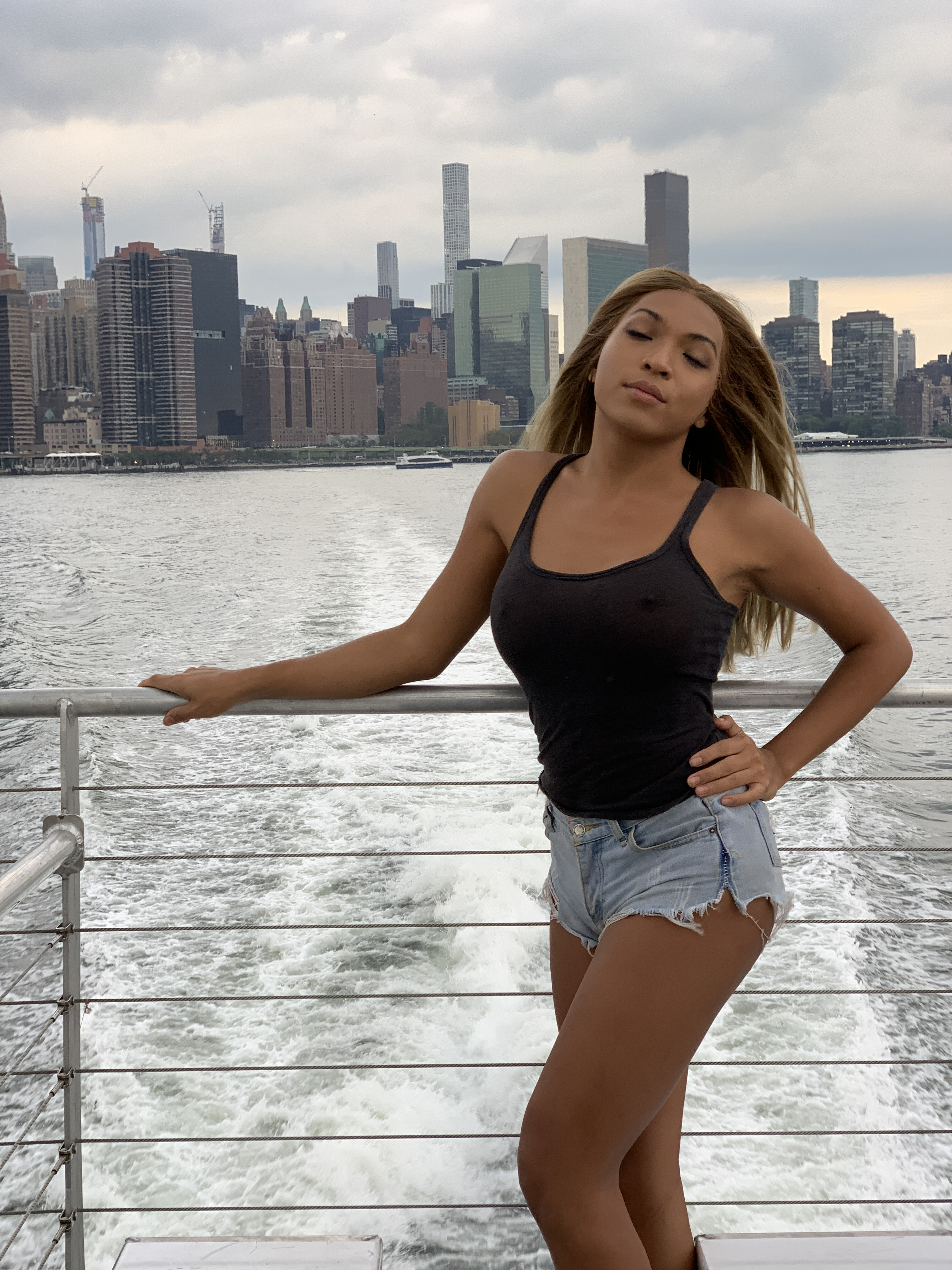
آنجل آنانگ
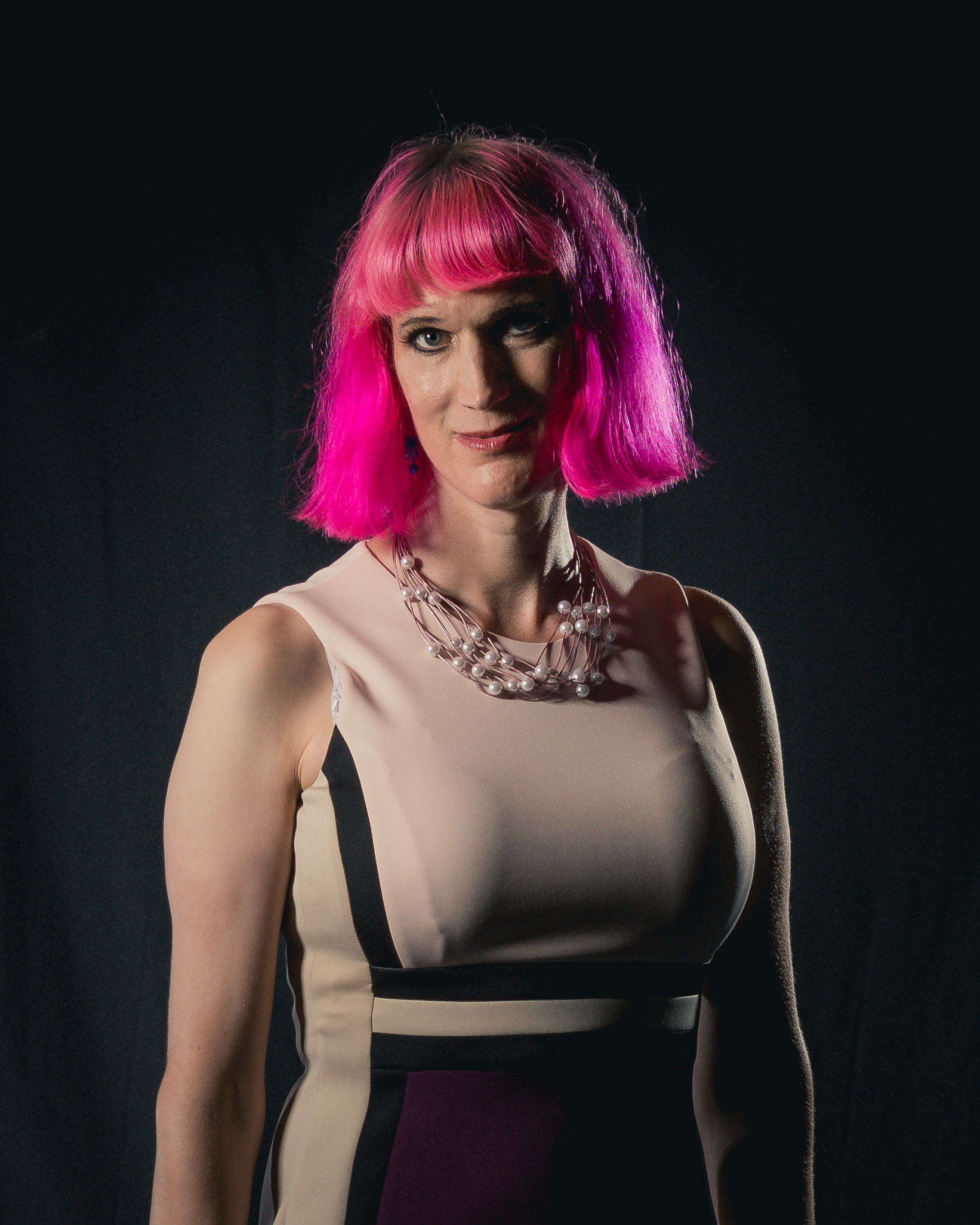
چارلی جین آندرس
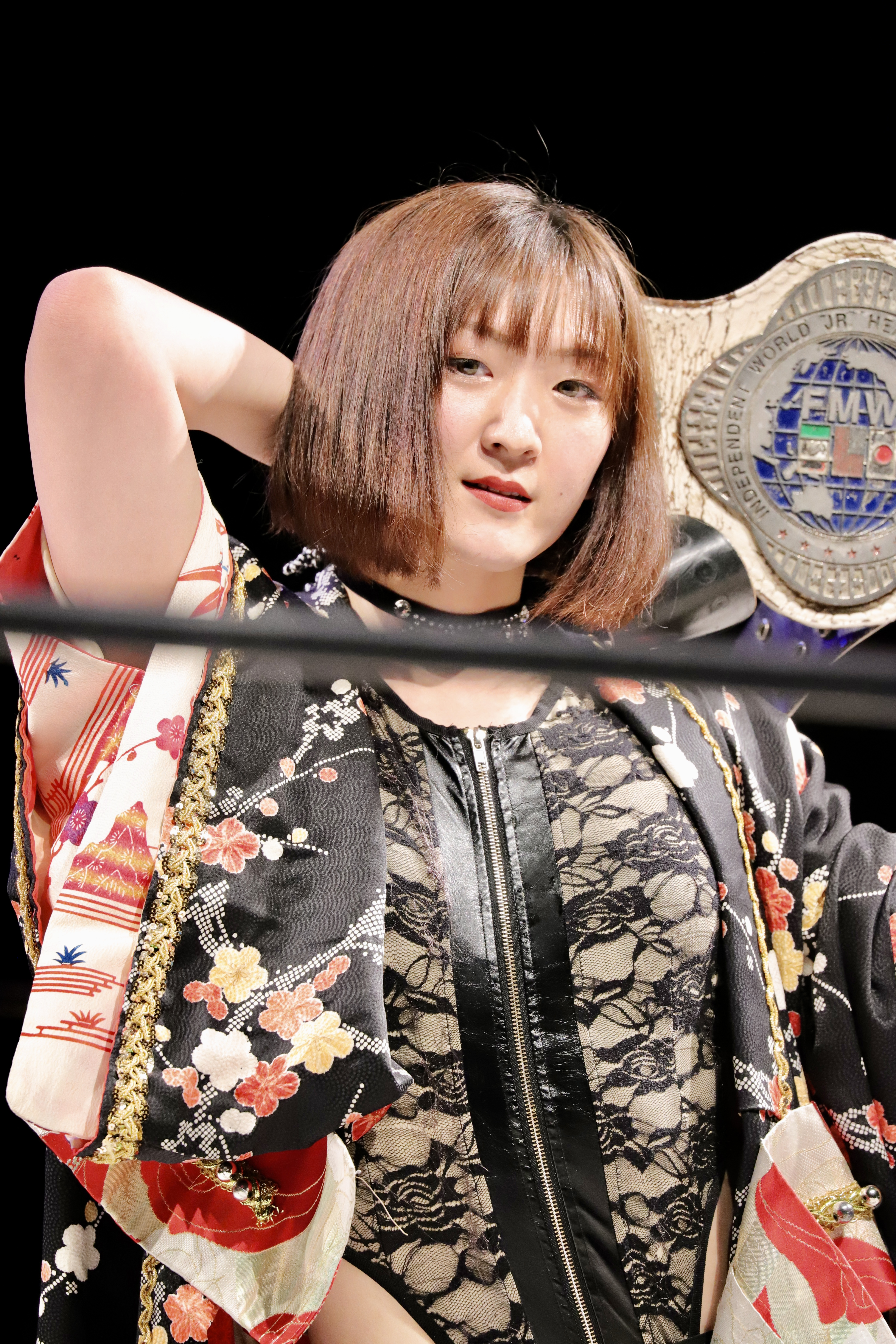
آسوکا
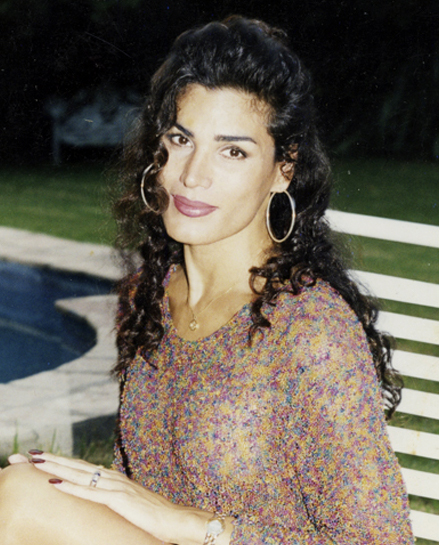
کریس میرو
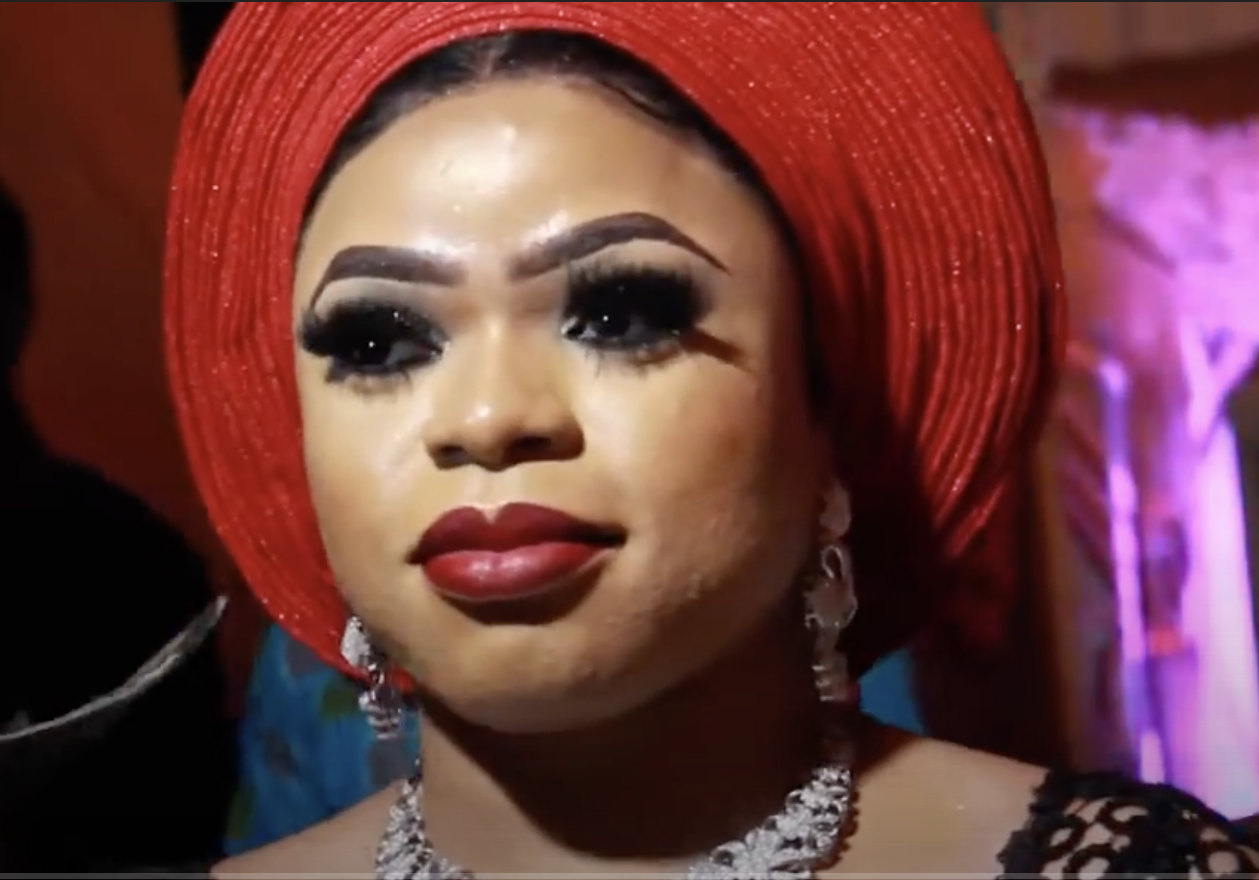
بابریسکی
جرالدین رومن
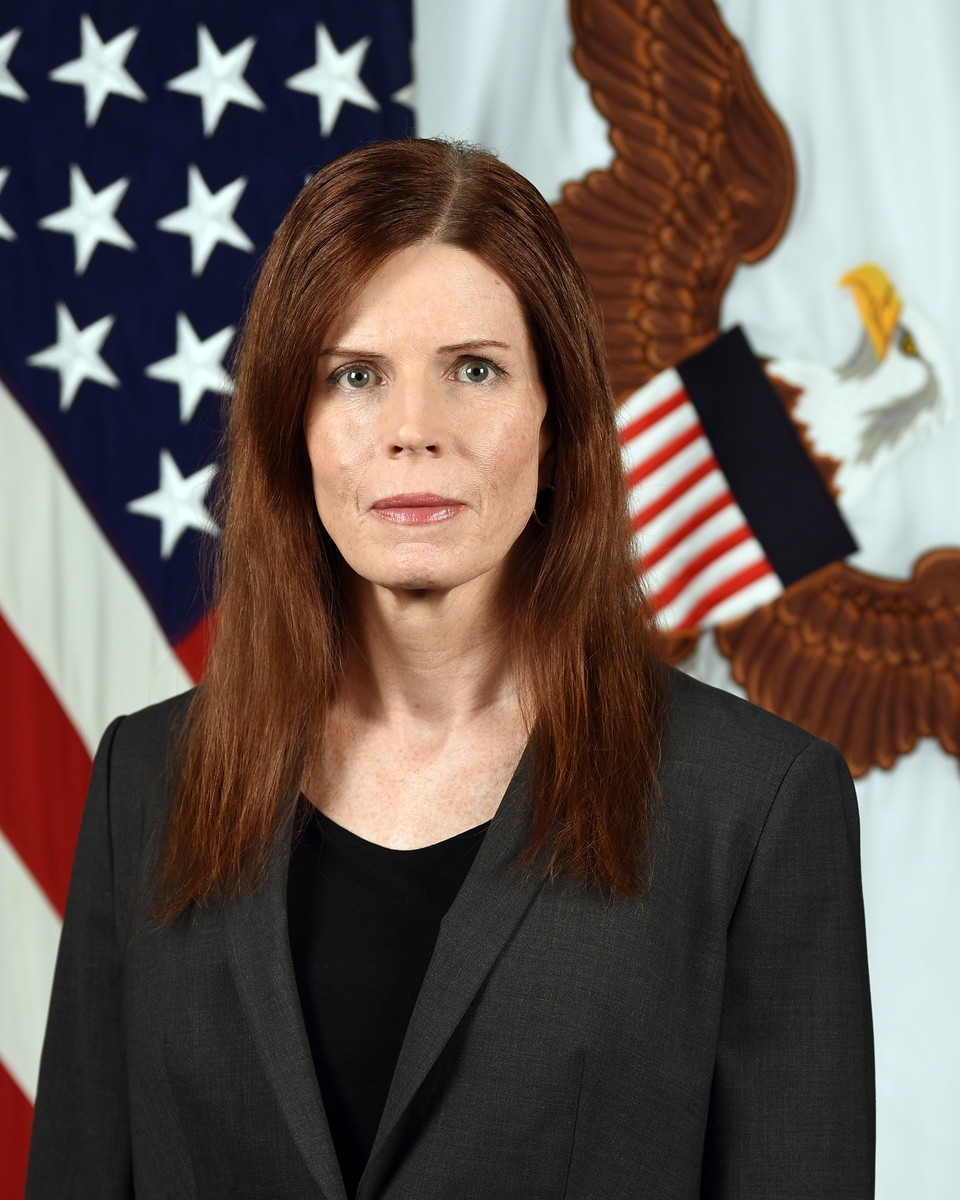
شان اسکالی
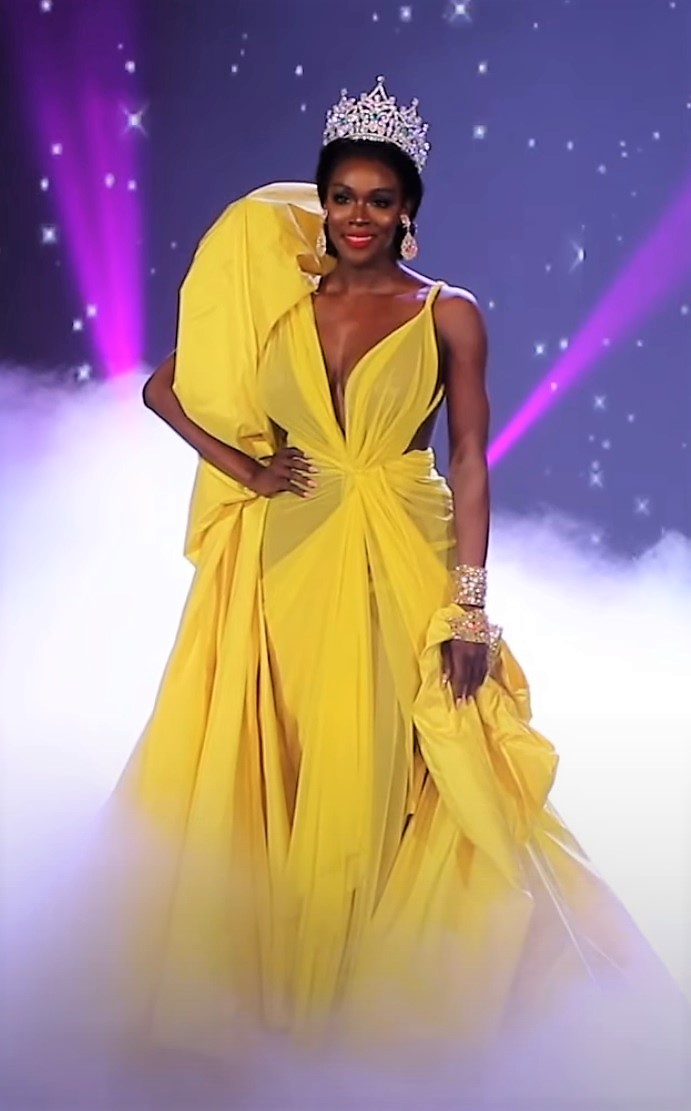
جازل باربی رویال
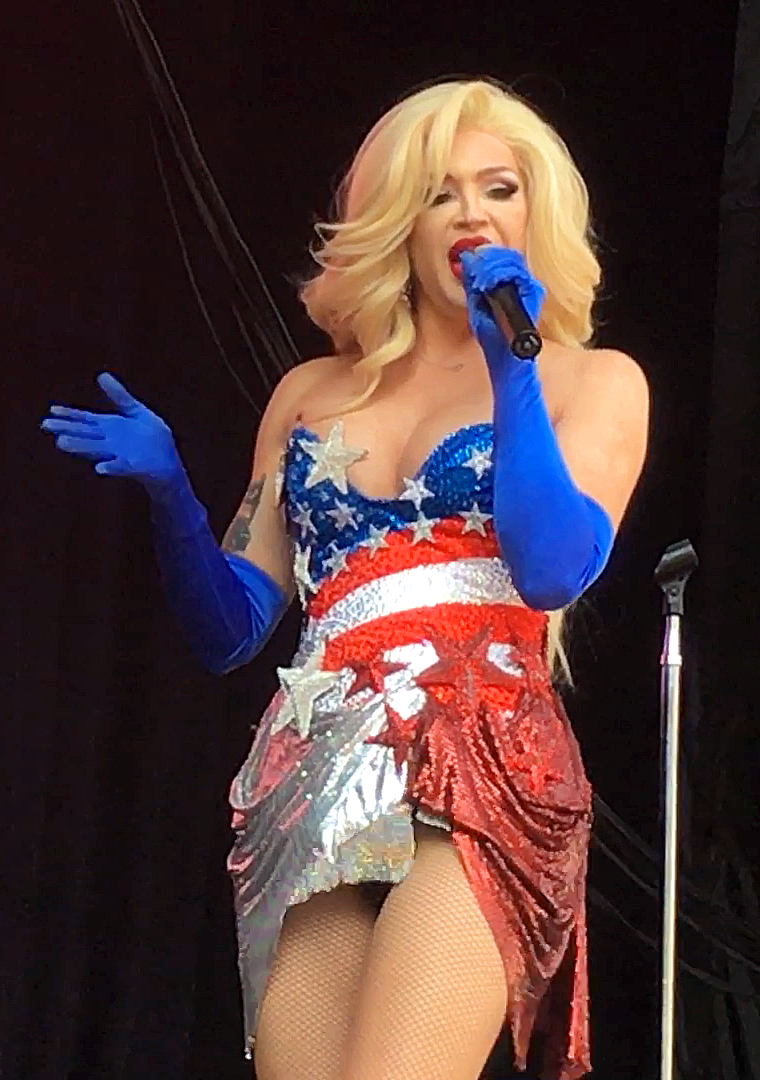
کایلی لاو
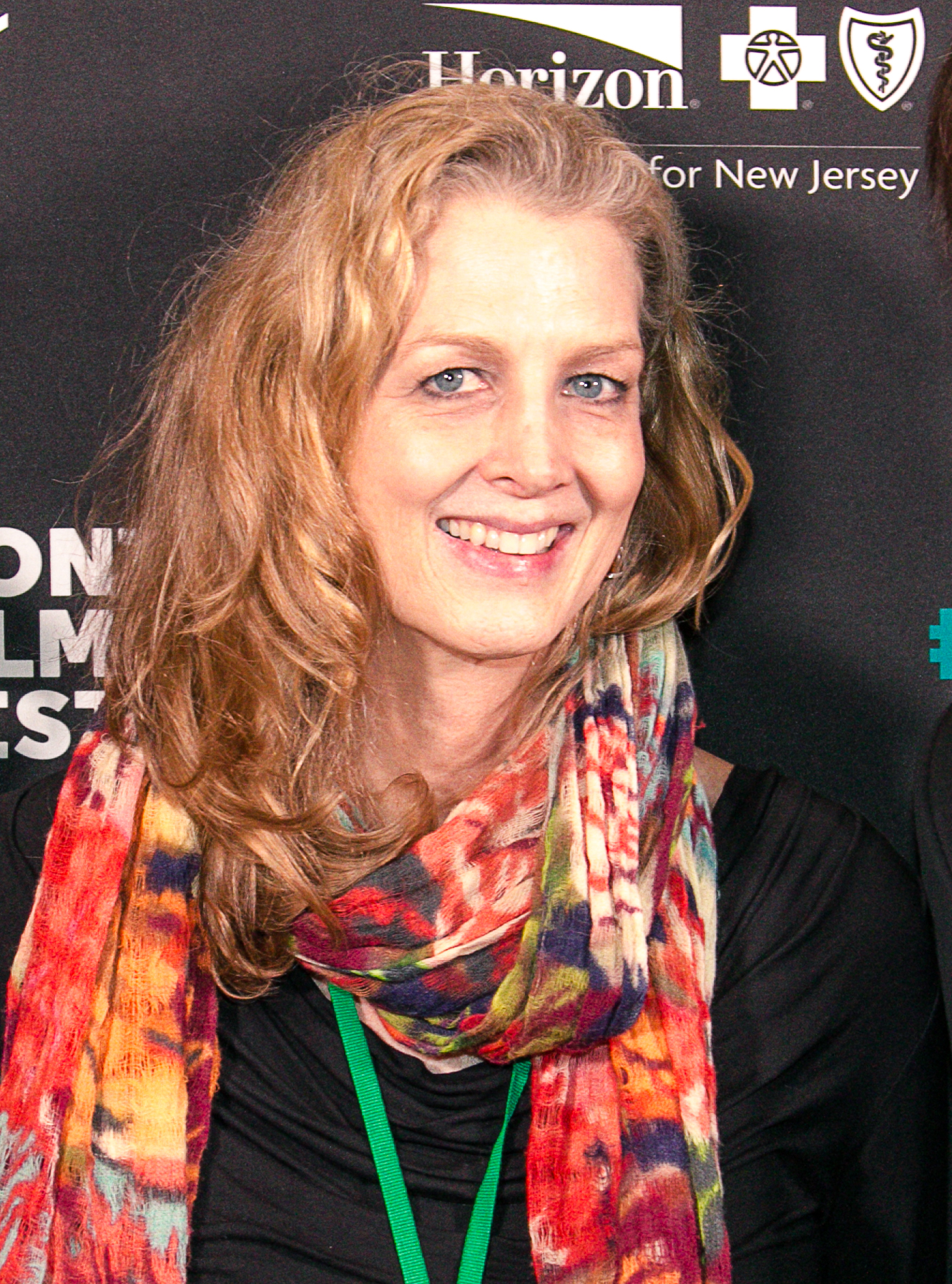
کیمبرلی رید
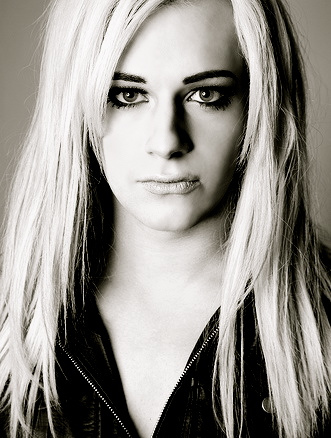
کارا کانینگهام
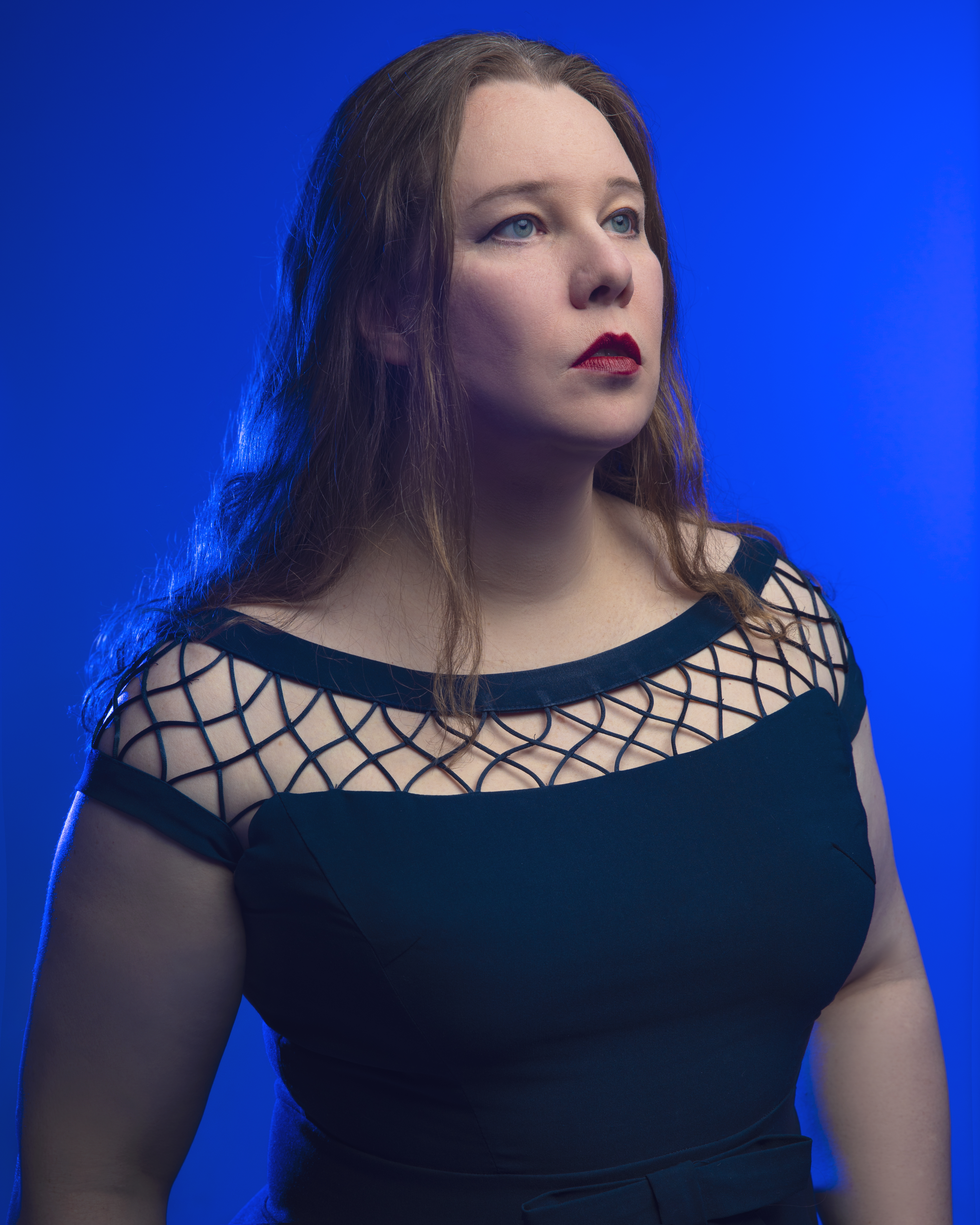
لوسیا لوکاس
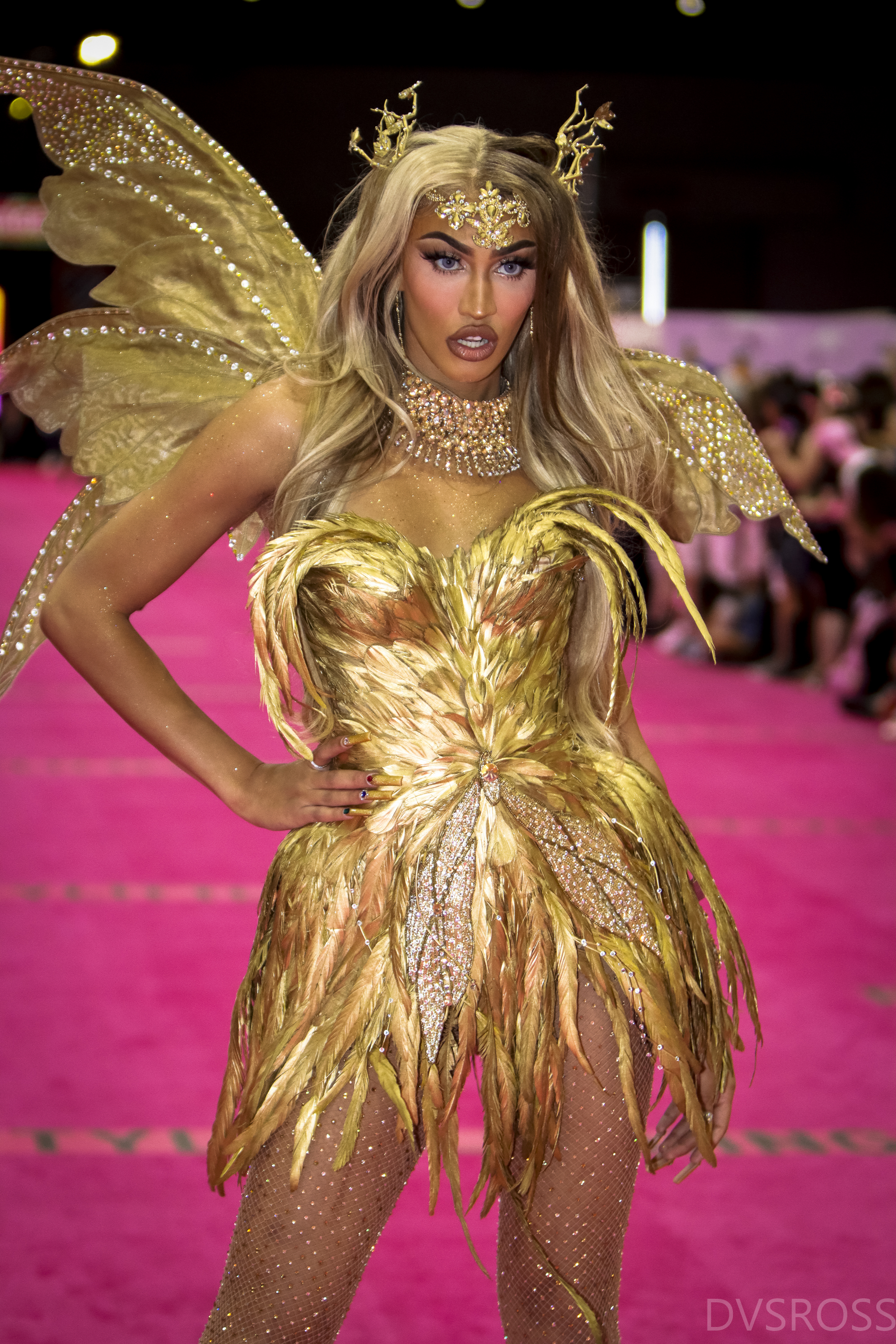
کری کولبی
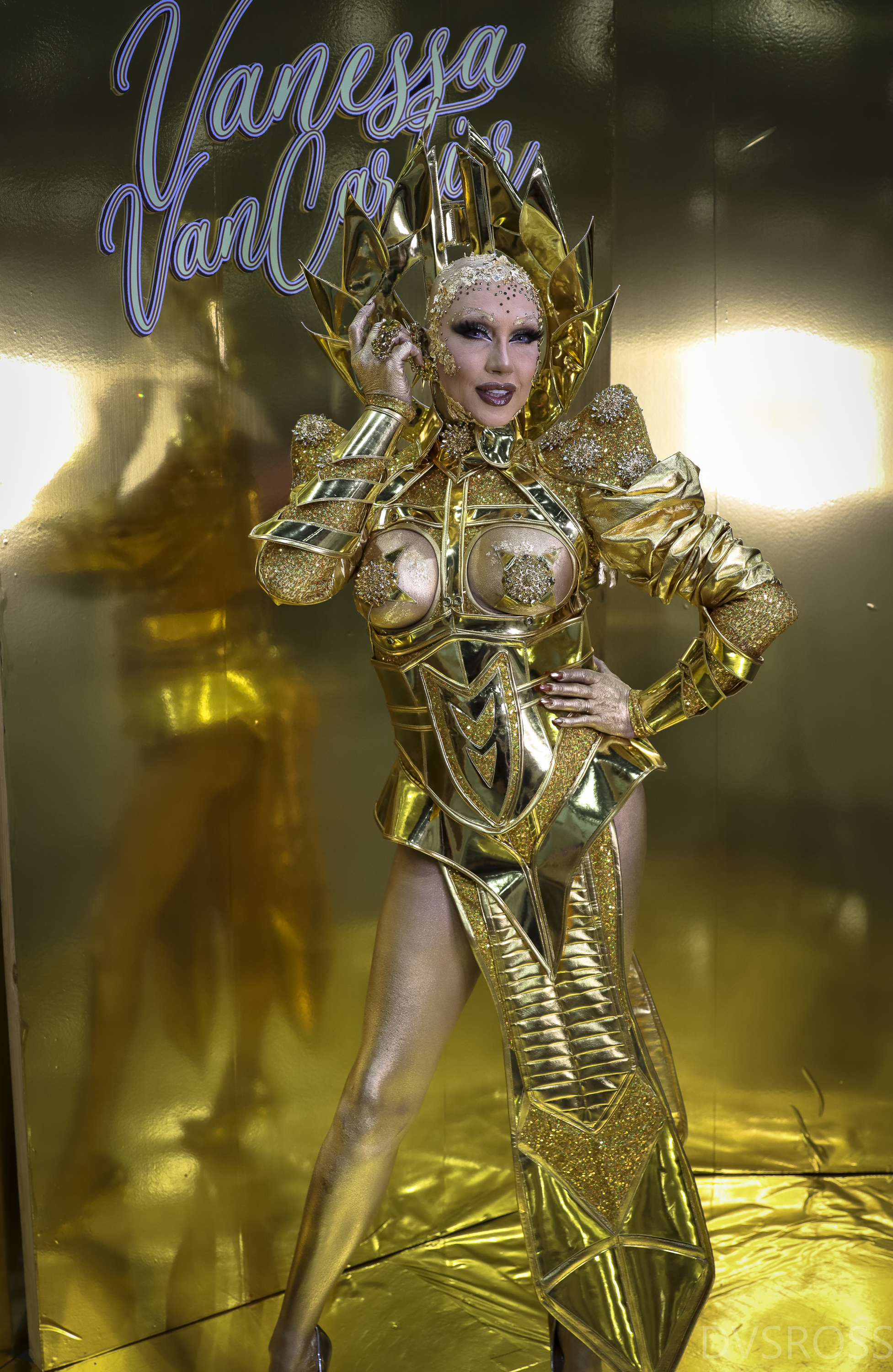
ونسا ون کارتیه
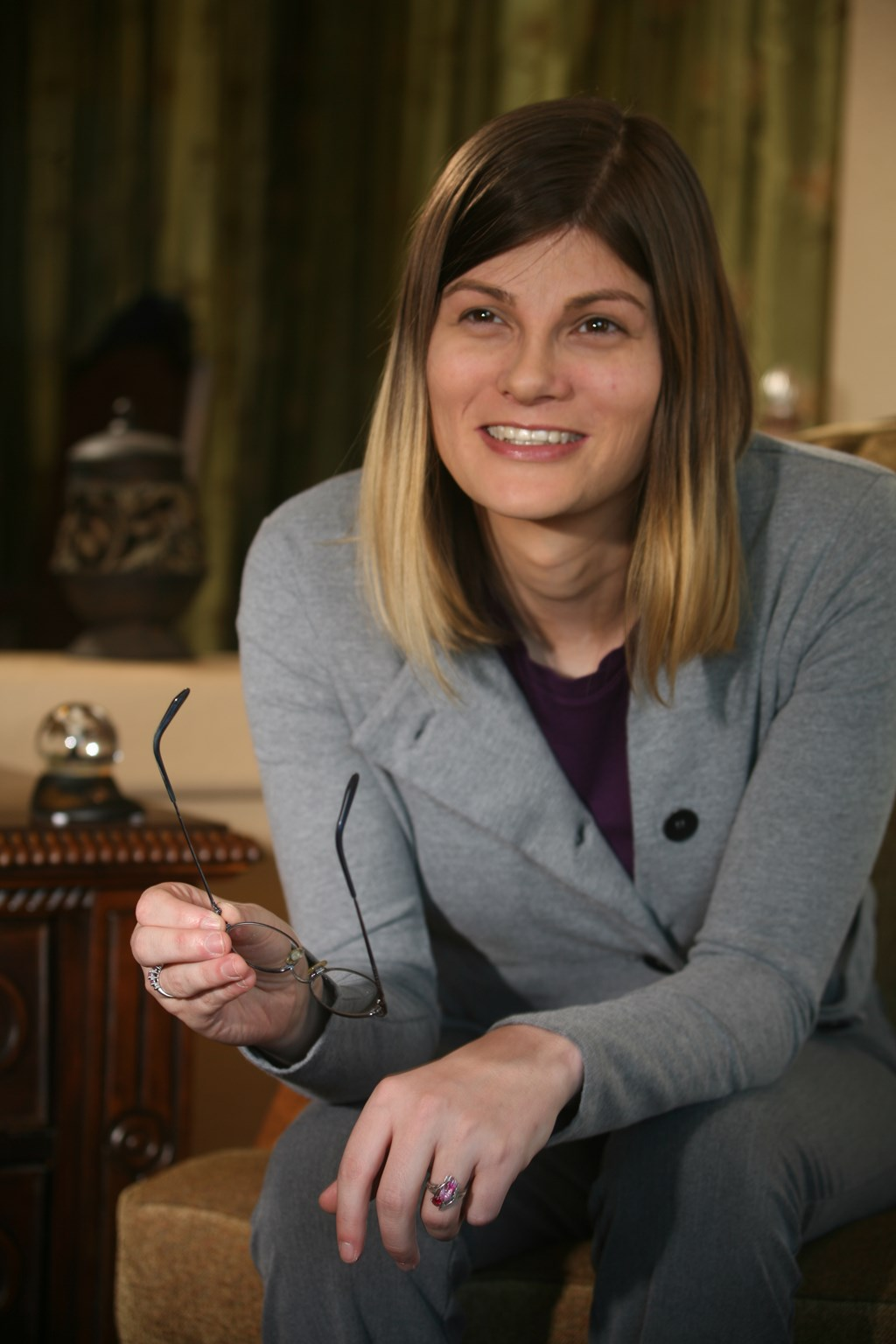
میستی پلورایت
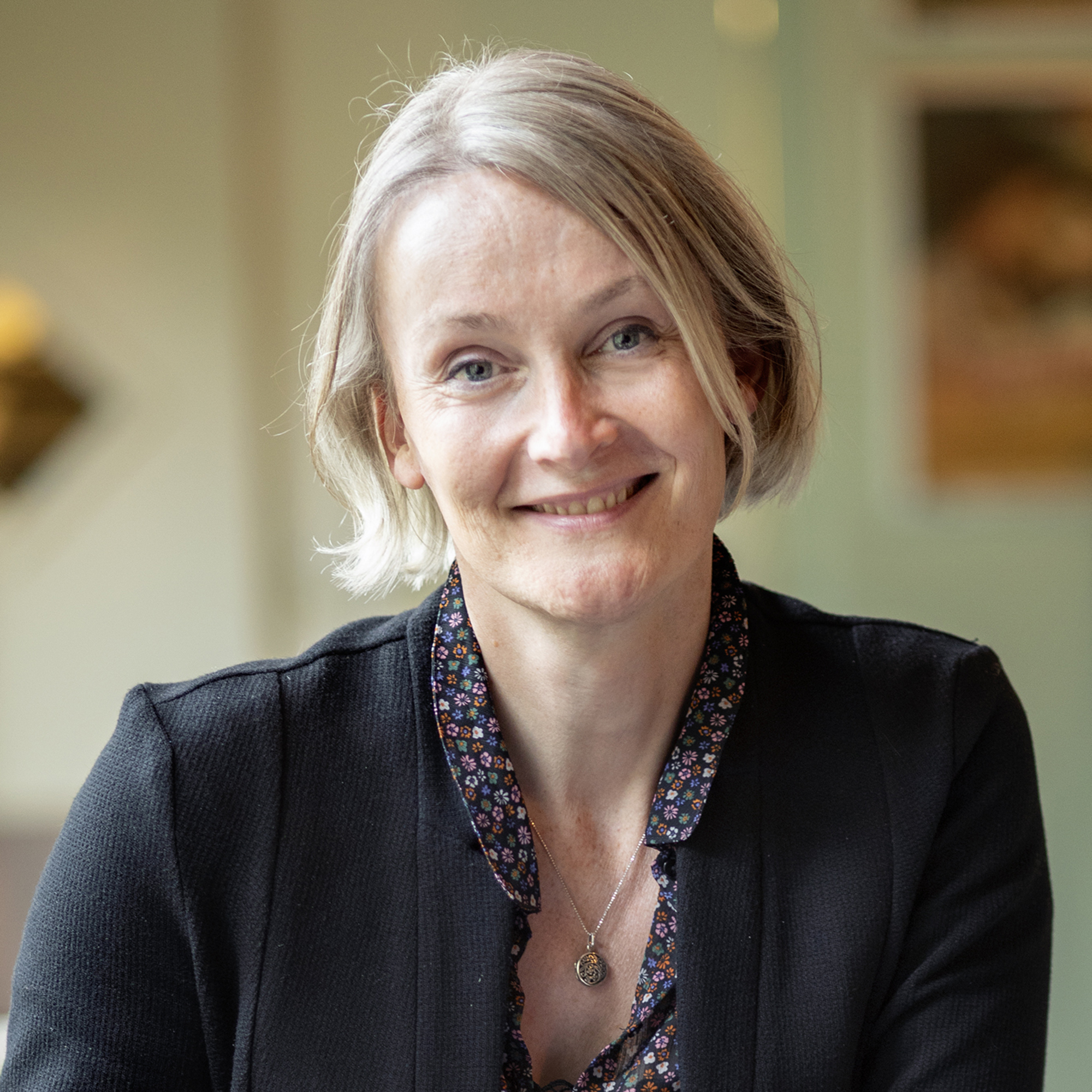
لیزا ون خینکن
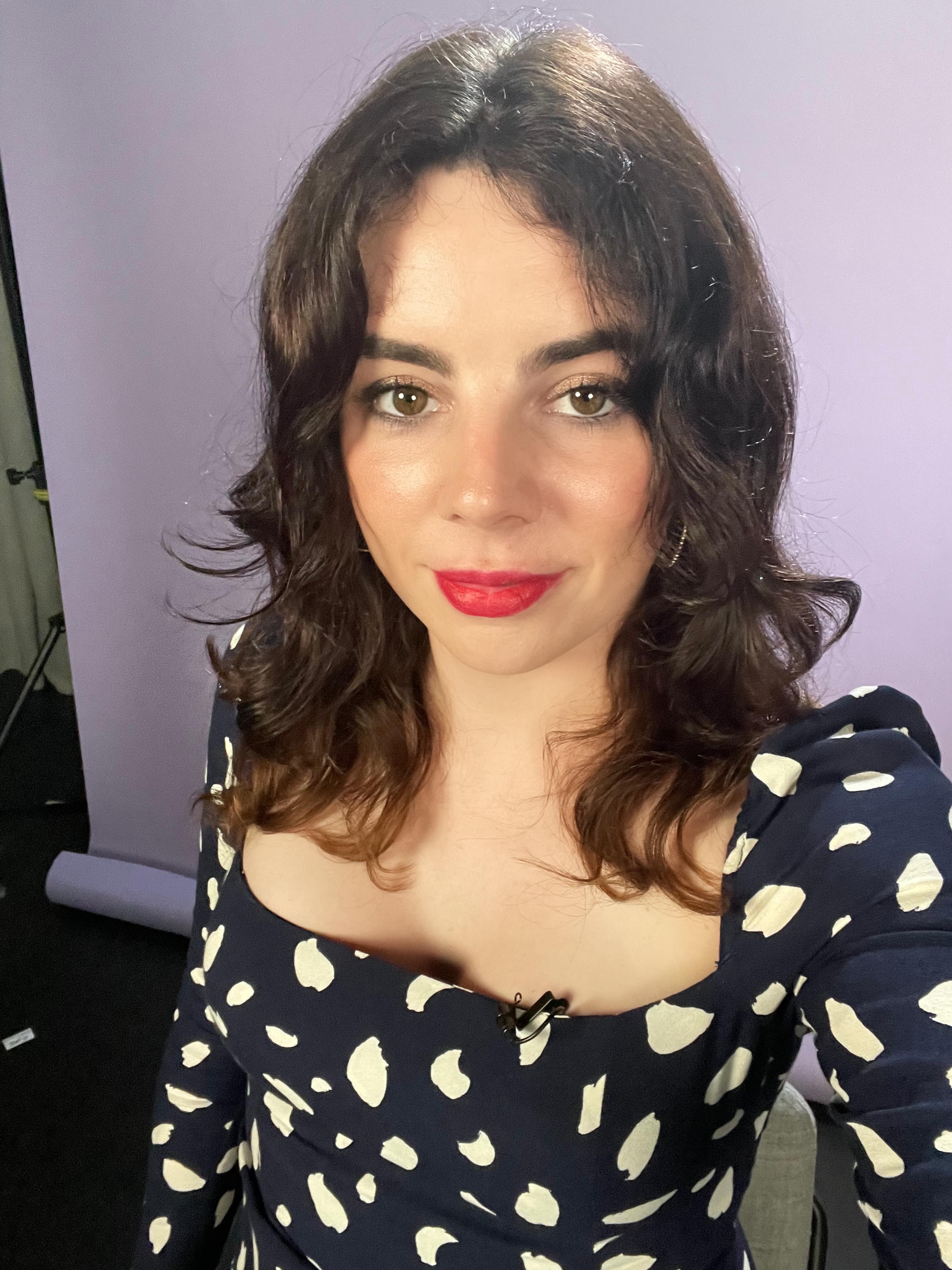
شون فی
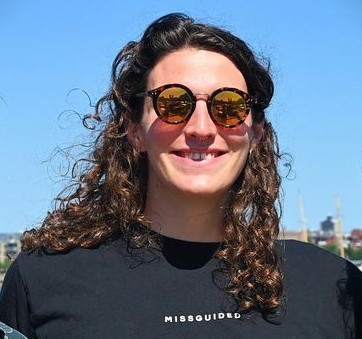
لیا توماس
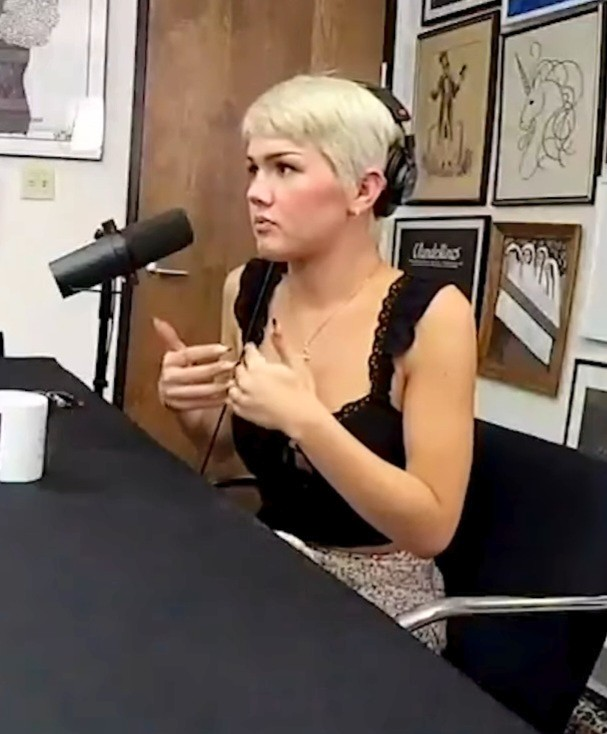
دیزی تیلور
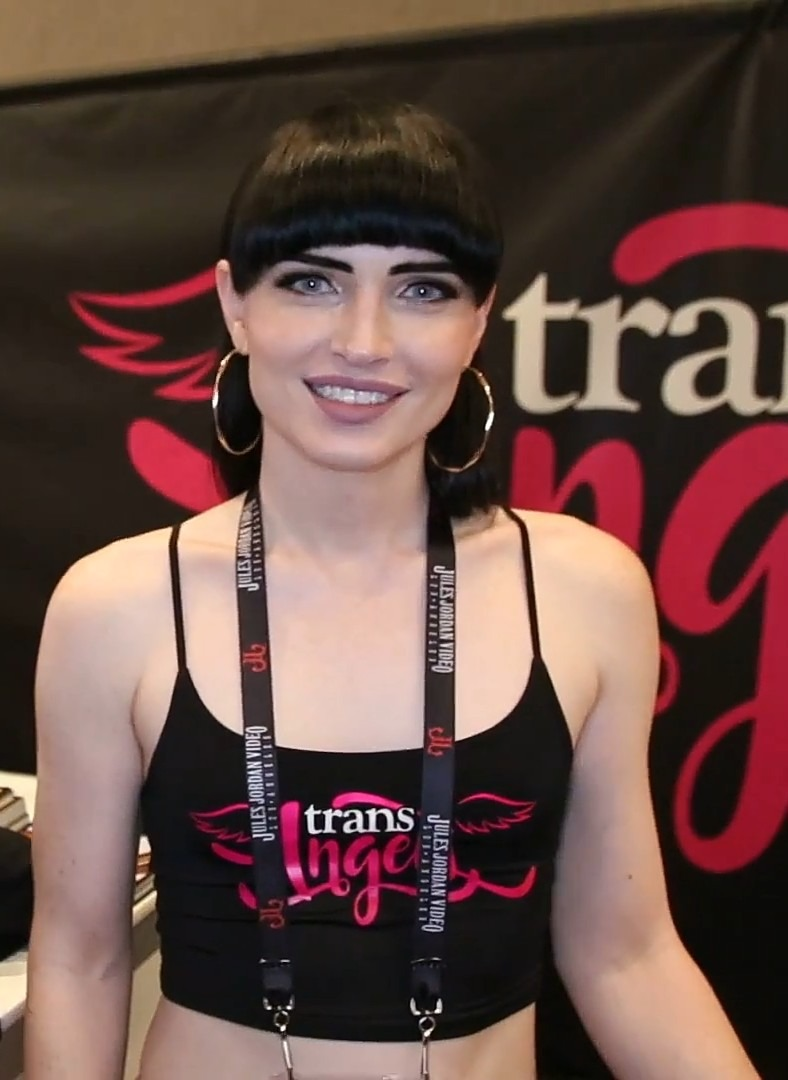
ناتالی مارس
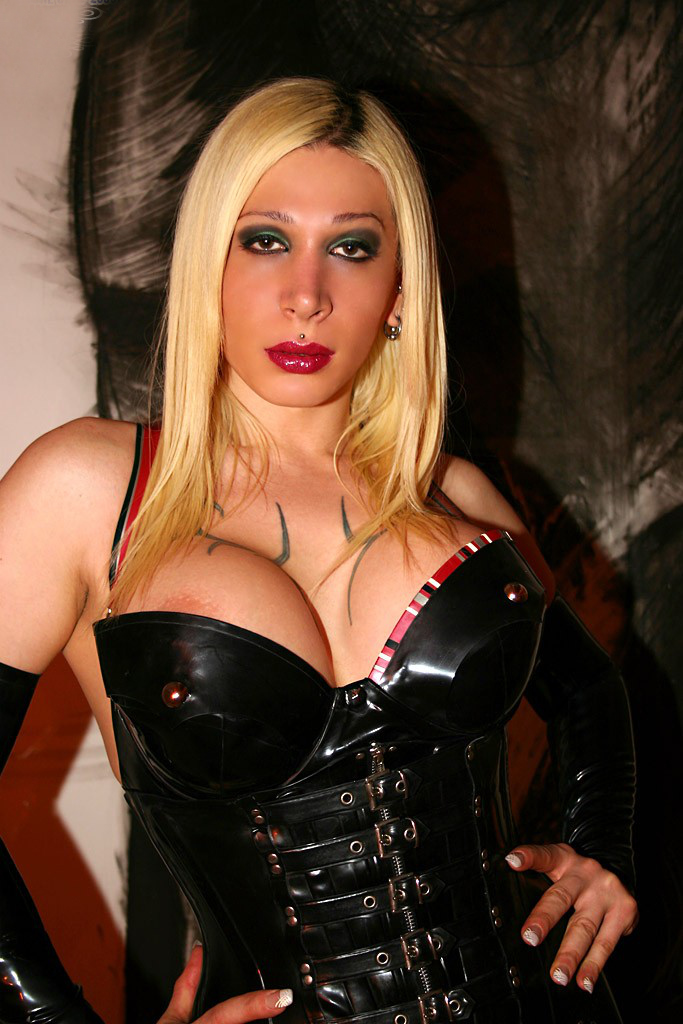
اوا ورتکس
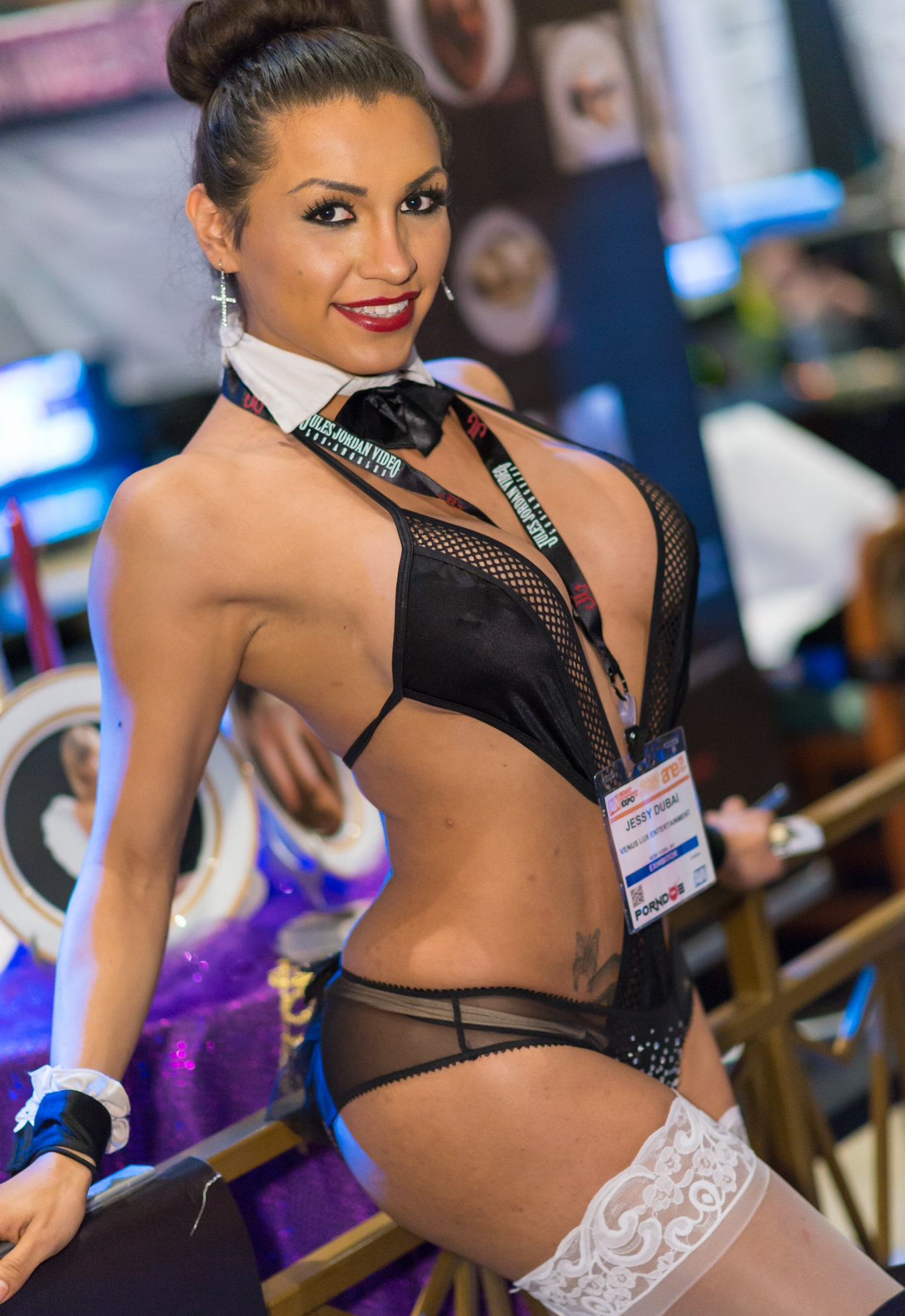
جسی دوبای
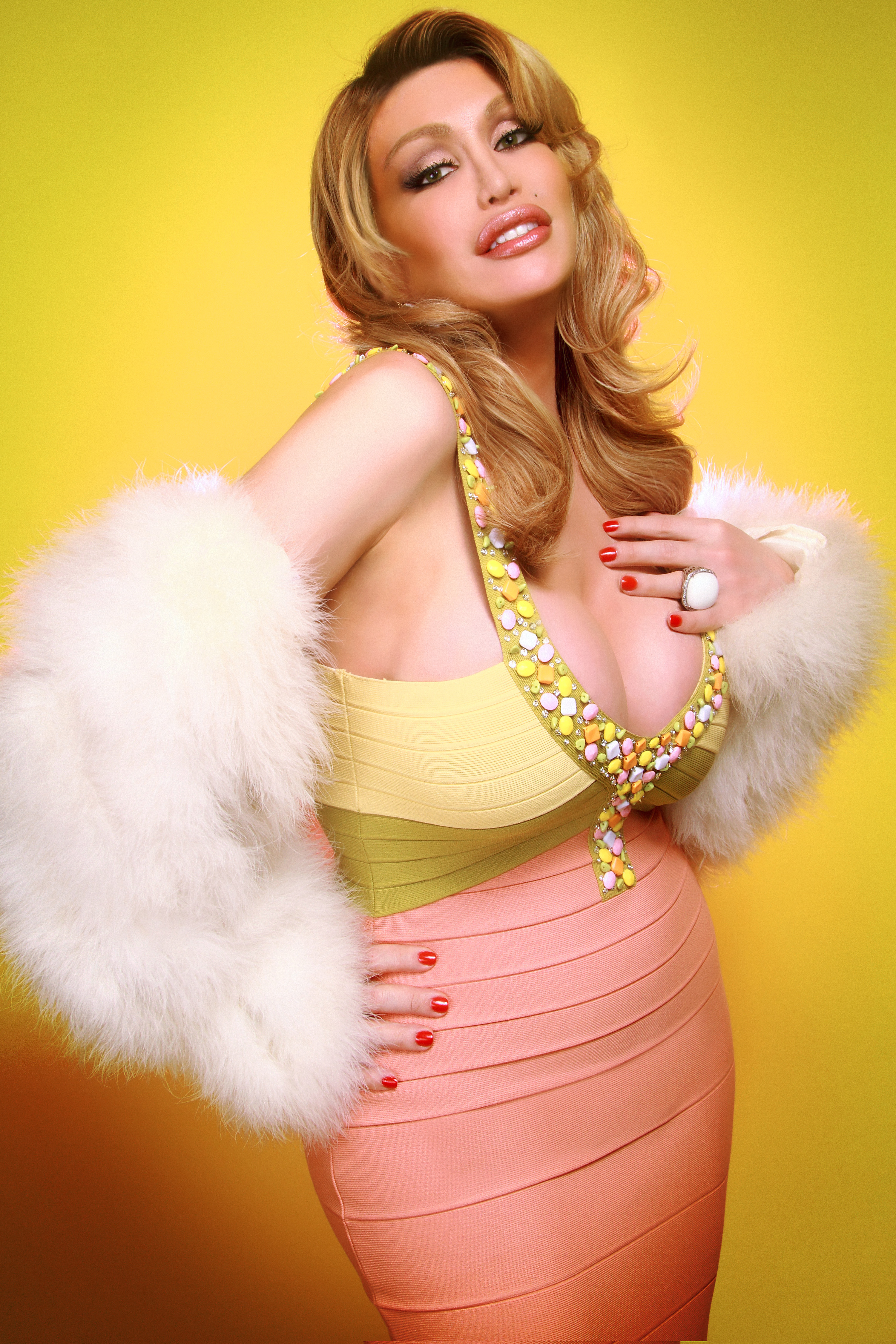
الانا استار
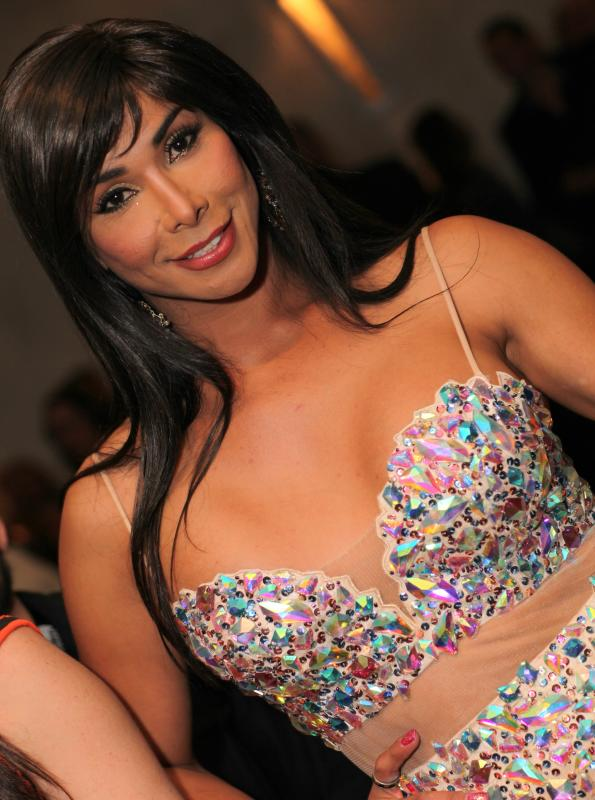
ونیتی
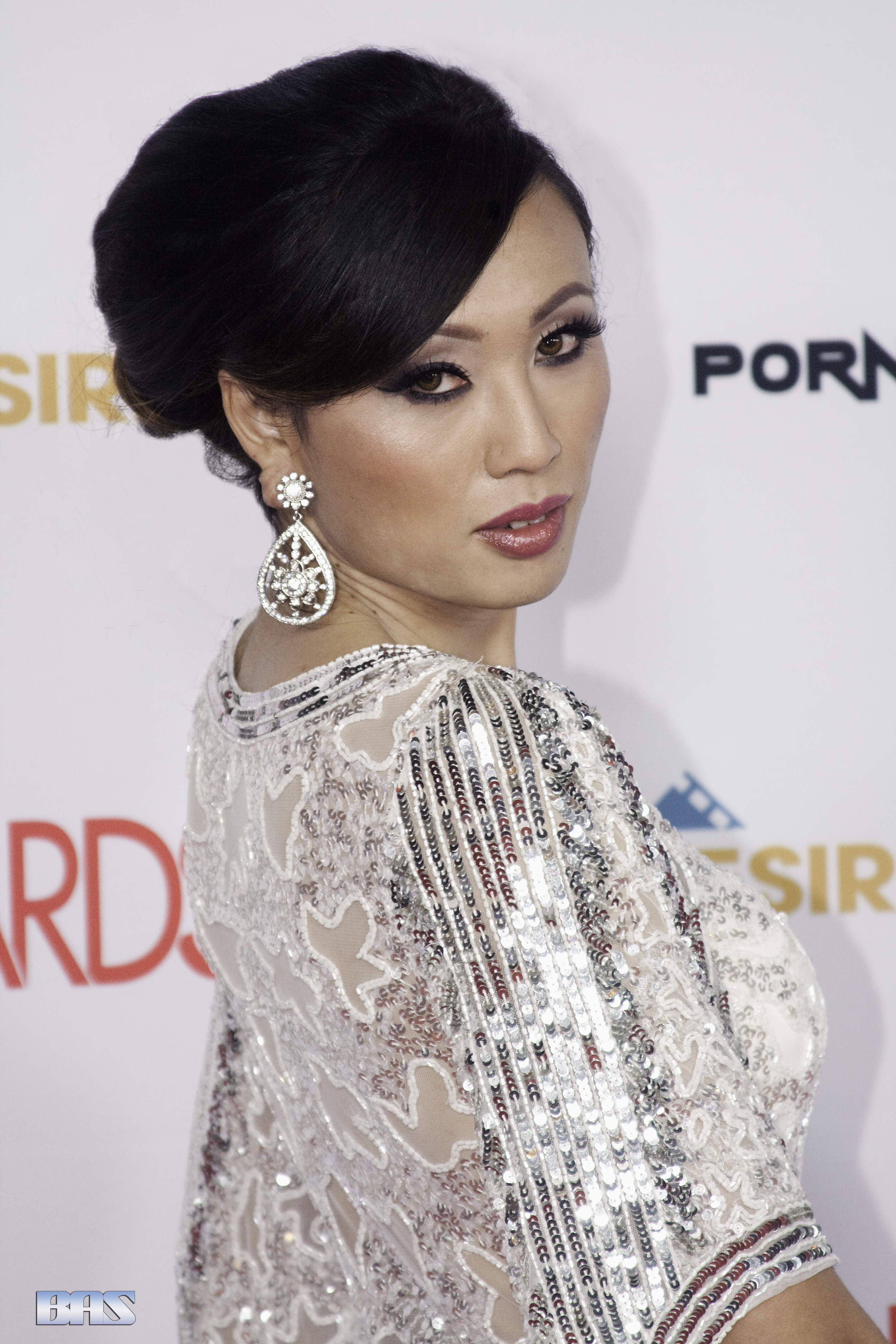
ونوس لاکس
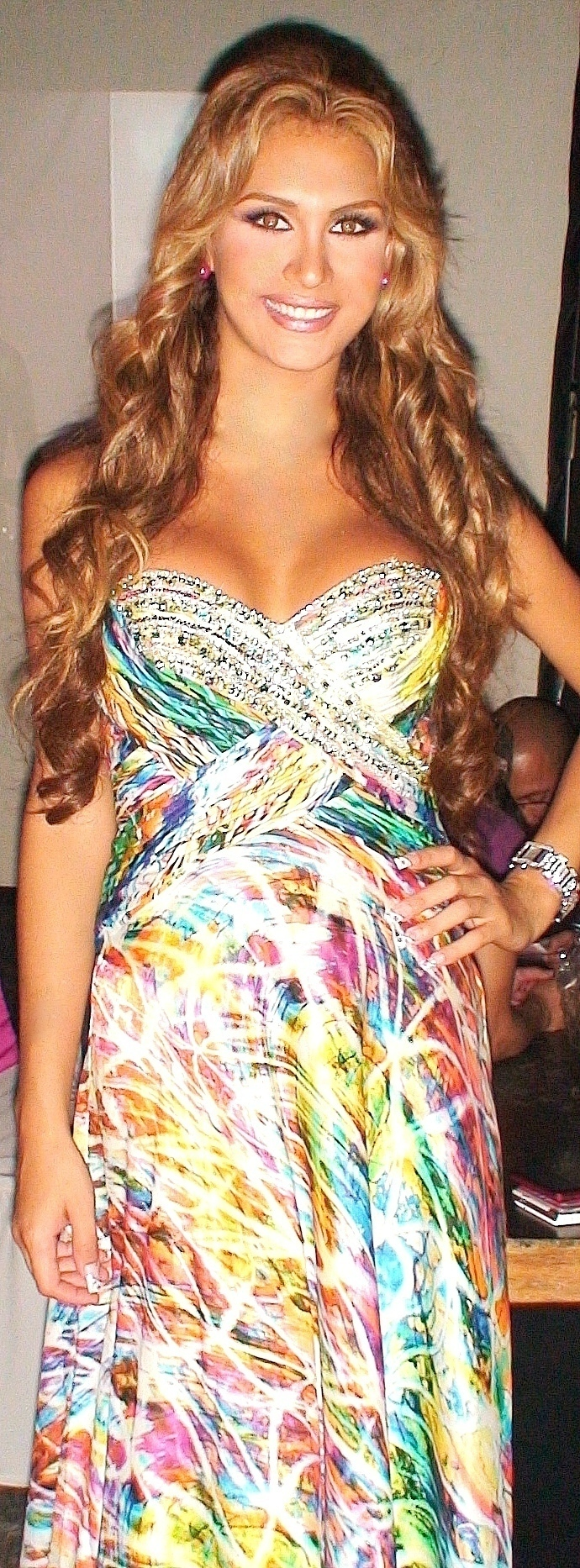
ایزابلا سانتیاگو
ناویا سینگ
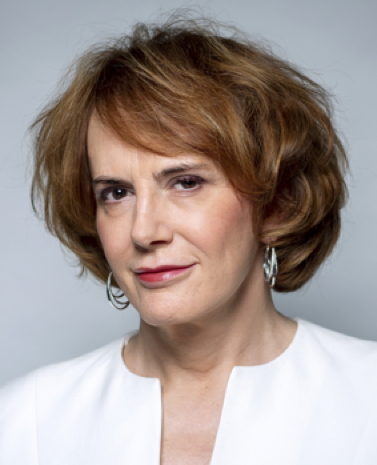
لین برتولت
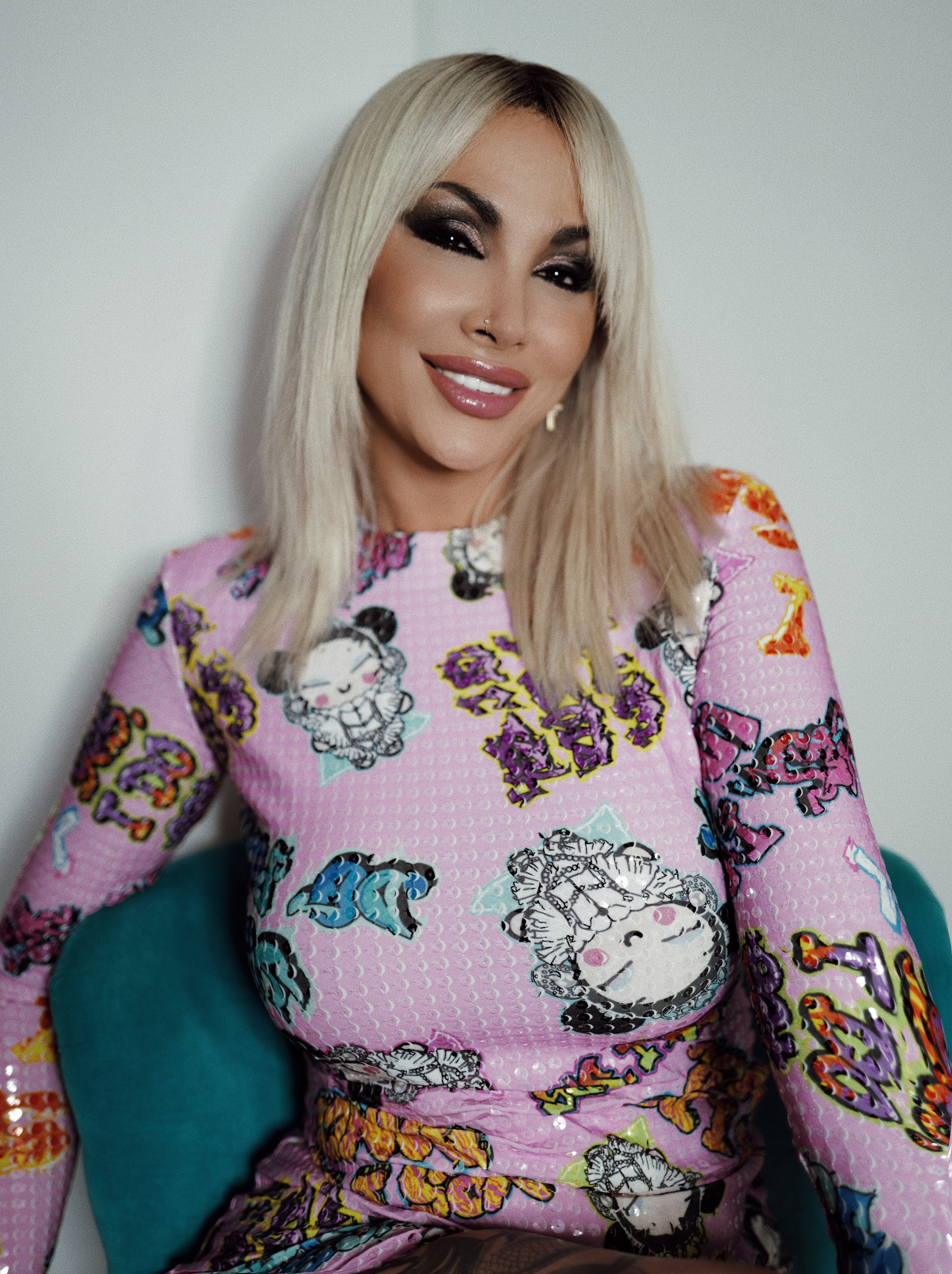
دانیلا سانتیاگو
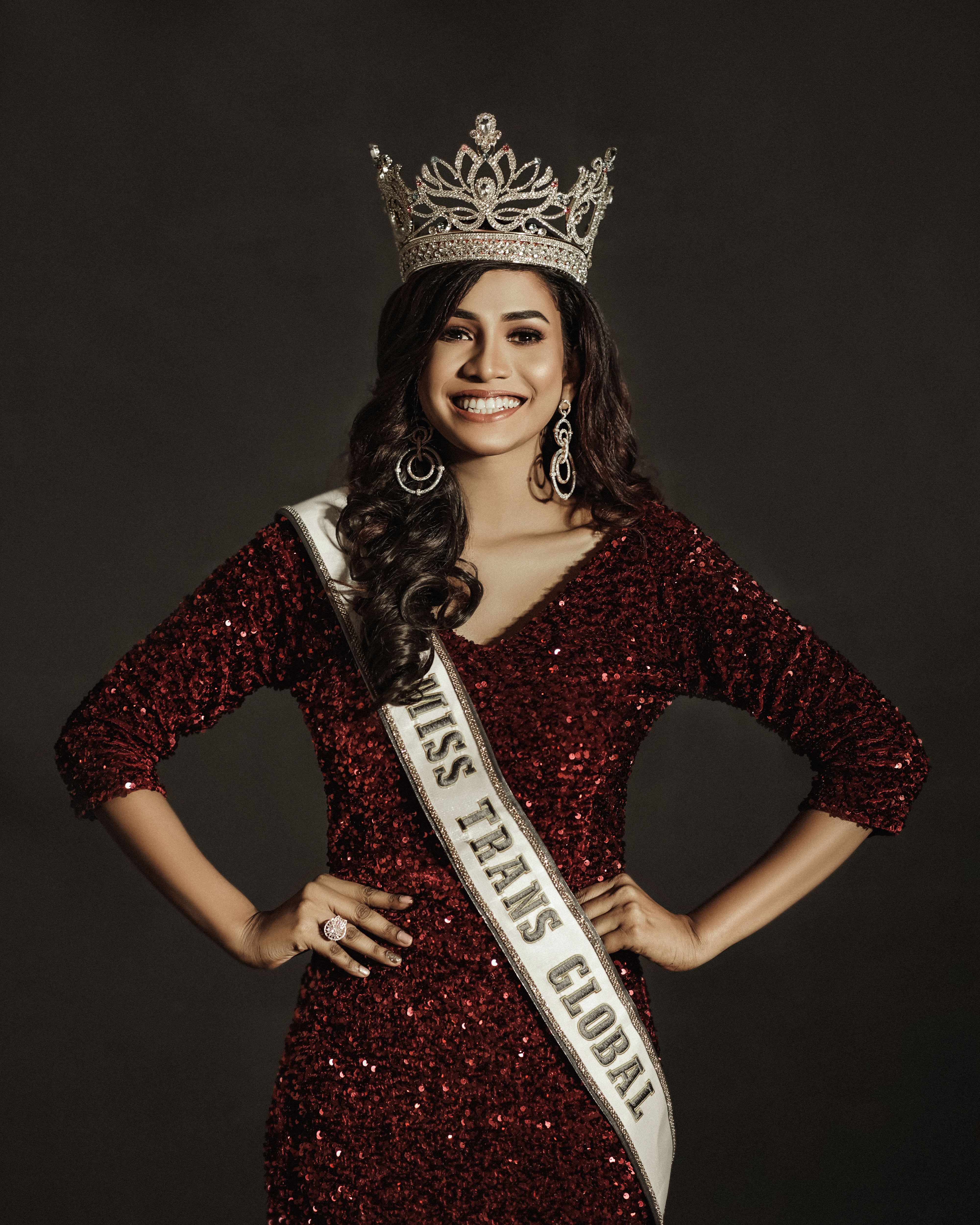
سروتی سیتارا
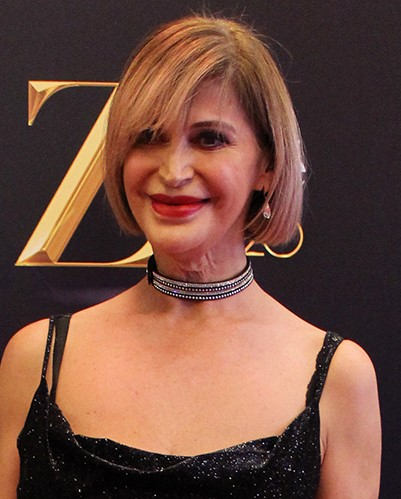
الخاندرا بوگه
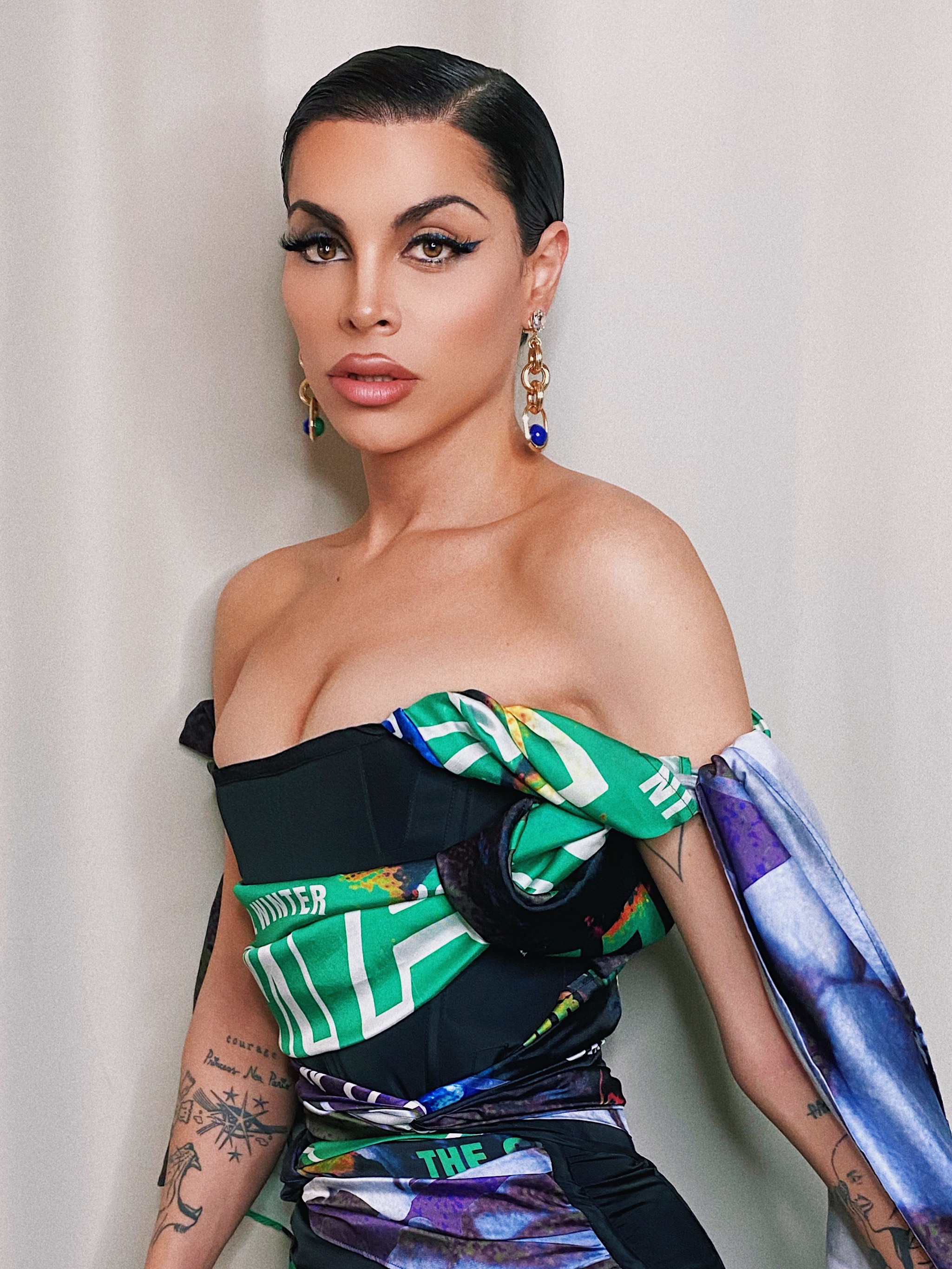
جدت
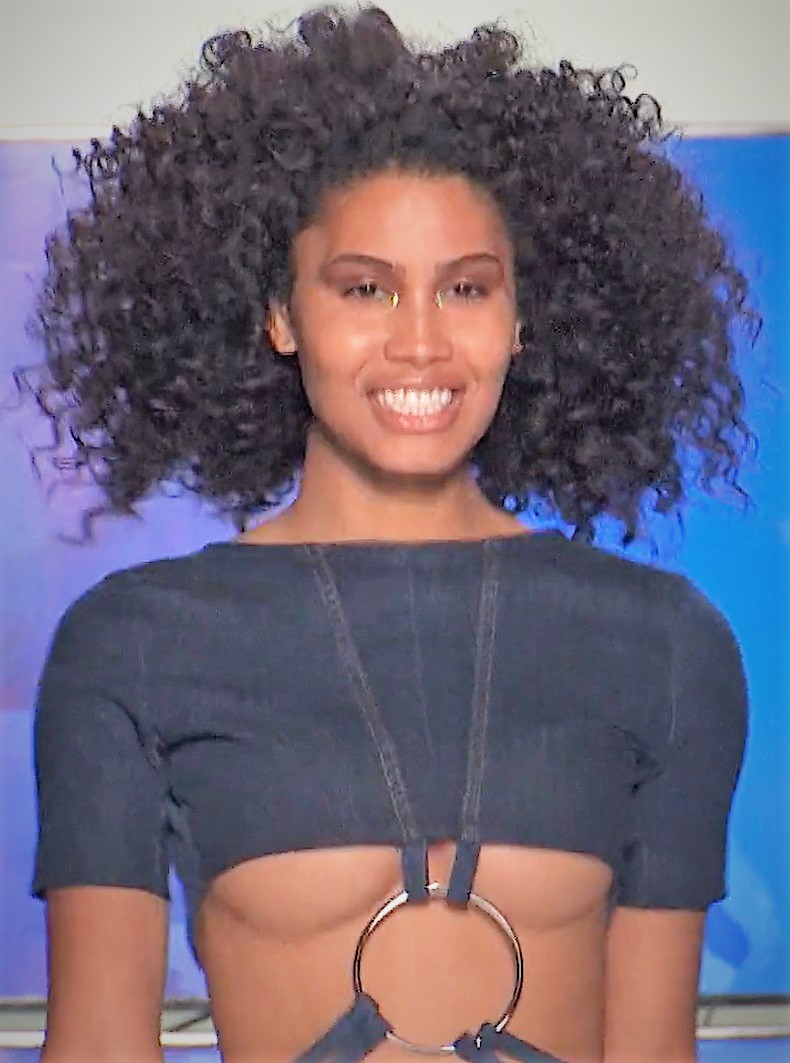
لیانا بلوم
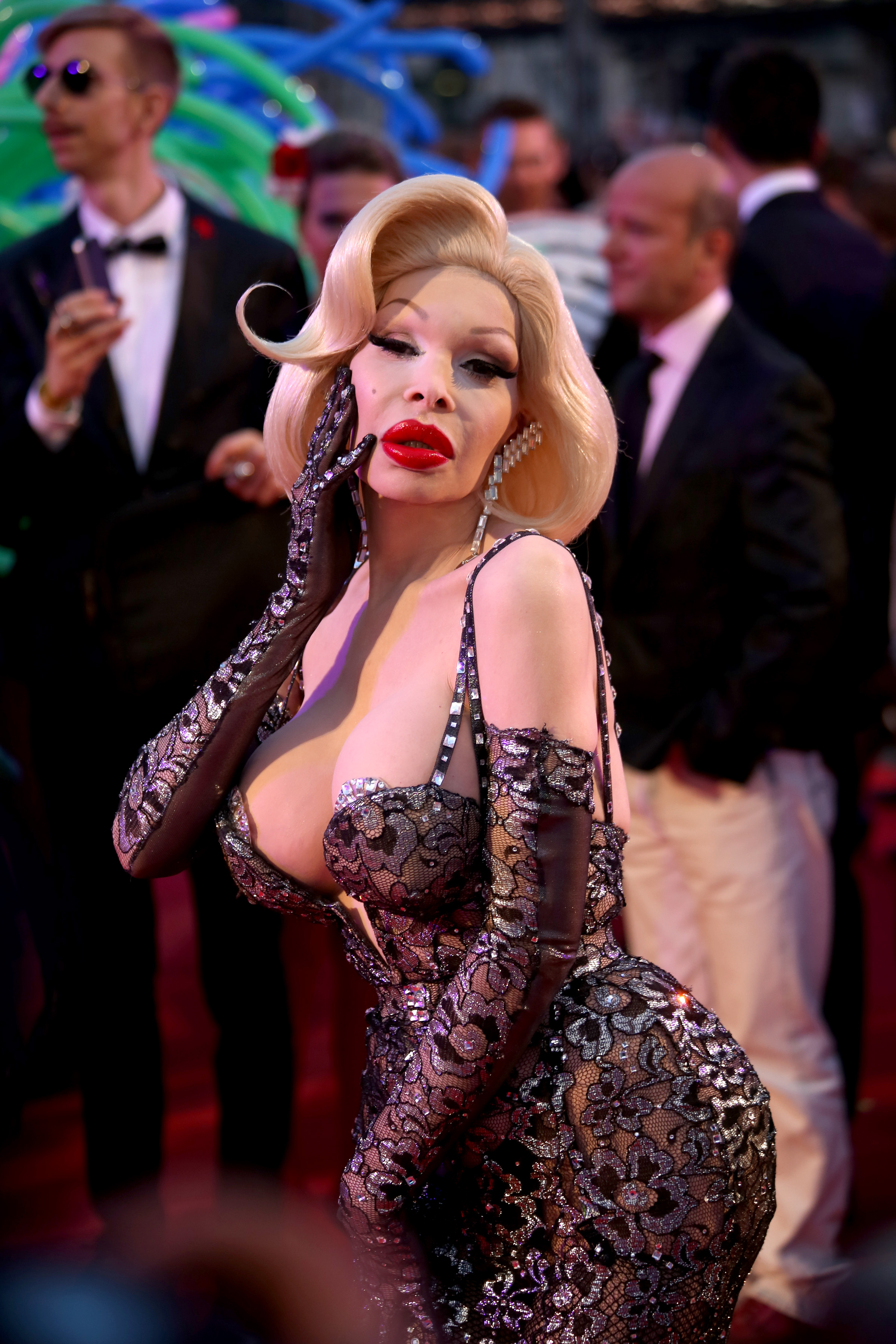
آماندا لیپوره
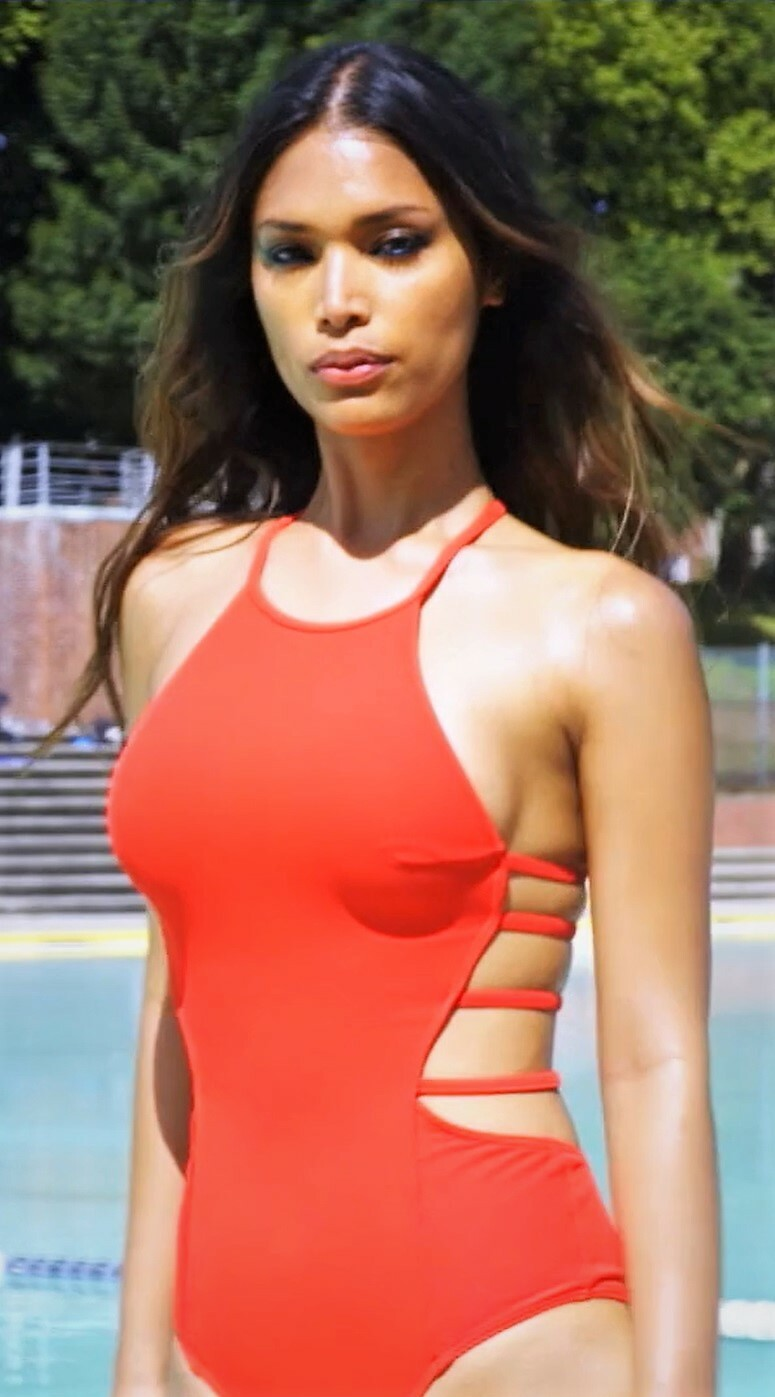
جینا روسرو
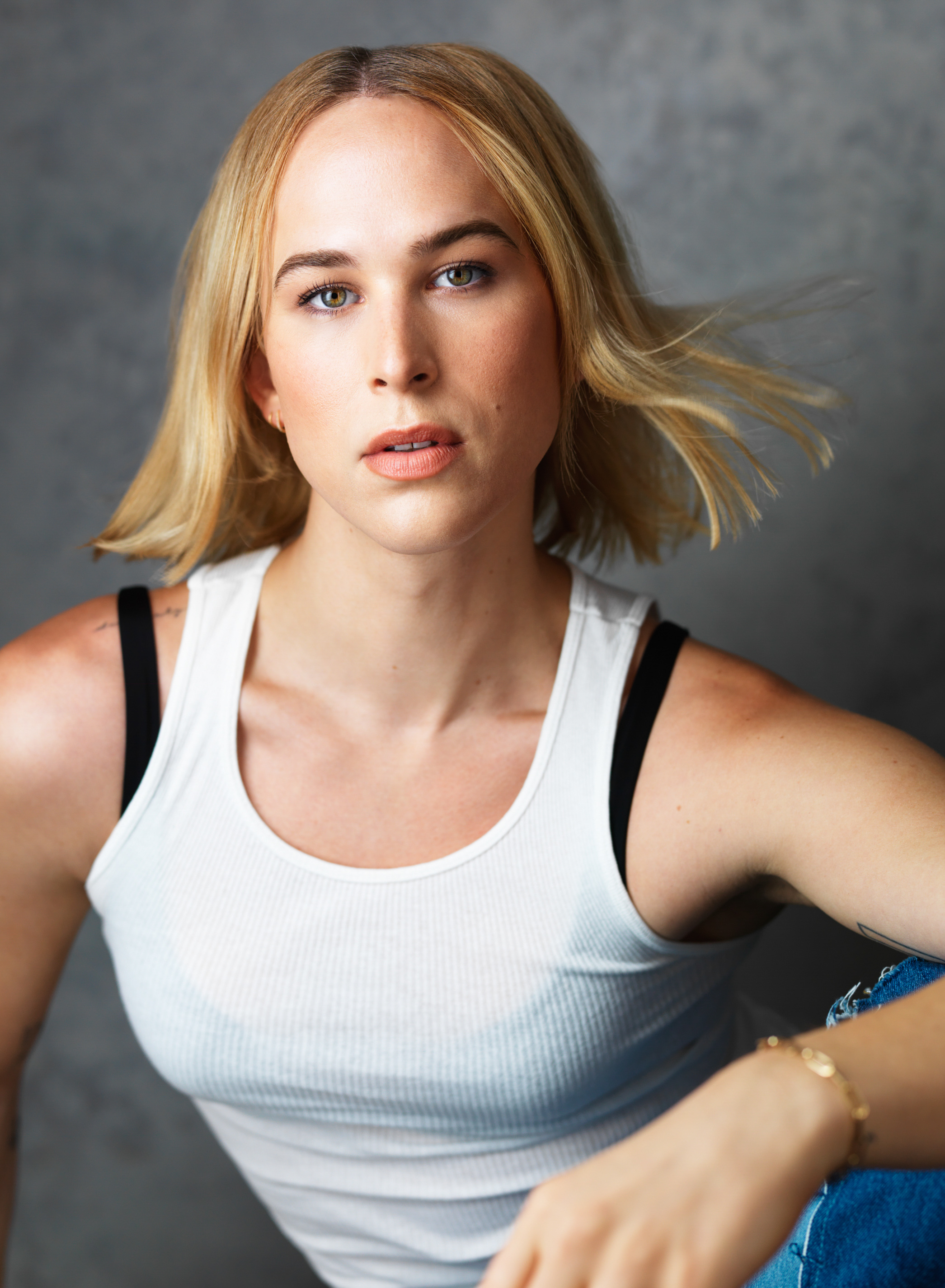
تامی دورفمن
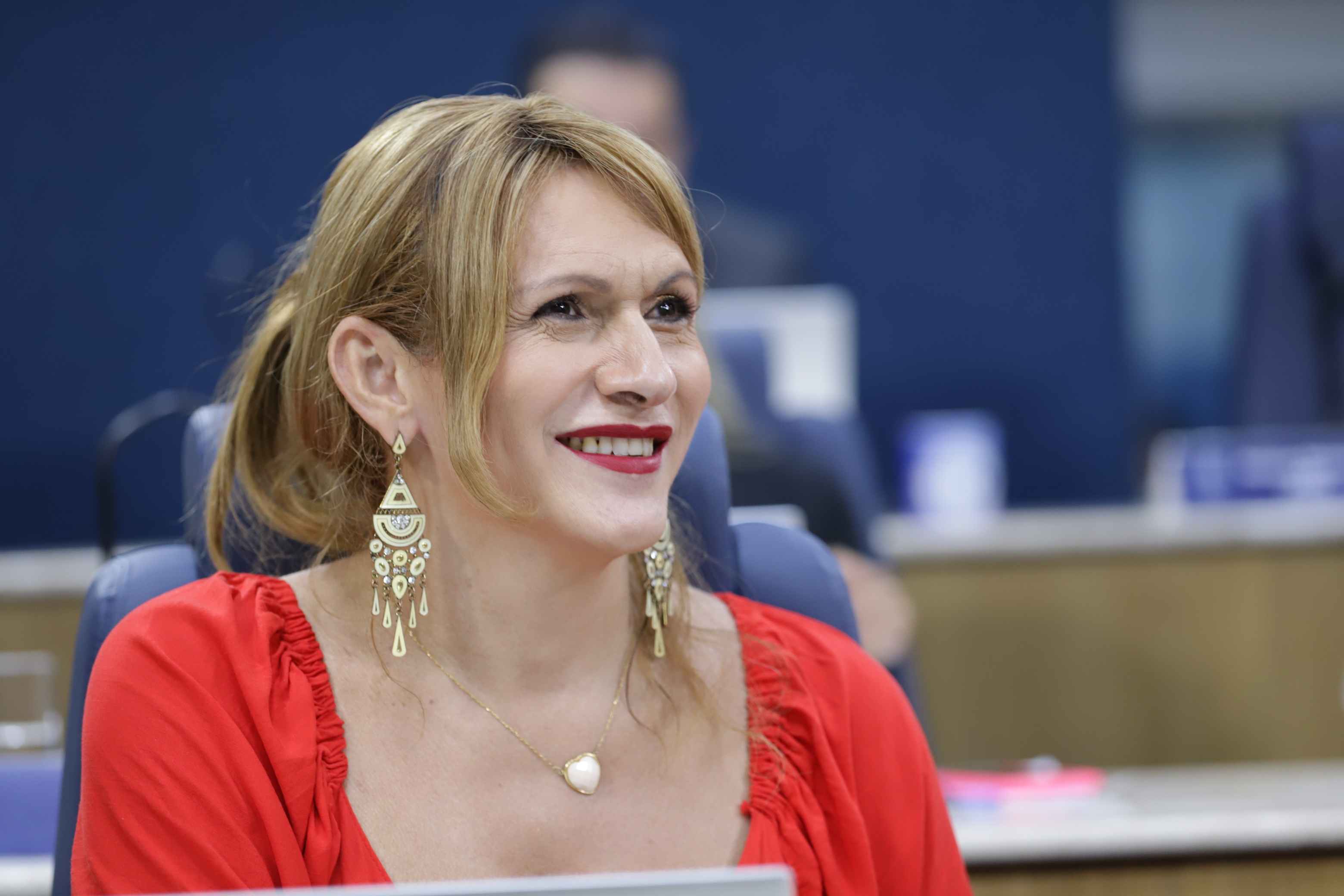
لیندا برزیل
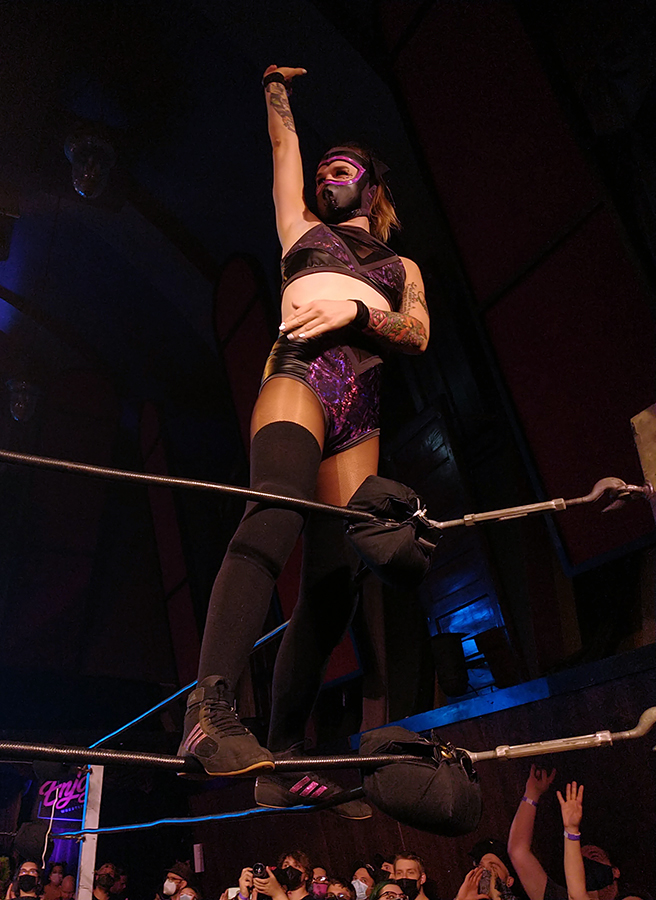
ادیت سورئال
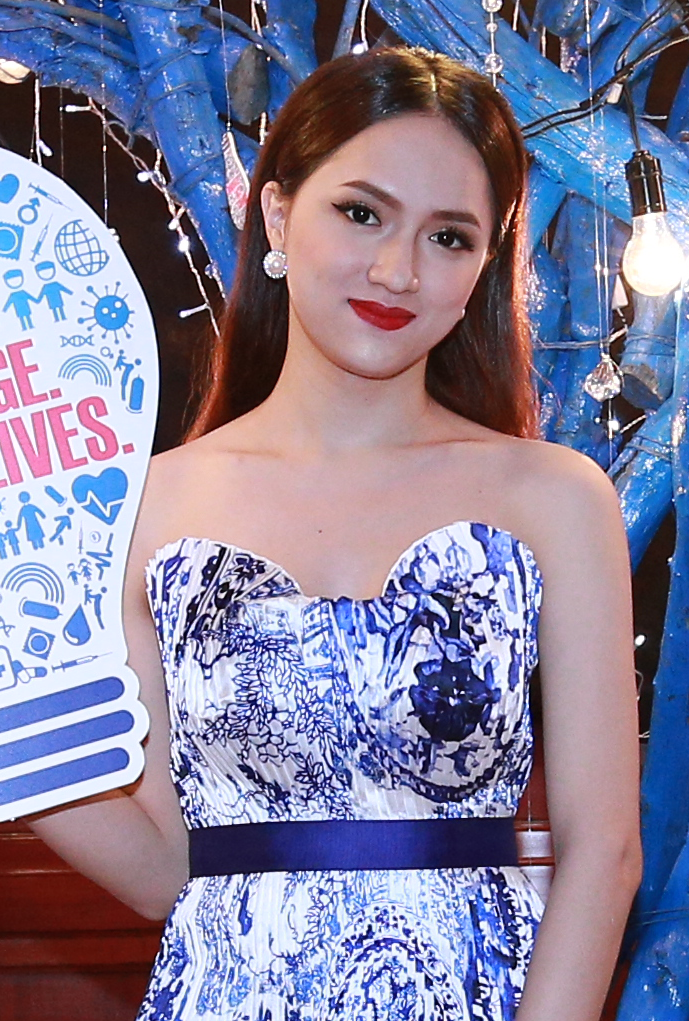
هونگ جیانگ
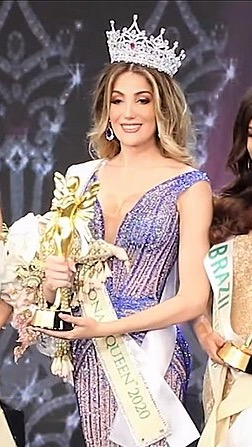
والنتینا فلوچیر
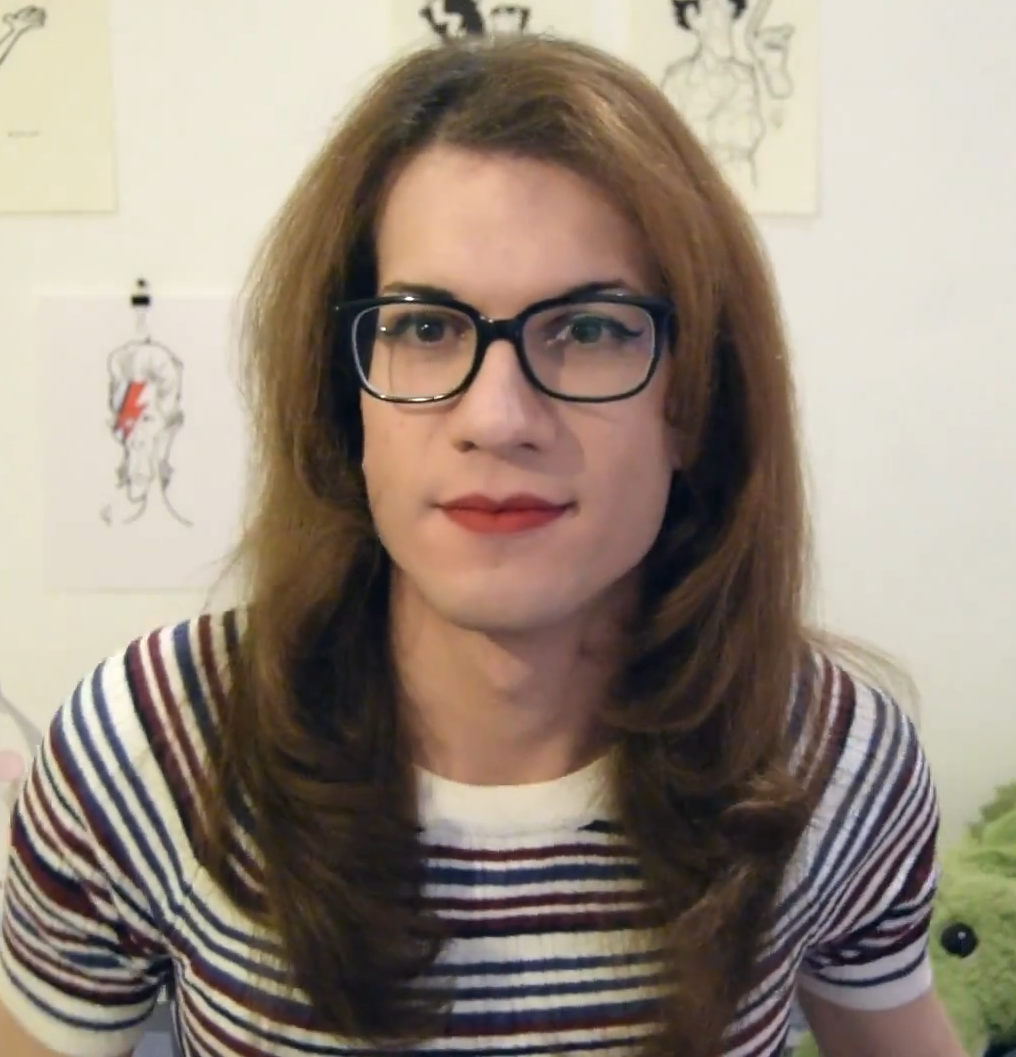
السا روئیز
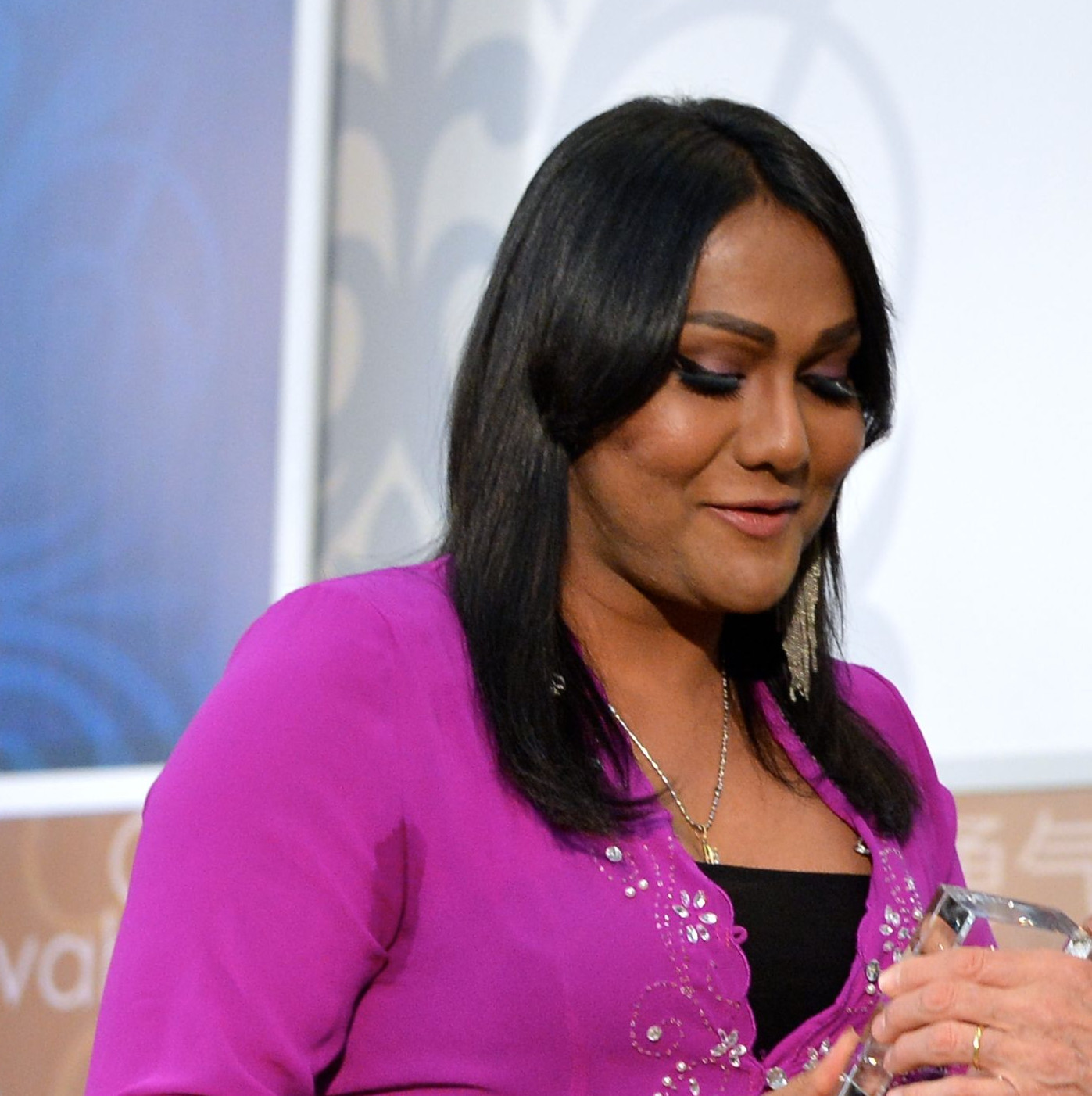
نیشا ایوب
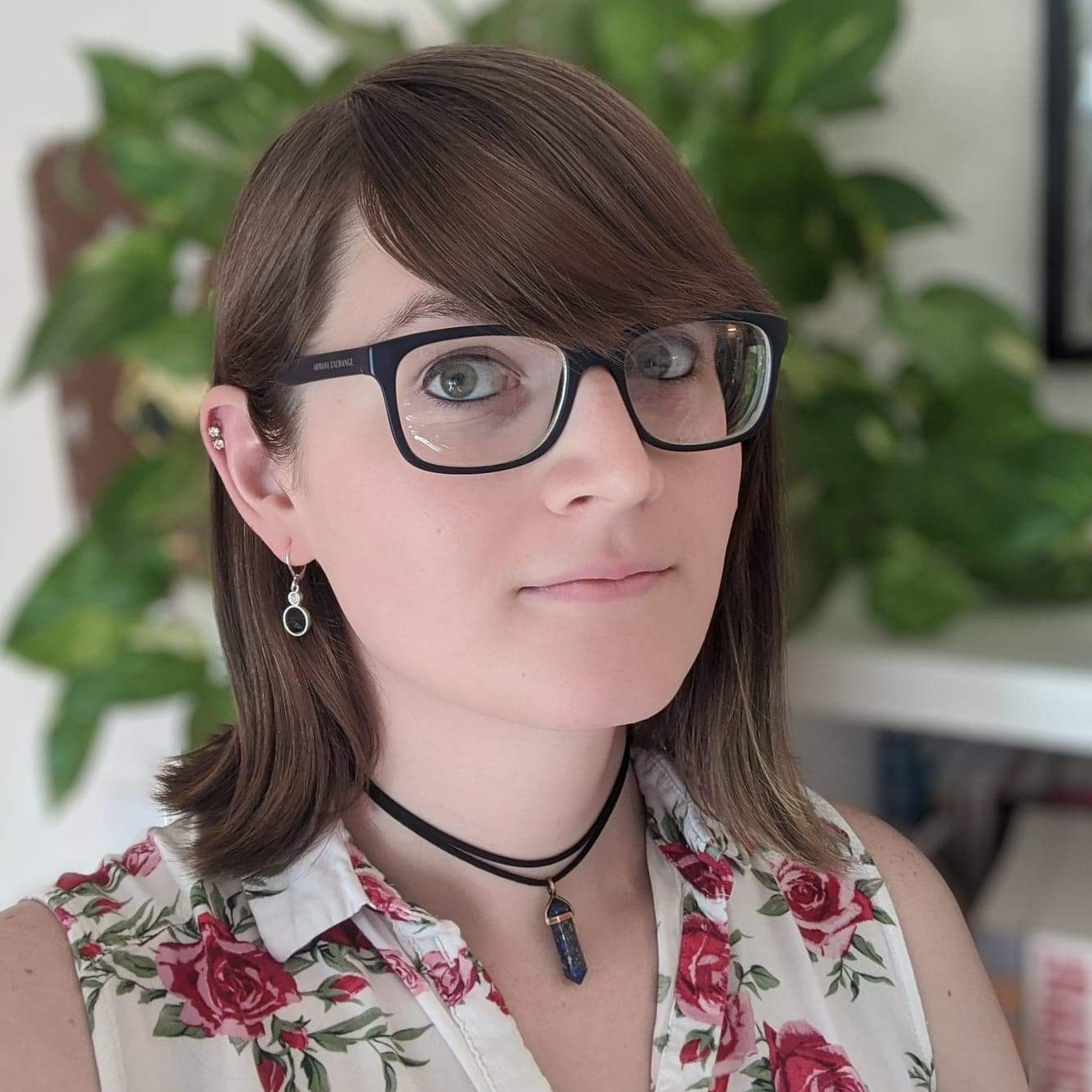
اما کینما
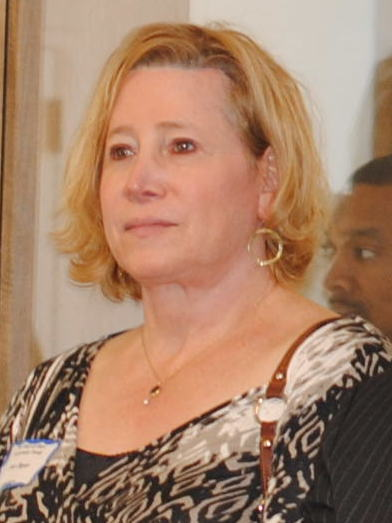
دانا بیر
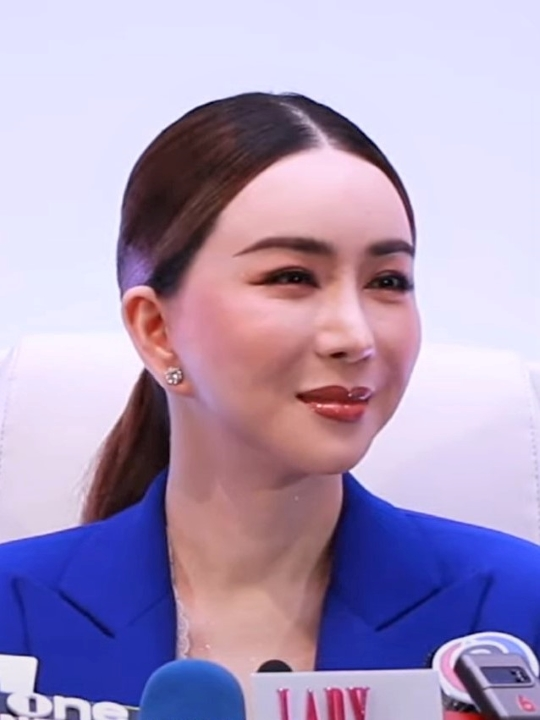
جاکافونگ جاکراجوتاتیپ
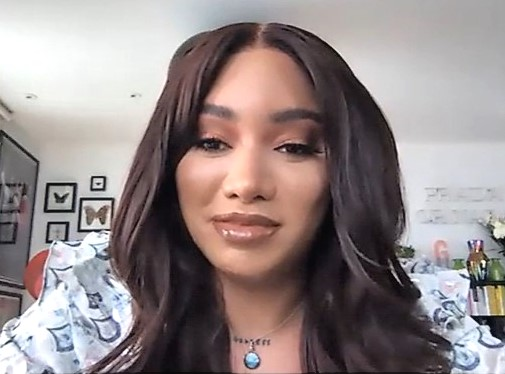
مونرو برگدورف
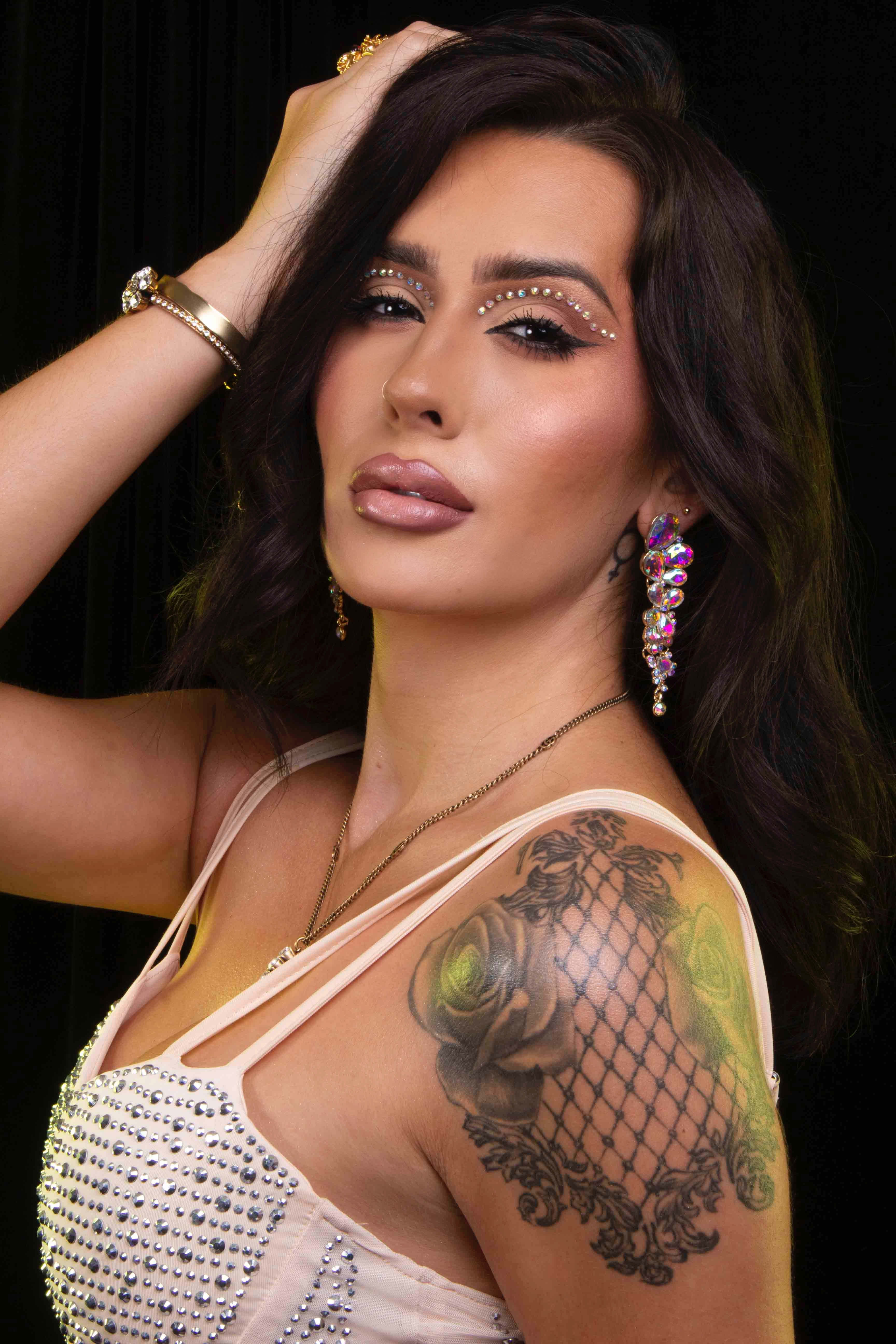
رز مونتویا
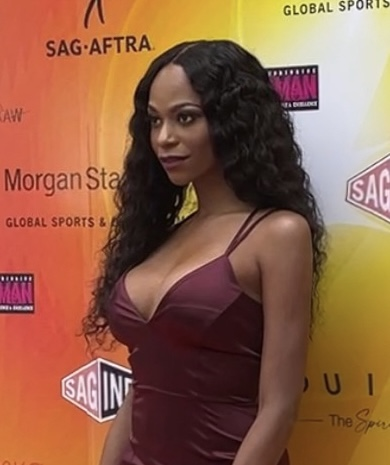
الکساندرا گری
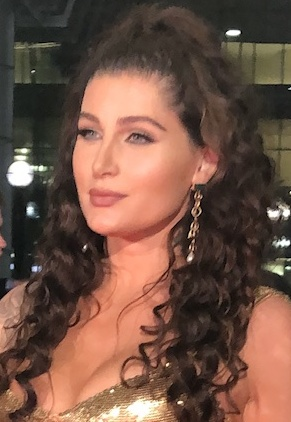
تریس لیست
گابی تافت
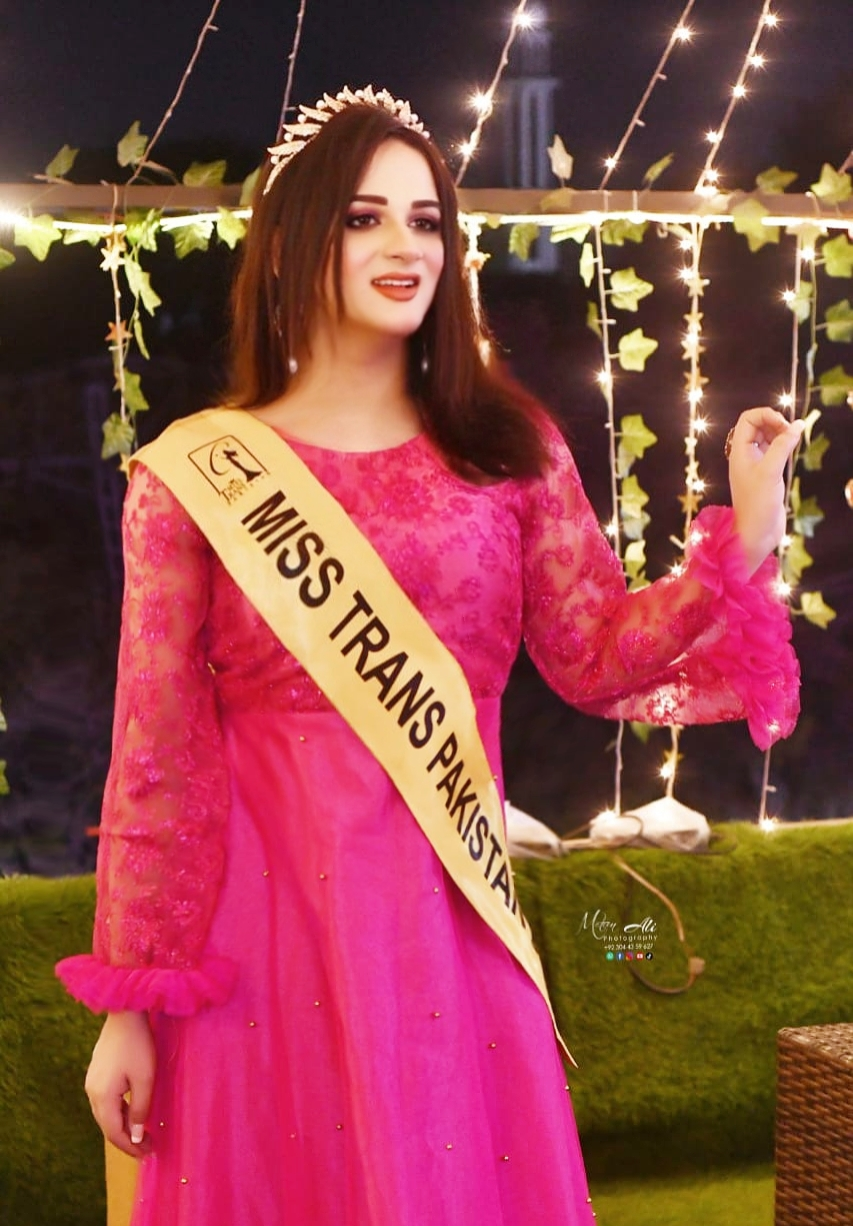
شایرا روی
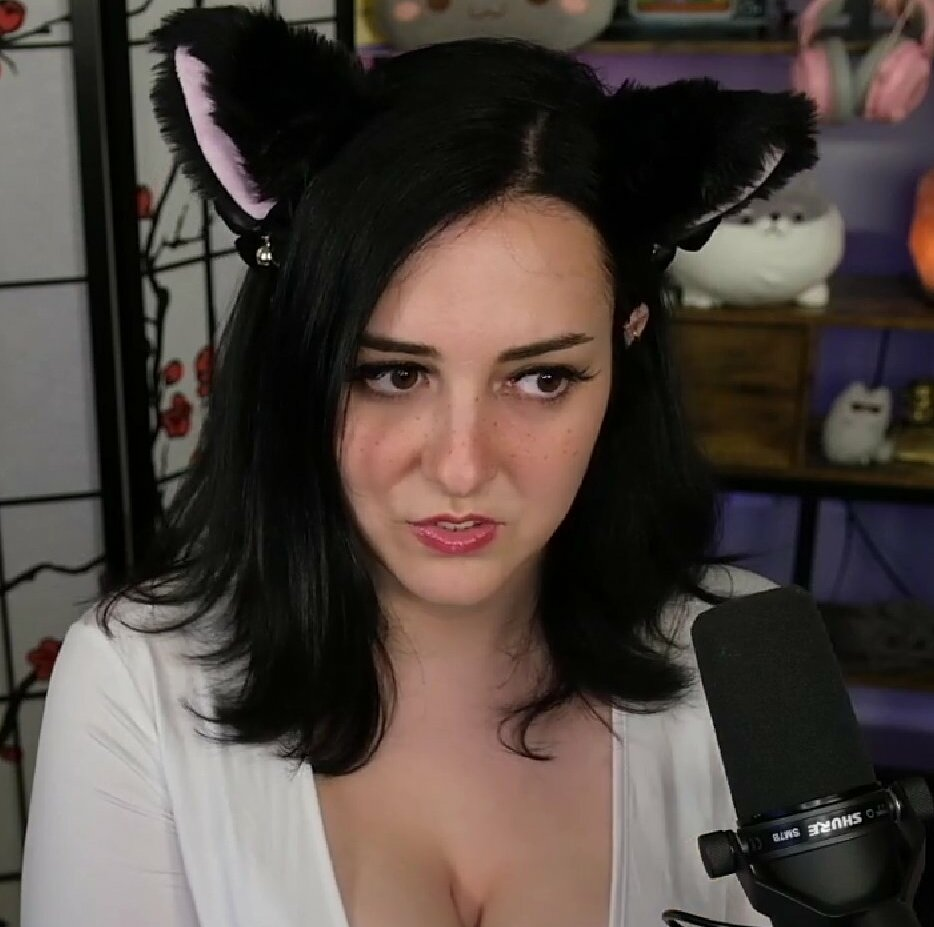
کلارا سورنتی
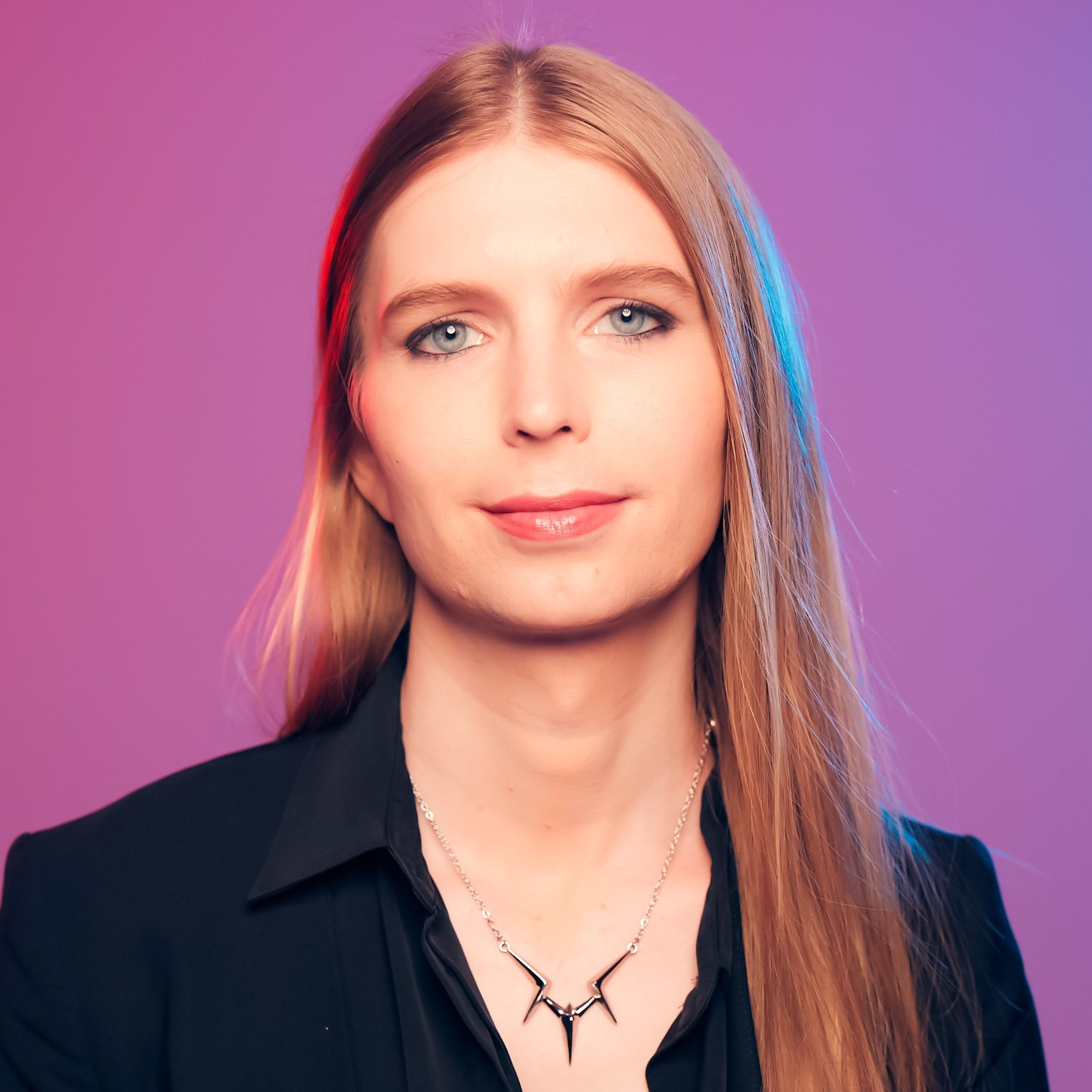
چلسی منینگ
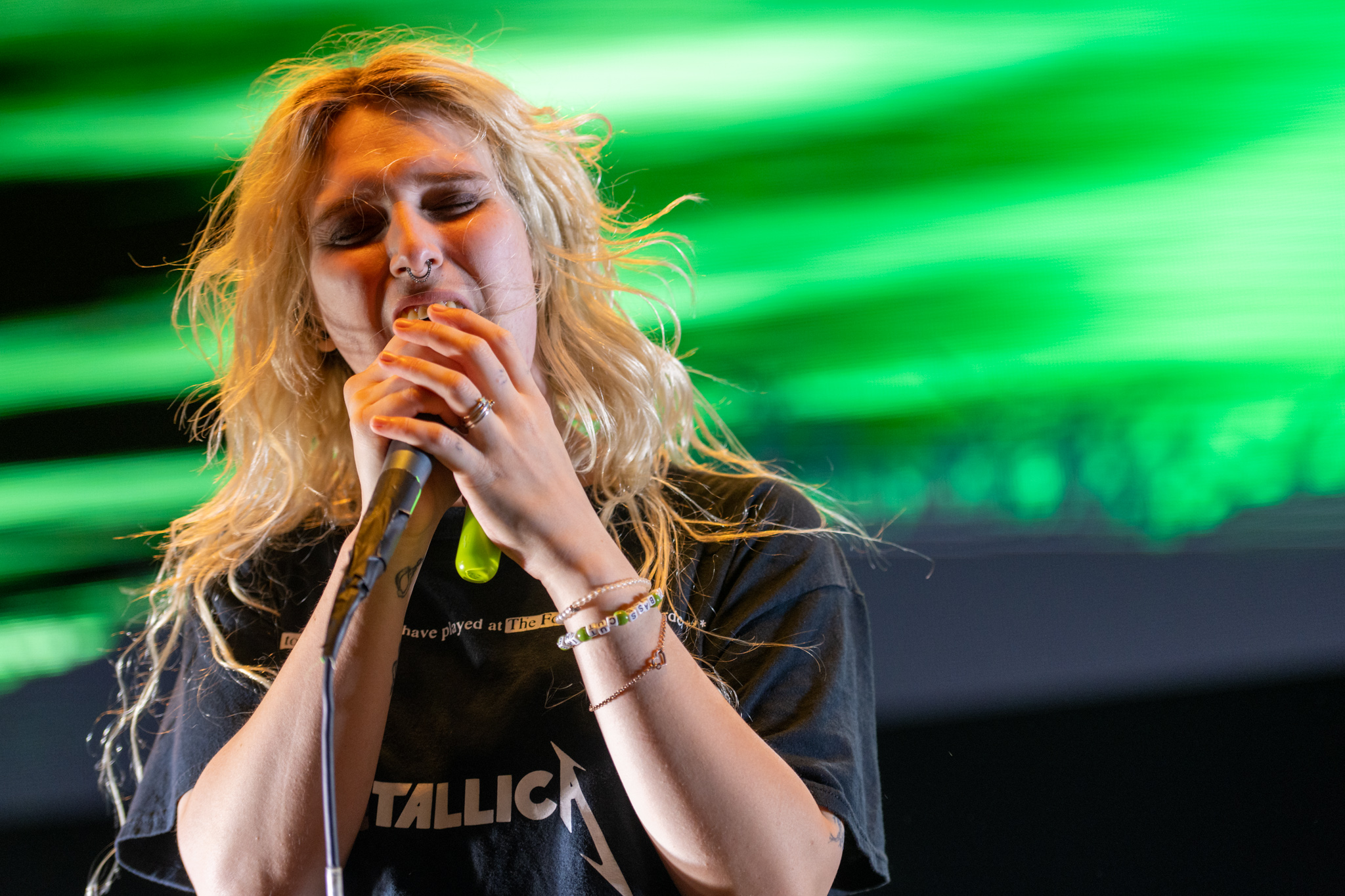
لورا لس
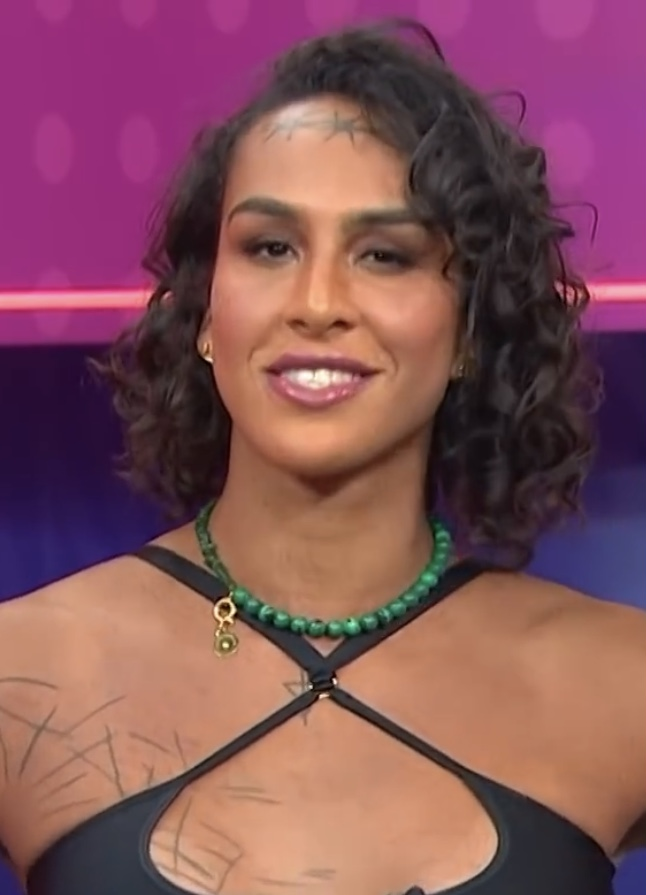
لین دا کبرادا
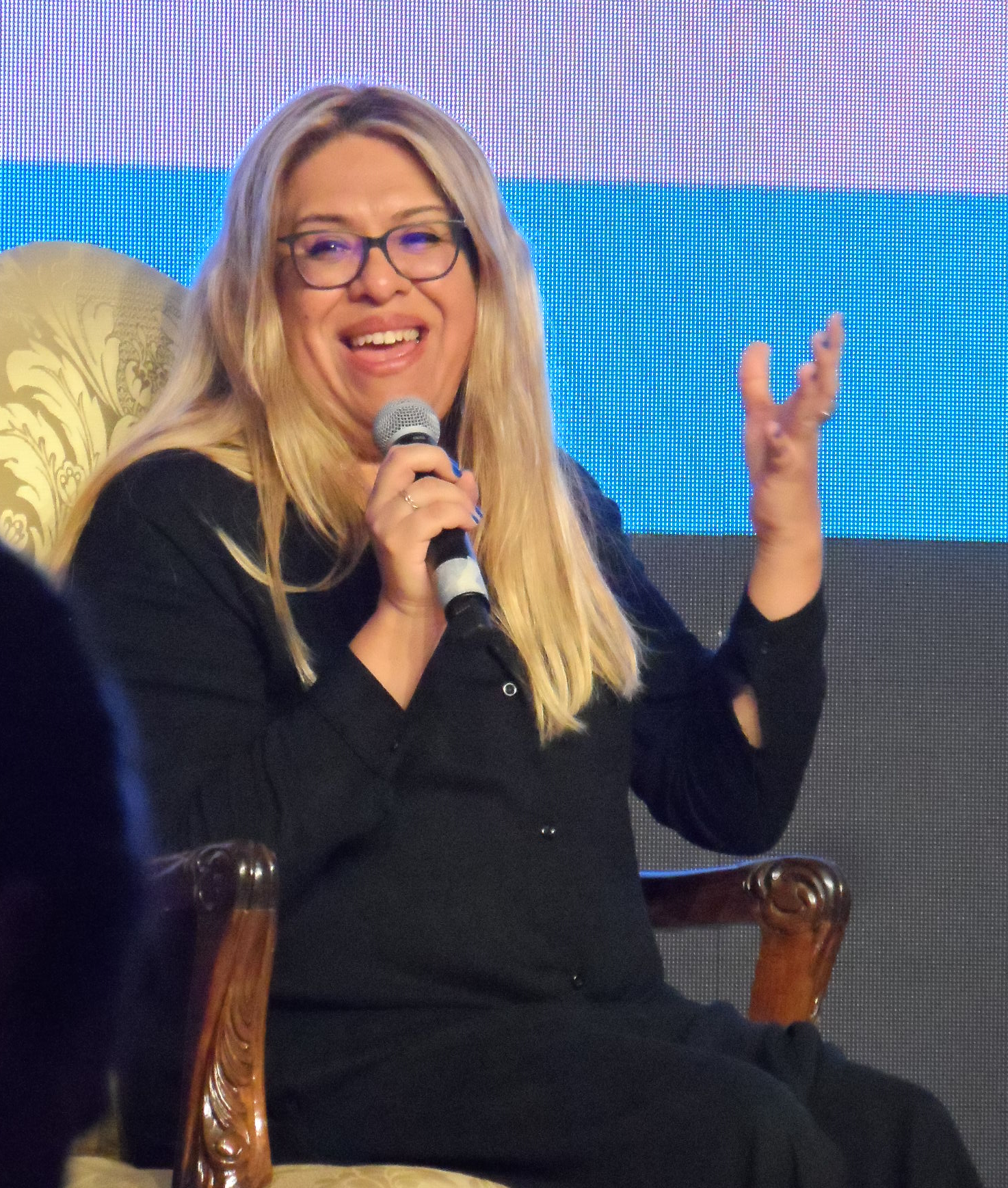
آلبا روئدا
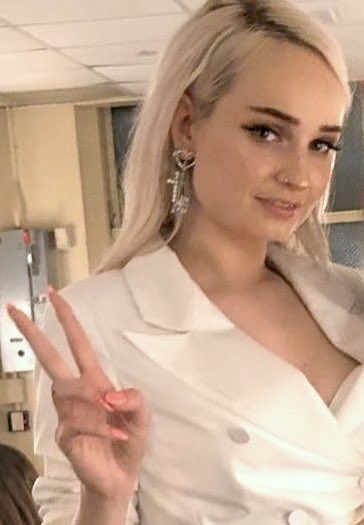
کیم پتراس
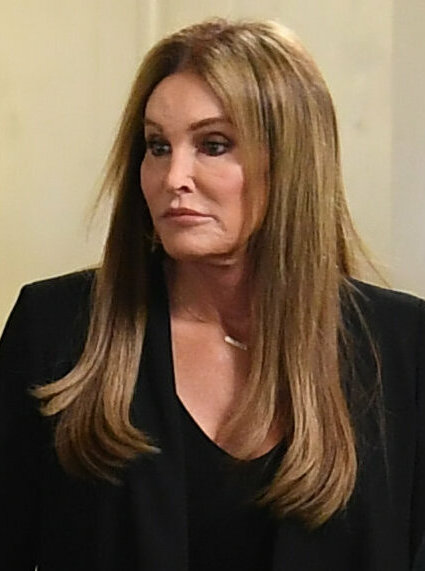
کیتلین جنر
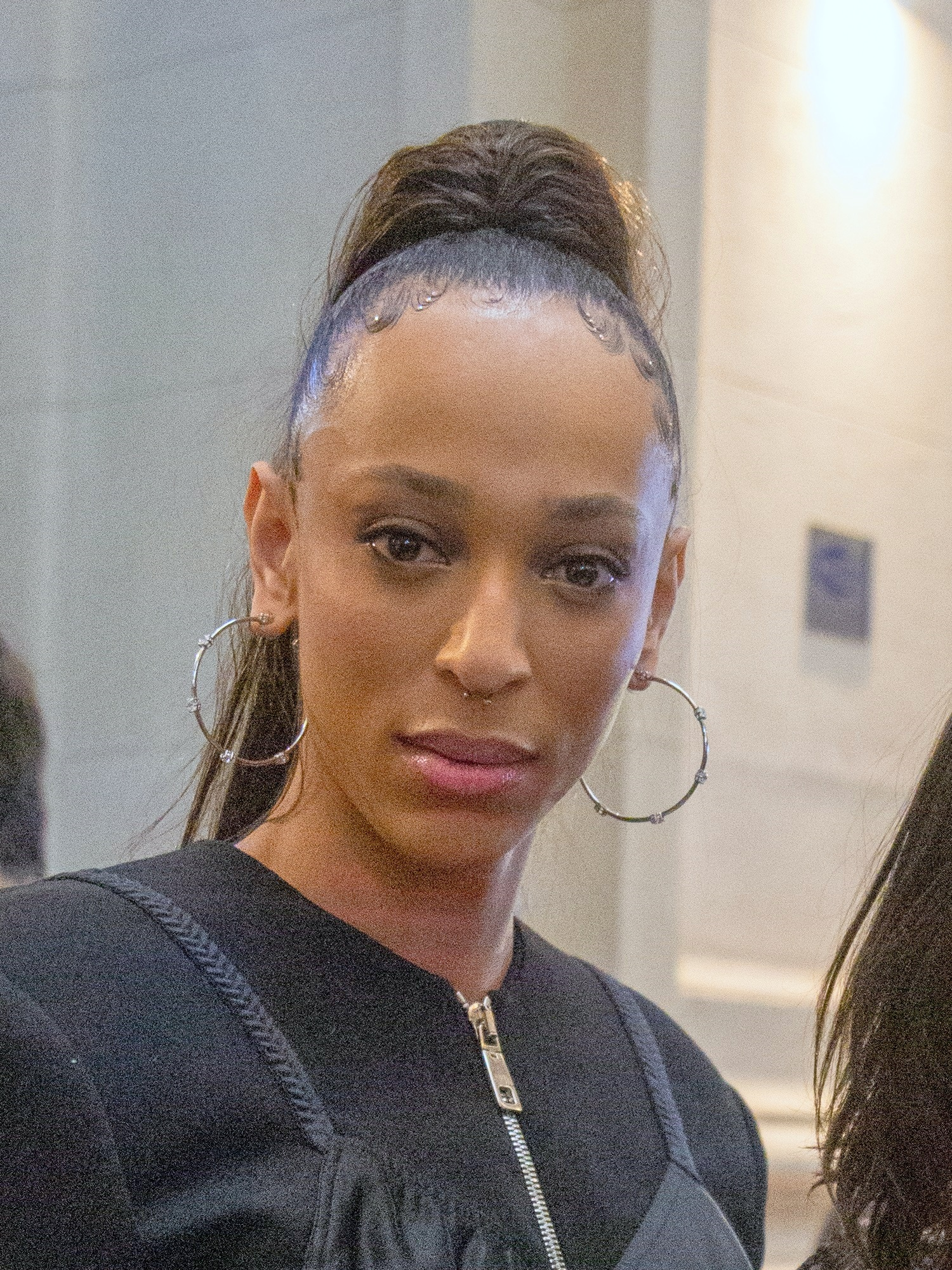
اریکا هیلتون
ربکا لاودی
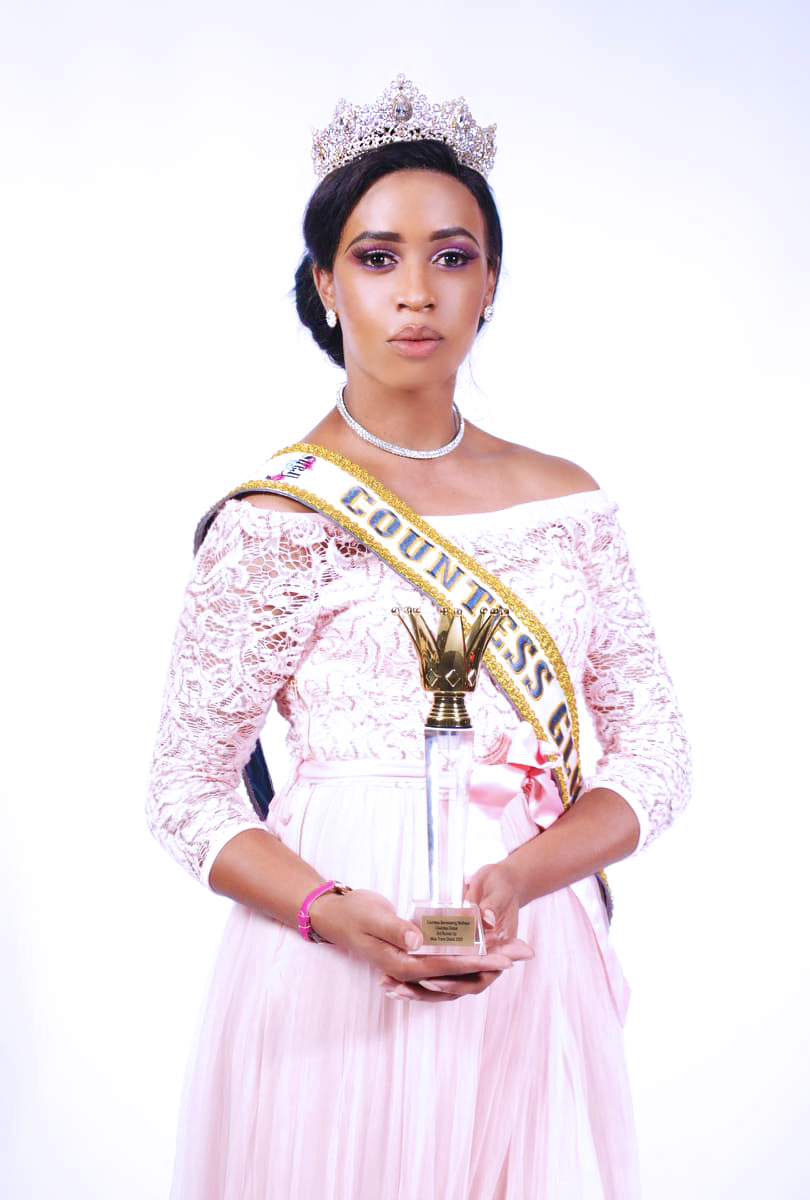
سماکالنگ موتاپو
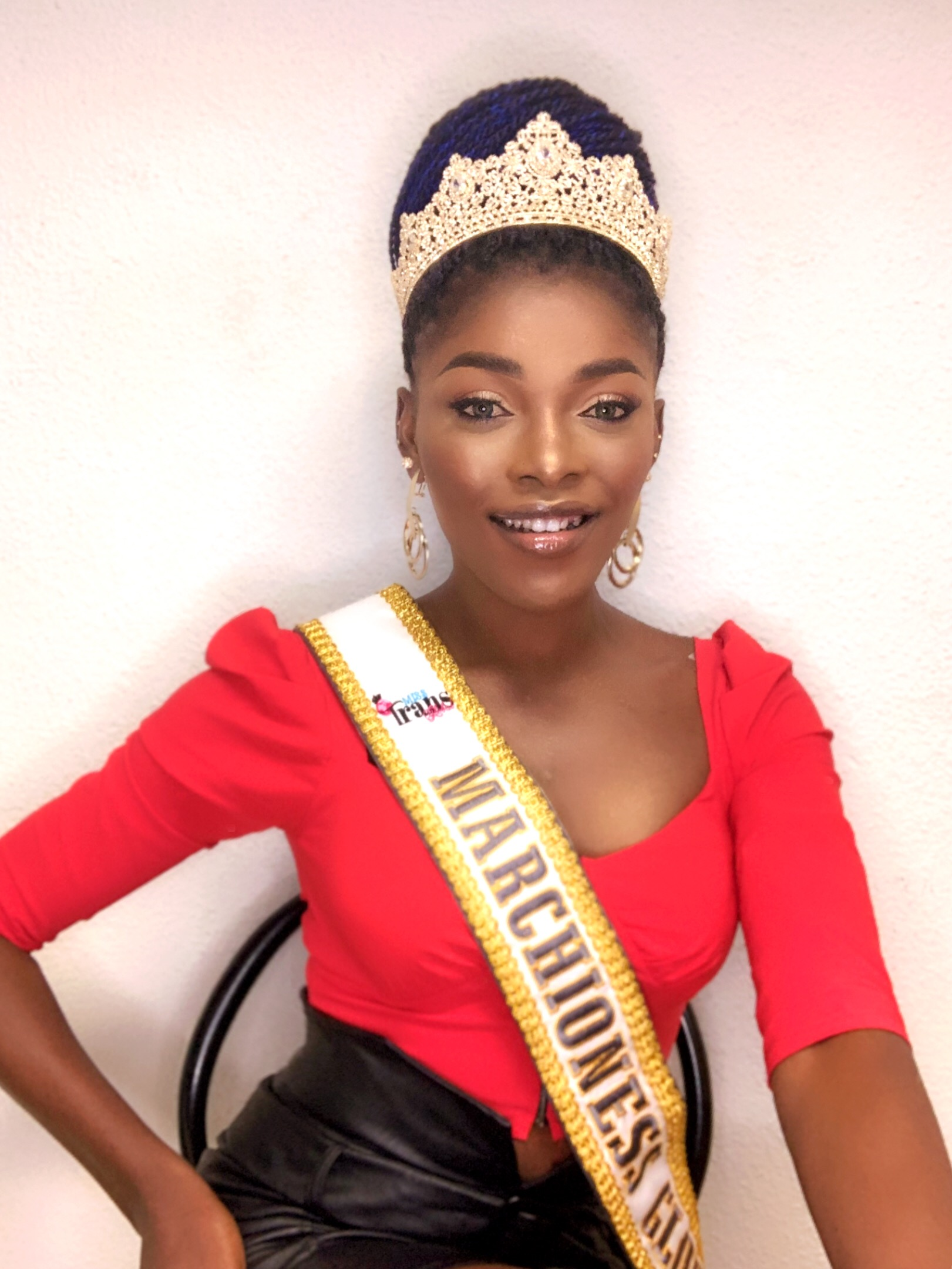
وسو گلدن
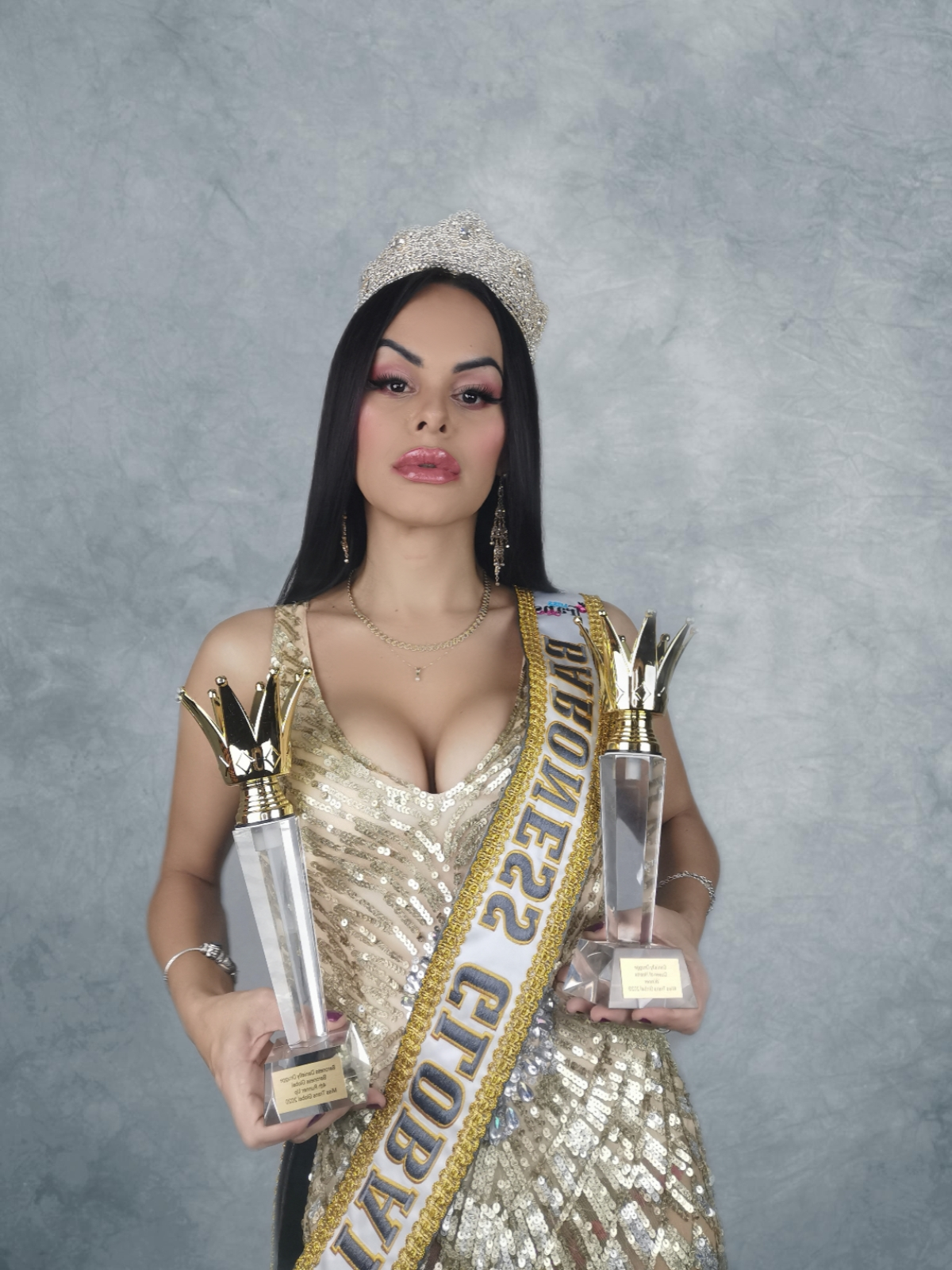
دنیلی دارو
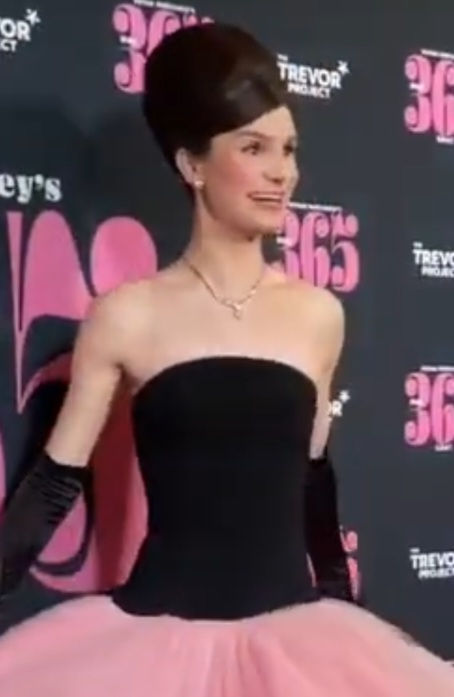
دیلن مولوینی
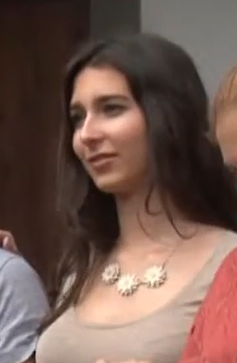
لولا رودریگز
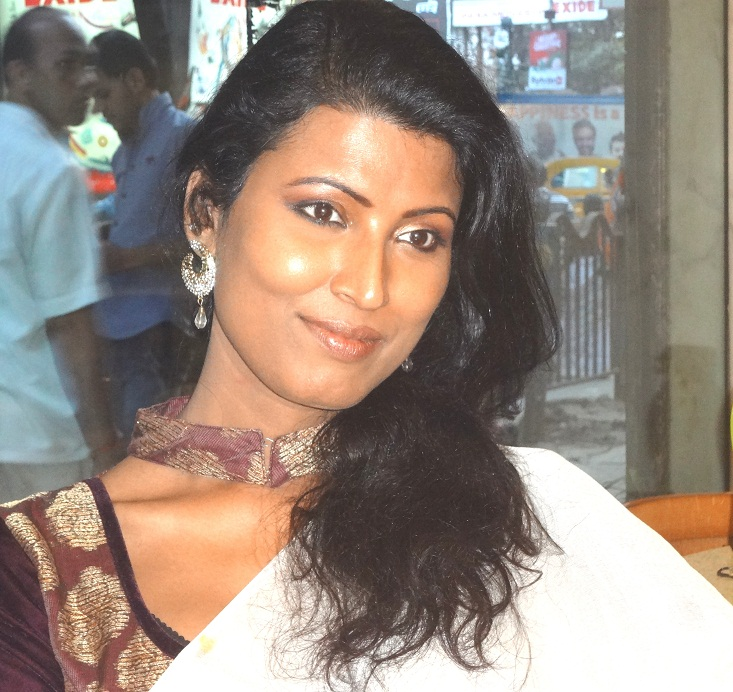
تیستا داس
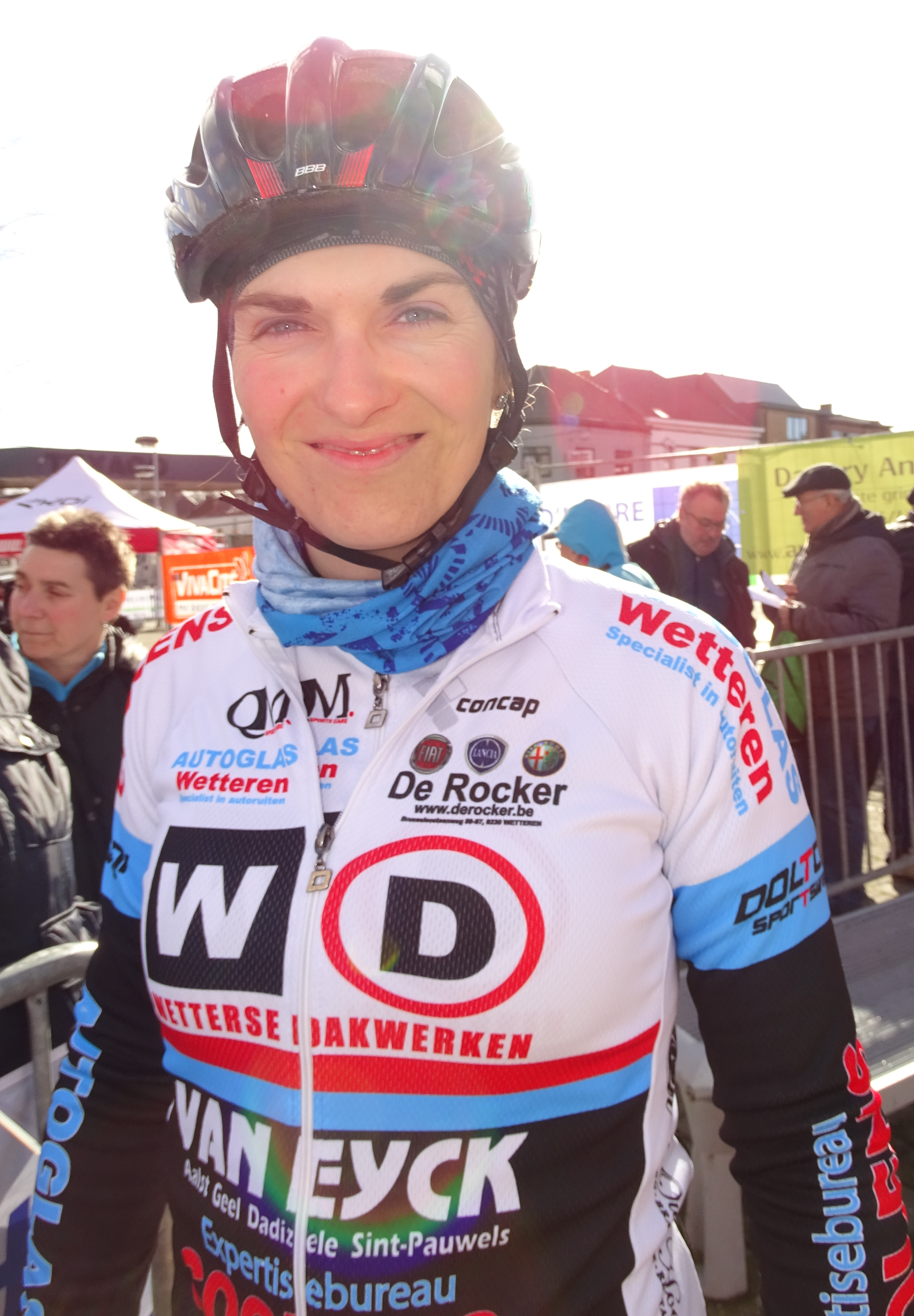
فمکه ورستیچلن
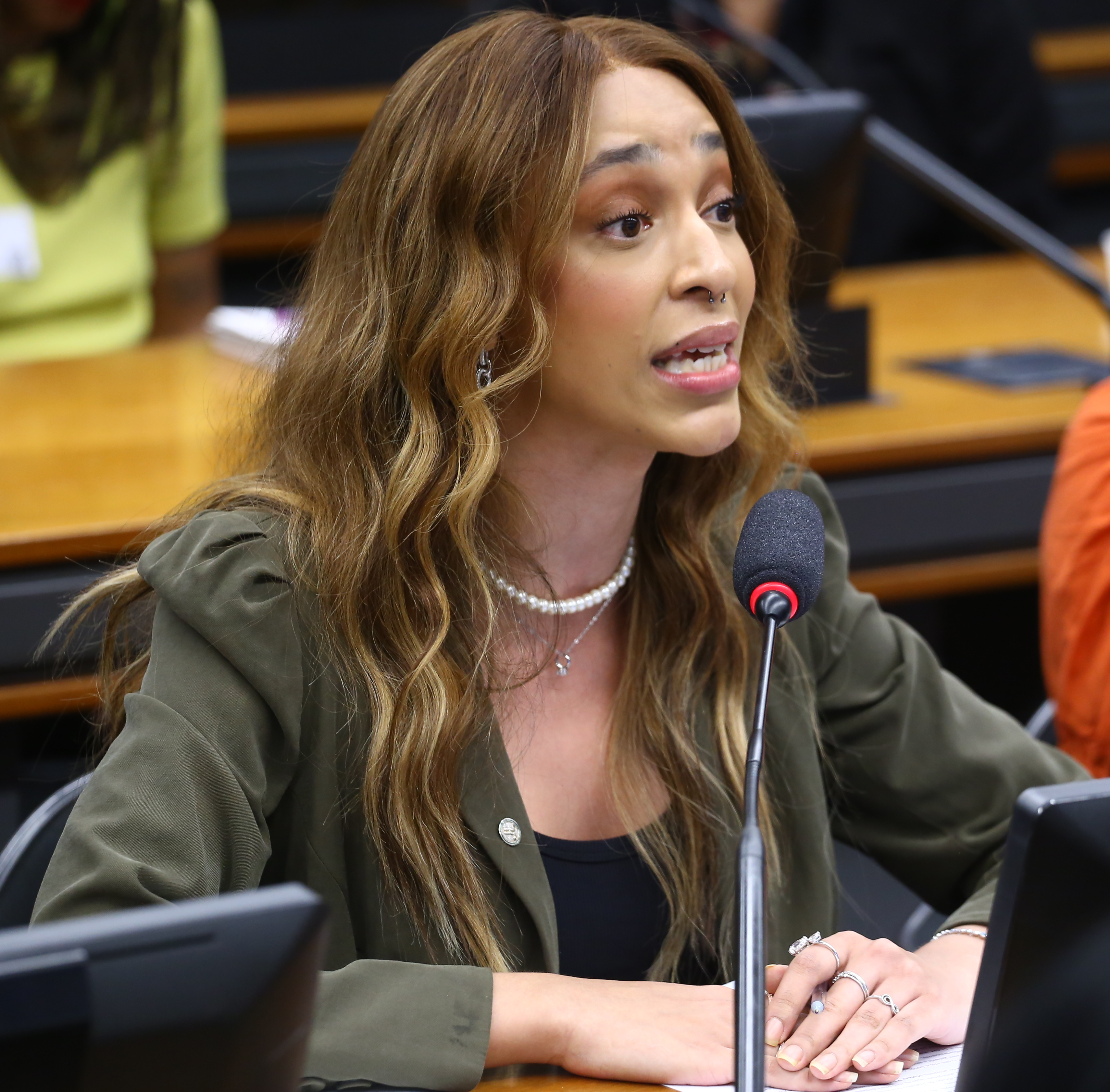
اریکا هیلتون
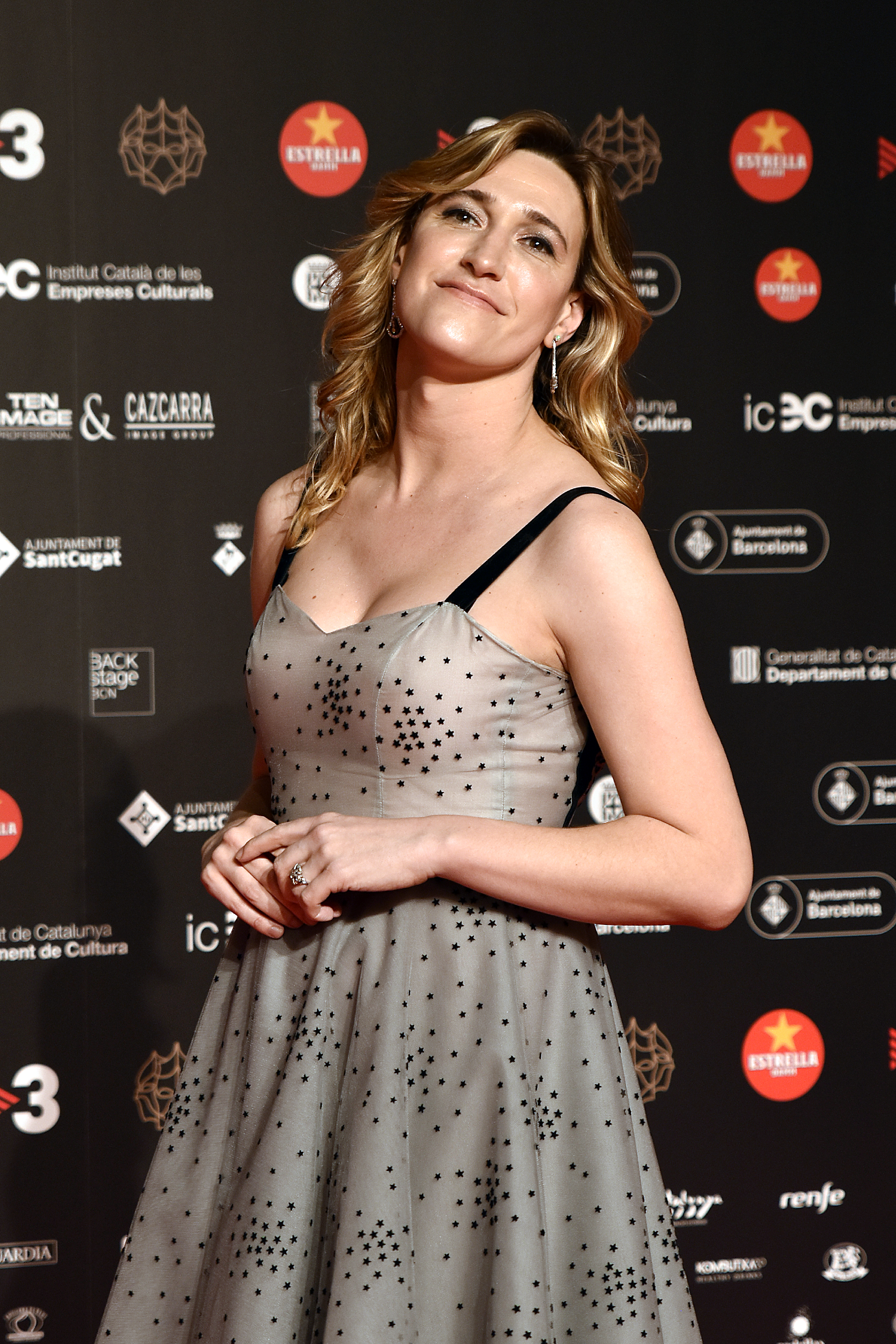
آبریل زامورا
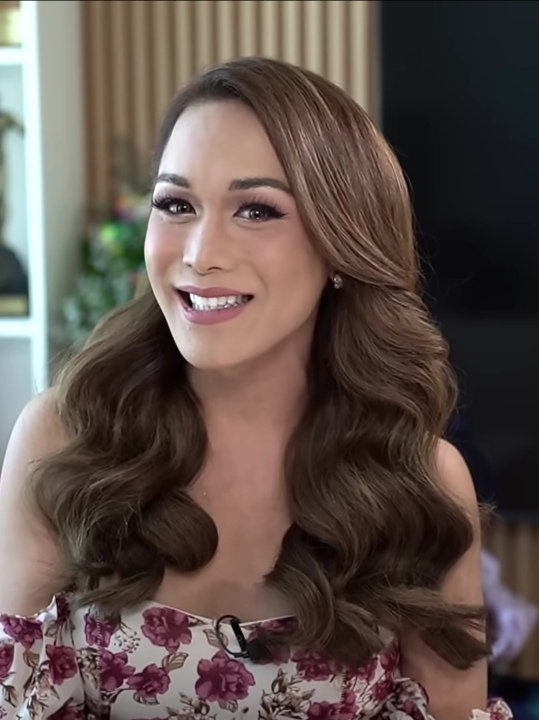
کالادکارن
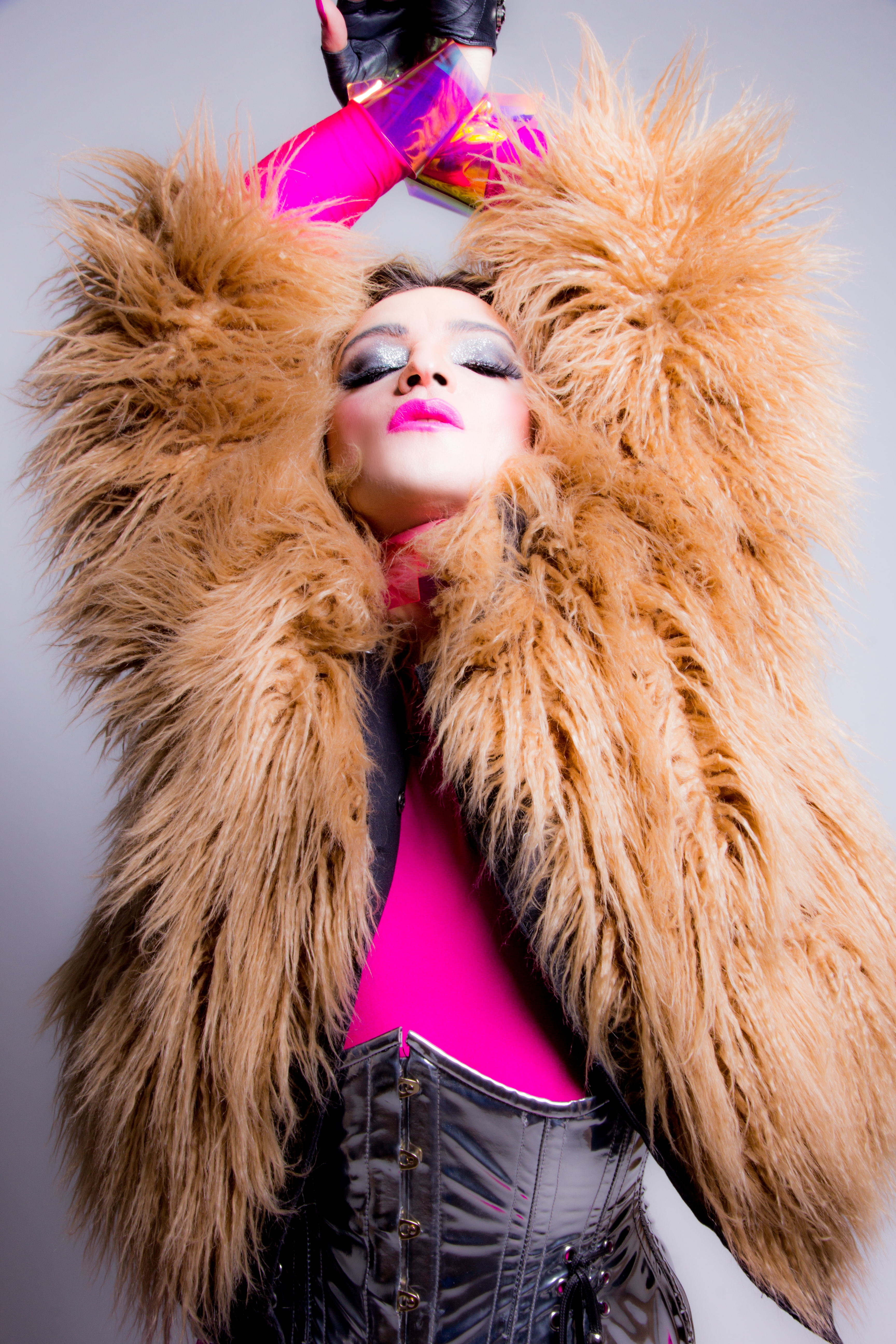
اسکارلت لا کوئین
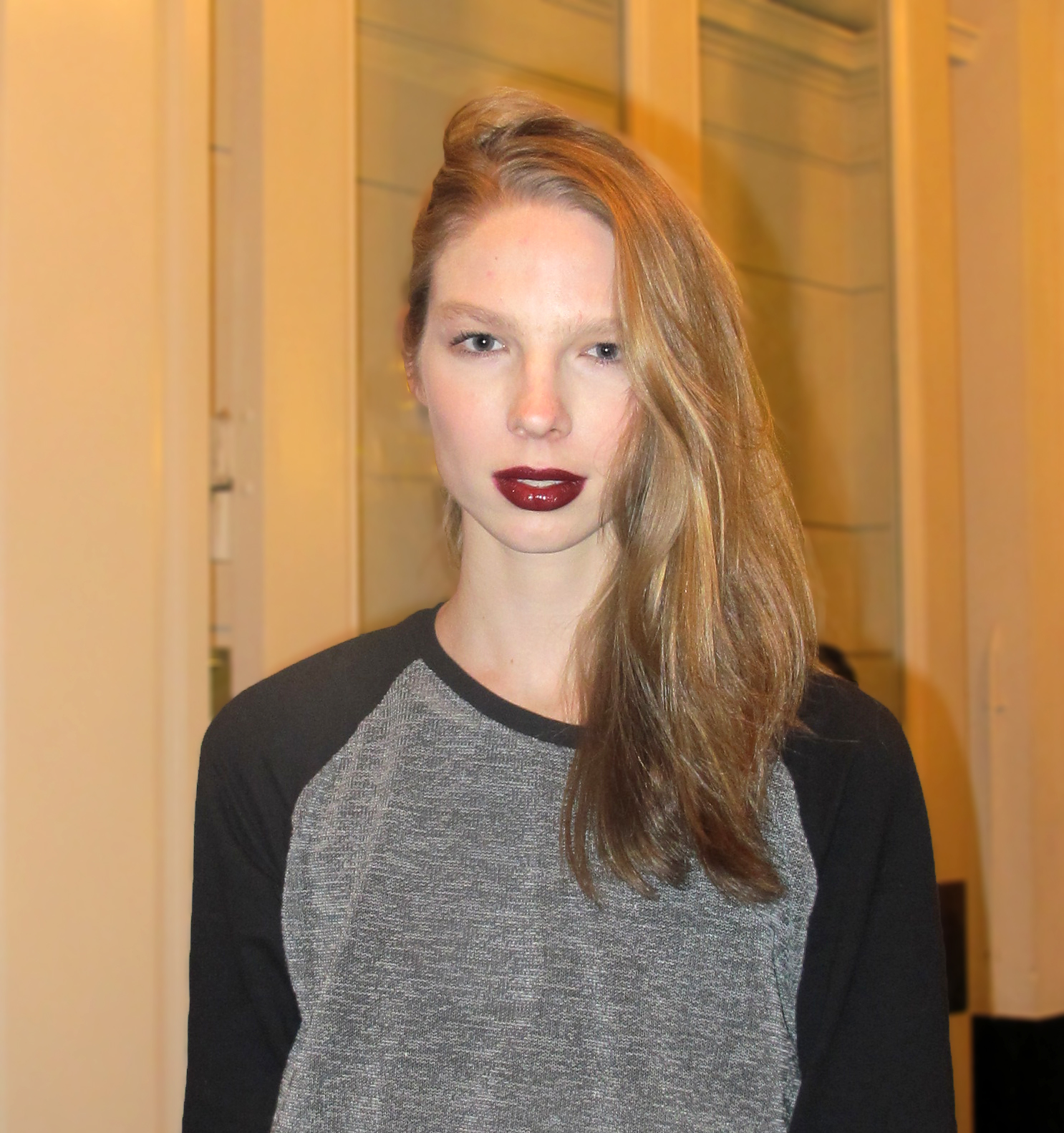
ولنتاین د هینگ
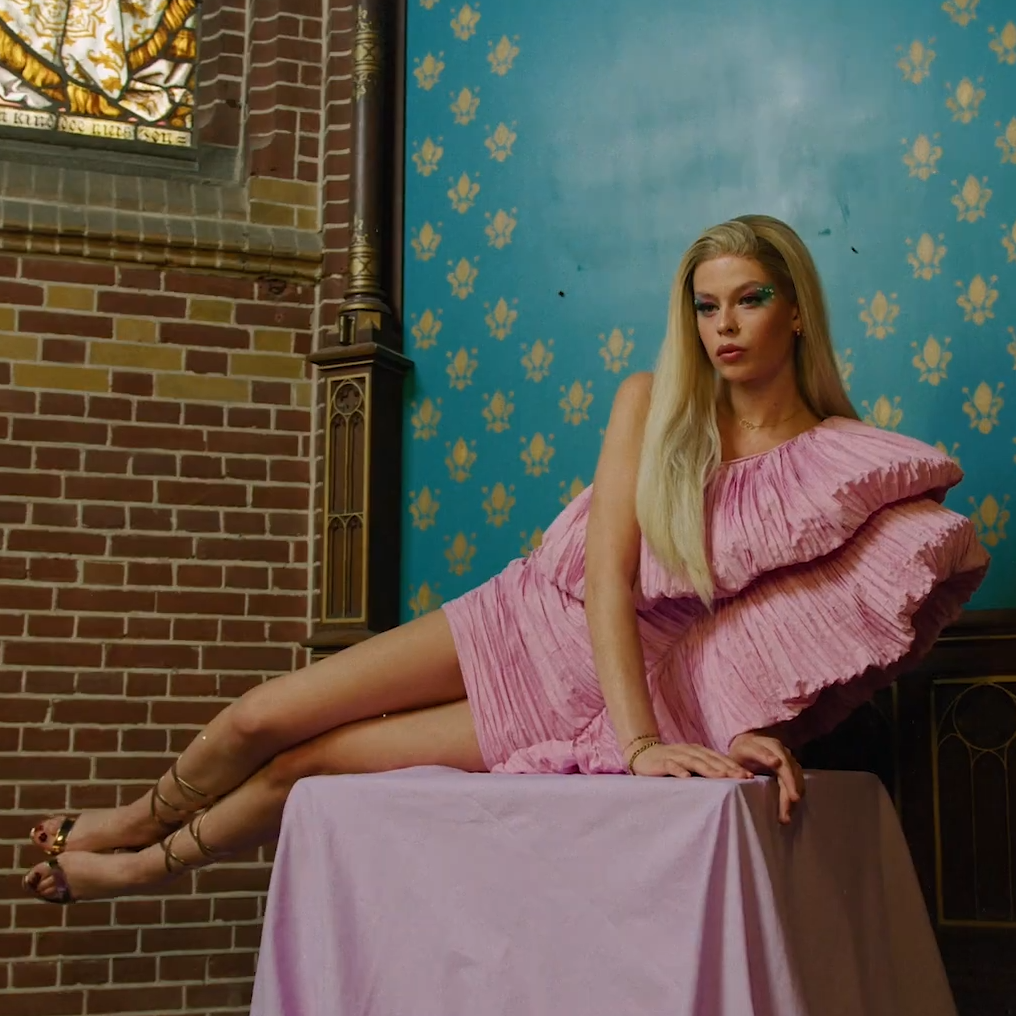
ریکی کوله
لینا اکسلسون کیلبلوم
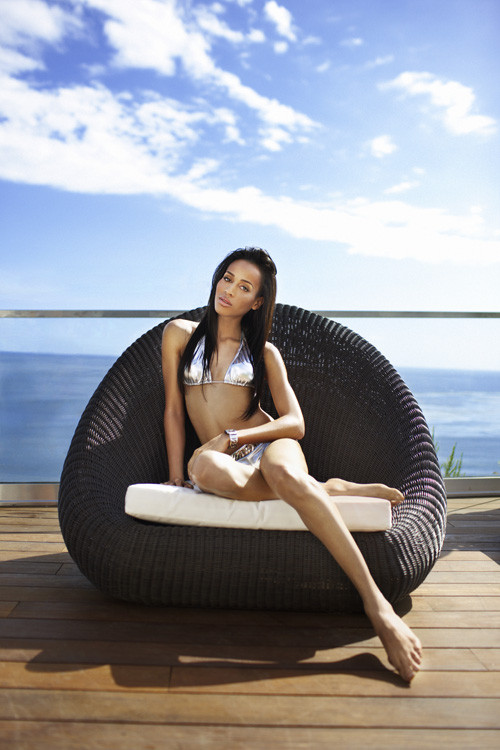
برایانا تیتون
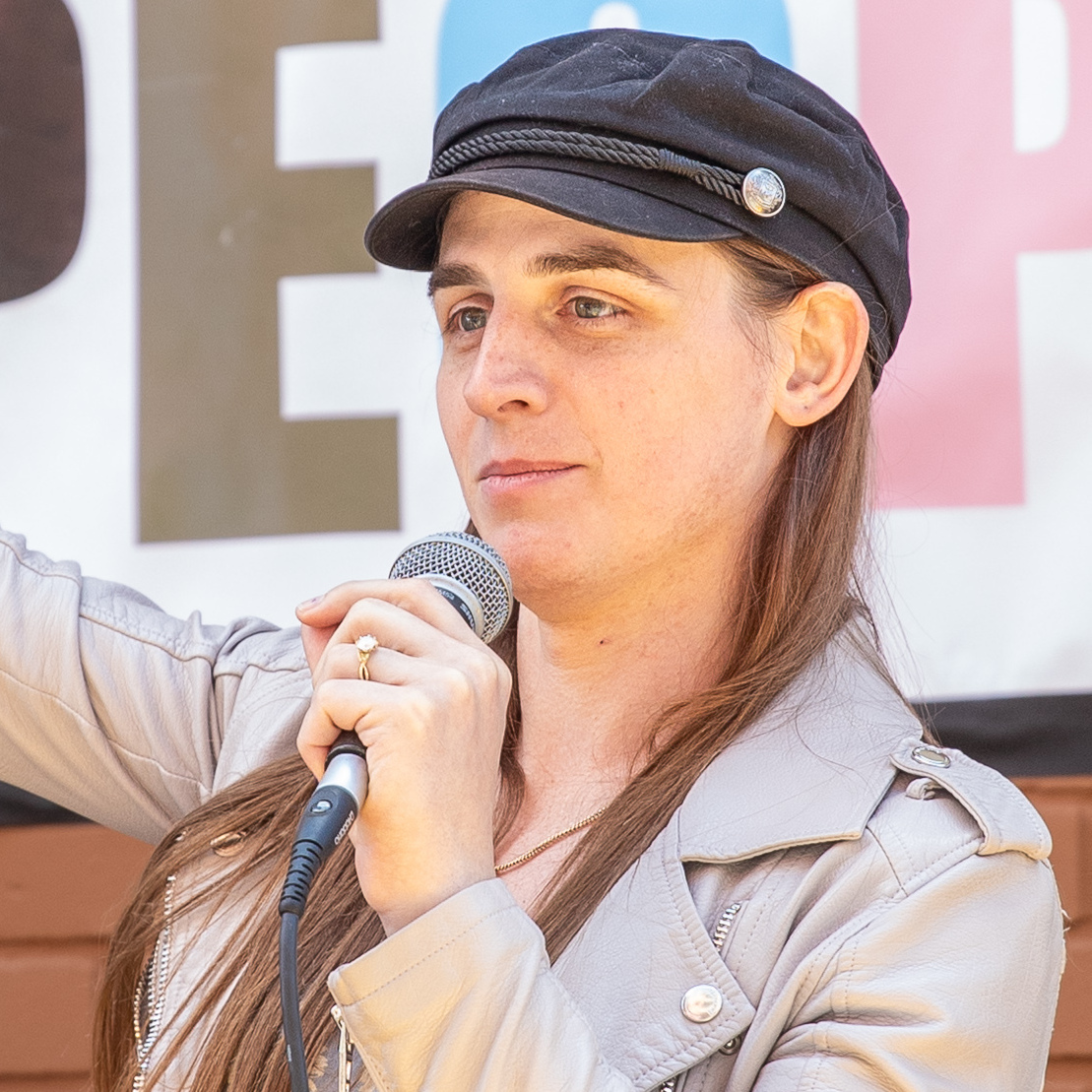
زوئی زفیر
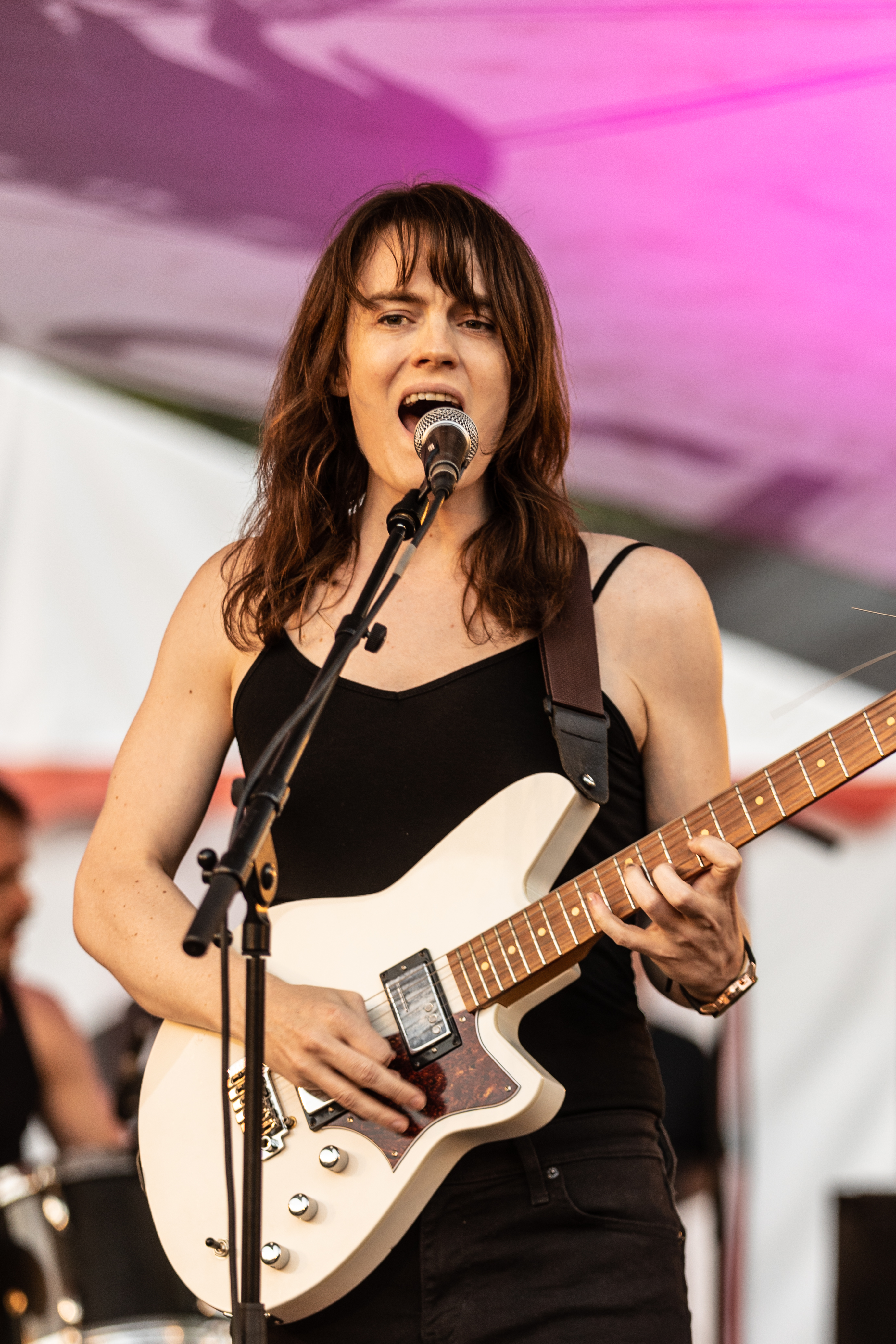
هیلا هانت-هندریکس
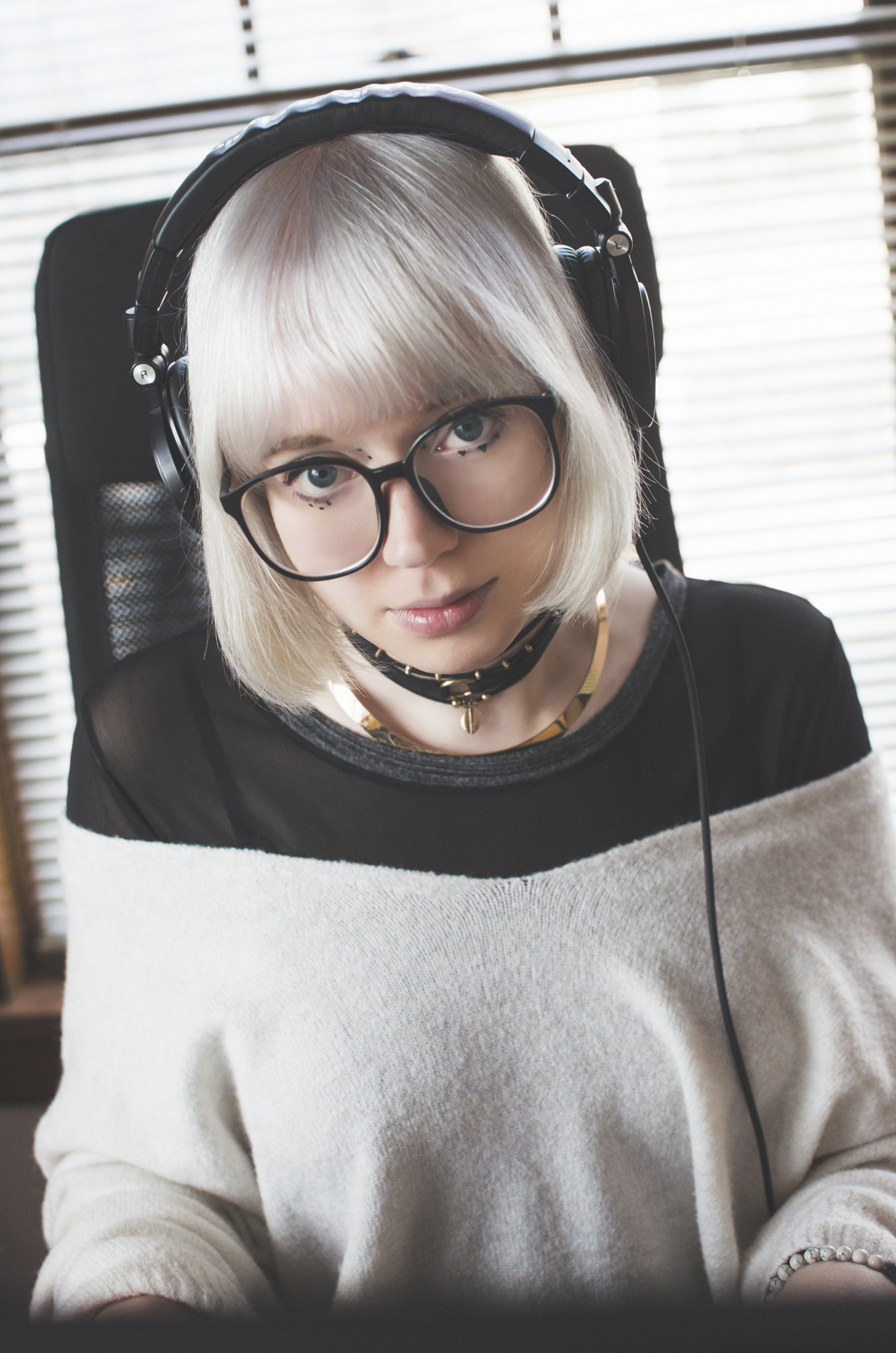
لینا رین
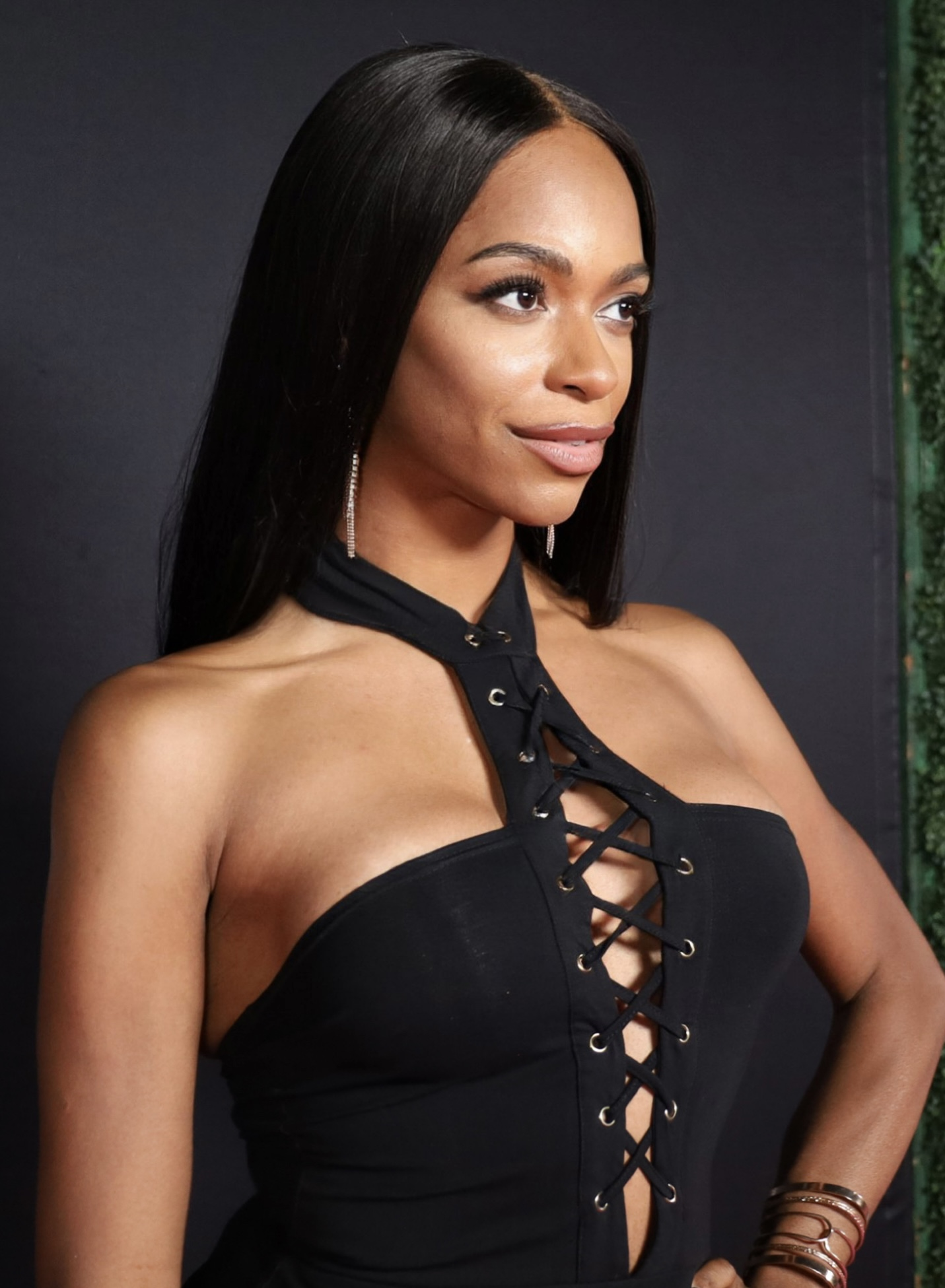
الکساندرا گری
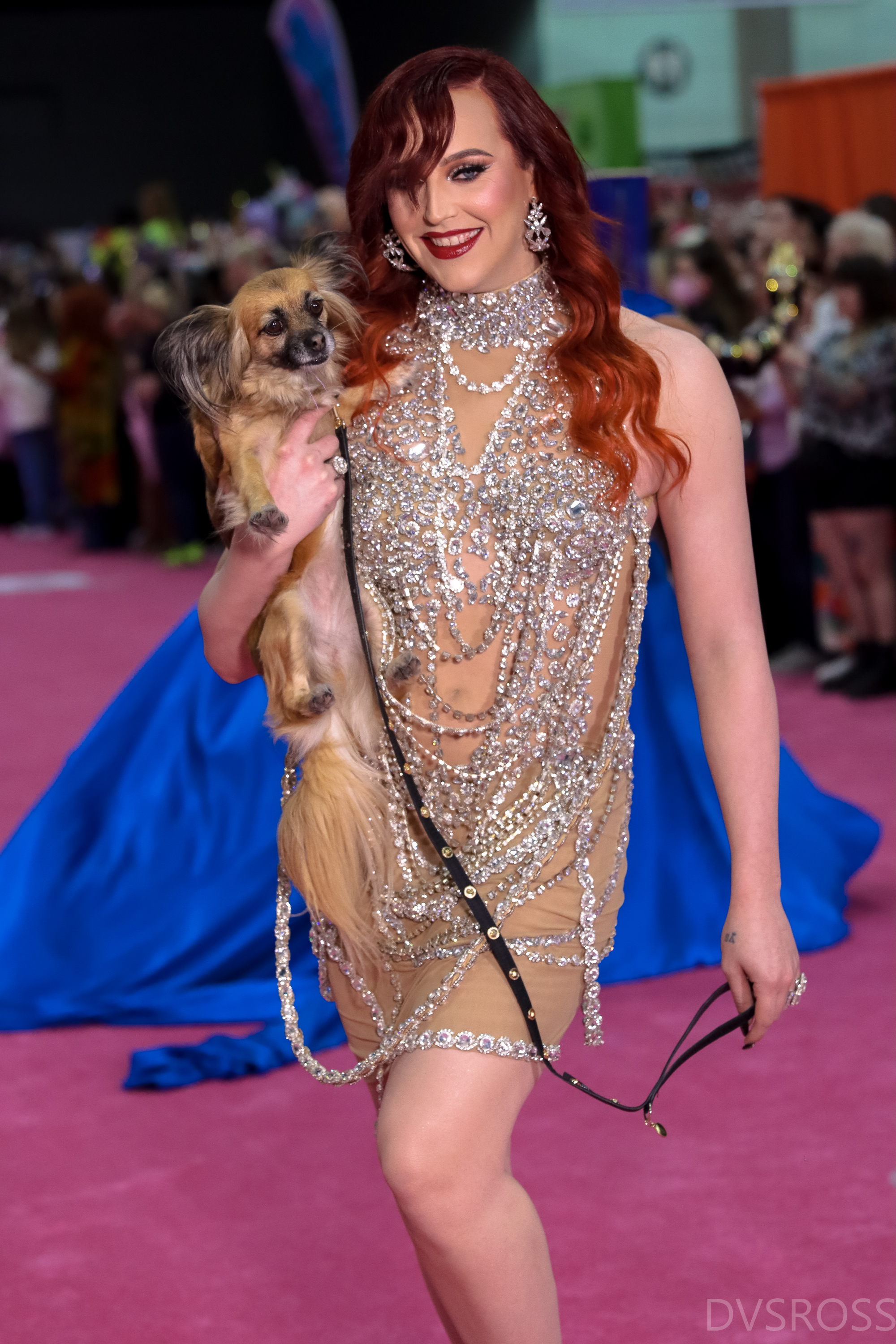
لاگانجا استرانجا
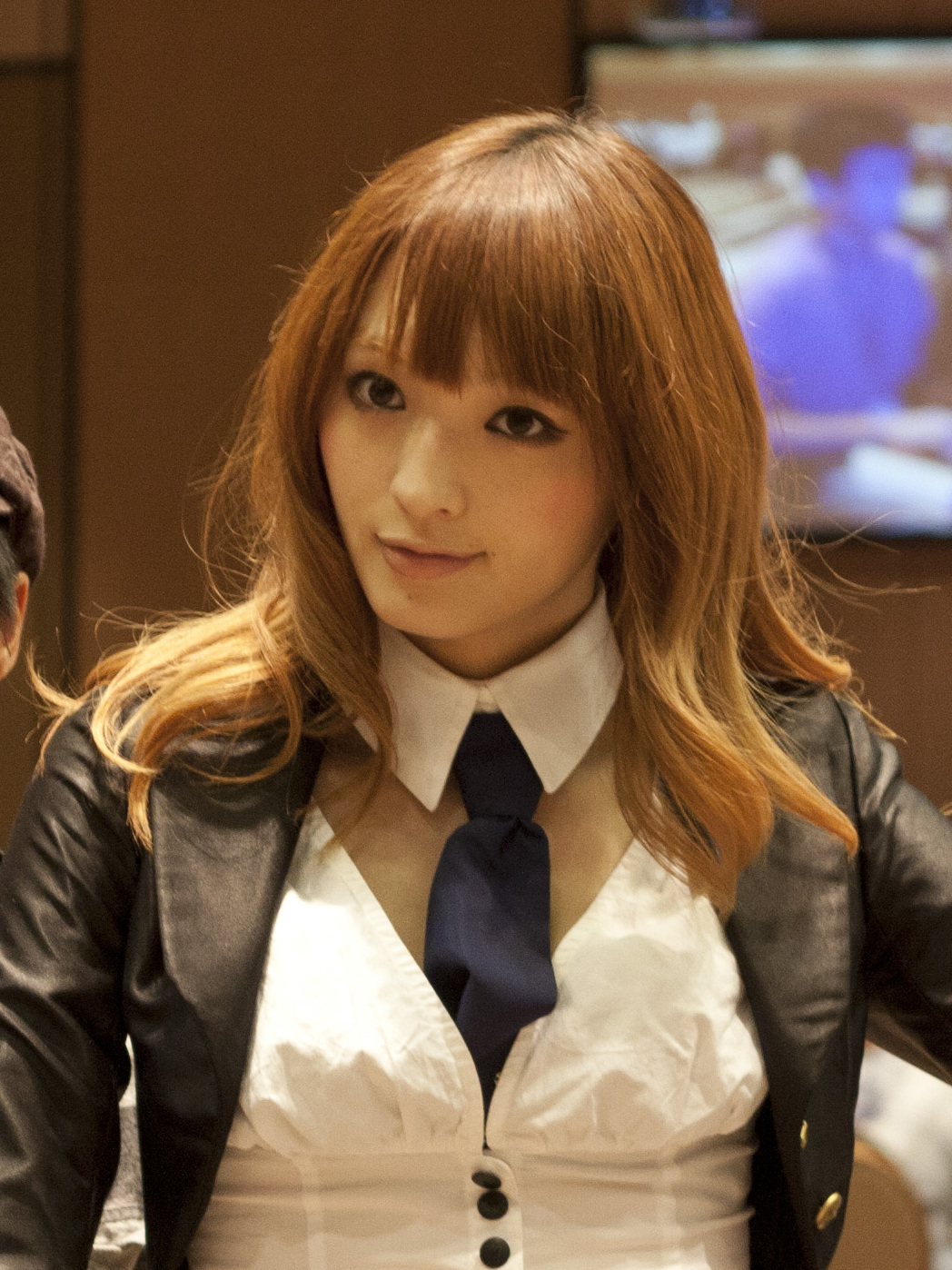
کایو ساتو
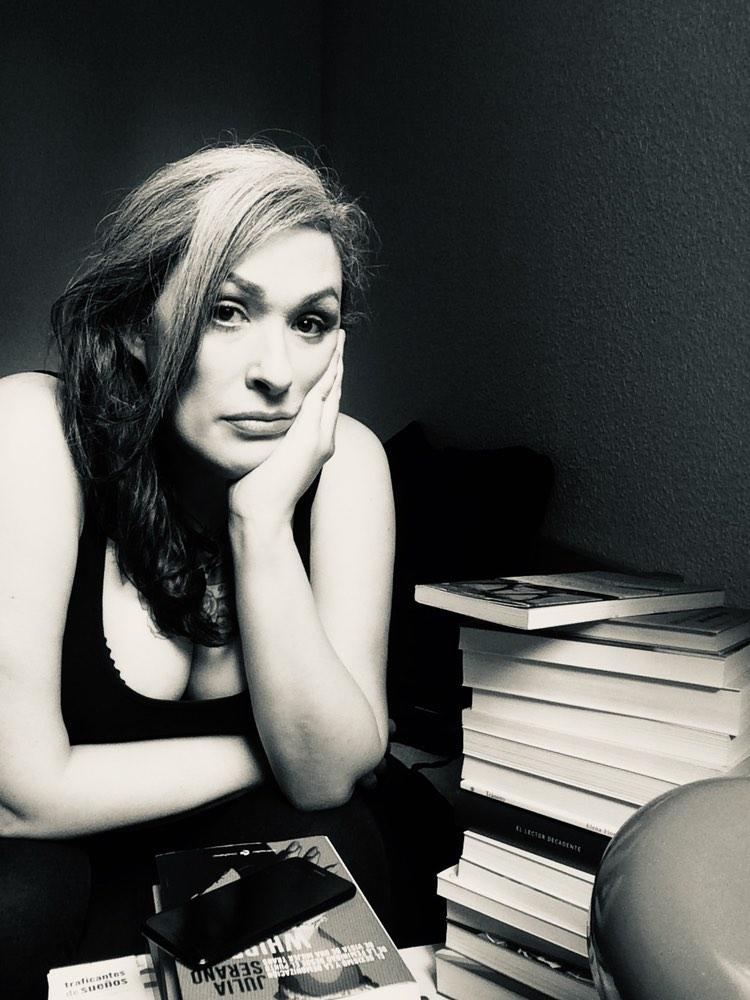
روبرتا ماررو
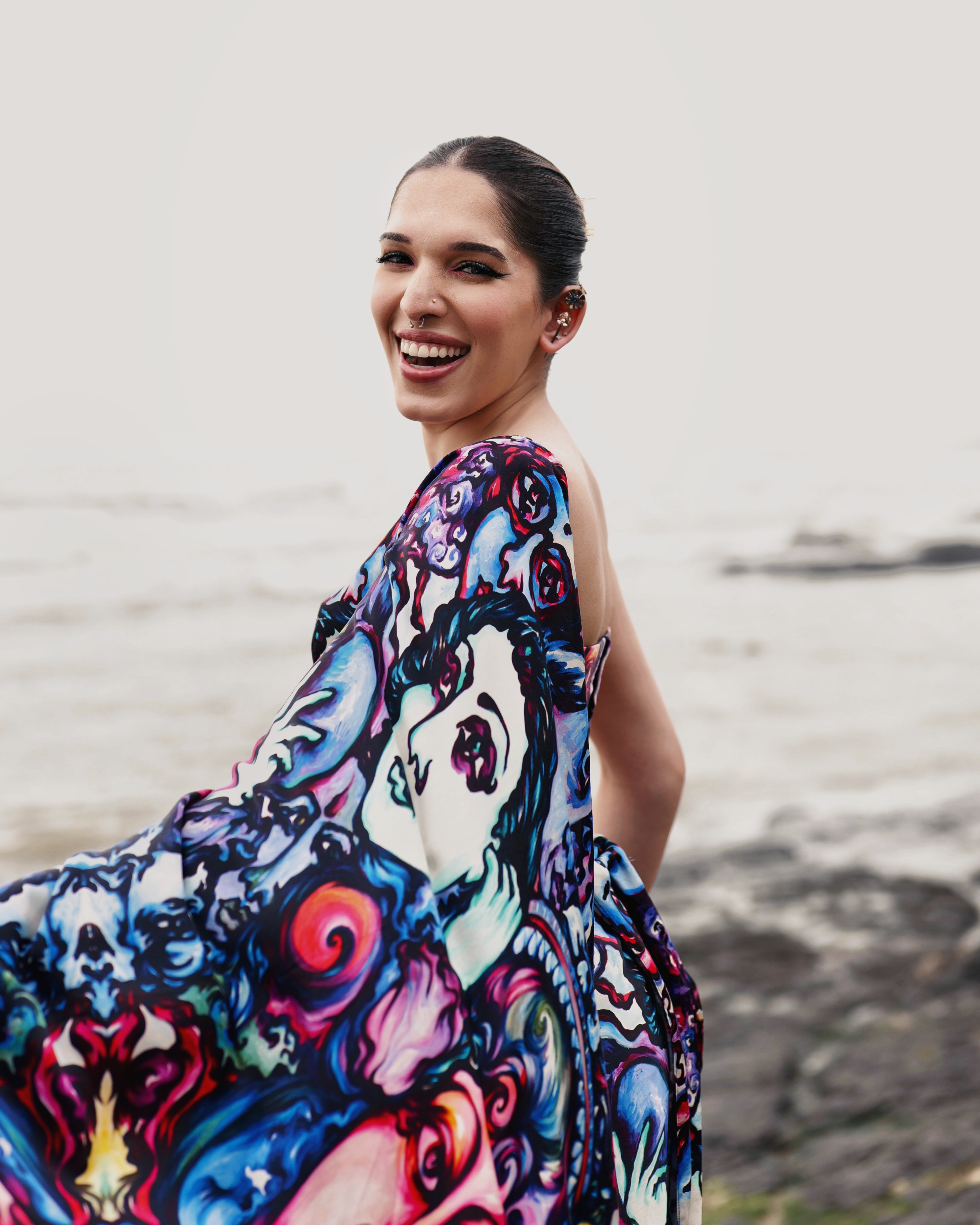
ترینترا هالدار گومارجو
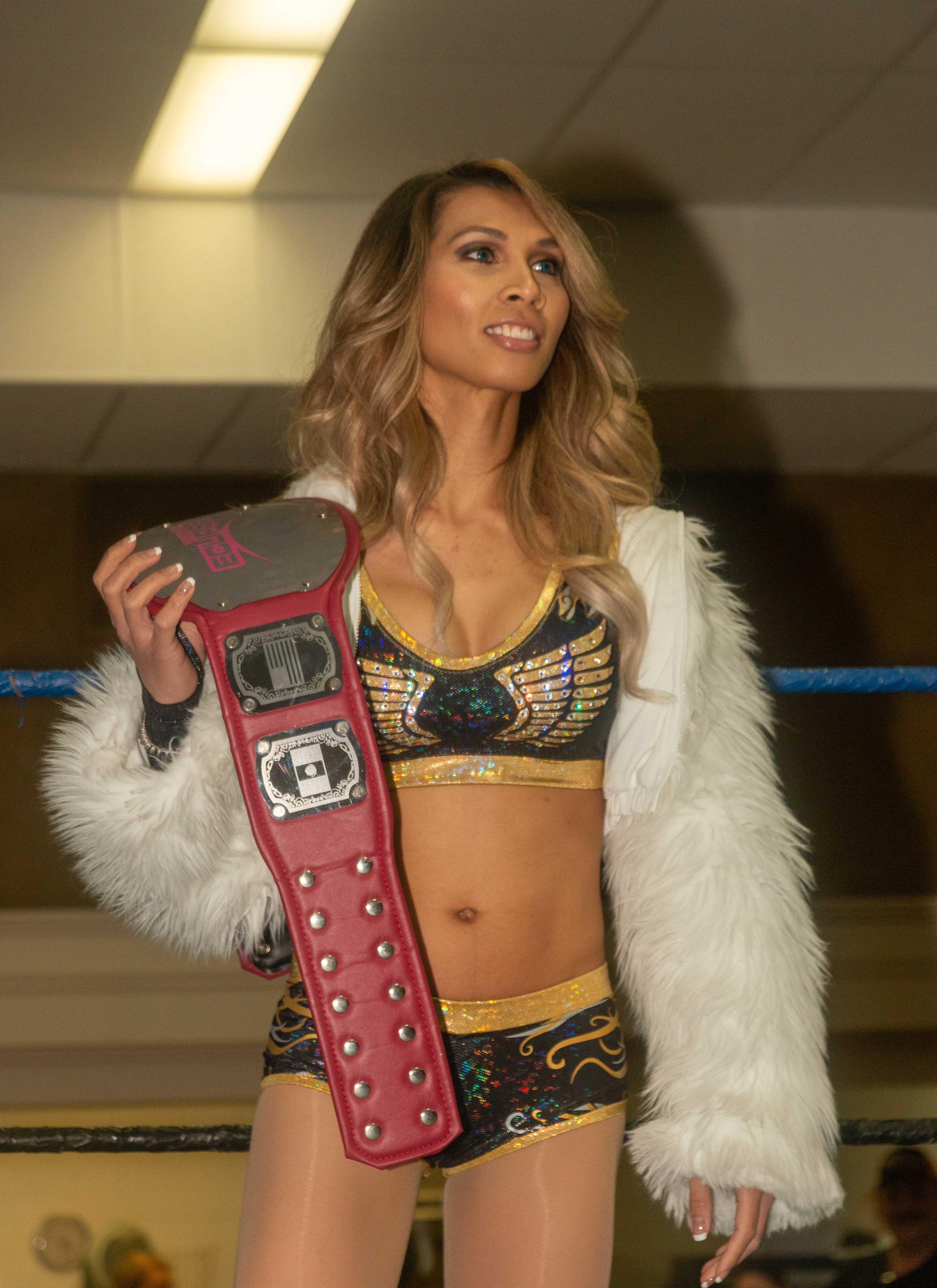
جیزل شاو
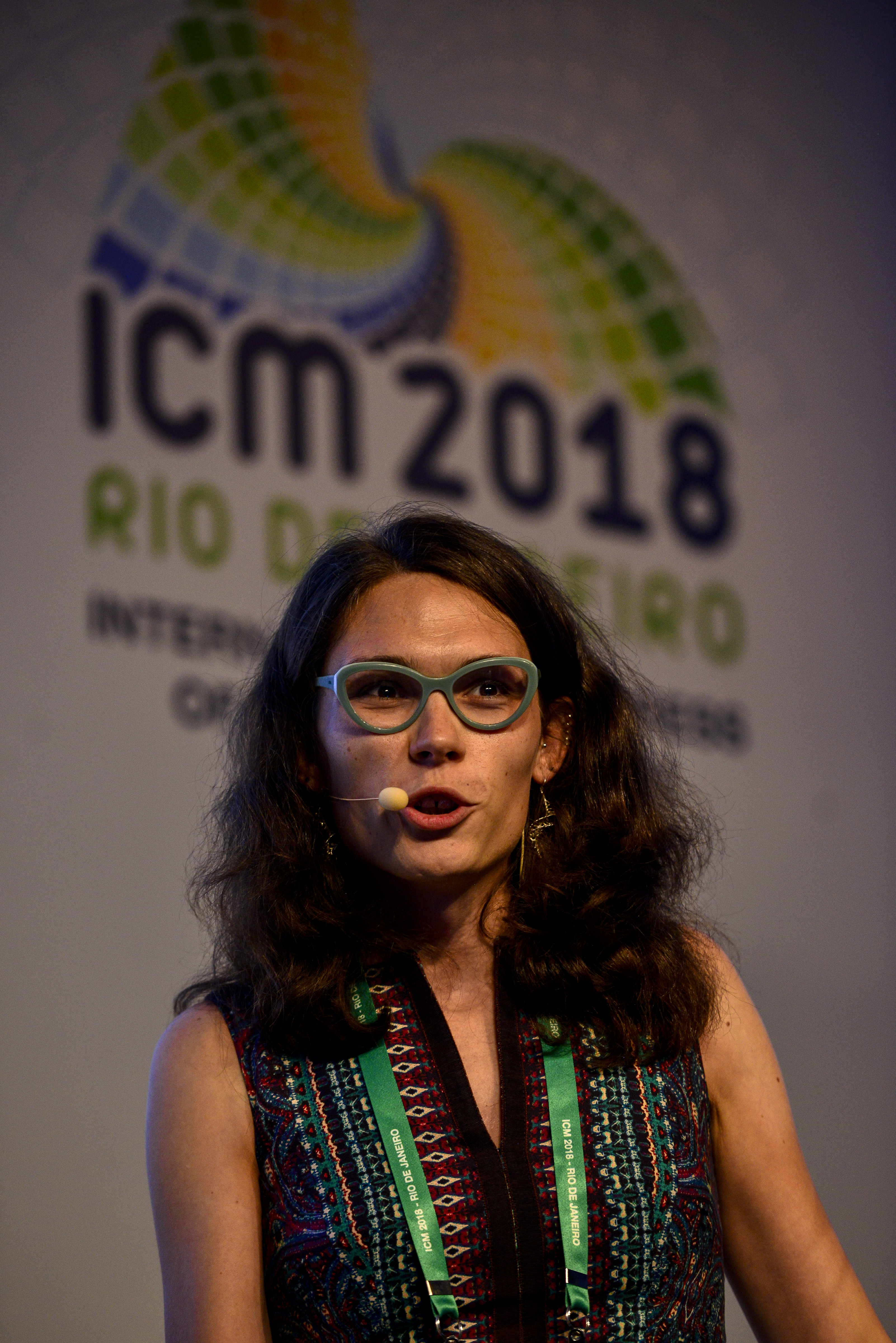
امی مورفی
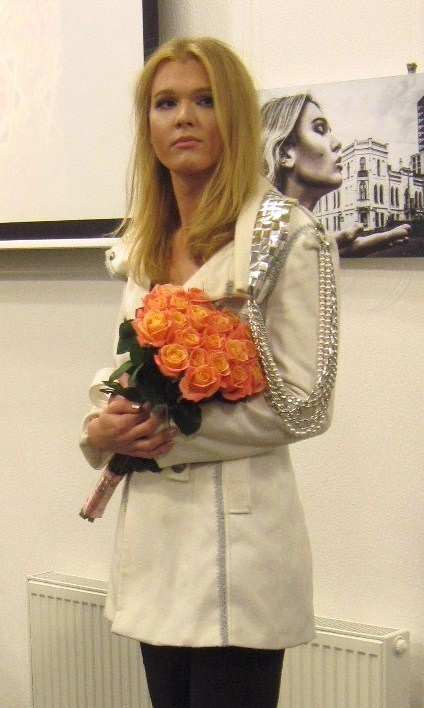
زی فاملو
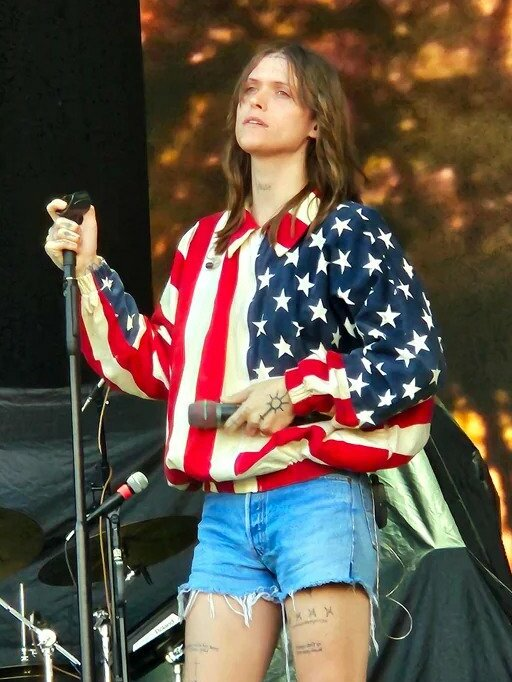
اتل کین
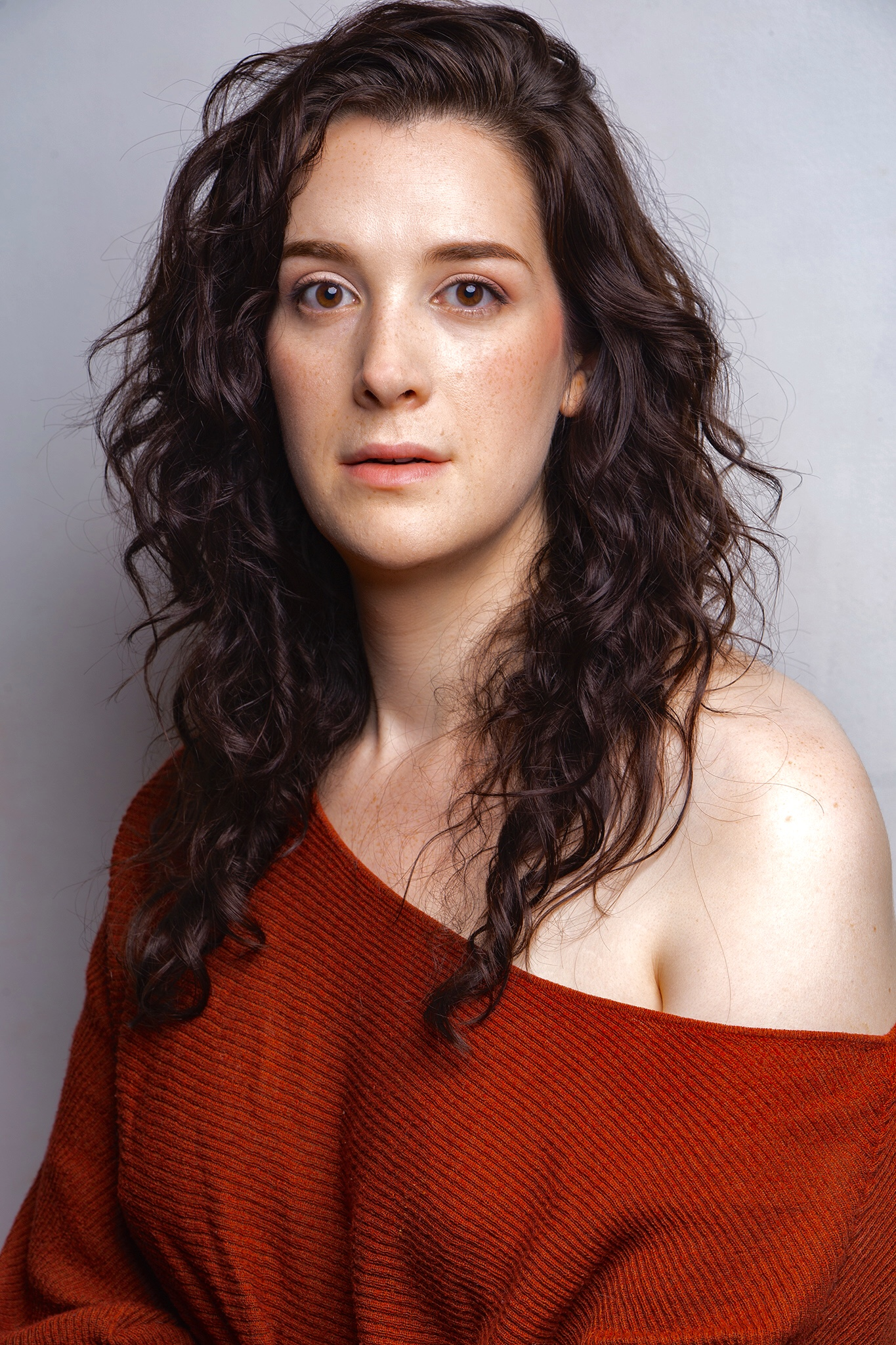
دینا آلیا لوینسون
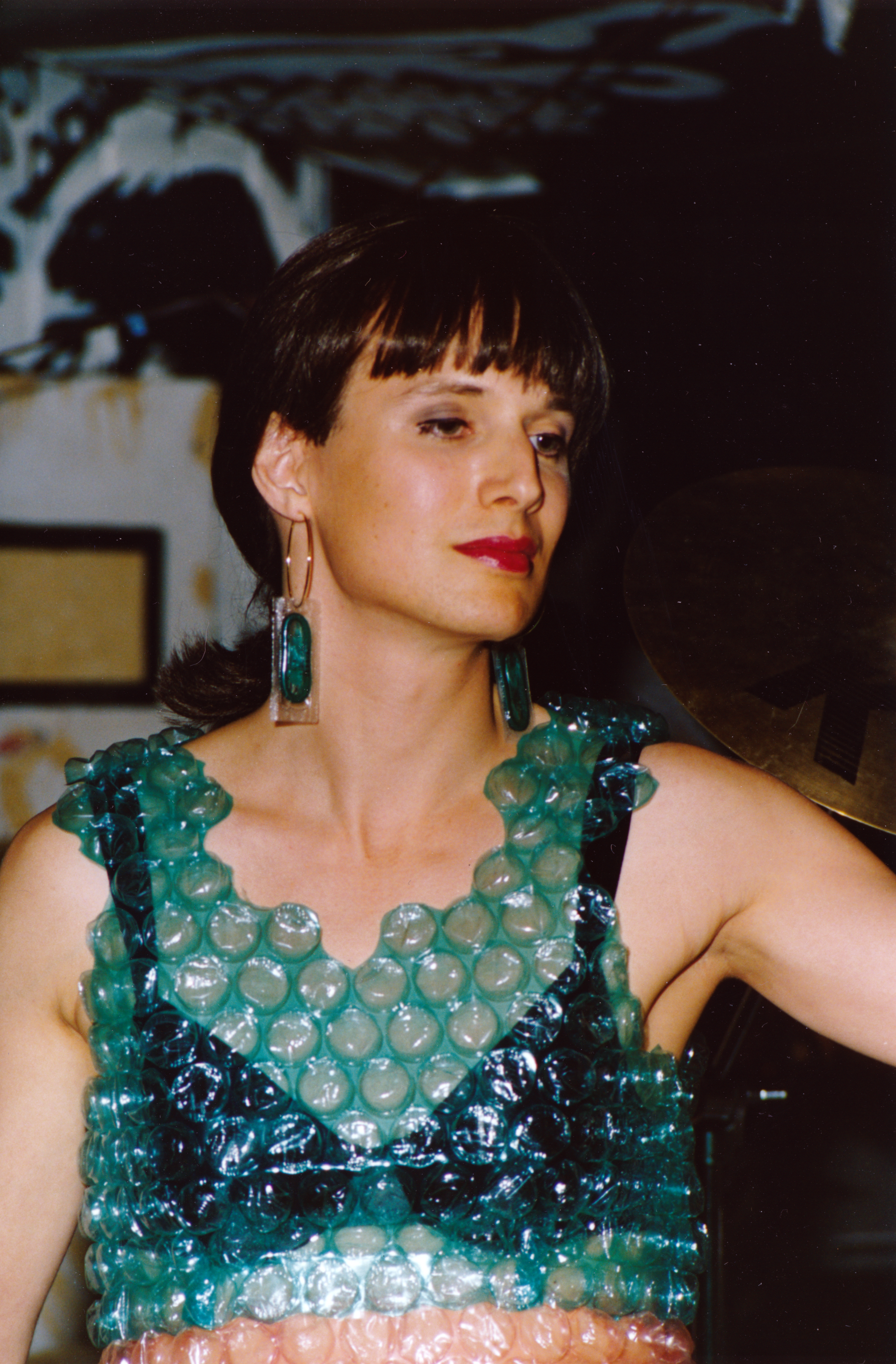
کریس کوردا
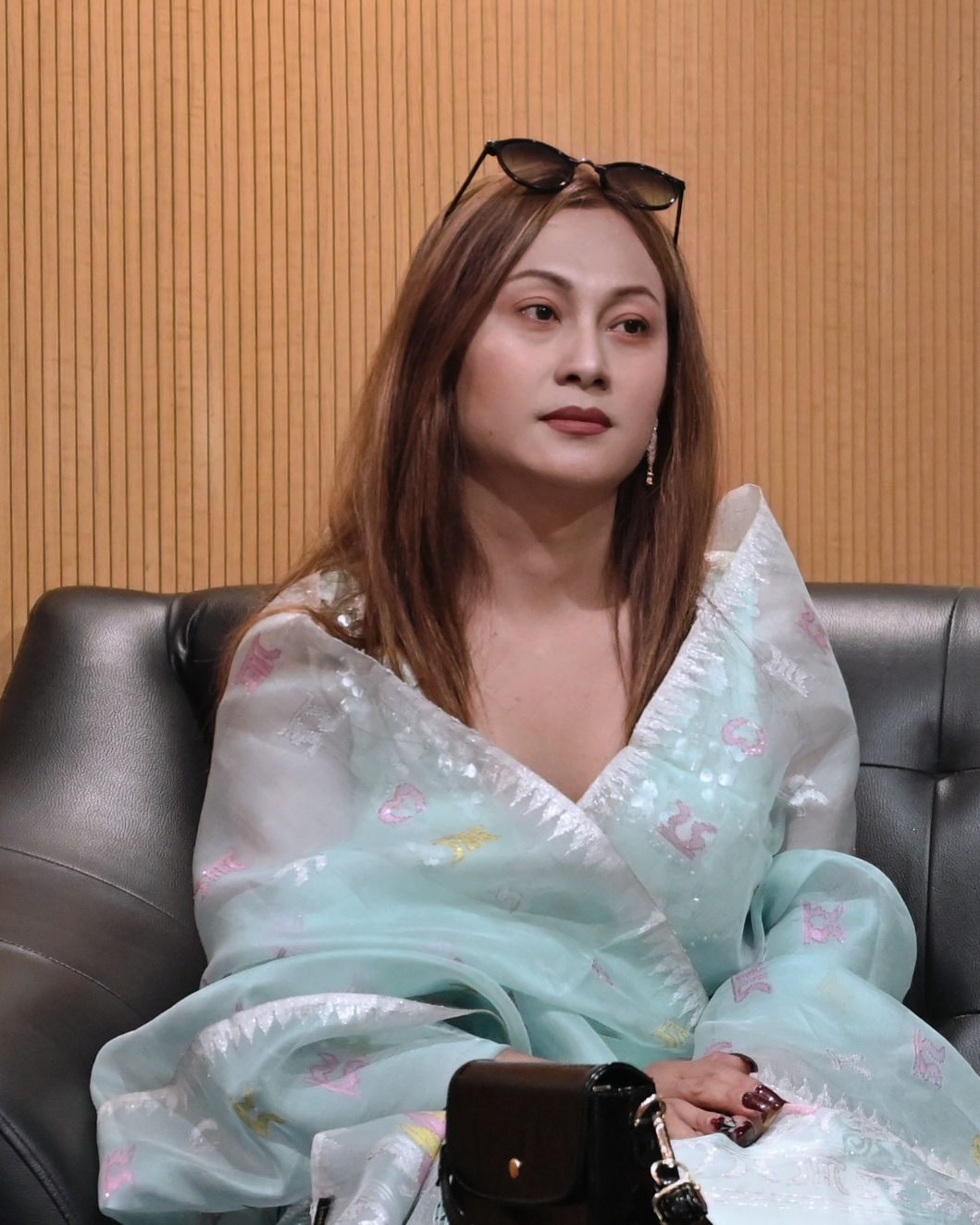
بیشش هیورم
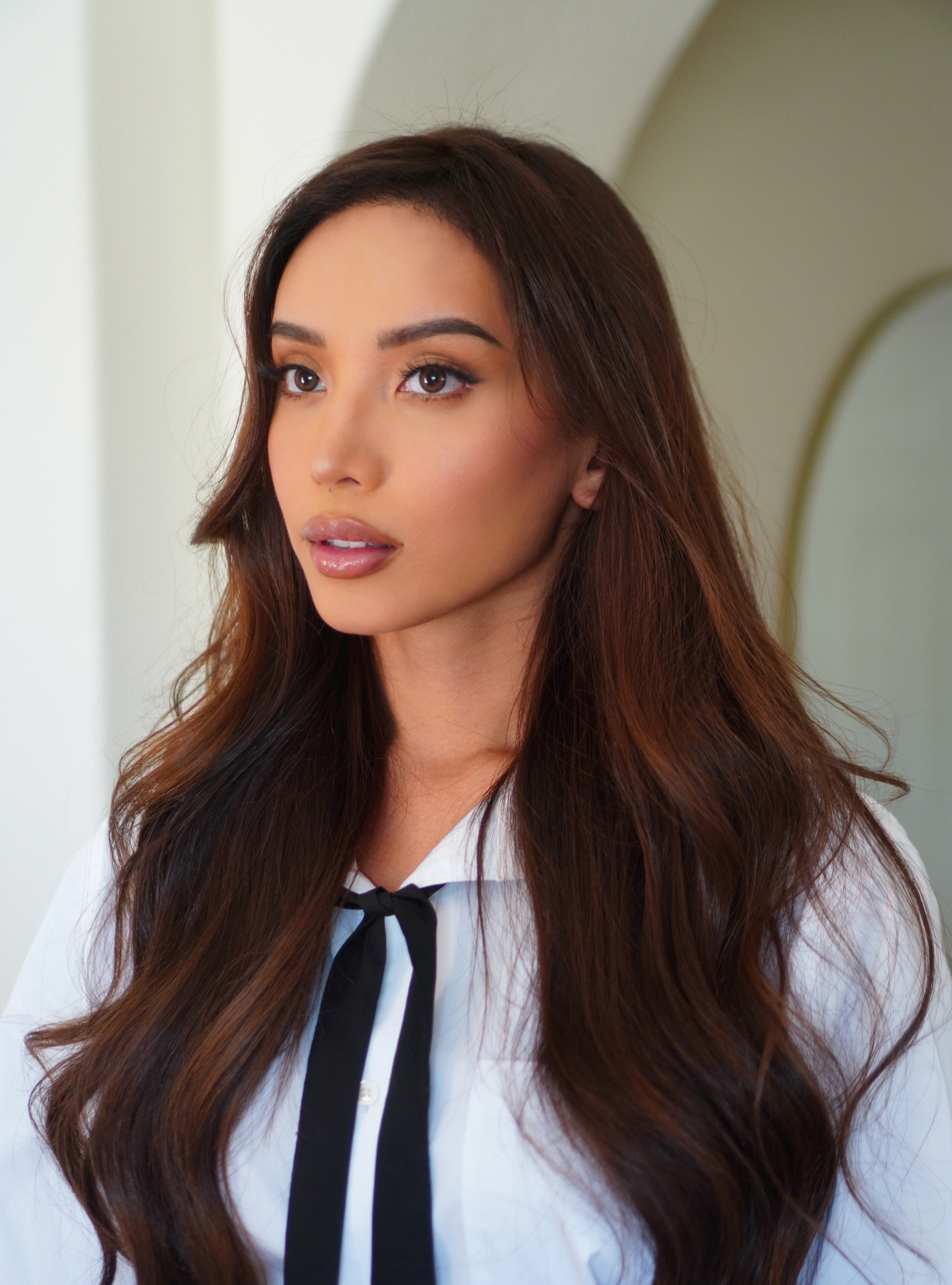
کاتالونا انریکز
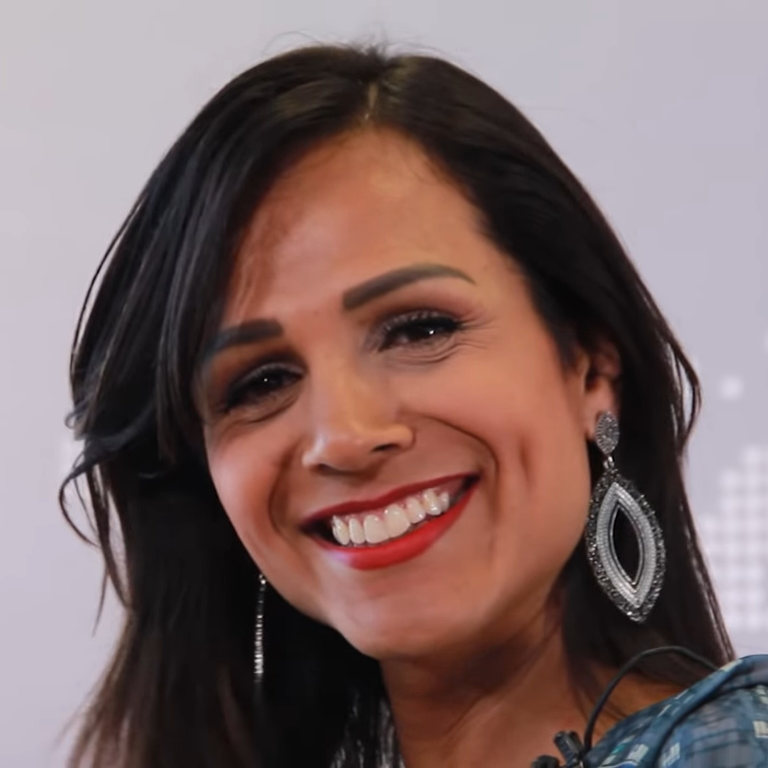
مورگانا لاو
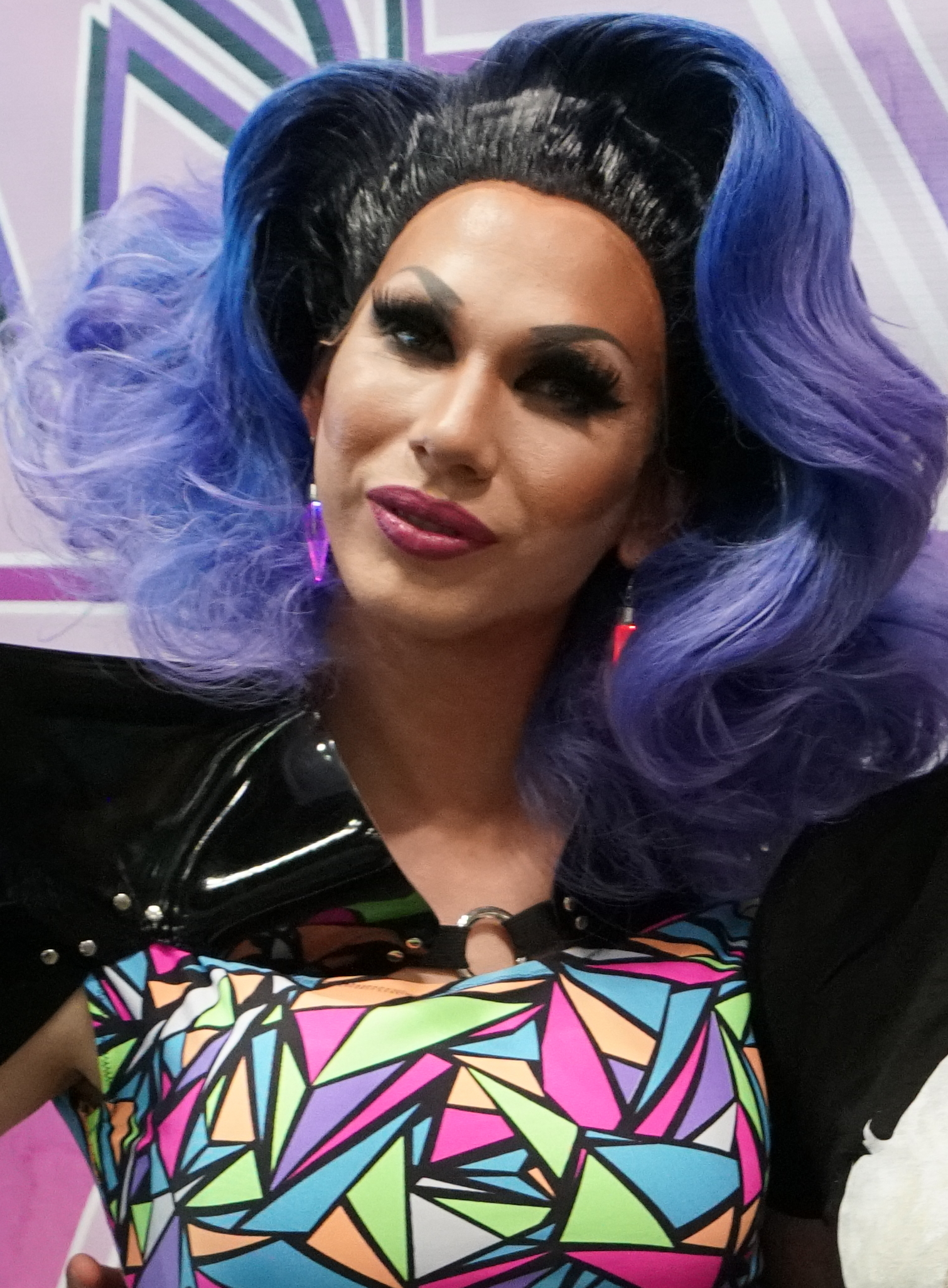
جید جولی
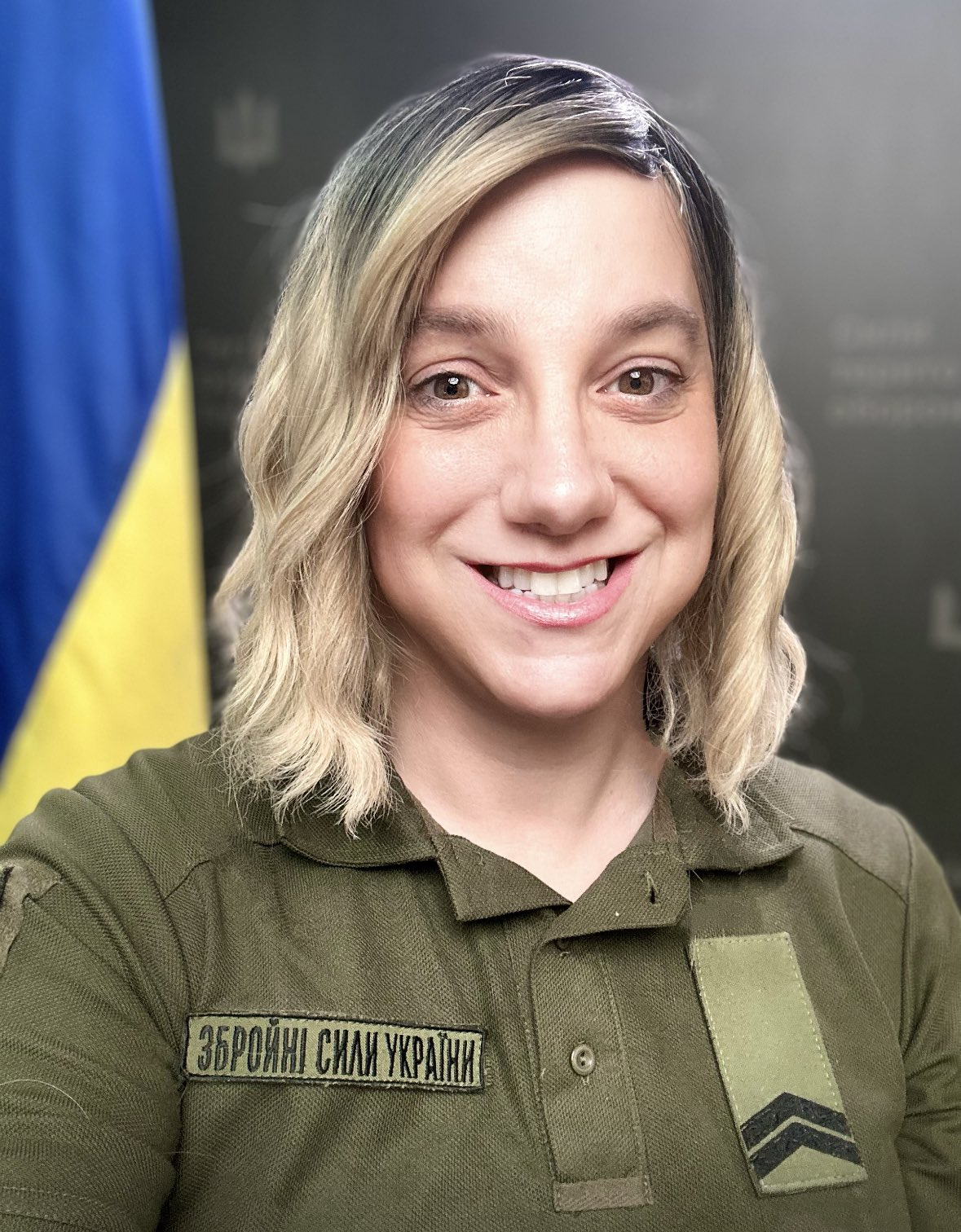
سارا اشتون-سیریلو
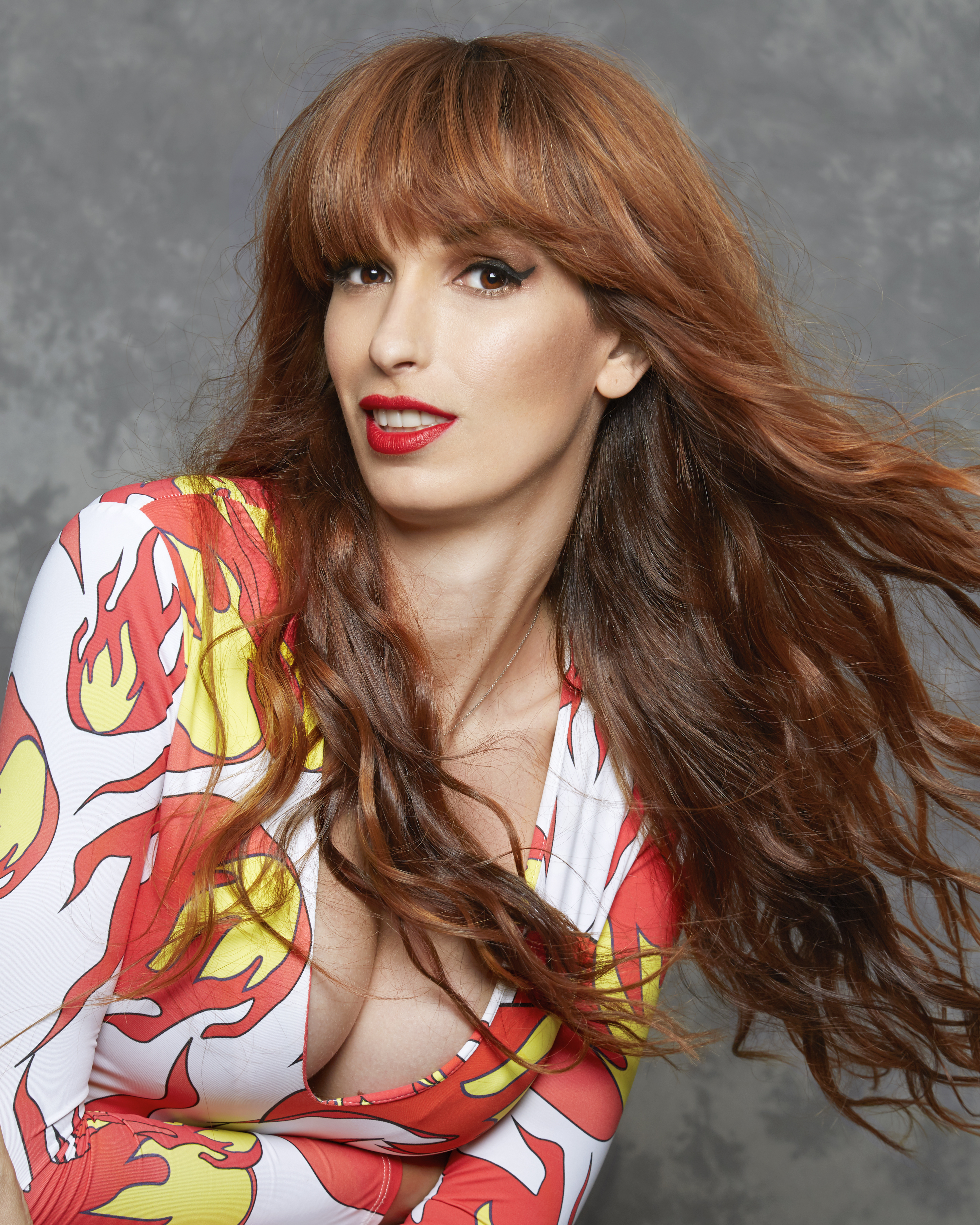
والریا وگاس
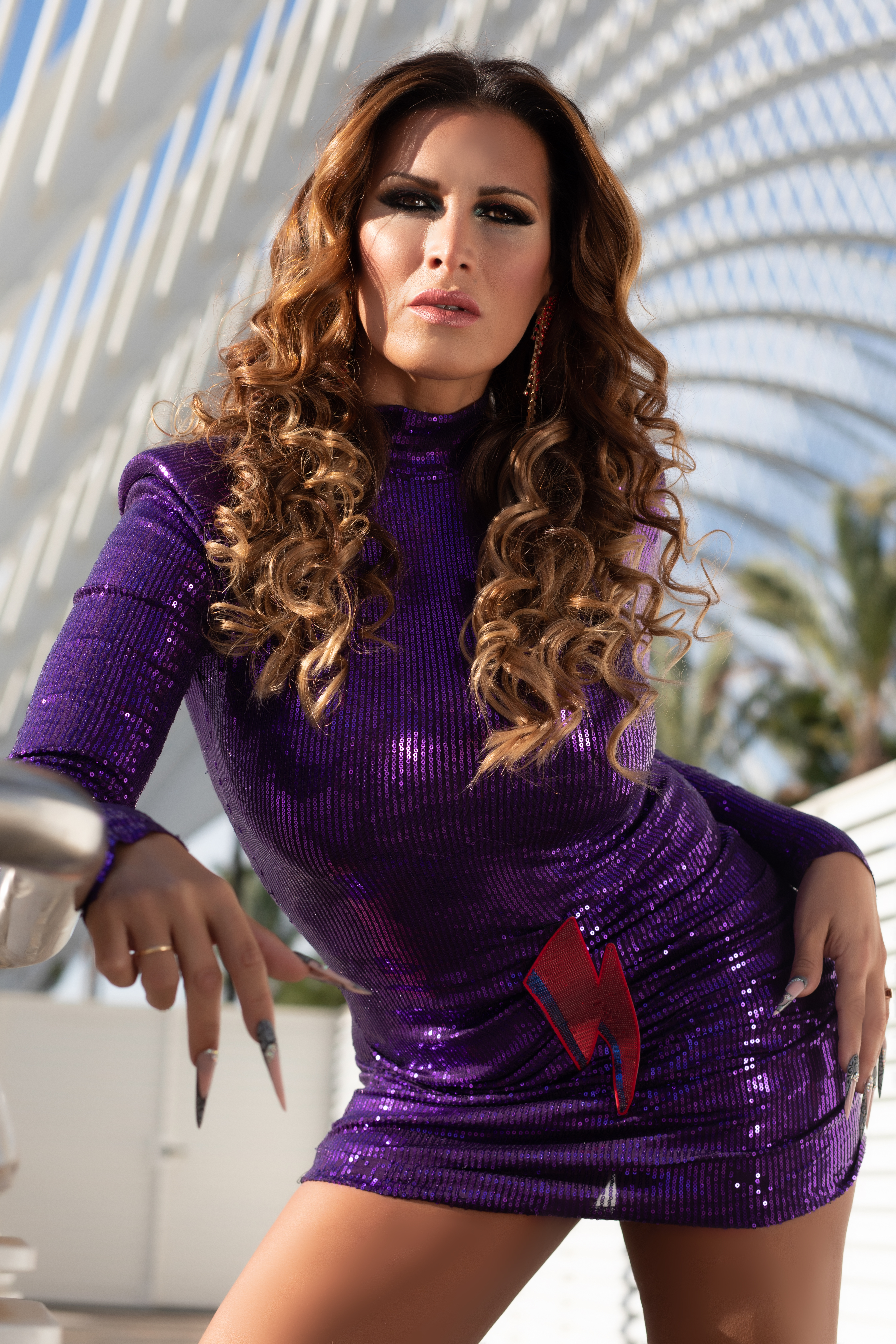
لارا ساخن
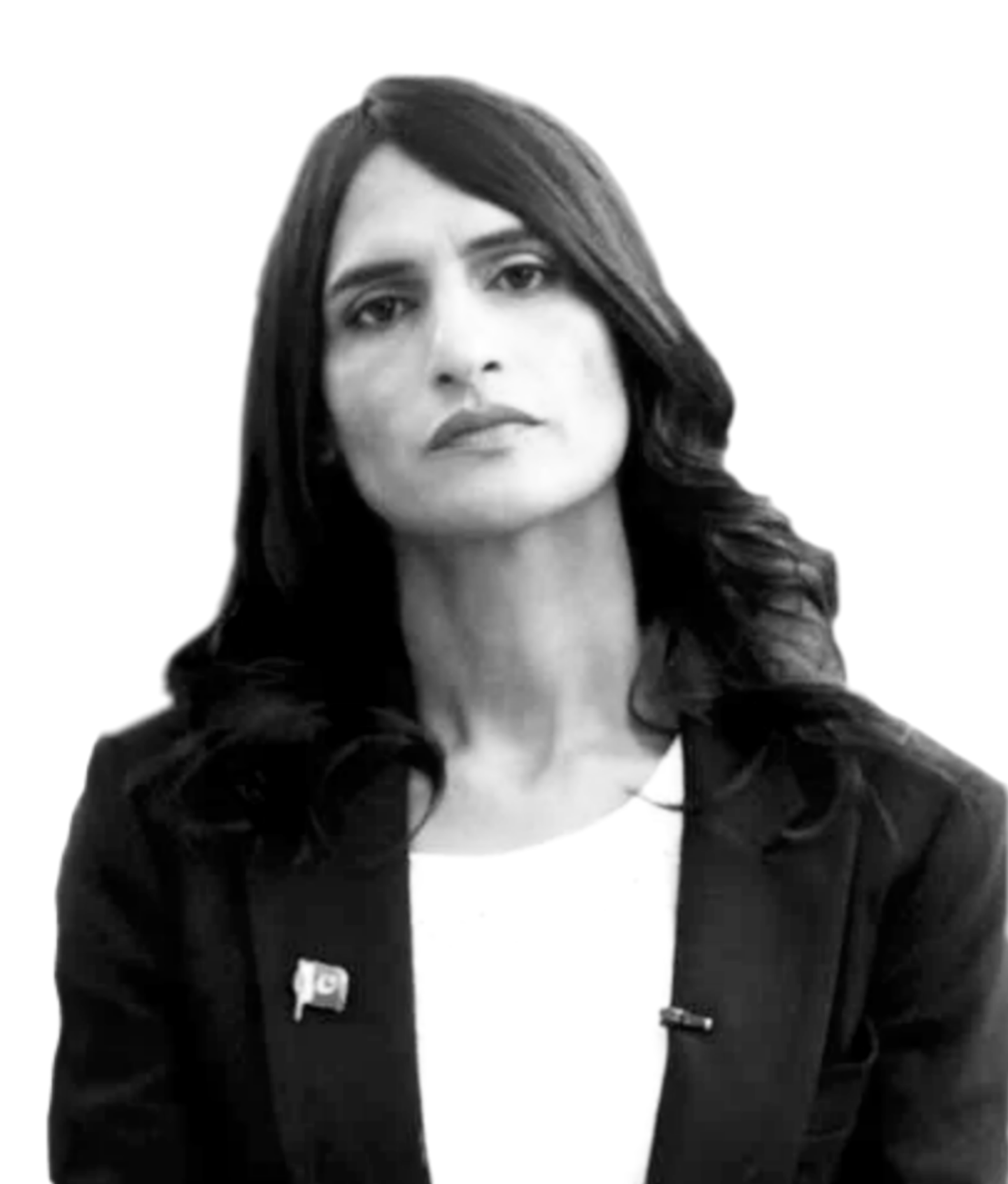
نیشا رائو
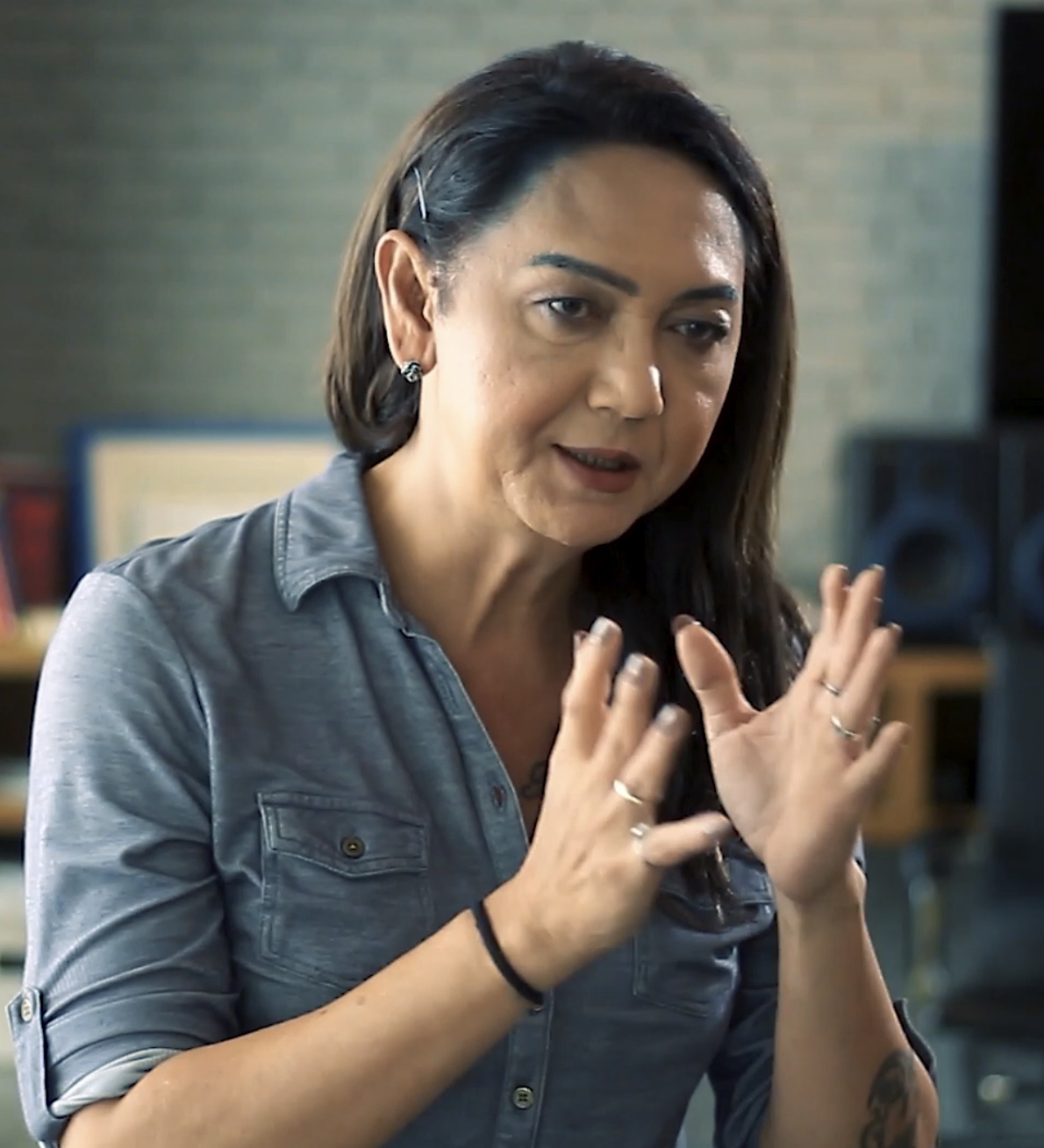
پائولین نارمپرینگ
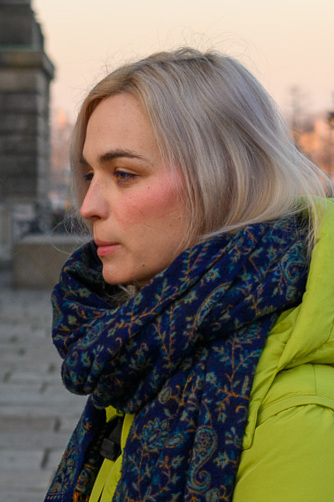
نایک اسلاویک
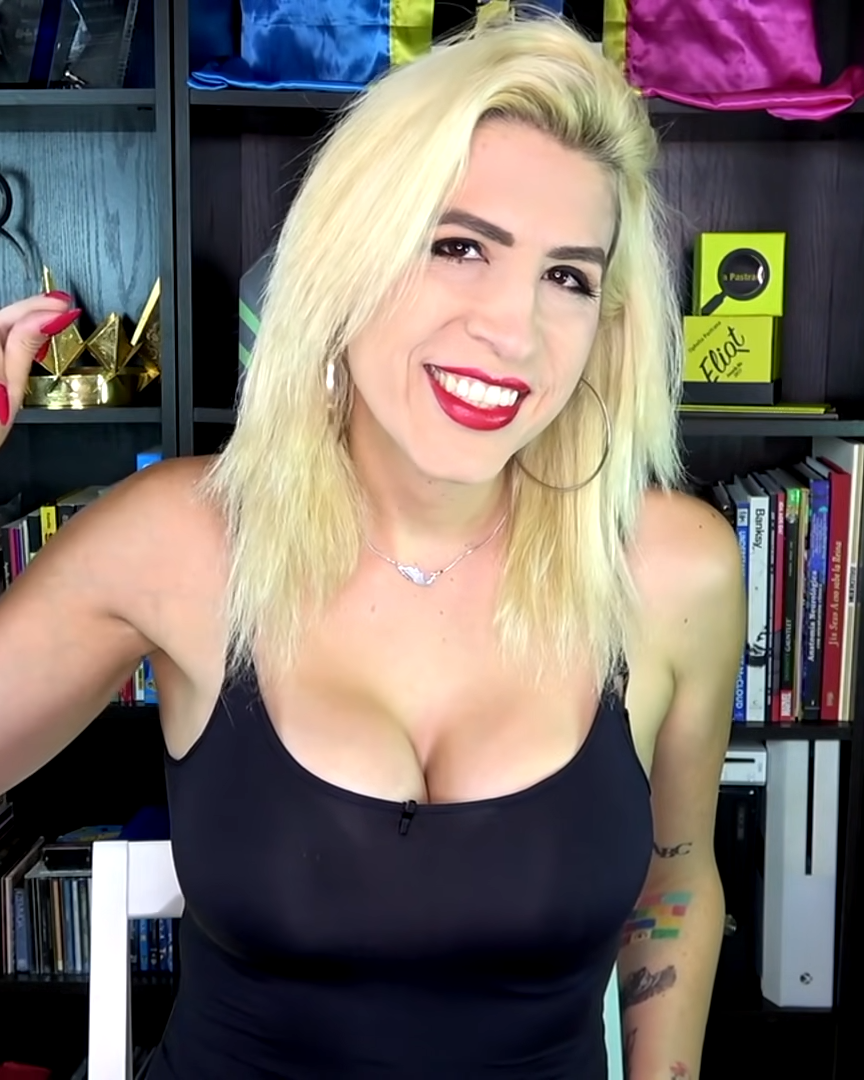
اوفلیا پاستارانا
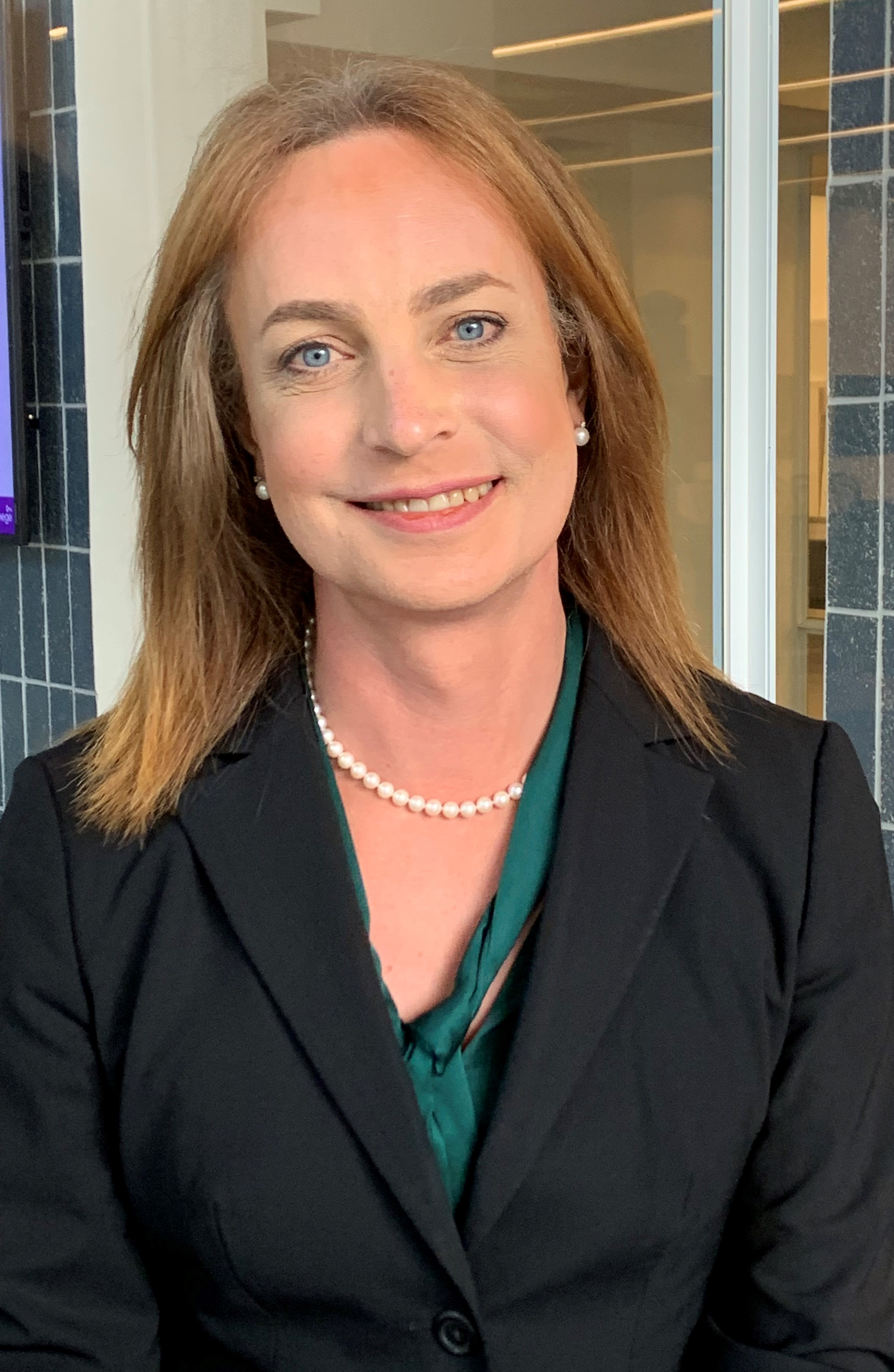
کرولاین فاربرگر
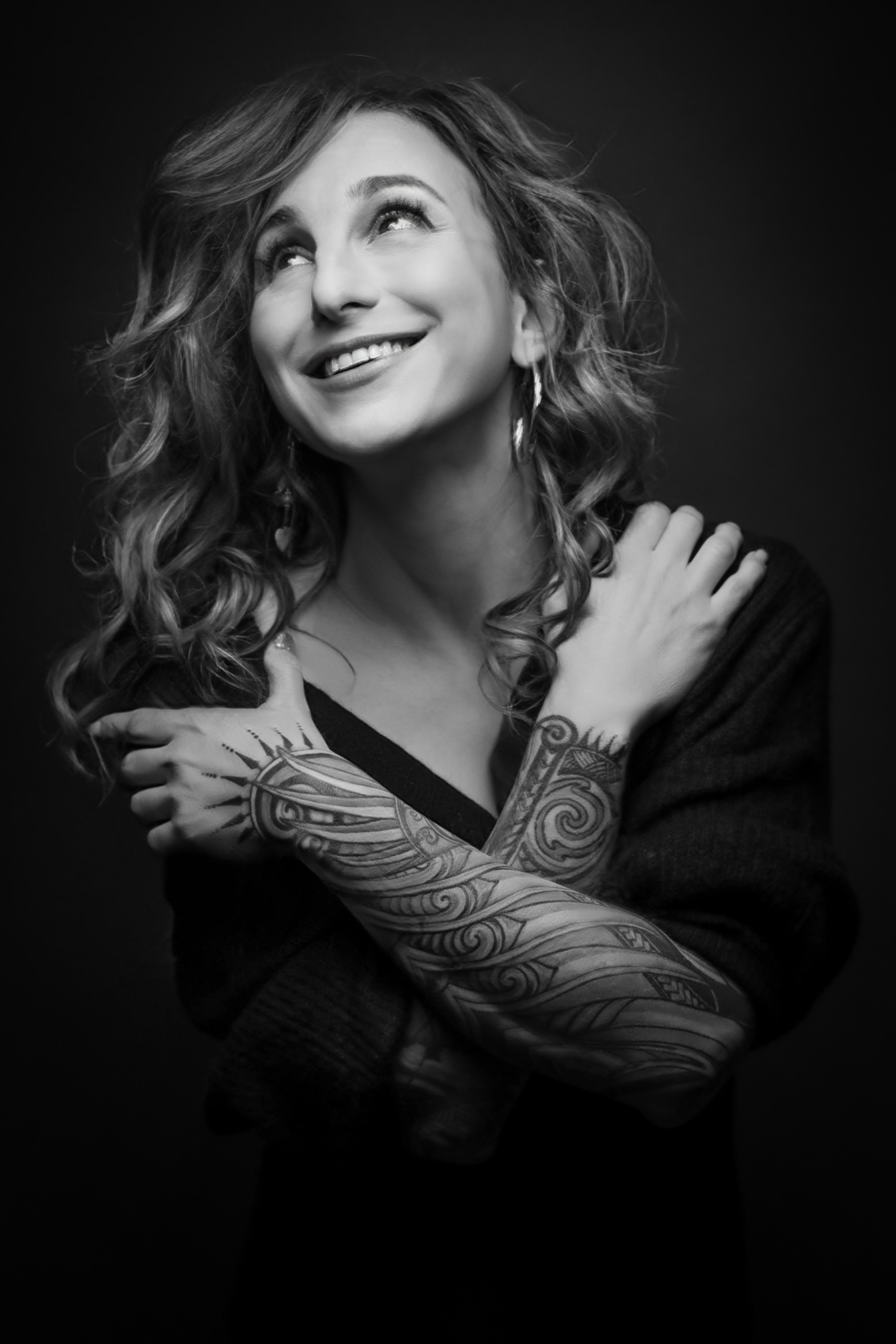
اولیویا سیاپا
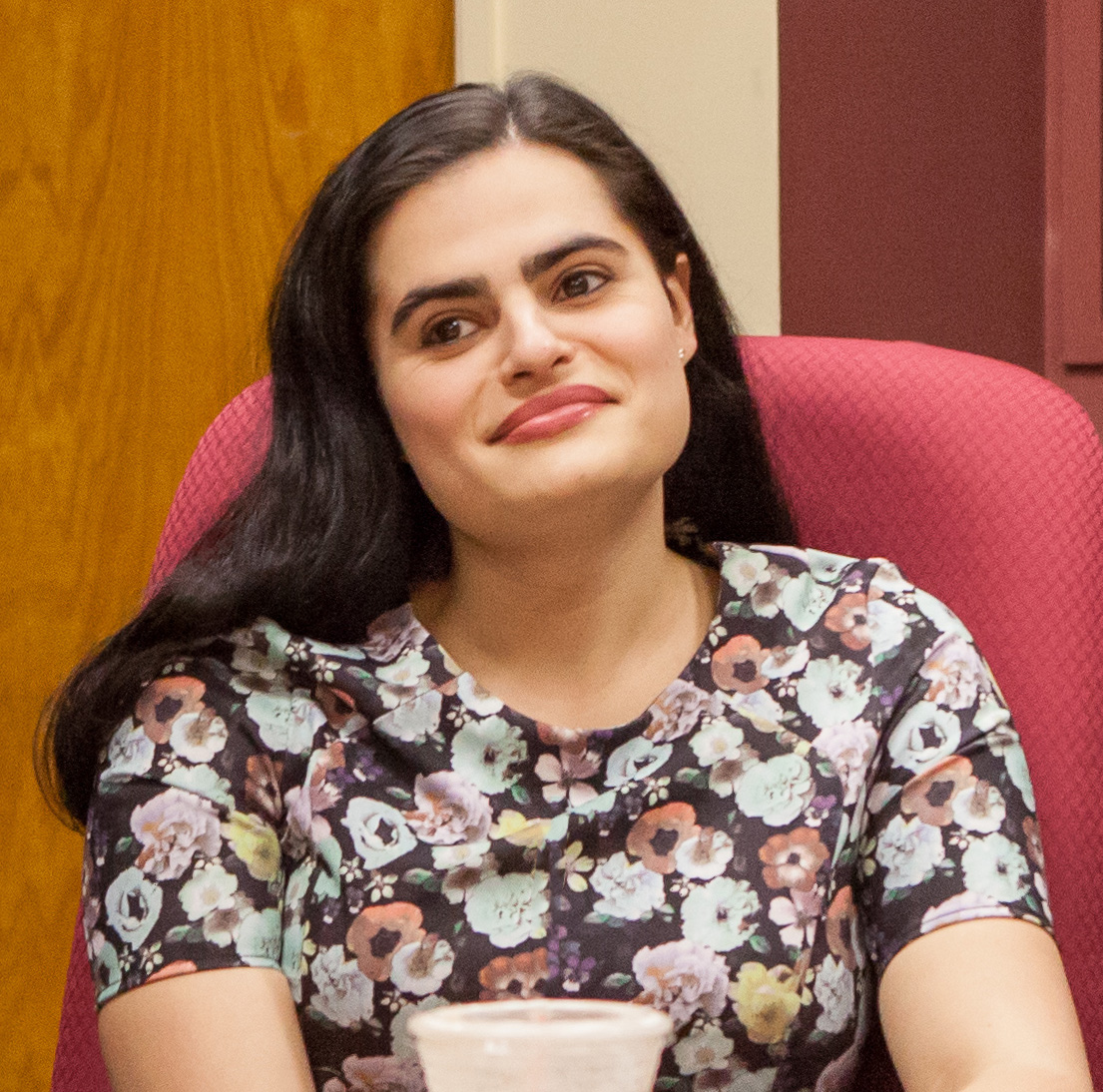
ناوا مائو
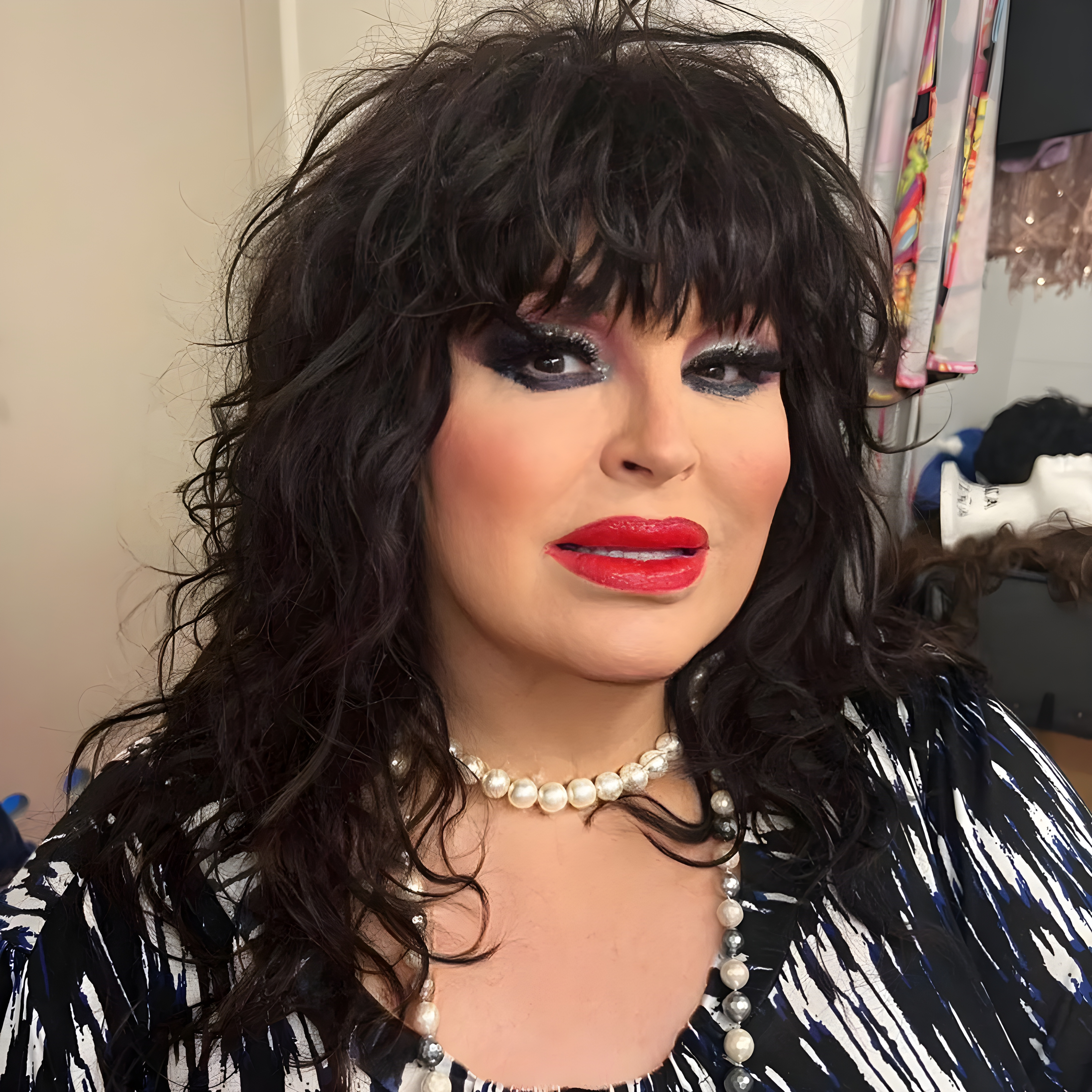
پاکا لا پیرانیا
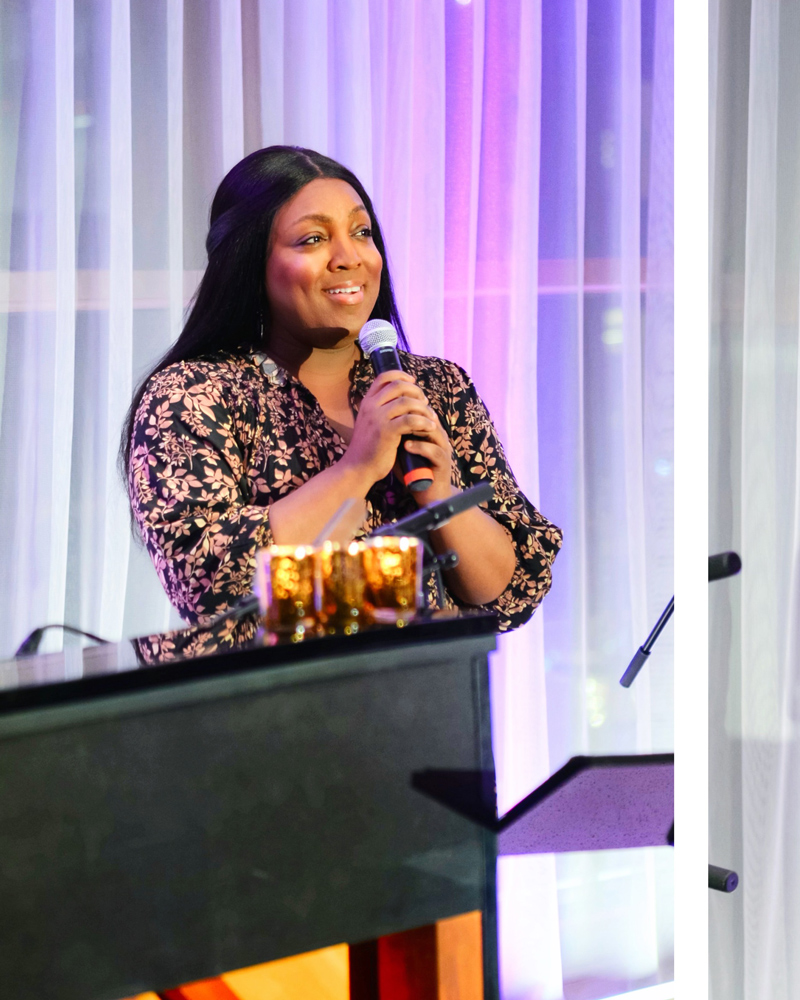
ال مورگان لی
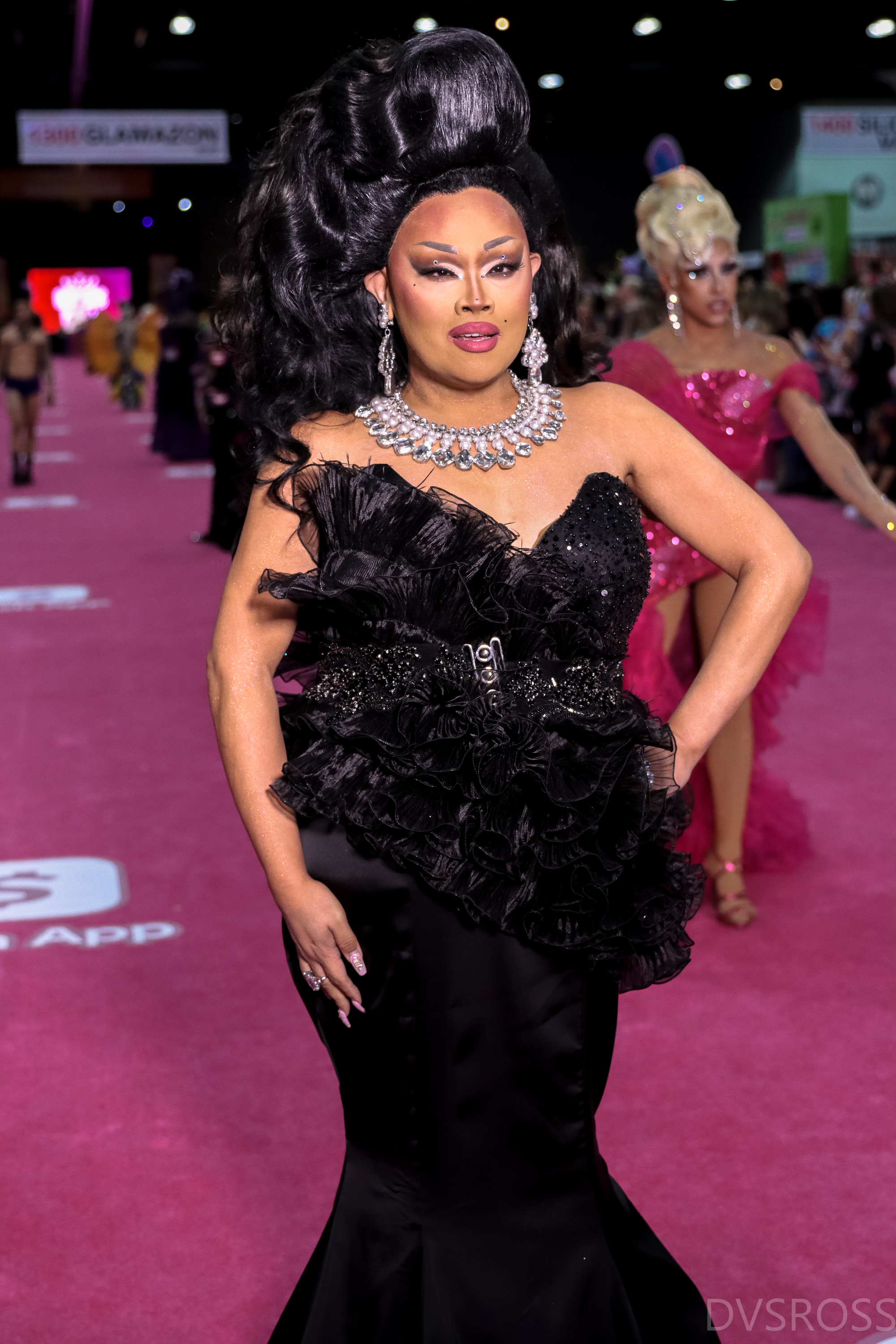
جیگلی کالینته
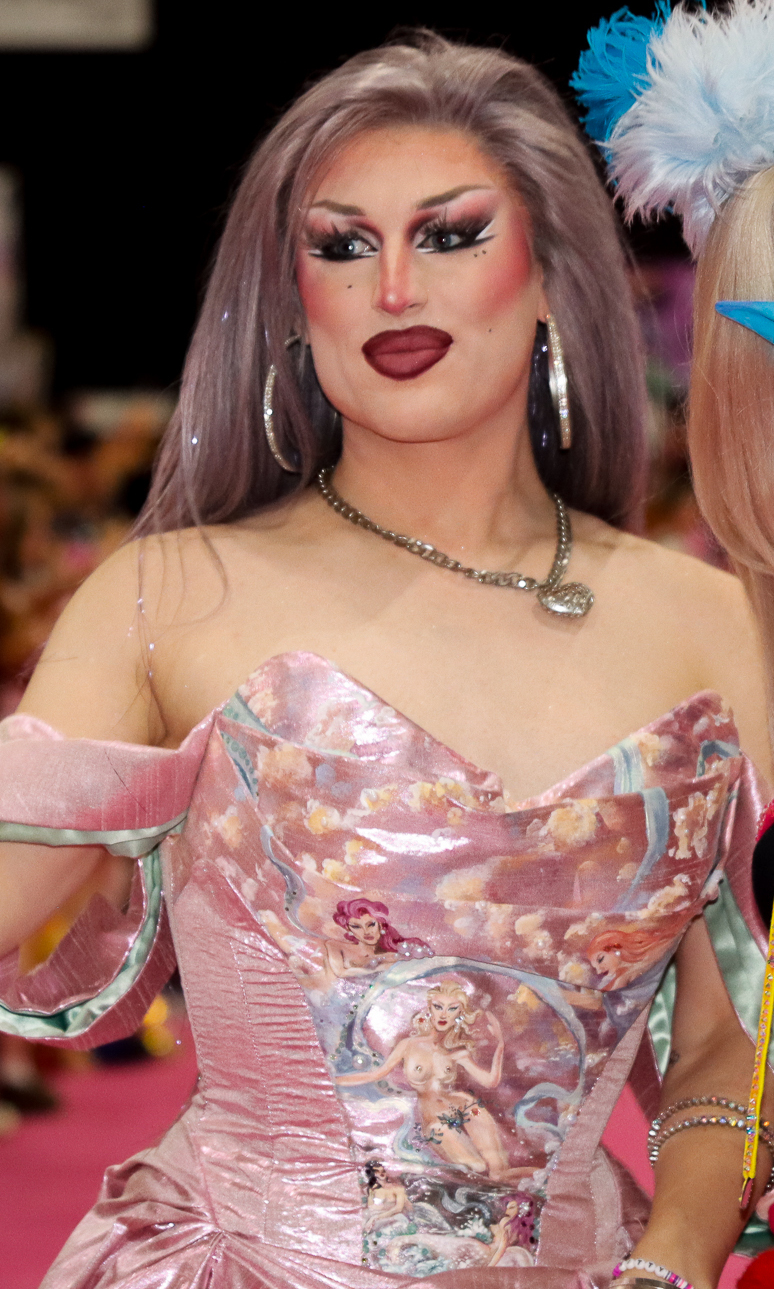
آماندا توری میتینگ
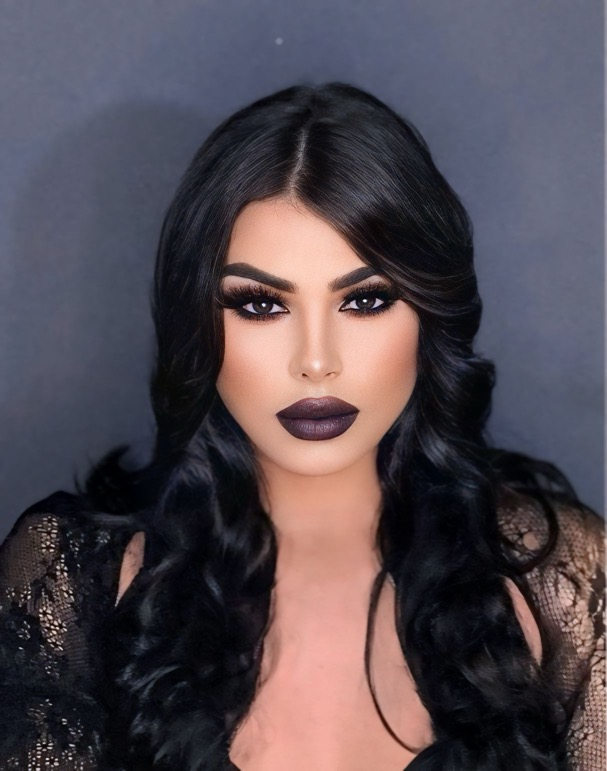
سوفیا بارکلی
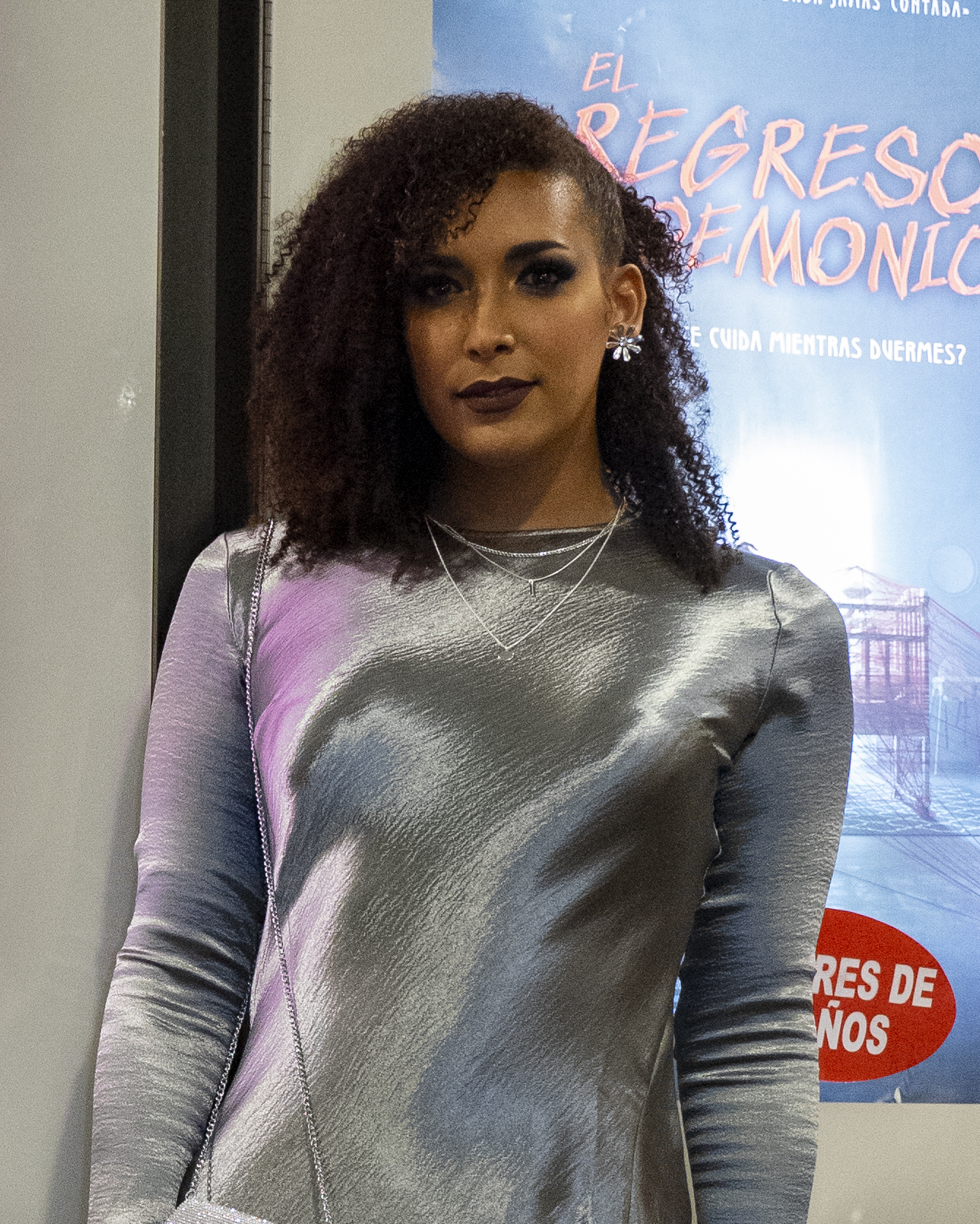
خاویرا آرنیلاس
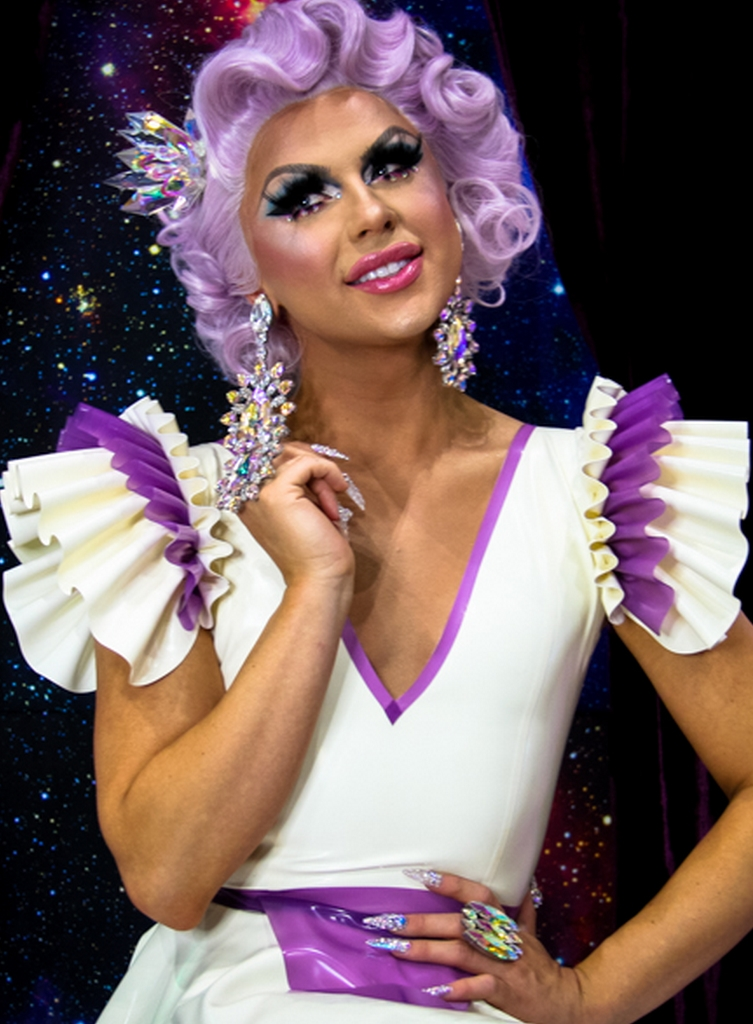
فارا موآن
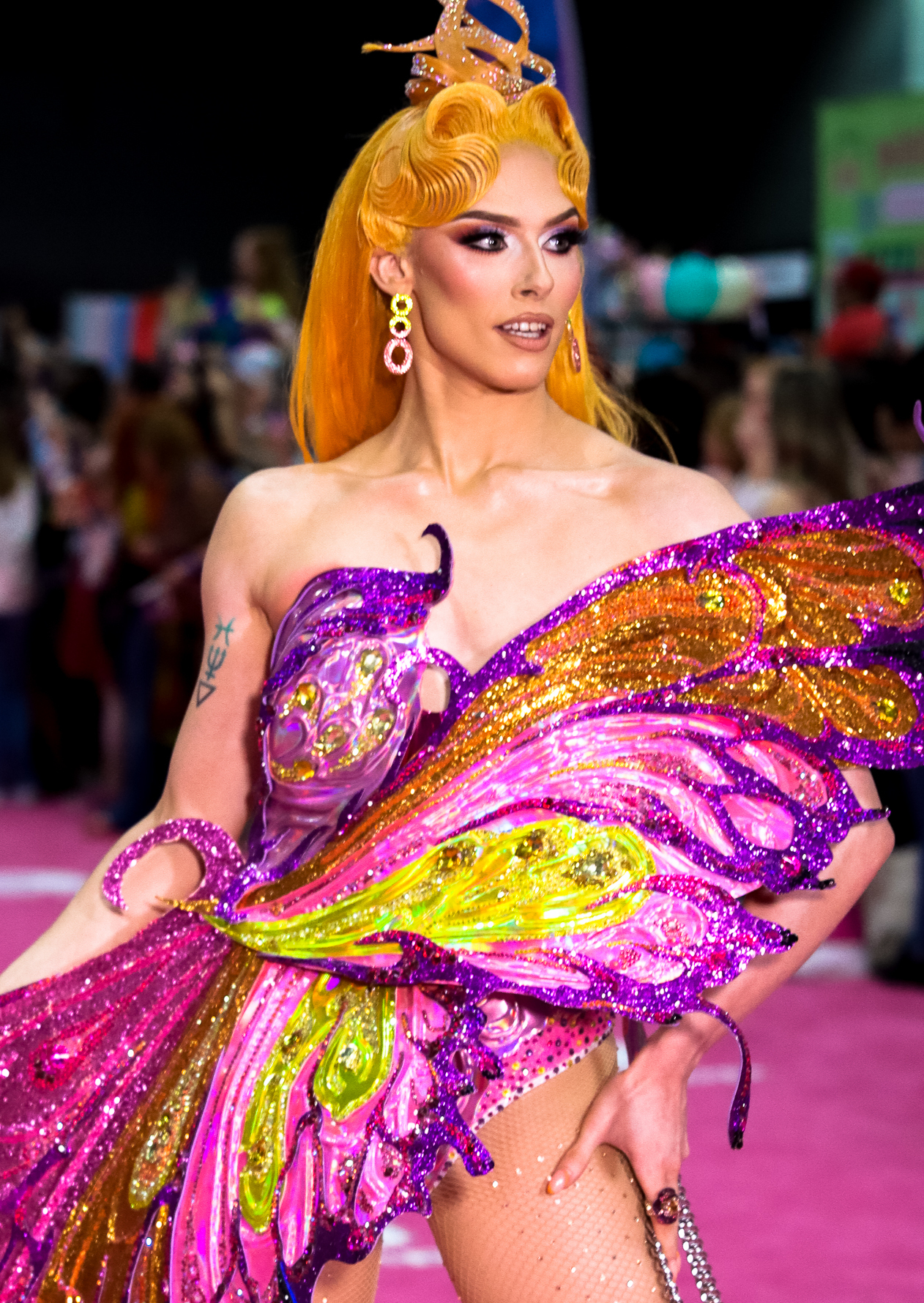
جاسمین کندی
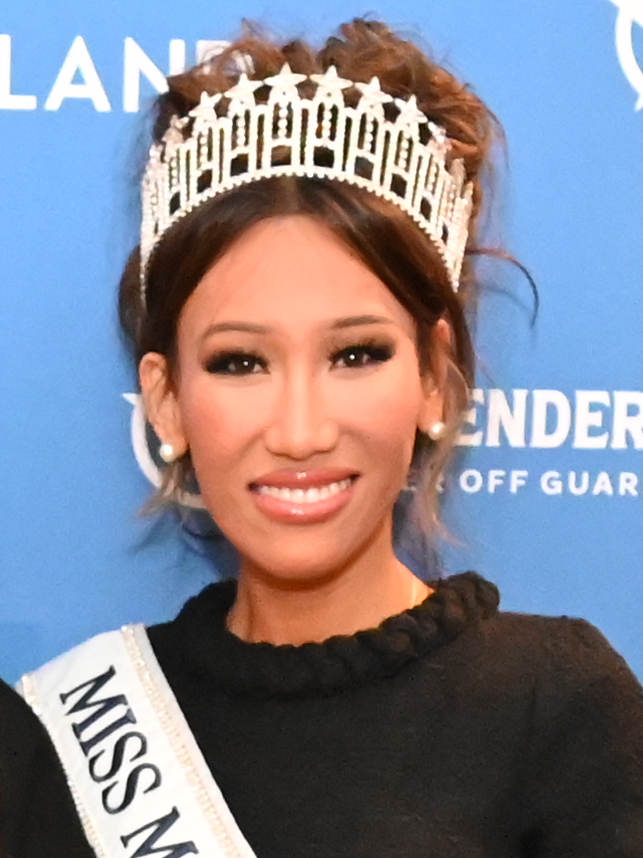
بیلی آن کندی
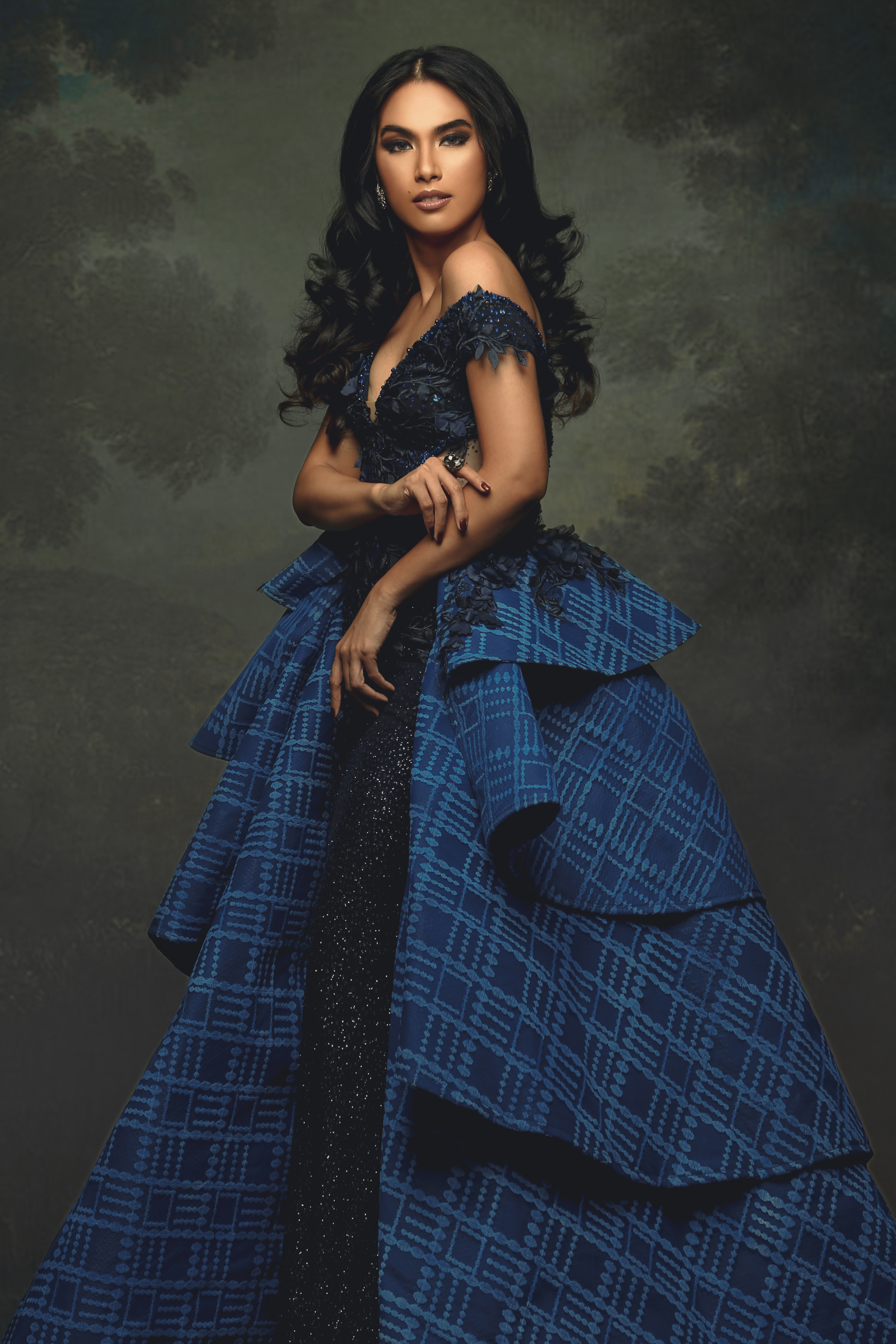
ملا حابیجان، دوشیزه ترنس جهانی در سال ۲۰۲۰
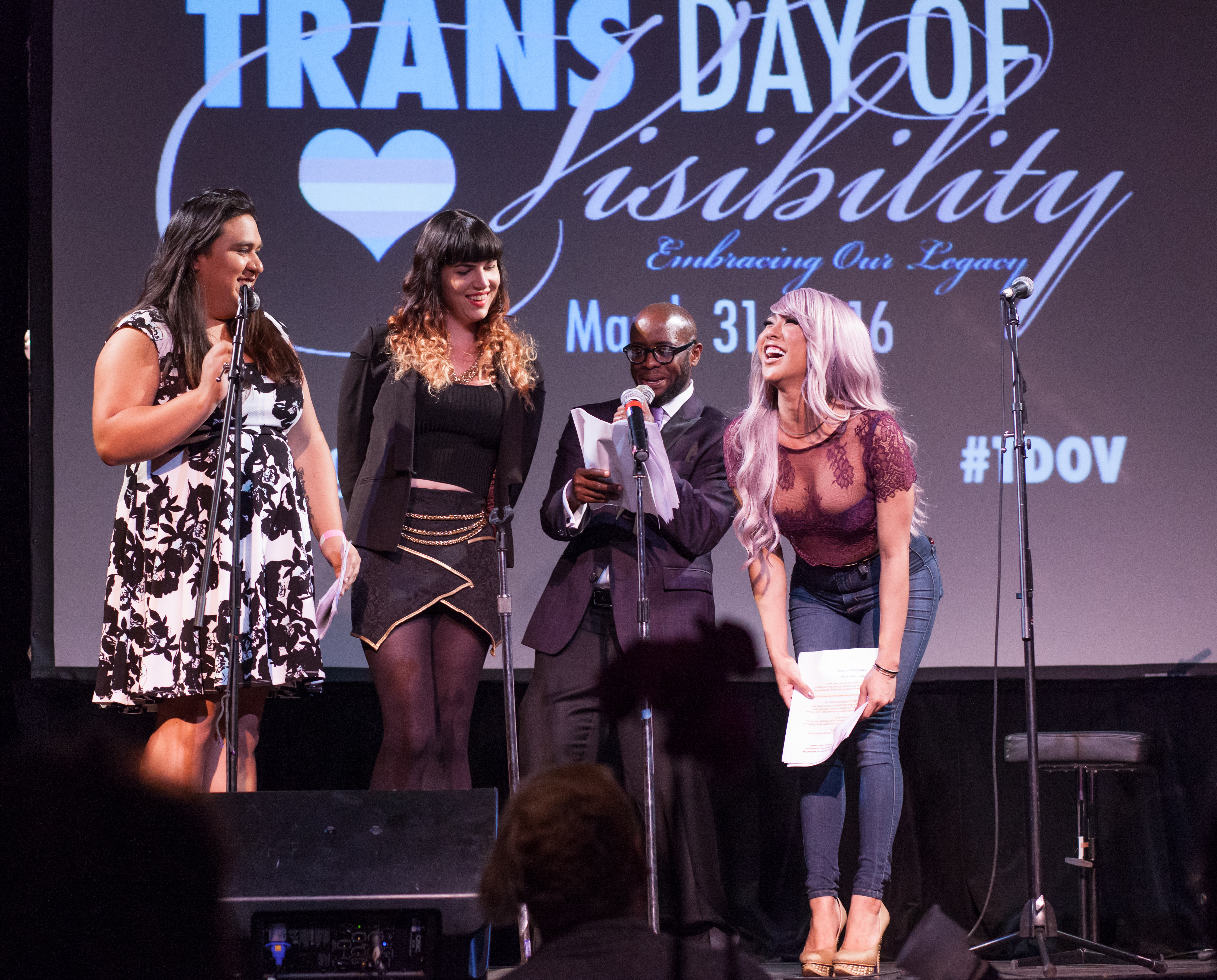
مراسم روز تراجنسیتی

- رها آجودانی
- کاساندرا کاس
- آپریل اشلی
- مدی بلاستاین
- ریوین کانل
- کارولینا کاسی
- جورجینا بیر
- کریستینه یورگنسن
- جکی کورتیس
- آماندا لیپوره
- میمی مارکس
- دیردری مک‌کلوسکی
- کیم کوکو ایواموتو
- روبرتا کلوز
- مارجه سیسکو آلتو
- آدرت
- آلکسیس آرکت
- پاتریسیا آرائوژو
- وندی کارلوس
- آنا گرودزکا
- چلسی منینگ
- رنه ریچاردز
- سوفی ویلسون
- خواهران واچوفسکی
- هیمه توسکینو
- جنت ماک
- اوا رابینز
- آمازون ایو
- کلی وندر ور
- جنیفر لیتهام
- ورونیک رنارد
- آتورا ناکامورا
- جنی هیلوداکی
- جنی بیلی
- میریام ریورا
- میکی میزواسا
- پاتریسیا آرائوژو
- میریام
- لوایزا لامرز
- کایو ساتو
- میشلن مونتروی
- آیانا تسوباکی
- تریکسی ماریستلا
- پیادا اینتهوونگ
- لی سی-یئون
- چویی هان-بیت
- آلیسا لئو
- آیتا سوزری
- هیزل تاکر
- آنا گرودزکا
- تریچادا پتچارت
- بولنت ارسوی
- کیتلین جنر
- مدی تیلور
- چن لیلی
- دانیکا روئم
- سایه افضلی
- بابی دارلینگ
- تریس لیست
- بلر وایت
- تی اس مدیسون
- هانی دیجون
- هیلی سحر
- زکری دروکر
- استف سانجاتی
- میلا جم
- هالی وودلان
- آناستازیا میکلسدوتر
- لیانا بلوم
- شاکینا نایفاک
- کامیلا سوسا ویادا
- لیدی
- آنوهنی
- میکی بلانکو
- الیسا کرامپتون
- پاتریسیا ریبرو
- جنسیس پی-اوریدج
- نومی رویز
- گوین راینا روسم
- سونجا ساجزور
- برانا سینکلیر
- یولادا سویانیوت
- رز ونکاتسان
- کارلا آنتونلی
- آنجلیکا راس
- ربکا روت
- ویچی لین
- ایندیا مور
- فیلیپا یورک
- روبرتا کاول
- آجیتا ویلسون
- وندی ویلیامز
- کرن دیور
- پپرمینت
- کالکی سوبرامانیام
- چارلی کریستینا مارتین
- کیتلین کیرنان
- الیانا روباشکین
- جولیانا فارفالا
- اسکارلت
- کیت کریگ-وود
- تسا گانسرر
- لوریل لندن
- اشلی ماری پرستون
- جورجی استون
- سارا براون
- لیلی مدیگان
- زوئی تور
- والنتینا سامپایو
- هانتر شیفر
- کندی دارلینگ
- اینس رائو
- ایوان
- الخاندرا بوگه
- جسیکا آلوز
- آرکا
- کامیل کابرال
- ناتالی ون گوگ
- مارا کیسلینگ
- پترا دی ساتر
- ویتوریا اسکیزانو
- کارلا سوفیا گاسکون
- دومین خاویر
- پتی هریسون
- جونو داوسون
- میشل هندلی
- رین والدز
- جوزی توتا
- تامی دورفمن
- لورل هوبارد
- لاگانجا استرانجا
- لیلی هانسون
- نایک اسلاویک
- اینس رائو
- ابیگل ثورن
- گابی تافت
- لولا رودریگز
- سوزی شوک
- کریس میرو
- بابریسکی
- ساندرا فورگه
- کریستین هالکوئیست
- جنیست گوتیرز
- آنجل آنانگ
- جسیکا پلات
- هانده کادر
- جازل باربی رویال
- جرالدین رومن
- شان اسکالی
- برایانا وستبروک
- جنل ژاکیز
- الی ارلیک
- لوسیا لوکاس
- مارا لا توره
- کیمبرلی رید
- مارتین روتبلات
- کارا کانینگهام
- شنل سانتینی
- دومینو پریسلی
- کیسی کیسز
- امبر مک‌لافلین
- اوبری کیت
- کرن دیور
- ژولیت ژاک
- ام.جی. باست
- پویا محسنی
- شایا گلدوست
- امین ماهر
- ربکا آلیسون
- سوزان استرایکر
- ریچل پولاک
- جسی جیمز کایتل
- لیا توماس
- امیلیا شاتز
- امیلیا اشنایدر
- الکساندرا لارسن
- کارمن گارسیا د مرلو
- آیاکو فوچیگامی
- شون فی
- ایزابلا سانتیاگو
- کاتالونا انریکز
- کریستین برنز
- کلارا سورنتی
- آنجلا پونسه
- جنای کروک
- سلین جیرجی
- ملی بندلی
- تالیسا گارسیا
- علینه خان
- آریل نیکلسون
- آریس وانزر
- شایرا روی
- دیلن مولوینی
- شادی پتوسکی
- چالا آکالین
- رمل علی
- می سایمون لیفشیتز
- اریکا هیلتون
- ازرا فورمن
- تروی موران
- اتل کین
- ال مورگان لی
- اسمرای زینب اوزادیکتی
- آلانا مک‌لافلین
- مونیکا بورلی هیلز
- برایانا تیتون
- تورمالین
- کندی دارلینگ
- امیرا د اسپین
- زیون مورنو
- یاسمین فینی
- دایان رودریگز
- لیلا استار اسکادا
- لوسینتا لونا
- آیا کامیکاوا
- ایو لیندلی
- کامی سید
- سیری لهلند
- فونگ ترونگ ترن دای
- سولانژ دکر
- فوشیا آن راونا
- کوین بالوت
- ماریا لوپز
- سوفیا هاچینز
- لوکس پاسکال
- نائومی
- میسی رادمن
- نوآ-لین ون لوون
- غزال دالیوال
- سیهان آرمان
- بریتنی منسون
- آنیش شث
- کاتالینا مارسانو
- ماتیلدا هوگبرگ
- ادن استرادا
- آدری تانگ
- جولیا سرانو
- جین ریموور

## مردان ترنس سرشناس
- جیکوب اندرسن مینشال
- بن برس
- چز بونو
- آلن ال هارت
- برندون تینا
- مورگانا دیویس
- الیا گرین
- کارولین کوماهارا
- الیوت پیج
- جیک زایرس
- کریستین اند د کوئینز
- کارل ام بائر
- سامان ارسطو
- مازیار لرستانی
- امانوئله کریالسه
- شیکی آئوکی
- نانائه کورونه
- مونیکا دل رییل
- پل پرسیادو